# Liste der Kulturdenkmale in Bobritzsch-Hilbersdorf

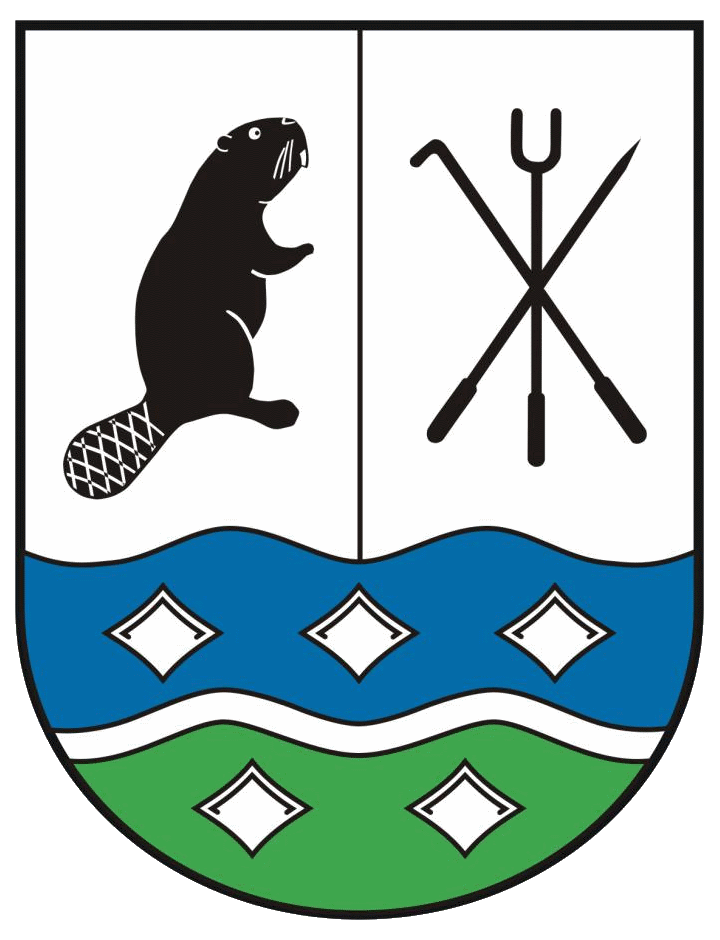
Wappen von Bobritzsch-Hilbersdorf

In der Liste der Kulturdenkmale in Bobritzsch-Hilbersdorf sind die Kulturdenkmale der sächsischen Gemeinde Bobritzsch-Hilbersdorf verzeichnet, die bis Juli 2022 vom Landesamt für Denkmalpflege Sachsen erfasst wurden (ohne archäologische Kulturdenkmale). Die Anmerkungen sind zu beachten.
Diese Aufzählung ist eine Teilmenge der Liste der Kulturdenkmale im Landkreis Mittelsachsen.

## Hilbersdorf
| Bild                                    | Bezeichnung | Lage | Datierung | Beschreibung | ID       |
| --------------------------------------- | --- | --- | --- | --- | -------- |
| Weitere Bilder                          | Eisenbahnviadukt über die Freiberger Mulde (Viadukt Muldenhütten) | (Flurstück 450/3) (Karte) | 1860/1861 | Achtbogige Eisenbahnbrücke der Bahnstrecke Dresden–Werdau über die Mulde mit Gestaltungselementen (siehe auch Freiberg, südwestlicher Teil der Brücke in der Gemarkung Zug, 09304644), landschaftsbildprägendes Ingenieurbauwerk, Zeugnis der Eisenbahngeschichte (Streckenerschließung), zudem baugeschichtlich von Bedeutung, seit 2019 zugehörig zur Pufferzone des UNESCO-Welterbes Montanregion Erzgebirge/Krušnohoří | 08991545 |
| Direkt Bild zu diesem Denkmal hochladen | Altbergbaugebiet Rammelsberg (Sachgesamtheit), Freiberger Revier | (Flurstücke 251, 253, 254, 258g, 258i, 258h, 304/2, 333/11, 333/12, 333/13, 333/21, 333/9, 350, 352, 401/48, 405/1, 430/1, 436/1, 494/1, 502a, 502b, 502c, 502d, 503, 504a, 505, 506, 508c, 509, 511, 512, 516, 519/2, 527, 528, 588) (Karte) | 15. Jahrhundert bis ca. 1950 (Bergbauaktivitäten im Revier)                                                                                   | Sachgesamtheit Altbergbaugebiet Rammelsberg: Bergbaufolgelandschaft mit Halden und Bingen, Halden- und Bingenzügen, mehreren Huthäusern, Resten von Kunstgräben, Bergbauteichen und Stolln im Gebiet der Gemeinde Bobritzsch-Hilbersdorf mit den zugehörigen Ortsteilen Hilbersdorf und Niederbobritzsch sowie der Gemeinde Weißenborn/Erzgeborene mit dem zugehörigen Ortsteil Weißenborn, davon gehören zum Teilabschnitt Ortsteil Hilbersdorf: die Einzeldenkmale ehemaliges Huthaus (ohne Anbauten), Halde mit Mauerresten des Treibehauses sowie weitere (Halden-)Stützmauern (Am Friedrich 1, 08991544) und die Sachgesamtheitsteile Halden, Bingen, Halden- und Bingenzüge sowie Teichdämme; Altbergbaugebiet Rammelsberg und Schieferleithe mit einer Vielzahl von kleinen Halden und Bingen auf den Fluren von Hilbersdorf, Niederbobritzsch und Weißenborn, wichtiges frühes Abbaugebiet des Freiberger Reviers mit Blütezeit im 16. Jahrhundert, in dieser Zeit auch reger Zinnbergbau, Hauptbergbau auf Silber, Kupfer und Blei, Abbautätigkeiten von wenigen Gruben noch bis ins 19. Jahrhundert hinein, zuletzt Erzerkundungsarbeiten durch die SDAG Wismut nach 1945, von ortsgeschichtlicher, bergbaugeschichtlicher und landschaftsprägender Bedeutung (siehe auch 09306040 im Ortsteil Niederbobritzsch und 09306041 in Weißenborn), seit 2019 zugehörig zur Pufferzone des UNESCO-Welterbes Montanregion Erzgebirge/Krušnohoři        | 09306039 |
| Weitere Bilder                          | Produktionsgelände der „Alten Dynamit“ mit Erdwallanlagen, Verbindungsgängen, Stützmauern, teils unterirdischen Entwässerungsanlagen sowie einem TNT-Lagerraum, dazu das ehemalige Pförtnerhaus (ohne Anbau), Reste der Kopframpe, einer Eisenbahnbrücke sowie die Trassierung der Zweiggleise (Dresdner Dynamitfabrik A.-G.) | Alte Dynamit (Alte Dynamit 1) (Karte) | 1882–1932 (Sprengstofffabrik); 2. Hälfte 19. Jahrhundert (Stützmauer); 1902 (Bahnanschluss)                                                   | Befestigte und unbefestigte trichterförmige Wallanlagen unterschiedlicher Größe sowie zugehörige bauliche Anlagen, diese gehörten zu einem von lediglich zwei sächsischen Dynamit-Produktionsstandorten, als Zeugnisse einer für die sächsische Montanindustrie wichtigen Produktionsstätte von gewerblichem Sprengstoff nach dem Patent Alfred Nobels von großer industriegeschichtlicher und technikgeschichtlicher Bedeutung | 08991570 |
| Direkt Bild zu diesem Denkmal hochladen | Bergkeller | Alte Hauptstraße (Karte) | Vermutlich 18. Jahrhundert | Zeugnis ländlicher Vorratshaltung von heimatgeschichtlichem Wert. Eingang Backstein mit Segmentbogen und Holztür, darüber Mauerwerk aus Schlackesteinen, ursprünglich Grundstück der Alten Hauptstraße 3, Eigentümer unklar, Nutzung des Kellers bis 1955 durch Alte Hauptstraße 2. | 08991524 |
| Direkt Bild zu diesem Denkmal hochladen | Straßenbrücke über den Hilbersdorfer Bach | Alte Hauptstraße (Karte) | 19. Jahrhundert | Bogenbrücke aus Naturstein, baugeschichtlich und verkehrsgeschichtlich von Bedeutung, seitliche Stützmauern aus geschichtetem Naturstein | 08991526 |
| Direkt Bild zu diesem Denkmal hochladen | Häusleranwesen oder Bergarbeiterwohnhaus | Alte Hauptstraße 5 (Karte) | 2. Hälfte 19. Jahrhundert | Spätes Beispiel für ländliche Bauweise mit verbrettertem Fachwerk-Obergeschoss, baugeschichtlich und sozialgeschichtlich von Bedeutung. Erdgeschoss massiv, massiver eingeschossiger Stallanbau mit Pultdach, Obergeschoss mit ursprünglicher Fenstergröße, Kniestock, Satteldach. | 08991521 |
| Direkt Bild zu diesem Denkmal hochladen | Wohnhaus (zeitweise Gemeindeamt) und Scheune | Alte Hauptstraße 8 (Karte) | Um 1720 | Ländliches Wohnhaus mit seltener Fachwerk-Konstruktion (K-Streben), ortshistorisch und hausgeschichtlich von Bedeutung. - Wohnhaus (ehemals Gärtneranwesen?): Erdgeschoss massiv, verändert, Obergeschoss zweiriegeliges Fachwerk mit unregelmäßigem Ständerabstand und K-Streben, Rückseite verbrettert, Fenster mit Sprossung (erneuert), Giebel verbrettert, Krüppelwalmdach, eine Seite verschiefert, zwei liegende bzw. drei Dachfenster (Fachwerk-Konstruktion weitgehend erneuert ?) - Scheune: Holzkonstruktion, verbrettert, eine Giebelseite verkleidet, Satteldach, 1633 erste urkundliche Erwähnung | 08991522 |
| Weitere Bilder                          | Kirche (mit Ausstattung), Kirchhof, Einfriedung des Kirchhofs, Denkmal für die Gefallenen des Ersten Weltkrieges, Gedenkstein „Ehre den Opfern Mai 1945“ sowie Grabmal oder Denkmal (Obelisk vermutlich für Zacharias Wittig)                                                                                                 | Alte Hauptstraße 13 (Karte) | 13. Jahrhundert (Kirche); 17. Jahrhundert (Grabmal Zacharias Wittig); 1767 (Taufstein); 2. Hälfte 18. Jahrhundert (Kanzelaltar); 1907 (Orgel) | Im Kern mittelalterliche Saalkirche mit Ostturm umgeben von altem, später erweitertem Kirchhof mit Denkmal, Gedenkstein und Grabmal, ortsgeschichtlich bzw. baugeschichtlich von großer Bedeutung | 08991511 |
|                                         | Ehemaliges Wohnhaus, später Pfarrhaus | Alte Hauptstraße 13 (Karte) | 1908/09 | Zeittypischer Putzbau mit Mittelrisalit und aufwendigen Werksteingewänden, baugeschichtlich und ortsgeschichtlich von großer Bedeutung. 1908/09 als Wohnhaus an Stelle einer zweiten Scheune erbaut, welche wegen Baufälligkeit abgebrochen wurde. 1926 von der Kirche als Pfarre für 15000 Reichsmark gekauft. Zweigeschossig, Natursteinsockel, Gurtgesimse, im Erdgeschoss angeputzte Eckquader, Mittelrisalit mit Dacherker und Balkon, profilierte Gewände mit Zierquadern, im Giebel in der Spitze und seitlich Segmentbogenfenster mit Schlussstein, Satteldach mit Überstand und Ziergespränge, Biberschwanzdeckung, alte zweiflügelige Haustür mit Inschrift im Oberlichtfenster, Haus wurde denkmalgerecht saniert. | 08991514 |
| Direkt Bild zu diesem Denkmal hochladen | Wohnhaus | Alte Hauptstraße 14 (Karte) | Nach 1900 | Qualitätvoll gestalteter Bau mit unterschiedlichen Putzstrukturen, vielfältigem Ornament und Zierfachwerk, ortsbildprägendes städtisch anmutendes Wohngebäude, baugeschichtlich von Bedeutung. - Wohnhaus, vermutlich Zweifamilienwohnhaus: zweigeschossig, unregelmäßiger Grundriss, zum Teil originale Kastenfenster, seitlicher Eingang mit Vordach, darüber Balkon mit leicht geschwungener Brüstung mit geometrischem Ornament, giebelständig zur Straße ausgerichteter Gebäudeteil mit polygonalem, risalitartigem Vorbau über beide Geschosse, in den Brüstungsfeldern und an den Ecken geometrische Ornamentformen, Giebelfeld mit Zierfachwerk, bewegte Dachlandschaft, starker Dachüberstand, Schieferdeckung - Einfriedung (Streichung aus der Denkmalliste 2015): Lattenzaun, im Eckbereich verputzte Ziegelmauer | 08991515 |
| Direkt Bild zu diesem Denkmal hochladen | Kantorat (Alte Schule, zeitweise Pfarrhaus) | Alte Hauptstraße 15 (Karte) | 17. Jahrhundert | Weitgehend in ursprünglicher Konstruktion erhaltenes Gebäude mit verbrettertem Fachwerk-Obergeschoss, ortsbildprägend im Kontext der Kirche, ortsgeschichtlich und hausgeschichtlich von Bedeutung. Zweigeschossig, Erdgeschoss massiv (eventuell unterfahren), Eingänge mit Segmentbögen, einer mit Schlussstein, eine Giebelseite Erdgeschoss Fachwerk, Verbretterung des Fachwerkobergeschosses mit Fensterzierrahmungen, zum Teil zwischen den Fenstern diagonal verbrettert, Satteldach. Laut Neuer Sächsischer Kirchengalerie im 17. Jahrhundert erbaut, 1703 Einbau eines Pferdestalles für den Pfarrer, 1726 Anbau und 1895 umgebaut, am Türportal bezeichnet mit 1836 (möglicherweise zu diesem Zeitpunkt massiv unterfahren), bis 1879 Schule (im Erdgeschoss). | 08991516 |
| Direkt Bild zu diesem Denkmal hochladen | Neubauernhaus | Alte Hauptstraße 21 (Karte) | Zwischen 1946 und 1949 | Weitgehend in seiner ursprünglichen Konstruktion erhaltenes Zeugnis der Umstrukturierung der Landwirtschaft nach 1945, baugeschichtlich und landesgeschichtlich von Bedeutung | 08991528 |
| Direkt Bild zu diesem Denkmal hochladen | Wohnstallhaus und Scheune eines ehemaligen Vierseithofes (Mittelgut) | Alte Hauptstraße 26 (Karte) | Um 1840 (Wohnstallhaus); nach 1900 (Scheune)                                                                                                  | Regionaltypisches Bauernhaus mit Fachwerk-Obergeschoss, Scheune als spätes Beispiel der ländlichen Holzbauweise, beide Gebäude baugeschichtlich und ortsbildprägend von Bedeutung. - Wohnstallhaus: Erdgeschoss massiv, etwas verändert (Garage), Eingänge mit flachem Segmentbogen, Obergeschoss zweiriegeliges Fachwerk mit Diagonalstreben, Giebel verbrettert, Krüppelwalmdach - Scheune: Natursteinsockel, großfeldrige Fachwerk-Konstruktion mit Diagonalstreben, Lammellenfenster, alte Tore, Satteldach mit Dachüberstand, bis 1945 Vierseithof | 08991527 |
| Direkt Bild zu diesem Denkmal hochladen | Bauernhaus und Scheune eines ehemaligen Vierseithofes | Alte Hauptstraße 77a (Karte) | 18. Jahrhundert (Bauernhaus); um 1900 (Scheune)                                                                                               | Landschaftstypische Gebäude mit intakter Holzkonstruktion von heimatgeschichtlichem Wert. - Wohnhaus: Erdgeschoss massiv, geglättet, Obergeschoss einriegeliges Fachwerk mit Diagonalstreben, Rückseite Bergetür, Fenster mit Sprossung erneuert, Satteldach, Schieferdeckung, drei liegende Dachfenster - Scheune: Holzkonstruktion, verbrettert, Fenster mit Sprossung, Satteldach, bis 1973 Vierseithof | 08991530 |
| Direkt Bild zu diesem Denkmal hochladen | Ehemaliges Huthaus (ohne Anbauten), Halde mit Mauerresten des Treibehauses sowie weitere (Halden-)Stützmauern (Einzeldenkmale der Sachgesamtheit 09306039) | Am Friedrich 1 (Karte) | Bezeichnet mit 1856 (Huthaus); 1856 (Mauerreste des Treibehauses)                                                                             | Einzeldenkmale der Sachgesamtheit Altbergbaugebiet Rammelsberg; Zeugnisse einer der bedeutendsten Gruben des Abbaugebietes, aufgrund der Größe von Huthaus und dahinterliegender Halde des Theodor Richtschachts landschaftsbildprägend, bergbaugeschichtlich von Bedeutung | 08991544 |
| Direkt Bild zu diesem Denkmal hochladen | Ehemaliges Auszugshaus zum Mittelgut Alte Hauptstraße 24/26 sowie Spalierobstbaum | Bäckergasse 1 (Karte) | 18. Jahrhundert | Mit regionaltypischem Fachwerk-Obergeschoss, verbrettert, baugeschichtlich von Bedeutung. Erdgeschoss massiv, geglättet, ursprüngliche Fenstergröße, an einer Giebelseite zusätzlich Gefache als Fenster geöffnet, Giebel verbrettert, Satteldach, Haus komplett saniert. | 08991549 |
| Weitere Bilder                          | Hoher Hof: Ehemaliges Herrenhaus, später Männerhaus des Bezirksarmenhauses, später Pflegeheim | Bahnhofstraße (Karte) | Kern um 1530 | Stattlicher Baukörper mit weitgehend intaktem Wand-Öffnungs-Verhältnis und Lisenengliederung, auf Grund seiner Nutzungsgeschichte und seines Baubestandes aus dem 16. Jahrhundert von großer regionalgeschichtlicher und baugeschichtlicher Bedeutung. Dreigeschossig, massiv, mehrere Zuganker, zum Teil profilierte Traufe, Walmdach, an den Rückseiten Lisenengliederung. | 08991542 |
| Direkt Bild zu diesem Denkmal hochladen | Eisenbahnbrücke über einen Feldweg | Dorfstraße (Karte) | 1860 | Typenbau in gutem Originalzustand von verkehrshistorischer Bedeutung an der Bahnstrecke Dresden–Werdau. Einbogige Natursteinbogenbrücke mit Segmentbogen und seitlichen Flügelmauern, oben liegende Fahrbahn, zweigleisig, neue Betondecke, Länge 10,55 m, Höhe 6,1 m, zu beiden Seiten Bahndamm anschließend. | 08991532 |
| Direkt Bild zu diesem Denkmal hochladen | Bauernhaus (ehemaliges Wohnstallhaus) | Dorfstraße 22 (Karte) | Bezeichnet mit 1788 | Stattlicher Baukörper mit Fachwerk im Obergeschoss und zwei Toilettenerkern, baugeschichtlich von Bedeutung. Erdgeschoss massiv, Obergeschoss überwiegend verbrettert (recht tief liegende Fenster), eine Traufseite mit einriegeligem Fachwerk mit Diagonalstreben, zwei Toilettenerker (Freischwinger) mit Sichtfachwerk, alle Fenster mit Sprossung (erneuert), Satteldach, eine Gaupe an jeder Seite, das einriegelige Fachwerk auf der abgewandten Traufseite sowie das steile Satteldach und die Tatsache, dass die Fenster unmittelbar unter der Traufe enden, lassen die Vermutung zu, dass das Haus durchaus im frühen 18. Jahrhundert oder sogar zeitiger erbaut wurde, denkmalgerechte Sanierung bei Wahrung des originalen Baubestandes, eines der wenigen authentisch erhaltenen Fachwerkhäuser im Dorf. | 08991540 |
| Direkt Bild zu diesem Denkmal hochladen | Häusleranwesen mit Schuppen | Dorfstraße 25 (Karte) | 1732 Dendro | Hausensemble mit weitgehend authentischer Fachwerkkonstruktion vermutlich aus dem 18. Jahrhundert, hausgeschichtlich und ortsbildprägend von Bedeutung | 08991535 |
| Direkt Bild zu diesem Denkmal hochladen | Häuslerhaus | Dorfstraße 26 (Karte) | 18. Jahrhundert | Zeit- und landschaftstypisches ländliches Wohnhaus mit alter Fachwerk-Konstruktion im Obergeschoss, baugeschichtlich von Bedeutung. Erdgeschoss massiv, Obergeschoss zweiriegeliges Fachwerk mit aufgeblatteten K-Streben (halber Wilder Mann), Giebelseite verkleidet, Satteldach. | 08991541 |
| Direkt Bild zu diesem Denkmal hochladen | Wohnstallhaus eines ehemaligen Vierseithofes | Dorfstraße 36 (Karte) | Um 1800 | Regionaltypisch mit verbrettertem Fachwerk-Obergeschoss, denkmalwürdig trotz späterer giebelseitiger Erweiterung, ortsbildprägend und baugeschichtlich von Bedeutung. Erdgeschoss massiv, Stallteil etwas verändert, Fenster mit Sprossung, zum Erfassungszeitpunkt zum Teil Winterfenster, Obergeschoss mit ursprünglicher Fenstergröße, Fachwerk verbrettert, teils alte Fenster erhalten, hohes Satteldach, Denkmalwert nach Prüfung 2006 bestätigt, sehr kleine unterhalb der Traufe angeordnete Fenster im Obergeschoss, leicht vorkragendes Giebeldreieck sind Hinweise auf Bauzeit möglicherweise zu Beginn des 18. Jahrhunderts. | 08991536 |
| Direkt Bild zu diesem Denkmal hochladen | Häuslerhaus | Dorfstraße 44 (Karte) | 1. Hälfte 19. Jahrhundert | Ländliches Wohnhaus, trotz leicht vergrößerter Fenster im Fachwerk-Obergeschoss baugeschichtlich und sozialgeschichtlich von Wert. Erdgeschoss massiv, Wetterhäuschen, Stallanbau mit Pultdach, Obergeschoss Fachwerk verbrettert, Fenster mit Sprossung, zum Teil Winterfenster, Satteldach (Erfassungstext von 2000), inzwischen Haus saniert. | 08991533 |
| Direkt Bild zu diesem Denkmal hochladen | Wohnstallhaus, Scheune, Torbogen und Hofbaum eines ehemaligen Dreiseithofes (Fischergut) | Dorfstraße 52 (Karte) | Bezeichnet mit 1753 (Scheune); bezeichnet mit 1754 (Wohnstallhaus)                                                                            | Ehemaliger Dreiseithof mit sehr altem Wohnstallhaus (Fachwerkkonstruktion mit K-Streben), Scheune und gut erhaltenem Torbogen, hausgeschichtlich, heimatgeschichtlich und ortsbildprägend von Bedeutung. - Wohnstallhaus: Erdgeschoss massiv aus Gneismauerwerk, verputzt, verändert (Garage), Türportal mit Schlussstein, klassizistische Haustür (ca. 1830, einzige Haustür dieser Zeit in Hilbersdorf), Obergeschoss zweiriegeliges Fachwerk mit K-Streben, Ständer teilweise 1 bis 1,2 m entfernt voneinander, Satteldach, Schlussstein über der Haustür bezeichnet mit „JGR 1754“, Haus eventuell schon mit massivem Erdgeschoss erbaut, Fachwerkkonstruktion im Obergeschoss würde Bauzeit um 1720 nahelegen, es ist aber unwahrscheinlich, dass das Erdgeschoss bereits ca. 30 Jahre nach Erbauung des Hauses massiv unterfahren werden muss, daraus ergibt sich die Schlussfolgerung, dass das Haus tatsächlich 1754 mit massivem Erdgeschoss errichtet wurde, am Gebäude weitere Inschriftsteine, z. B. 1780 an Ostgiebelseite - Scheune: teils massiv, teils Fachwerk verkleidet, Giebel verbrettert, Satteldach, Durchfahrt noch gut erkennbar, Südseite Scheune Inschriftstein mit Bezeichnung „JGR 1753“, woraus sich die Bauzeit der Scheune ableiten lässt - Einfriedungsmauer mit Torbogen: aus Gneis-Bruchsteinen, Putzreste, Schlussstein Torbogen nicht mehr lesbar Das ehemalige Seitengebäude/Auszüglerhaus wurde 1981 abgebrochen. | 08991551 |
| Direkt Bild zu diesem Denkmal hochladen | Wohnstallhaus | Dorfstraße 56 (Karte) | 1. Hälfte 19. Jahrhundert | Regionaltypisches Bauernhaus mit Fachwerk-Obergeschoss, mehrere Bauphasen ablesbar, bauhistorisch von Interesse. Erdgeschoss massiv, Obergeschoss mit zweiriegeligem Fachwerk mit Diagonalstreben, der alte Bauteil mit kleineren Gefachen und kleineren Fensteröffnungen, Bergetür, Giebel verkleidet, Satteldach. | 08991531 |
| Direkt Bild zu diesem Denkmal hochladen | Häusleranwesen | Dorfstraße 58 (Karte) | 18. Jahrhundert | Ländliches Wohnhaus mit verkleidetem Fachwerkobergeschoss, trotz leichter baulicher Veränderungen von baugeschichtlichem und sozialgeschichtlichem Wert. Zweigeschossig, längsrechteckiger Grundriss, Erdgeschoss massiv, Wand-Öffnungsverhältnis leicht verändert, Obergeschoss Fachwerk, verkleidet, auch hier Fensteröffnungen erweitert bzw. möglicherweise zugesetzt, Anordnung der Fenster knapp unterhalb der Traufe lässt vermuten, dass das Gebäude eventuell bereits im beginnenden 18. Jahrhundert erbaut wurde, abgeschlossen wird dieses durch ein steiles Satteldach. | 09305749 |
| Direkt Bild zu diesem Denkmal hochladen | Wohnstallhaus des ehemaligen Erbgerichtes (Müller-Gut) | Halsbacher Weg 3 (Karte) | 2. Hälfte 18. Jahrhundert | Mächtiges Hauptgebäude eines Vierseithofes in sehr gutem Originalzustand, baugeschichtlich und ortsgeschichtlich von Bedeutung. Nördlich des „Hohen Hofes“ auf einem terrassenartigen Vorsprung oberhalb der Freiberger Mulde gelegener Hof, dessen einziges original erhaltenes Gebäude das große Wohnstallhaus ist. Es handelt sich hierbei um einen zweigeschossigen Bruchsteinbau über elf Fensterachsen, diese von Sandsteingewänden gefasst. Die Eingänge werden durch Segmentbogenportale mit Schlussstein hervorgehoben. Es handelt sich hierbei um das vermutlich im 18. Jahrhundert erbaute Wohnhaus des ehemaligen Erbgerichtes. Abgeschlossen wird das Gebäude durch ein Krüppelwalmdach. Bemerkenswert ist der gute Originalzustand des Gebäudes. Zu erwähnen sind hier die teils noch erhaltenen Kreuzstockfenster. Die weiteren Gebäude des Hofes wurden grundlegend umgebaut, so dass deren Denkmalwert heute nicht mehr gegeben ist. | 08991525 |
| Direkt Bild zu diesem Denkmal hochladen | Hilbersdorfer Schule (Schule) | Hüttensteig 4 (Karte) | 1879 | Symmetrisch angelegter Putzbau mit akzentuierender Gliederung, baugeschichtlich, ortsgeschichtlich und ortsbildprägend von Bedeutung | 08991519 |
| Direkt Bild zu diesem Denkmal hochladen | Villa | Hüttensteig 40 (Karte) | 1908/1910 | Wohnhaus des ehemaligen Technischen Direktors der Alten Dynamit, schlichter zeittypischer Putzbau mit Backsteinornamentik, baugeschichtlich von Wert. Unregelmäßiger Grundriss, Backsteinsockel, eingeschossig, Segmentbogenfenster, zum Teil sehr weit gespannt, Einfassung mit versetzten Backsteinen und Schlussstein, Rahmung bis in die Brüstungsfelder herabgeführt, mehrere Gurtgesimse, teils mit Backsteinornament, teils geputzt, ursprünglich Kastenfenster bei Sanierung durch ähnlich gestaltete Verbundfenster ersetzt, Eingangsvorbau mit zweiflügeliger Tür und Treppe, hölzerne Veranda, bewegte Dachlandschaft, Dachdeckung dürfte nicht der originalen Dachdeckung entsprechen, vereinfachend saniert. Die Villen Hüttensteig 38 und 40 wurden für Leitungspersonal der ehemaligen Dynamitfabrik erbaut. | 08991539 |
| Direkt Bild zu diesem Denkmal hochladen | Scheune eines ehemaligen Bauernhofes | Obere Gasse 3 (Karte) | 18. Jahrhundert | Fachwerkscheune mit Gewölbe-Keller und hohem Satteldach, an der abgewandten Seite abgewalmt, vermutlich im 18. Jahrhundert erbautes, weitgehend authentisch erhaltenes ländliches Wirtschaftsgebäude von hausgeschichtlicher Bedeutung. - Scheune: Holzkonstruktion, verbrettert, Öffnungen verändert, Satteldach an einer Seite abgewalmt, laut Ortschronist 1905 abgebrannt (?) - Wohnhaus (vor 2015 abgebrochen): Erdgeschoss massiv (östliche Giebelseite Stein bezeichnet mit 1738), Obergeschoss Fachwerk (Auskunft), verbrettert, ursprüngliche Fenstergröße, Satteldach | 08991548 |
| Direkt Bild zu diesem Denkmal hochladen | Wohnstallhaus | Obere Gasse 23 (Karte) | Um 1800 | Hakenhof mit weitgehend intaktem Fachwerk-Obergeschoss, baugeschichtlich von Bedeutung. Erdgeschoss massiv, ein rundbogiger Eingang, Obergeschoss, giebelständiger Flügel mit ursprünglicher Fenstergröße, teils verbrettert, teils verkleidet, traufständiger Flügel mit leicht vergrößerten Fenstern, verbrettert, Satteldach, ein liegendes Dachfenster. | 08991550 |
| Direkt Bild zu diesem Denkmal hochladen | Häusleranwesen | Untere Gasse 7 (Karte) | 1. Drittel 18. Jahrhundert | Ländliches Wohnhaus mit Fachwerk im Obergeschoss, Holzkonstruktion intakt, baugeschichtlich von großer Bedeutung. Erdgeschoss massiv, vermutlich unterfahren, verputzt, Sandsteintürgewände, Obergeschoss mit einriegeligem Fachwerk mit unregelmäßigem Ständerabstand und Diagonalstreben, alle Holzverbindungen gezapft, Fenster mit Sprossung erneuert, eine Giebelseite verkleidet und hölzerner Anbau, Satteldach, vermutlich Kehlbalkendach mit Hahnebalken und Firstsäule, Rückseite Obergeschoss verbrettert, drei liegende Dachfenster, die Fachwerkkonstruktion und Konstruktion des Giebeldreiecks lassen eine Bauzeit im 1. Drittel des 18. Jahrhunderts als wahrscheinlich erscheinen, auf Grund der sehr alten und weitgehend original erhaltenen Fachwerkkonstruktion kommt dem Gebäude eine große baugeschichtliche Bedeutung zu. | 08991518 |
| Direkt Bild zu diesem Denkmal hochladen | Häusleranwesen | Untere Gasse 13 (Karte) | Um 1800 | Landschaftstypisches Fachwerkhaus in gutem Originalzustand von baugeschichtlicher Bedeutung. Erdgeschoss massiv, zum Teil Sandsteingewände, Fenster nicht denkmalgerecht erneuert, Obergeschoss Fensteröffnungen zum Teil geringfügig vergrößert, Satteldach mit Aufschieblingen, ehemals möglicherweise Wohnstallhaus (eventuell Gärtneranwesen?). | 08991520 |

## Naundorf
| Bild                                    | Bezeichnung | Lage                            | Datierung | Beschreibung | ID       |
| --------------------------------------- | --- | ------------------------------- | --- | --- | -------- |
|                                         | Straßenbrücke | Alte Dorfstraße (Karte)         | Um 1800 | Einjochige Rundbogenbrücke über die Bobritzsch, Verbindung der Unteren Engen und der Alten Dorfstraße, ortshistorisch von Bedeutung. Mauerkrone neu, Granitkorbbogen auf Granitfelsen gegründet, Betonfahrbahn, Gesamtlänge 8,8 m, Spannweite 8,8 m, Scheitelhöhe 3,2 m, Fahrbahnhöhe 4,0 m, Breite 3,2 m, laut Wagenbreth vermutlich 18. Jahrhundert, diente als Zufahrt für Gehöfte (Wagenbreth Dokumentation 1985). | 09208368 |
|                                         | Ehemaliges Zollhaus, heute Wohnhaus | Alte Dorfstraße 1 (Karte)       | 1818 | Verbrettertes bzw. verkleidetes Fachwerkhaus von ortsgeschichtlicher und verkehrsgeschichtlicher Bedeutung. T-förmiger Bau, Erdgeschoss massiv, Obergeschoss Fachwerk teils verputzt, teils verbrettert. | 09208393 |
|                                         | Häusleranwesen | Alte Dorfstraße 14 (Karte)      | Bezeichnet mit 1851 | Direkt an der Dorfstraße stehendes Fachwerkhaus mit massivem Erdgeschoss in zeittypischer Ausprägung und gutem Originalzustand, baugeschichtlich und ortsbildprägend von Bedeutung. Erdgeschoss Bruchsteine verputzt, Obergeschoss Fachwerk, zwei Haustüren, linke Tür ist der Ladeneingang bezeichnet mit „C.G. Ficki 1851“, teilweise wurden die Fenster erneuert, Satteldach mit Kunstschieferdeckung, beide Giebel massiv, 1934 Umbaumaßnahmen im Inneren, 1951 Nutzung als Konsumverkaufsstelle, dabei auch gewisse Baumaßnahmen. | 09208400 |
|                                         | Ehemaliges Rathaus der Gemeinde Naundorf, heute Wohnhaus | Alte Dorfstraße 39 (Karte)      | 1929 | Ursprünglich Rathaus mit Sparkasse und Wohnungen, Putzbau in zeittypischer Gestaltung von ortsbildprägender und ortshistorischer Bedeutung. Grundriss annähernd quadratisch, zweigeschossig, Mittelrisalit, verputzter Ziegelbau mit Klinkerverzierung am Mittelrisalit, Putzgaupen, Fenster original: zweiflüglige Kastenfenster mit Oberlicht und Sprossen, innen originale Türen und Treppengeländer, Walmdach mit geradem Dachaufbau, 1929 als Sechs-Familien-Wohnhaus mit Gemeindeamt und Girokasse erbaut. | 09208388 |
|                                         | Seitengebäude, Scheune, vordere Einfriedung mit Zaunpfeilern sowie drei Hofbäume eines Dreiseithofes | Alte Dorfstraße 40a (Karte)     | 1880 | Zeittypische Wirtschaftsgebäude eines Bauernhofes in gutem Originalzustand sowie wesentliche, das Erscheinungsbild des Bauernhofes prägende Bauernhofbestandteile, baugeschichtlich, heimatgeschichtlich und ortsbildprägend von Bedeutung. Geschlossen erhaltener Dreiseithof mit Hofbäumen im Bereich der Einfahrt: zwei Kastanien, eine Buche, Einfriedungsmauer aus Bruchstein mit zwei Zaunpfeilern, zentrale Dorflage, ortsbildprägend, heimatgeschichtlicher Wert (Hauptgebäude ist kein Denkmal). - Erbauer Wohnhaus: Karl-Heinrich Richter, das Wohnhaus wurde 1880 bezogen - Seitengebäude: verputzter Bruchsteinbau, Graupelputz, Sandsteingewände zweigeschossig Satteldach, mit Ställen, Auszugswohnung, Bergeraum, im Erdgeschoss Garageneinbau - Scheune: rechtwinklig angebaut, zweigeschossig mit Drempel, Satteldach, verputzter Bruchsteinbau, Holztore, im Giebel Zwillingsfenster | 09208389 |
| Weitere Bilder                          | Wohnstallhaus, Scheune und Torbogen des ehemaligen Erbgerichts (ehemals Mädlersches Gut) | Alte Dorfstraße 59 (Karte)      | Bezeichnet mit 1765 (Wohnstallhaus); Mitte 18. Jahrhundert (Seitengebäude); bezeichnet mit 1767 (Toreinfahrt)                  | Markante, das Ortsbild maßgeblich prägende Gebäudegruppe am Ortsbeginn aus Richtung Niederbobritzsch in sehr gutem Originalzustand, baugeschichtlich und ortsgeschichtlich von großer Bedeutung. - Wohnstallhaus: Erdgeschoss massiv, Steingewände, einige Fenster aus den 1920er Jahren, Obergeschoss Fachwerk, hinterer Teil verbrettert, steiles Satteldach, originale Fenstergrößen, Türportal am Wohnhaus bezeichnet mit 1765 - Torbogen: zweibogig mit Tor und Eingang, beide mit Schlusssteinen - Stallscheune: Erdgeschoss massiv, Steingewände, Obergeschoss Fachwerk mit Drempel | 09208361 |
|                                         | Obere Mühle: ehemaliges Mühlenwohnhaus eines Mühlengutes (Holzschleiferei) | Alte Dorfstraße 60 (Karte)      | Bezeichnet mit 1749 | Landschaftstypisches Fachwerkhaus mit original erhaltenem Fachwerk-Obergeschoss und Dachgeschoss, baugeschichtlich und ortsgeschichtlich von Bedeutung. Am Türgewände ein Schlussstein (bezeichnet mit 1749) mit eingearbeiteter Inschrift mit Spruch, Sandsteingewände, liegender Dachstuhl, Kehlbalkendach mit Hahnebalken, ursprünglich Esse-Austritt am First, Satteldach, heute Falzziegeldeckung, Fachwerk-Obergeschoss verbrettert, größtenteils erhalten, Giebel Fachwerk verbrettert, ein Giebel massiv gemauert, Erdgeschoss massiv und verändert, Mühlgraben zum Teil noch vorhanden, Mühlenausstattung nicht mehr, wissenschaftlicher Wert und ortsgeschichtliche Bedeutung. Erdgeschoss stark verändert durch liegende Fensterformate. In den 1970er Jahren wurde dieses Objekt von den Erfurter Verkehrsbetrieben als Kinderferienlager umgebaut. Die Scheune wurde abgerissen und an gleicher Stelle Garagen und Schuppen massiv gebaut. Die Familie Reiche richtete in diesem Nebengebäude das „Bistro zum Mühlgraben“ ein. Heute wird das Wohnhaus und das Grundstück als Jugendcamp genutzt. Das Wohnhaus blieb weitgehend original erhalten, die späteren Anbauten sind ohne Denkmalwert. Sie führten nicht zu einer wesentlichen Beeinträchtigung des originalen Baubestandes des Wohnhauses. | 09208381 |
|                                         | Oberförstereigebäude, heute Wohnhaus und ehemalige Wagenremise | An der Försterei 8 (Karte)      | 1902 | Repräsentatives Forsthaus mit originaler Außen- und Innengestaltung sowie zeitgleiches Nebengebäude, baugeschichtlich und regionalgeschichtlich von großer Bedeutung. Unregelmäßiger Grundriss, zweigeschossig, hohes Walmdach, Biberschwanzdeckung, Obergeschoss massiv, verbrettert, zwei Erker, Loggia, verputzter Ziegelbau, Sockel Werkstein, historische Fenster sind erhalten, am Eingang zwei Sandsteinsäulen mit Kugelaufsatz, links kleine Pforte, originale Außen- und Innengestaltung, kaum Veränderungen. Im Inneren repräsentative Treppenanlage mit Empore, Holzvertäfelungen. Remisengebäude architektonisch anspruchsvoll im Zeitgeschmack gestaltet und original erhalten. Einfriedung einfacher Lattenzaun, kein Einzeldenkmalwert gegeben. | 09208383 |
|                                         | Ehemaliges Forsthaus, heute Wohnhaus, Teil des alten Forsthofes | An der Försterei 9 (Karte)      | Vor 1843 | Zeit- und landschaftstypisches ländliches Wohn- und Wirtschaftsgebäude in gutem Originalzustand von landschaftsgestaltender und regionalgeschichtlicher Bedeutung - ehemaliges Forsthaus: Fachwerk-Obergeschoss verbrettert, Erdgeschoss massiv, barockes Türgewände mit originaler zweiflügliger Haustür, Fassadengestaltung im Wesentlichen beibehalten, Satteldach, Kronendeckung Biberschwanz, Fledermausluken, historische Haustür, im Inneren barocke Türen, Stall nicht erhalten - 1. Seitengebäude (vermutlich vor 2015 abgebrochen und durch Neubau ersetzt bzw. komplett überformt, Streichung aus der Denkmalliste 2015): Fachwerk-Obergeschoss verbrettert, Giebelseite entstellend verändert, Erdgeschoss Ziegel verputzt, Satteldach - 2. Seitengebäude (Streichung aus der Denkmalliste 2015): eingeschossig, mit Drempel, massiv, Satteldach als Pfettendach, eventuell ursprünglich Scheune, Holztore, leicht überformter Bau, ohne das gegenüberliegende Seitengebäude kommt diesem Gebäude kein Denkmalwert zu | 09208384 |
|                                         | Wohnstallhaus und Scheune eines Zweiseithofes | An der Försterei 10 (Karte)     | 1801 | Gut erhaltenes Bauensemble in Fachwerkbauweise in dominanter Lage, landschaftsprägend und baugeschichtlich von Bedeutung. - Wohnstallhaus: Hofseite Fachwerk verputzt, Giebel verbrettert - Westgiebel: Bruchstein bis Verbretterung - Ostgiebel bis Obergeschoss Bruchstein, dann Verbretterung - Hofseite: in der Mitte des Gebäudes wurde die Mauer mit Ziegeln ersetzt, 4:3 Achsen, ein Fenster original (Hofseite) zweiflüglig mit Oberlicht, die anderen Fenster wurden erneuert - Erdgeschoss: Sandsteingewände an den Fenstern und der Eingangstür (Hofseite), Satteldach mit Betondachsteindeckung - Scheune: Verbretterung der Scheune, Holzdachrinnen an Wohnhaus und Scheune | 09208385 |
| Weitere Bilder                          | Eisenbahnbrücke der ehemaligen Schmalspurbahn über die B 173 und die Grillenburger Straße (Viadukt Naundorf) | Dresdner Straße (Karte)         | 1921–1923 | Gut erhaltene Kleinbahnbrücke, als Zeugnis der stillgelegten Schmalspurbahn Klingenberg-Colmnitz–Oberdittmannsdorf von technikgeschichtlicher, verkehrsgeschichtlicher sowie ortsgeschichtlicher und ortsbildprägender Bedeutung. Vierbogige Brücke, große Jochweiten, Krone und Geländer neu (Beton), Maße: Länge ca. 90 m, Weite der Bögen: 17,3 m, 17,4 m, 17,3 m, 17,5 m; Höhen sehr unterschiedlich. Konstruktion: Vier Konkretbetongewölbe unter Verwendung von Bruchsteinen, Korbbögen, Stirnmauern Bruchsteinverkleidung. | 09208373 |
| Weitere Bilder                          | Gasthof „Zum Rosental“ (ehemals Unterer Gasthof) | Dresdner Straße 2 (Karte)       | 1856 | Markanter Putzbau in gutem Originalzustand von ortshistorischer und ortsbildprägender Bedeutung. Stattlicher, zweigeschossiger Massivbau, 11:5 Achsen, Sandsteingewände, kräftig profilierter Türsturz, kräftige Gesimse, Krüppelwalmdach, im Erdgeschoss zum Teil entstellender Einbau. | 09208398 |
|                                         | Häusleranwesen | Dresdner Straße 7 (Karte)       | 1892 | Schlichtes Fachwerkwohnhaus des 19. Jahrhunderts, als Beispiel des ländlichen Wohnhausbaus dieser Zeit von baugeschichtlichem Wert. Erdgeschoss massiv, Steingewände, Obergeschoss Fachwerk, verkleidet, vor 2015 saniert, dabei ging das ursprüngliche Erscheinungsbild zugunsten einer etwas sterilen Modernisierung verloren. | 09208740 |
|                                         | Wohnstallhaus und Seitengebäude eines Zweiseithofes | Dresdner Straße 13 (Karte)      | Um 1700 (Wohnstallhaus); 18. Jahrhundert (Bauernhof); 19. Jahrhundert (Seitengebäude)                                          | Fachwerkwohnhaus aus dem frühen 18. bzw. ausgehenden 17. Jahrhundert sowie zugehöriges Wirtschaftsgebäude, hausgeschichtlich und landschaftsprägend von Bedeutung. - Wohnstallhaus: Erdgeschoss massiv, Obergeschoss Fachwerk einrieglig, Fußstreben bzw. Kopfstreben, Sandsteingewände, Satteldach, Falzziegeldeckung, zum Teil Winterfenster - Nebengebäude (Scheune): Erdgeschoss massiv, Obergeschoss verbrettert und mit Eternit verkleidet, im Keller sind die Gewölbe noch erhalten Das Gehöft steht am Ortsende Richtung Dresden, es ist umgeben von Wiesen und Garten mit Obstbäumen, weithin sichtbar. | 09208401 |
| Weitere Bilder                          | Straßenbrücke | Freiberger Straße (Karte)       | 1820, Unterstromseite verändert                                                                                                | Dreijochige Bogenbrücke mit mächtigen Eisbrechern aus dem frühen 19. Jahrhundert in sehr gutem Originalzustand von großer verkehrsgeschichtlicher und technikgeschichtlicher Bedeutung. Dreibogig mit Eisbrecher, im Mittelbogen Schlussstein bezeichnet mit 1820, Sandstein und Granit, Überführung der B 173 über die Bobritzsch. | 09208199 |
|                                         | Wohnhaus in offener Bebauung | Freiberger Straße 2 (Karte)     | Um 1864 | Direkt an der Freiberger Straße stehend, im Originalzustand erhaltenes, zeittypisches Gebäude mit ortsbildprägender Bedeutung. Gehörte ehemals zum Gut Freiberger Straße 3, zweigeschossiger verputzter Bruchsteinbau, Haustür straßenseitig, Sandsteingewände an Haustür und Fenstern, Fenster sind zweiflügelig mit Oberlicht, ein Fenster wurde zugesetzt, Eckquaderung, Giebel: unterschiedliche Fensterformen, ein Fenster wurde zugesetzt, Satteldach. | 09208377 |
| Weitere Bilder                          | Wohnstallhaus, Seitengebäude, Scheune und Einfriedungsmauer mit Torpfeiler (südöstliche Grundstückseinfassung) eines Bauernhofes | Freiberger Straße 14 (Karte)    | 1891 (Wohnstallhaus nach Brand wieder aufgebaut); Mitte 19. Jahrhundert (Seitengebäude und Scheune)                            | Landschafts- und zeittypischer gut erhaltener Bauernhof in markanter Straßenlage, landschaftsprägend und baugeschichtlich von Bedeutung. - Wohnstallhaus: Putzbau mit 9:4 Achsen, Fenster wurden teilweise erneuert, Satteldach - Seitengebäude: Pferdestall mit Schuppen, Kumthalle zweijochig auf Säule, im Erdgeschoss Bruchstein, im Obergeschoss Fachwerk (renoviert), Giebel ebenfalls Fachwerk, zwei Eingangstore, zwei Holztüren - Scheune: im Erdgeschoss Bruchsteine, Drempel verbrettert (unter der Verbretterung befindet sich kein Fachwerk), zwei große Holztore - Torpfeiler: verputzt, Abdeckplatte und Bekrönung neu, im Hof befindet sich ein Wassertrog | 09208378 |
| Direkt Bild zu diesem Denkmal hochladen | Wohnhaus | Gehege 7 (Karte)                | 1913 | Ehemaliges Auszugshaus des Rittergutes, weitgehend original erhaltenes villenartiges Gebäude in qualitätvoller architektonischer Gestaltung, baukünstlerisch und ortsgeschichtlich von Bedeutung. Putzbau, Sockel am Gebäude Bruchstein, unterschiedliche vielsprossige Fenster, zum Teil mit Oberlicht, Krüppelwalmdach mit Erker, Fenster neu (Plaste), Dachdeckung Pappe. Der zum Grundstück gehörende Garten sowie die umgebende Einfriedung erfüllen nicht die Kriterien eines Kulturdenkmals und werden 2015 aus der Denkmalliste gestrichen. | 09208379 |
|                                         | Geheegegut - Herrenhaus (ohne Anbau) des ehemaligen Erbgerichts (Gehegegut), heute Wohnhaus | Gehege 8 (Karte)                | 1806, Kern | Letztes erhaltenes Gebäude des ehemaligen Erbgerichtes (auch als „Geheegegut“ bezeichnet), ortsgeschichtlich von Bedeutung. - Wohnhaus: zweigeschossiger Massivbau, Steingewände, profilierte Türbedachung im flachen, gegiebelten Risalit, dort auch Doppelfenster und Okulus, vor 2015 saniert, äußere Erscheinungsbild - Stallscheune: überwiegend Bruchsteine, teils mit Ziegel ausgesetzt, durch LPG stark überformt, flaches Satteldach Alle Seitengebäude des ehemaligen Erbgerichtes wurden vor 2015 abgebrochen. | 09208372 |
| Direkt Bild zu diesem Denkmal hochladen | Zweiseithof mit ehemaligem Wohnstallhaus und Seitengebäude | Gehege 10 (Karte)               | 1798 (Wohnstallhaus); um 1850 (Seitengebäude)                                                                                  | Zeit- und landschaftstypische Hofanlage in gutem Originalzustand von heimatgeschichtlichem und landschaftsprägendem Wert. Dieser Zweiseithof mit Garten gehörte ursprünglich zum Rittergut (Gehegegut). - Wohnhaus: renoviert, Obergeschoss ist verbrettert, darunter befindet sich Fachwerk, dieses ist mit Ziegeln ausgesetzt, Erdgeschoss ist verputzt, keine originalen Fenster und Haustüren - Seitengebäude: Stall und Scheune werden als Schuppen genutzt, Obergeschoss verbrettert, darunter Fachwerk, im Erdgeschoss Feldsteine | 09208380 |
|                                         | Wohnstallhaus, Scheune und Stallscheune eines Dreiseithofes | Gippen 1 (Karte)                | Um 1700 (Wohnstallhaus); 2. Hälfte 19. Jahrhundert (Scheune und Seitengebäude)                                                 | Kleiner, geschlossen erhaltener Dreiseithof, denkmalgerecht saniert, weithin sichtbar durch dominante Lage, baugeschichtlich und landschaftsprägend von Bedeutung. - Wohnstallhaus: Erdgeschoss Bruchstein verputzt, das Fachwerk wurde überputzt, im Erdgeschoss Fenster mit Oberlicht, im Obergeschoss wurden die Fenster erneuert (Verbundfenster), Nordostgiebel im Giebeldreieck verbrettert, Südwestgiebel im Obergeschoss Fachwerk verbrettert und Giebeldreieck verbrettert, Satteldach mit Biberschwanzdoppeldeckung - Wassertrog vor dem Wohnhaus, Hofbaum große Linde, Hof teilweise mit Gneisplatten ausgelegt - Scheune: Holzkonstruktion auf Steinsockel, Dach Schiefer - Stallscheune: Erdgeschoss Backstein, verändert, Obergeschoss Fachwerk verbrettert, Satteldach Biberschwanzdeckung, feldseitig Einfahrt, im Giebel noch ein Mitteldrehflügelfenster | 09208382 |
|                                         | Wohnstallhaus und Scheune eines Dreiseithofes | Gippen 2 (Karte)                | 1. Hälfte 17. Jahrhundert (Wohnstallhaus); 17. Jahrhundert (Scheune)                                                           | Zu den ältesten erhaltenen ländlichen Wohn- und Wirtschaftsgebäuden Nauendorfs gehörend, denkmalwürdig aufgrund des hohen Alters, der nur noch selten anzutreffenden Fachwerkkonstruktion (hausgeschichtliche Bedeutung) und des guten Originalzustandes. - Wohnstallhaus: Erdgeschoss massiv, Obergeschoss Fachwerk (verformte Schwelle – gerade Andreaskreuze, je eines pro Brüstungsfeld, geblattete Kopfstreben), originale Fenstergrößen, rundum verkleidet, steiles Satteldach, mehrere dendrochronologische Untersuchungsergebnisse verweisen auf ein Bauzeit ca. 1630/1640 - Scheune: auf Steinsockel, Holzkonstruktion | 09208364 |
| Weitere Bilder                          | Ganzmeilenstein | Grillenburger Straße (Karte)    | Um 1858/1860 | Königlich-Sächsischer Meilenstein, letzter erhaltener Meilenstein an der Dresden-Freiberger Chaussee, verkehrsgeschichtlich von großer Bedeutung. Letzter seiner Art an der Dresden-Freiberger Chaussee, Postbeförderung 1831–1861, typische Form mit halbrundem oberen Abschluss, Krone beidseitig neu (Metall). | 09208375 |
|                                         | Ehemaliges Kulturhaus | Grillenburger Straße 49 (Karte) | 1952 | Authentisch überlieferter Kulturhausbau der 1950er Jahre, baugeschichtlich und kulturgeschichtlich von großer Bedeutung. Eingeschossiger Winkelbau, Graupelputz, Satteldach, Flügel zur Grillenburger Straße enthält Saal, dieser Gebäudeflügel mit großen gesprossten Fenstern bzw. zweiflügligen Türen – ebenfalls mit gesprossten Glaseinsätzen, im Winkel an diesen Bau schließt ein zweigeschossiger Zweckbau – eventuell mit Schlaf- und Kulturräumen – an, im hinteren Bereich befindet sich die großzügige geflieste Küche, im Saal blieb die Bühne und der Parkettfußboden erhalten, das Haus beeindruckt durch seine gestalterische Qualität und seine Authentizität, Kulturhaus eines örtlichen Landwirtschaftsbetriebes, das Bauwerk ist ein charakteristisches Beispiel der frühen DDR-Architektur und als solches von baugeschichtlicher Bedeutung, gleichzeitig ist es ein Zeitzeugnis des kulturellen Lebens und Bemühens jener Zeit, woraus sich eine zeitgeschichtliche Bedeutung ableiten lässt. | 09305790 |
| Weitere Bilder                          | Seitengebäude, Torpfeiler und Einfriedungsmauer des ehemaligen Rittergutes (Albertsches Gut) | Grillenburger Straße 54 (Karte) | Letztes Drittel 19. Jahrhundert                                                                                                | Großzügige Wirtschaftsgebäude sowie zugehörige Grundstückseinfassung aus Bruchsteinen des ehemaligen Rittergutes, auch „Albertsches Gut“ genannt, als letzte bauliche Zeugnisse des ehemaligen Rittergutes und auf Grund ihrer Gestaltung von ortsgeschichtlicher, baugeschichtlicher sowie ortsbildprägender Bedeutung. - Torpfeiler: Sandstein mit profilierter Abdeckplatte auf abgewinkeltem Grundriss, Stallscheune mit Wohnungen und Scheune, Gneispolygonmauerwerk mit Klinkergliederung, Dachausbau neu, teils entstellend verändert - Mauer: Stützmauer am Grundstücksrand, Bruchsteine Herrenhaus von 1670 durch LPG völlig entstellt. | 09208371 |
|                                         | Häusleranwesen | Grillenburger Straße 64 (Karte) | Um 1860 | Zeit- und landschaftstypisches Fachwerkhaus mit massivem Erdgeschoss aus dem 19. Jahrhundert von baugeschichtlichem Wert. - Wohnhaus: unter der Verkleidung im Obergeschoss befindet sich Fachwerk, Giebel mit Kunstschiefer verkleidet, Hofseite Obergeschoss verbrettert, Sandsteingewände im Erdgeschoss, Fenster zweiflüglig mit Oberlicht, ein Fenster im Erdgeschoss erneuert. Im Hof die Haustür original, im Keller Gewölbe, Satteldach mit Biberschwanzdeckung - Nebengebäude: Fassade verputzt und mit Kunstschiefer verkleidet, Garageneinbau, Satteldach mit Wellbit-Deckung | 09208376 |
|                                         | Straßenbrücke | Oberer Engen (Karte)            | Um 1750 | Einjochige Bruchsteinbrücke über den Colmnitzbach, heimatgeschichtlich und baugeschichtlich von Bedeutung. Kleine Brücke aus Granitsteinen, Mauerkrone Beton, zeittypisches Bauwerk, weitgehend authentisch überliefert von ortsgeschichtlichem Wert. | 09208362 |
| Weitere Bilder                          | Dorfkirche und Kirchhof Naundorf (Sachgesamtheit) | Oberer Engen (Karte)            | 1783 (Kirche); bezeichnet mit 1784 (Kanzelaltar); letztes Viertel 18. Jahrhundert (Taufe); 1904 (Orgel); 1922 (Kriegerdenkmal) | Gut erhaltenes Ensemble von großer ortshistorischer Bedeutung | 09304843 |
| Weitere Bilder                          | Kirche, Leichenhalle, Kriegerdenkmal für Gefallene des Ersten Weltkrieges und Gedenktafel für die Gefallenen des Zweiten Weltkrieges, Kirchhofsmauer, VDN-Gedenkstein und Stein für ein aus Frankreich stammendes Opfer des Zweiten Weltkrieges sowie verschiedene historische Grabmale (Einzeldenkmale der Sachgesamtheit 09304843) | Oberer Engen (Karte)            | 1783 (Kirche); bezeichnet mit 1784 (Kanzelaltar); letztes Viertel 18. Jahrhundert (Taufe); 1904 (Orgel); 1922 (Kriegerdenkmal) | Einzeldenkmale der Sachgesamtheit Dorfkirche und Kirchhof Naundorf; gut erhaltenes Ensemble von großer ortshistorischer Bedeutung | 09208367 |
|                                         | Luthereiche | Oberer Engen (Karte)            | 1883 | Gedenkbaum von ortsgeschichtlichem und ortsbildprägendem Wert. Zum 400. Geburtstag von Martin Luther vor dem Kirchhof und der ehemaligen Gutsbrennerei des dahinter befindlichen Rittergutes gepflanzte Eiche. | 09305793 |
| Weitere Bilder                          | Mord- und Sühnekreuz | Oberer Engen 3 (vor) (Karte)    | 16. Jahrhundert | Bis vor wenigen Jahren eingemauert in der Außenwand der ehemaligen Schule Obere Engen 7, an neuem Standort aufgestellt, ortshistorisch bedeutsam. Höhe 1,47 m, errichtet vor 1530, Sandstein, Ritzzeichnung eventuell Lanzenspitze. | 09305785 |
| Weitere Bilder                          | Pfarrhaus mit vorgelagerter Freitreppe und Seitengebäude (heute Wohnhaus) des Pfarrhofes | Oberer Engen 5, 5b (Karte)      | 1745 Dendro (Pfarrhaus); 1. Hälfte 19. Jahrhundert (Seitengebäude)                                                             | Gut erhaltener Gebäudekomplex von ortsgeschichtlicher, baugeschichtlicher und ortsbildprägender Bedeutung. - Pfarrhaus: über hohem Bruchsteinsockel Erdgeschoss massiv, ebenfalls Bruchsteinmauerwerk verputzt, Stichbogenportal mit flachem Bogen und Schlussstein, Haustür zweiflügelige Rahmenfüllungstür mit schmalem gesprosstem Oberlichtfenster, Obergeschoss Fachwerk, verbrettert, Satteldach, dem Pfarrhaus vorgelagert zweiläufige Steintreppe - Nebengebäude: Bruchsteinsockel, Holzkonstruktion, schmaler Fachwerkbau mit kompletter Verbretterung, Satteldach, zum Wohnhaus umgebaut | 09208397 |
| Weitere Bilder                          | Ehemalige Schule (heute Wohnhaus) sowie Treppenaufgang vor der ehemaligen Schule | Oberer Engen 6 (Karte)          | Bezeichnet mit 1838 an Tafel                                                                                                   | Markanter, weithin sichtbarer Fachwerkbau in sehr gutem Originalzustand, ortsgeschichtlich, baugeschichtlich und ortsbildprägend von Bedeutung. - ehemalige Schule, heute Wohnhaus: Erdgeschoss massiv, profilierte Steingewände mit waagerechtem Gebälk, Rest vom Türgewände, Obergeschoss Fachwerk, verbrettert, Dachhecht, Krüppelwalmdach, Biberschwanzdach - Nebengebäude (2015 ohne Satteldach, Restbau ohne Denkmalwert, daher Streichung 2015): Bruchsteinbau, eingeschossig, Sandsteingewände, Giebeldreieck Fachwerk, Satteldach, Biberschwanzdeckung | 09208369 |
|                                         | Vermutlich ehemalige Brauerei des Rittergutes, heute Wohnhaus | Oberer Engen 8 (Karte)          | Bezeichnet mit 1665 an Tafel                                                                                                   | Markantes, ursprünglich zum Rittergut gehörendes Fachwerkhaus mit massivem Erdgeschoss, bildprägend durch erhöhte Lage, hausgeschichtlich und ortsgeschichtlich von besonderer Bedeutung | 09208366 |
|                                         | Schuppen und Scheune eines Dreiseithofes | Oberer Engen 22 (Karte)         | 1719 (Schuppen); Ende 19. Jahrhundert (Scheune)                                                                                | Durch Umnutzung überformte, in ursprünglicher Kubatur erhaltene ländliche Wirtschaftsgebäude, heimatgeschichtlich und ortsbildprägend von Wert. - Schuppen: teils Bruchsteine, verputzt, teils Holzkonstruktion, stark verformte Schwelle, steiles Satteldach, Ladeluke - Stallscheune: Erdgeschoss Ziegel, Holztore, Eingangsvorbau 1910 mit Dach, Obergeschoss Fachwerk, verbrettert, flaches Satteldach, saniert vor 2015, dabei wurde in den originalen Baubestand durch die Umnutzung der Gebäude eingegriffen. Statt gerader Tore wurden Rundbogentore eingesetzt. Der Schuppen hat eigentlich keinerlei Denkmalwert, auch nicht nach seiner Sanierung. In ca. zehn Jahren (2015 geschrieben), sollte über eine Streichung aus der Denkmalliste nachgedacht werden. | 09208386 |
| Direkt Bild zu diesem Denkmal hochladen | Wohnstallhaus und Scheune eines Zweiseithofes | Rosental 11 (Karte)             | 1843 | Zeit- und landschaftstypische ländliche Wohn- und Wirtschaftsgebäude in gutem Originalzustand in ortsbildprägender Lage, baugeschichtlich und sozialgeschichtlich von Bedeutung. - Wohnstallhaus: Erdgeschoss Feldsteine verputzt, (Obergeschoss verbrettert, darunter Fachwerk), Ostgiebel mit Eternit verkleidet, darunter Fachwerk, Fenster wurden zum Teil erneuert, Satteldach - Scheune: massiv und Holzkonstruktion, Giebel verbrettert, Hocheinfahrt - Der Eingang zum Hof führt durch eine flache Durchfahrt, darüber befindet sich der Heuboden, eventuell ehemals Scheune, rechts steht das Wohnstallhaus, links die Stallscheune. Wassertrog im Hof, Hof ist gepflastert, Hofbaum Kastanie steht vor dem Grundstück. Hof war bereits um 1800 ein Zweiseithof, erst im 20. Jahrhundert kommt das im Hof befindliche Seitengebäude/Schuppen hinzu, welches bedingt durch seinen nicht vorhandenen Denkmalwert 2015 aus der Denkmalliste gestrichen wurde. | 09208402 |
|                                         | Ehemaliges Häusleranwesen | Unterer Engen 1 (Karte)         | 1. Hälfte 18. Jahrhundert | Traditionelles Häuslerhaus, ehemals mit Tischlerwerkstatt in gutem Originalzustand von hausgeschichtlichem und ortsgeschichtlichem Wert, Erdgeschoss massiv, Obergeschoss Fachwerk, verbrettert | 09208741 |
| Direkt Bild zu diesem Denkmal hochladen | Wohnhaus | Unterer Engen 2 (Karte)         | Vermutlich vor 1700 | Fachwerkhaus in zeit- und landschaftstypischer Bauweise in gutem Originalzustand von baugeschichtlichem Wert. Erdgeschoss massiv, Steingewände, Obergeschoss Fachwerk, rundum verbrettert, Giebel auch, möglicherweise ehemaliges Gärtneranwesen. Langjährig leerstehend, vermutlich in seinem Bestand gefährdet (2014). | 09208742 |
| Direkt Bild zu diesem Denkmal hochladen | Dreiseithof mit Wohnhaus, Stallscheune und Seitengebäude | Unterer Engen 7 (Karte)         | 1. Hälfte 19. Jahrhundert | Geschlossen erhaltener Bauernhof von baugeschichtlicher, ortsgeschichtlicher und ortsbildprägender Bedeutung. - Wohnhaus: über hohem Sockelgeschoss, Erdgeschoss massiv, Obergeschoss Fachwerk, rundum verbrettert, Stallscheune in Hanglage, Erdgeschoss massiv, Obergeschoss Fachwerk, Giebel verbrettert - Nebengebäude: zum Teil massiv, zum Teil Holzkonstruktion | 09208395 |
|                                         | Wohnhaus | Unterer Engen 10 (Karte)        | 1828 | Zeit- und landschaftstypischer Fachwerkbau in gutem Originalzustand, ortsbildprägend und baugeschichtlich von Bedeutung. Erdgeschoss massiv, Obergeschoss Fachwerk verbrettert, Dachhecht, Fenster neu. | 09208394 |
|                                         | Wohnhaus (ohne Garagenanbau) | Unterer Engen 24 (Karte)        | Um 1900 | Architektonisch qualitätsvolles und zeittypisches villenartiges Wohnhaus in gutem Originalzustand, baugeschichtlich und ortsgeschichtlich von Bedeutung. Unregelmäßiger Grundriss, Putzbau, Lisengliederung, Gurtgesims umlaufend. Krüppelwalmdach, über Risalit Pyramidenhelm und Wetterfahne, verzierte Schmuckgiebel (Leergespärre), Holzeingangsvorbau zeittypisch verziert, profilierte Fenstergewände, Fenster erneuert, Haustür zweiflüglig mit Ziergitter, guter Originalzustand, Schieferdeckung, Dachüberstand profilierte Pfetten. | 09208391 |
|                                         | Wohnstallhaus, zwei Seitengebäude, Scheune und Wassertrog eines Vierseithofes | Unterer Engen 26 (Karte)        | Um 1800 (Wohnstallhaus); 1800 (Seitengebäude); Ende 19. Jahrhundert (Scheune)                                                  | Landschafts- und zeittypischer, geschlossen erhaltener Vierseithof, baugeschichtlich, ortsbildprägend und sozialgeschichtlich von Bedeutung. - 1. Seitengebäude: zweigeschossig, Fachwerk-Obergeschoss, Erdgeschoss Mauerung, Satteldach, ohne Garagenanbau, Wasserhaus - 2. Seitengebäude: am Dorfweg, mit Stall und Bergeraum, Fachwerk im Obergeschoss mit Ladeluke, Erdgeschoss gemauert, Satteldach, straßenseitig Schlussstein (Sandstein) mit Buchstabe „B“ - Scheune: Fachwerk preußisch, die Außenseiten verbrettert, Satteldach - Wohnstallhaus: hinterer Hofabschluss, zweigeschossig, Erdgeschoss massiv, Obergeschoss Fachwerk, Satteldach, Haus war im Jahr 2000 auf Grund mehrerer baulicher Veränderungen nicht als Kulturdenkmal ausgewiesen worden, in Jahren vor 2015 erfolgte denkmalgerechte Sanierung | 09208392 |

## Niederbobritzsch
| Bild                                    | Bezeichnung | Lage | Datierung | Beschreibung | ID       |
| --------------------------------------- | --- | --- | --- | --- | -------- |
| Direkt Bild zu diesem Denkmal hochladen | Sachgesamtheitsbestandteil Altbergbaugebiet Rammelsberg | (Flurstücke 25/3, 33/7, 50/1, 66/23, 541, 551, 586a, 599/110, 573a, 573/1, 613, 619, 640, 647, 657/1, 670/1, 682/2, 695b, 695/1, 697, 697/1, 696/1) (Karte) | 15. Jahrhundert bis ca. 1950 (Bergbauaktivitäten im Revier); 1844 (Huthaus) | Sachgesamtheitsbestandteil Altbergbaugebiet Rammelsberg: Bergbaufolgelandschaft mit Halden und Bingen, Halden- und Bingenzügen, mehreren Huthäusern, Resten von Kunstgräben, Bergbauteichen und Stolln im Gebiet der Gemeinde Bobritzsch-Hilbersdorf mit den zugehörigen Ortsteilen Hilbersdorf und Niederbobritzsch sowie der Gemeinde Weißenborn/Erzgeborene mit dem zugehörigen Ortsteil Weißenborn, davon gehören zum Teilabschnitt Ortsteil Niederbobritzsch das Einzeldenkmal Stollnmundloch (neben Schmiedegasse 23, 09208261) und die Sachgesamtheitsteile Halden, Bingen, Halden- und Bingenzüge, ein ehemaliges Huthaus sowie ein Teich; Altbergbaugebiet Rammelsberg und Schieferleithe mit einer Vielzahl von kleinen Halden und Bingen auf den Fluren von Hilbersdorf, Niederbobritzsch und Weißenborn, wichtiges frühes Abbaugebiet des Freiberger Reviers mit Blütezeit im 16. Jahrhundert, in dieser Zeit auch reger Zinnbergbau, Hauptbergbau auf Silber, Kupfer und Blei, Abbautätigkeiten von wenigen Gruben noch bis ins 19. Jahrhundert hinein, zuletzt Erzerkundungsarbeiten durch die SDAG Wismut nach 1945, von ortsgeschichtlicher, bergbaugeschichtlicher und landschaftsprägender Bedeutung (siehe auch 09306039 im Ortsteil Hilbersdorf und 09306041 in Weißenborn) | 09306040 |
| Weitere Bilder                          | Wegestein | (Flurstück 333/5) (Karte) | 2. Hälfte 19. Jahrhundert | Schlichter Wegestein, durch den Heimatverein saniert und neu aufgestellt, als Zeugnis regionaler Straßenverbindungen von verkehrshistorischer Bedeutung. Kubus, bezeichnet „Nach Haltestelle Bobritzsch“, „Nach Freiberg“, (Chemnitz), durch Heimatverein und Spenden der Bewohner um 2012 saniert. | 09208264 |
| Weitere Bilder                          | Wohnhaus | Am Bahnhof 8 (Karte) | 1901 | Mehrfamilienhaus des ehemaligen Restaurateurs und Produktenhändlers Ernst Wilhelm Leiteritz, zeit- und landschaftstypischer Klinkerbau in gutem Originalzustand, baugeschichtlich und ortsentwicklungsgeschichtlich von Bedeutung. Zweigeschossiger Klinkerbau über Bruchsteinsockel mit farbig abgesetzten Sandstein- und Klinkergliederungen, kräftige Gesimse und Gewände, Walmdach, zweiachsiges Dachhaus mit Spitze, Knauf und Wetterfahne. 1901 als Zweifamilienwohnhaus für den Restaurateur und Produktenhändler Ernst Wilhelm Leiteritz erbaut, langjährig leer stehend, erhebliche Bauschäden insbesondere durch Sprengungen beim Bau der dahinter befindlichen Schule. | 09208228 |
| Weitere Bilder                          | Scheune des Erbgerichtes Niederbobritzsch | Am Erbgericht 4 (Karte) | 1927 (Wiederaufbau nach Brand) | Letztes weitgehend authentisch erhaltenes Gebäudes des ehemaligen Erbgerichtes, ortsgeschichtlich und ortsbildprägend von Bedeutung | 09208229 |
| Direkt Bild zu diesem Denkmal hochladen | Wohnstallhaus eines Bauernhofes | Am Steinbruch 6 (Karte) | 1750 laut Brandversicherung | Allein stehendes Fachwerkhaus aus dem beginnenden 18. Jahrhundert in gutem Originalzustand von baugeschichtlicher Bedeutung | 09208200 |
| Weitere Bilder                          | Gasthaus zum Viertel mit Saalanbau | Am Viertel 1 (Karte) | Nach 1868 (Wiederaufbau des Gasthofes nach Brand); 1907/1908 (Saalanbau) | Vermutlich im 19. Jahrhundert erbautes Fachwerkhaus, am ehemaligen Fußsteig zwischen Freiberg und Dippoldiswalde gelegen, von ortsgeschichtlicher und ortsbildprägender Bedeutung - Gasthof: Erdgeschoss massiv und verputzt, Garageneinbau vermutlich im Bereich des ehemaligen Stalles, Obergeschoss Fachwerk zweirieglig mit gezapften Streben, am Giebel extreme Fenstervergrößerungen, steiles geschweiftes Satteldach mit vier zu großen Schleppgaupen, Dach Schiefer - Saalanbau: mit gegiebeltem Mittelrisalit, Fachwerk, Ädikula mit Ochsenauge, sonst verputzt, auch dieses Gebäude baulich leicht überformt - Bühnenanbau: Obergeschoss verbrettert | 09208189 |
| Direkt Bild zu diesem Denkmal hochladen | Mühlenwohnhaus (Wiesenmühle) | An der Wiesenmühle 1 (Karte) | 1841 laut Brandversicherung | Gut erhaltenes Mahlmühlen- und Müllerwohnhaus, nach 2000 denkmalgerecht saniert, technikgeschichtlich und ortsgeschichtlich von Bedeutung | 09208236 |
| Weitere Bilder                          | Bogenbrücke | Erlenweg (Karte) | Letztes Viertel 19. Jahrhundert | Bruchsteinbrücke mit gebogener Fahrbahn über die Bobritzsch, zu den ältesten Brücken des Dorfes gehörend, ortsgeschichtlich von Bedeutung. Hohe, einbogige Brücke aus Granitquadern und -bruchsteinen, Krone überputzt (Beton). | 09208197 |
| Weitere Bilder                          | Wohnstallhaus | Erlenweg 1 (Karte) | Bezeichnet mit 1849 | Zeit- und landschaftstypisches Fachwerkhaus mit massivem Erdgeschoss in sehr gutem Originalzustand, baugeschichtlich und ortsbildprägend von Bedeutung. Häuslerhaus, ehemalige Ortslisten-Nummer 138. Erdgeschoss massiv, Steingewände, Winterfenster, Obergeschoss Fachwerk, verbrettert, Satteldach. Um 1840 im Besitz von Traugott Richter. Zum Grundstück gehört das Wohnhaus mit Hofraum, Garten und Feld. 1844 erwirbt wohl Gotthelf Heinrich Richter das Anwesen. 1882 ist Franz Gustav Wolf als Eigentümer überliefert. Laut Brandversicherung soll das Haus 1888 erbaut worden sein. Das widerspricht der Bezeichnung auf dem Türsturz. Vielleicht bezog sich die Angabe der Brandversicherung auf die Nebengebäude. | 09208195 |
| Weitere Bilder                          | Wohnstallhaus, Stallscheune und Scheune eines Dreiseithofes | Erlenweg 2 (Karte) | 1901/1902 laut Brandversicherung, bezeichnet mit 1889 am Türsturz | Während das Wohnstallhaus baulich leicht überformt wurde, blieben die Wirtschaftsgebäude des Hofes bauzeitlich erhalten, durch seine Größe und Lage prägt der Hof das Ortsbild, der Denkmalwert ergibt sich zudem aus dem baugeschichtlichen Wert aller Gebäude. - Wohnstallhaus: zweigeschossiger Massivbau, verputzt, profilierte gerade Türbedeckung, profiliertes Kranzgesims, im Giebel liegende Fenster, Türsturz bezeichnet mit „C. Benz 1889“ - Stallscheune: Erdgeschoss massiv, verputzt, flachbogige Tore, Obergeschoss Fachwerk, teils verbrettert - Scheune: an Stallscheune angebaut, massiv, verputzt, Drempel Fachwerk, Schlitzfenster, Giebelseite verbrettert Um 1840 im Besitz von Johann Traugott Berger. Zum Anwesen gehörten Gebäude mit Hofraum, Garten und Feld, 1901 brannte das Gut komplett ab, 1901 beantragt der Gutsbesitzer Paul Hugo Beyer den Neubau des kompletten Hofes. Entwurf und Ausführung lagen in den Händen des Baugeschäftes August Jungnickel aus Colmnitz. Die Seitengebäude blieben unverändert erhalten. Das Wohnhaus wurde mehrfach umgebaut. In ihm befand sich ursprünglich ein großer Rinderstall. Ausgeführt wurde der Bau 1902. | 09208201 |
|                                         | Häusleranwesen | Erlenweg 4 (Karte) | Bezeichnet mit 1837 | Zeit- und landschaftstypisches Fachwerkhaus mit massivem Erdgeschoss, baugeschichtlich und ortsbildprägend von Wert. Zweigeschossig, Erdgeschoss baulich vereinfacht, Obergeschoss schlichtes Fachwerk, teils verschalt, Satteldach mit Solaranlage, Haus vor 2015 saniert ohne Auflagen des Denkmalschutzes (erst 2015 als Kulturdenkmal ausgewiesen), trotz gewisser Vereinfachungen blieben wesentliche Gestaltungs- und Konstruktionsmerkmale des Hauses erhalten, so dass dem Gebäude durchaus ein baugeschichtlicher sowie ein ortsentwicklungsgeschichtlicher Wert zukommt, um 1840 im Eigentum von Friedrich Wilhelm II. Zum Grundstück gehörte das Wohnhaus, der Garten und Feld. | 09306031 |
| Weitere Bilder                          | Wohnhaus und angebauter Schuppen | Erlenweg 5 (Karte) | Um 1800 laut Brandversicherung | Zeit- und landschaftstypische Fachwerkbauten mit massiven Erdgeschossen, baugeschichtlich und ortsbildprägend von Bedeutung. Sandsteingewände, Obergeschoss Fachwerk, originale Verbretterung, steiles Satteldach, Anbau massiv, verputzt, Drempel und Tor verbrettert, weitgehend authentisches Erscheinungsbild, um 1840 im Eigentum von Johann Georg Ihle, zum Grundstück gehört das Wohnhaus, Garten und Feld. | 09208196 |
| Weitere Bilder                          | Eisenbahnbrücke über die Bobritzsch und die Dorfstraße (Viadukt Niederbobritzsch) | Hauptstraße (Karte) | 1859–1862 | Ortsbildprägendes Ingenieurbauwerk mit neun Bögen, von verkehrsgeschichtlicher Bedeutung an der Bahnstrecke Dresden–Werdau. Eisenbahngroßbrücke mit obenliegender Fahrbahn, zweigleisig, mit neun hohen Bögen unterschiedlicher lichter Weiten, Länge 175 m, Höhe 14,2 m, Breite 7,9 m, Granitverkleidung in unterschiedlichen Verbänden, die Bögen mit Sandstein verkleidet, Fahrtrasse (Bauwerkskrone) neu aus Beton, die Wangenmauern Granitbruchsteinmauerwerk, Baubeginn 11. April 1860, 1862 Fertigstellung/Eröffnung, Baukosten 70.063 Taler. | 09208181 |
|                                         | Tanksäule für Standard- und ESSO-Benzin | Hauptstraße (Karte) | 1932 | Vor ehemaliger Werkstatt- bzw. Garagengebäude stehend, als eine der letzten sachsenweit erhaltenen historischen Tanksäulen von großer verkehrsgeschichtlicher und versorgungsgeschichtlicher sowie technikgeschichtlicher Bedeutung | 09208223 |
| Weitere Bilder                          | Zweiseithof mit Wohnstallhaus und Scheune | Hauptstraße 8 (Karte) | 1780 laut Brandversicherung (Wohnstallhaus); 1901 laut Brandversicherung (Scheune) | Ländliche Wohn- und Wirtschaftsgebäude in sehr gutem Originalzustand von baugeschichtlichem und sozialgeschichtlichem Wert, das Ortsbild maßgeblich prägend. - Wohnstallhaus: Erdgeschoss massiv, Steingewände, Obergeschoss Fachwerk, rundum verbrettert, Winterfenster, sehr steiles Satteldach, vermutlich im ausgehenden 17. bzw. beginnenden 18. Jahrhundert erbaut (laut Versicherungsunterlagen 1780 erbaut) - Scheune: Erdgeschoss massiv, Obergeschoss Fachwerk verbrettert, flachgeneigtes Satteldach, vermutlich 2. Hälfte 19. Jahrhundert oder beginnendes 20. Jahrhundert (laut Versicherungsunterlagen 1901 erbaut), späterer Um- und eventuell Anbau, Erdgeschoss zumindest teilweise massiv ersetzt Um 1840 Eigentum von Karl Friedrich Schulze, zum Grundstück gehörten das Haus, Hofraum und Garten, Ende des 19. Jahrhunderts im Eigentum des Fabrikarbeiters Franz Arnold Schulze. | 09208250 |
| Weitere Bilder                          | Häusleranwesen | Hauptstraße 10 (Karte) | 2. Hälfte 18. Jahrhundert laut Brandversicherung | Zeit- und landschaftstypisches Fachwerkwohnhaus mit massivem Erdgeschoss sowie gut erhaltenem Fachwerkobergeschoss von baugeschichtlichem, sozialgeschichtlichem und ortsbildprägendem Wert. Erdgeschoss massiv, durch Fenstereinbau zum Teil verändert, Obergeschoss Fachwerk, zur Straße verbrettert, fachwerksichtig an der Ostseite, vor 2015 teilweise denkmalgerechte Sanierung, um 1840 im Eigentum von Samuel Friedrich Friebe o. Fröbe (?), zum Grundstück gehörte Haus, Hof und Garten, eventuell vor 1841 erbaut, laut Brandversicherungsunterlagen bereits in 2. Hälfte 18. Jahrhundert, um 1874 im Eigentum von Christian Friedrich Heidner o. Weidner (?), Hausbesitzer. | 09208249 |
| Weitere Bilder                          | Wohnhaus | Hauptstraße 13 (Karte) | 1747 laut Brandversicherung | Weitgehend original erhaltenes Fachwerkhaus mit massivem Erdgeschoss, welches das ländliche Bauhandwerk sowie die Lebensbedingungen des 19. Jahrhunderts noch gut dokumentiert, baugeschichtlich und sozialgeschichtlich von Bedeutung. Erdgeschoss massiv, Steingewände, Obergeschoss Fachwerk, verbrettert und Giebel verputzt, Satteldach, rückwärtige Traufseite mit Aborterker, Dachdeckung mit sogenannten „Wagnersteinen“ (benannt nach einer Oberbobritzscher Firma, welche vermutlich im 19. oder beginnenden 20. Jahrhundert die in der Gemeinde weit verbreiteten Betondachsteine produzierte), langjährig leer stehend, um 1840 Eigentum von Karl Heinrich Hebert (?), zum Grundstück gehörten Haus, Hofraum und Garten, um 1900 Hausbesitzer Johann Gottlieb (Gottfried) Heinrich. | 09208248 |
| Weitere Bilder                          | Wohnstallhaus, Scheune, Stallscheune und Seitengebäude mit Auszug sowie Wassertrog (vor dem Wohnhaus im Hof) eines Vierseithofes | Hauptstraße 14 (Karte) | Ende 18. Jahrhundert, laut Brandversicherung 1725 (Wohnstallhaus); 1866 laut Bauakten (Scheune); 1866 laut Brandversicherung/Bauakten (Scheune); 1725 laut Brandversicherung (Auszugshaus)      | Einer der best erhaltenen Bauernhöfe des Dorfes mit Wohn- und Wirtschaftsgebäuden aus dem 18. und 19. Jahrhundert, baugeschichtlich, sozialgeschichtlich und ortsbildprägend von Bedeutung | 09208246 |
| Weitere Bilder                          | Häuslerhaus | Hauptstraße 16 (Karte) | 1750 laut Brandversicherung | Weitgehend original erhaltenes Fachwerkwohnhaus mit massivem Erdgeschoss, baugeschichtlich von Bedeutung. Steingewände, Obergeschoss Fachwerk, Giebel verbrettert, ursprünglich Winterfenster, weitgehend original erhalten, im Inneren im Erdgeschoss ehemalige Stube und wohl ehemalige Stallung, Obergeschoss mit Mittelflur und mehreren Kammern beiderseits, laut Brandversicherung 1750 erbaut, um 1840 im Eigentum von Karl August Gelfert, 1886 kauft der Hüttenschmied Friedrich August Hauswald das Haus von Karl Friedrich Bräuner, später im Eigentum von Hans Wahl, um 1890 hart gedeckt, Sanierung um 2015. | 09208245 |
| Weitere Bilder                          | Wohnhaus mit angebauter Scheune und Schuppen vor dem Wohnhaus | Hauptstraße 17 (Karte) | Um 1700 laut Brandversicherungsunterlagen (Bauernhaus); 1936 (Seitengebäude) | Authentisch erhaltenes Ensemble von Fachwerkbauten (teils massiv) unterschiedlicher Entstehungszeiten, welches ländliches Bauhandwerk und Wirtschaften dokumentieren, ortsbildprägend, baugeschichtlich und sozialgeschichtlich von Bedeutung | 09208244 |
| Weitere Bilder                          | Wohnstallhaus eines Vierseithofes | Hauptstraße 23 (Karte) | Anfang 18. Jahrhundert | Bauernhaus aus dem frühen 18. Jahrhundert, 1827 überformt, wobei das historische Fachwerk mit K-Streben an der Hoftraufseite erhalten blieb, auf Grund der sehr alten und nur noch selten im Landschaftsraum anzutreffenden Fachwerkkonstruktion von großer baugeschichtlicher Bedeutung. Erdgeschoss und Giebel Bruchstein, Obergeschoss Fachwerk an zugewandter Traufseite mit K-Streben (2015 verkleidet), Erdgeschoss Sandsteingewände, Stichbogenportal mit Schlussstein bezeichnet mit „F 1827“ (Umbau Wohnhaus – Erdgeschoss Mauerwerk, massiver Giebel, Wasserhaus), Abschluss steiles Satteldach. 1874 im Eigentum des Gutsbesitzers Hermann Heinrich Jünger, 1888 erbt Bertha Emilie verwitwete Jünger von ihrem Ehemann das Grundstück. | 09208241 |
| Weitere Bilder                          | Mahlmühlengebäude mit Müllerwohnung (Schwarzmühle, Beiermühle), später Mischfutterbetrieb und Nebengebäude (heute Wohnhaus und Büro) | Hauptstraße 24, 25 (Karte) | Bezeichnet mit 1845 (Wohnmühlengebäude, Mühle); 1858 (Seitengebäude, Wohnhaus) | Ortshistorische und ortsbildprägende Bedeutung | 09208242 |
| Weitere Bilder                          | Häusleranwesen | Hauptstraße 45 (Karte) | 1825 laut Brandversicherung | Zeit- und landschaftstypischer Fachwerkbau mit massivem Erdgeschoss in gutem Originalzustand, baugeschichtlich und ortsbildprägend von Bedeutung. Ursprüngliche Winterfenster nicht mehr erhalten, Obergeschoss Fachwerk, Giebel verbrettert, Satteldach, im Erdgeschoss teils zu große Fenster, im Inneren im Obergeschoss Kammergang. 1887 kaufte der Hüttenarbeiter August Stein das Grundstück von Johann Heinrich Richter (laut Brandversicherung 1874 bereits im Eigentum von Stein), um 1840 vermutlich im Eigentum von Karl Gottlieb Bräuer (?). | 09208238 |
| Weitere Bilder                          | Wohnstallhaus | Hauptstraße 56 (Karte) | Um 1780 laut Brandversicherung, eventuell älter | Vermutlich eines der ältesten noch weitgehend original erhaltenen Fachwerkhäuser des Dorfes, von großer baugeschichtlicher, sozialgeschichtlicher und ortsbildprägender Bedeutung. Erdgeschoss massiv, Steingewände, Obergeschoss Fachwerk verputzt, Giebel verbrettert, sehr steiles Satteldach, im Erdgeschoss rundbogiges zweiflügliges Tor (eventuell Remise), vermutlich mit Stall, laut Versicherung um 1780 erbaut (könnte aber auch 17. Jahrhundert sein), um 1840 im Eigentum von Karl Gottlob Glöckner, 1874 Friedrich Wilhelm Beckert Eigentümer. Im Wohngebäude befand sich ein gewölbter Kuhstall, 1882 kauft der Hüttenarbeiter Gottlieb Friedrich Thiele das Grundstück, 1892 im Eigentum von Caroline Wilhelmine verwitwete Thiele. | 09208233 |
| Weitere Bilder                          | Häusleranwesen | Hauptstraße 63 (Karte) | 1837 laut Brandversicherung | Traditioneller Fachwerkbau des 19. Jahrhunderts, baulich leicht überformt, baugeschichtlich und ortsbildprägend von Bedeutung. Erdgeschoss massiv, durch Fenstereinbau leicht verändert, Obergeschoss Fachwerk, Giebel verbrettert, Krüppelwalmdach, weitgehend im Original erhalten, prägend im Straßenbild, seit den 1920er Jahren befand sich im Haus eine Tischlerei, worauf auch die Fenstervergrößerungen im Erdgeschoss und die Anbauten zurückzuführen sind, durch Sanierung hat das Haus etwas an Ursprünglichkeit verloren (so u. a. der Verlust der Winterfenster), Dach ebenso saniert und mit Falzziegeln gedeckt, um 1840 im Eigentum von Johanna Rosina Gelber (?), das Grundstück umfasste ein Haus, Hofraum und Garten, 1837 laut Brandversicherung erbaut, das Wohngebäude verfügte über einen Ziegenstall, 1874 im Eigentum von Auguste Emilie verehelichte Burkhart. | 09208265 |
| Weitere Bilder                          | Häusleranwesen | Hauptstraße 69 (Karte) | 2. Hälfte 18. Jahrhundert | Zeit- und landschaftstypisches Fachwerkhaus in gutem Originalzustand, baugeschichtlich, sozialgeschichtlich und ortsbildprägend von Bedeutung. Laut Brandversicherungsunterlagen ca. 1750 erbaut, um 1840 im Besitz von Johann Gottfried Neubert, 1881 kaufte der pensionierte Hüttenarbeiter Friedrich Gotthold Tannenberger das Grundstück von der Vorbesitzerin Juliane Friderike verwitwete Neubert, geborene Brauer, 1887 erwarb der Hüttenarbeiter Clemens Hermann Wunderwald das Grundstück von Friedrich Gotthold Tannenberger. Das giebelständig zur Dorfstraße stehende Gebäude weist ein massives Erdgeschoss sowie ein verkleidetes bzw. verbrettertes Fachwerk im Obergeschoss auf. Die Giebelfenster im Obergeschoss wurden später erweitert, ansonsten blieben die Fenstergrößen weitgehend original erhalten. Abgeschlossen wird das Gebäude durch ein Satteldach mit einer Biberschwanzdoppeldeckung. Trotz einiger Umbauten gestattet dieses Gebäude einen Einblick in bauhandwerkliche Traditionen sowie die Lebensbedingungen in der Mitte des 18. Jahrhunderts und erlangt hierdurch sozialgeschichtliche und baugeschichtliche Bedeutung. | 09208235 |
| Weitere Bilder                          | Wohnstallhaus, Seitengebäude und Torbogen eines Vierseithofes | Hauptstraße 72 (Karte) | Um 1750 laut Brandversicherung und Baubefund (Wohnstallhaus); 1820 laut Brandversicherung (Seitengebäude); bezeichnet mit 1824 (Toreinfahrt)                                                    | Ortsbildprägende Wohn- und Wirtschaftsgebäude eines Bauernhofes, welche laut Inschrift zu Beginn des 19. Jahrhunderts errichtet bzw. vermutlich prägend umgebaut wurden, jedoch im Kern Bausubstanz auch aus dem frühen 18. Jahrhundert oder vorher enthalten, woraus sich ihre große baugeschichtliche Bedeutung ableitet. | 09208202 |
| Direkt Bild zu diesem Denkmal hochladen | Steinbogenbrücke über die Bobritzsch | Hauptstraße 89 (gegenüber), Pfarrgasse 7 (Karte) | 1786 | Eine der ältesten Brücken im Dorf, ortsbildprägende und verkehrshistorische Bedeutung. Zweibogenbrücke aus Bruchstein mit Holzbrüstung, beeindruckender Originalzustand, vermutlich Feldzufahrt der ehemaligen Kirchmühle, gehört heute noch zur Kirchmühle Pfarrgasse 7. | 09208222 |
| Weitere Bilder                          | Wohnstallhaus eines Zweiseithofes | Hauptstraße 94 (Karte) | 1828 laut Brandversicherung | Landschaftstypisches Fachwerkhaus mit massivem Erdgeschoss in sehr gutem Originalzustand, baugeschichtlich und ortsbildprägend von Bedeutung, Segmentbogentür mit Schlussstein. Um 1840 befand sich das Grundstück im Eigentum von Karl Gottfried Wolf II. Zum Grundstück gehörten Gebäude, Hofraum und Garten. Weitere Eigentümer waren nach 1890 Robert Bruno Müllers Erben und Marie verwitwete Müller geborene Dietze. Um 1915 befanden sich im Wohngebäude ein gewölbter Stall sowie ein Futterboden. Das Haus prägt heute das Ortsbild insbesondere durch seinen guten Originalzustand. Das zeit- und landschaftstypische Bauernhaus wurde im Erdgeschoss massiv aufgeführt. Über dem Hauseingang befindet sich ein Schlussstein. Das Fachwerk im Obergeschoss ist verbrettert bzw. verkleidet. Den Hausabschluss bildet ein Krüppelwalmdach. Auf Grund seiner bauzeitlichen Bauweise und seiner Authentizität kommt dem Bauernhaus eine baugeschichtliche sowie eine ortsbildprägende Bedeutung zu. | 09208219 |
| Weitere Bilder                          | Häusleranwesen | Hauptstraße 95 (Karte) | 1798 | Zeit- und landschaftstypischer Fachwerkbau des 19. Jahrhunderts von baugeschichtlichem und ortsbildprägendem Wert. Obergeschoss und Giebel Fachwerk, rundum verkleidet, Steingewände, zum Grundstück gehört Haus, Hofraum und Garten (geringer Landbesitz). 1831 erwirbt Traugott Leberecht Braun das Gärtner- oder Häusleranwesen. Laut Brandversicherungsangaben wurde das Haus bereits 1798 erbaut. Diese Angabe wird durch die Konstruktion des Hauses bestätigt. Um 1898 befand sich das Anwesen im Besitz des Farbenhändlers Max Böhme. Umbaumaßnahmen erfolgten laut Brandversicherung im Zeitraum von 1922 bis 1937. Das traufständig zur Hauptstraße stehende Gebäude weist die Konstruktionsmerkmale eines Häusler- oder Gärtnerhauses aus der Zeit um 1800 auf. Es handelt sich hierbei um ein zweigeschossiges Gebäude über längsrechteckigem Grundriss mit massivem Erdgeschoss und verkleidetem Fachwerkobergeschoss. Abgeschlossen wird das Haus durch ein relativ steiles Satteldach. Im Erdgeschoss blieben bauzeitliche Fenstergewände aus Naturstein sowie das für diese Zeit typische Segmentbogenportal mit Schlussstein erhalten. Die Sanierung nach 1990 erfolgte denkmalgerecht. Durch seine zeittypische Ausprägung und seinen guten Originalzustand dokumentiert das Gebäude das ländliche Bauhandwerk jener Zeit exemplarisch und erlangt somit baugeschichtliche Bedeutung. | 09208218 |
|                                         | Dreiseithof mit Seitengebäude, Wohnstallhaus und Scheune | Hauptstraße 98, 98b (Karte) | 1894 (Wohnstallhaus, Seitengebäude und Scheune); Anfang 20. Jahrhundert (Wohnstallhaus) | Stattlicher Komplex mit aufwendiger Gliederung und farbiger Zierdachdeckung, einer der wenigen um 1900 komplett erbauten Bauernhöfe im Gemeindegebiet, baugeschichtlich und ortsbildprägend von Bedeutung. - Wohnhaus: zweigeschossiger Putzbau mit Klinkergliederung, 8:3 Achsen, Giebel mit Blendstufengliederung - Wohnstallhaus: zweigeschossiger Putzbau über hohem Sockelgeschoss, 10:3 Achsen, Backsteingliederung (Gesimse, Ecken, Fenster) Krüppelwalmdach mit Zier-Biberschwanzdeckung, Erdgeschoss durch Garage verändert - Scheune: Bruchsteinbau mit Klinkergliederung und Zier-Biberschwanzdeckung, Giebel mit Blendstufengliederung | 09208217 |
| Direkt Bild zu diesem Denkmal hochladen | Vierseithof mit Wohnstallhaus, Auszugshaus, Scheune und Seitengebäude | Im Rosental 13 (Karte) | 1750 laut Brandversicherung (Wohnstallhaus); 1856 laut Brandversicherung (Auszugshaus); 1902 (Pferde- und Schweinestall sowie Scheune)                                                          | Geschlossen erhaltener Bauernhof, ursprünglich Dreiseithof, mit Wohn- und Wirtschaftsgebäuden aus dem 18., 19. und 20. Jahrhundert in gutem Originalzustand von baugeschichtlichem, sozialgeschichtlichem und ortsbildprägendem Wert | 09208216 |
| Direkt Bild zu diesem Denkmal hochladen | Dreiseithof mit Wohnstallhaus, Seitengebäude und Scheune | Im Rosental 14 (Karte) | 18. Jahrhundert, laut Brandversicherung 1838 (Wohnstallhaus); 1911 laut Brandversicherung (östliches Seitengebäude und Scheune)                                                                 | Weitgehend original erhaltener Bauernhof mit Wohn- und Wirtschaftsgebäuden aus dem 18. und 19. Jahrhundert von baugeschichtlichem, sozialgeschichtlichem sowie ortsbildprägendem Wert | 09208215 |
| Weitere Bilder                          | Wohnstallhaus und Seitengebäude eines Dreiseithofes (ursprünglich eines Vierseithofes) | Im Wiesengrund 2 (Karte) | 1894 laut Brandversicherung (Wohnstallhaus); 1894 (Auszugshaus und ehemaliger Kutschenschuppen)                                                                                                 | Zeit- und landschaftstypische ländliche Wohn- und Wirtschaftsgebäude in gutem Originalzustand von baugeschichtlicher Bedeutung sowie auf Grund der dominanten Lage von ortsbildprägender Bedeutung | 09208237 |
| Weitere Bilder                          | Kriegerdenkmal für die Gefallenen des Ersten Weltkrieges sowie dahinter stehende Linde | Pfarrgasse (Karte) | 1925 | Denkmal aufgestellt vom Krieger- und Militärverein, eingeweiht am Totensonntag 1925, Denkmalanlage von ortshistorischer Bedeutung. Massiver Steinkubus auf Quadersockel, Tafelgliederung durch senkrecht stehende Schwerter, durch den örtlichen Militär- und Kriegerverein aufgestellt und zum Totensonntag 1925 eingeweiht, die dahinter stehende Sommerlinde wurde vermutlich zeitgleich mit dem Denkmal gepflanzt und ergänzt die kleine Denkmalanlage vor der Kirchhofsmauer. | 09208226 |
| Weitere Bilder                          | Kirche (mit Ausstattung) und Kirchhof mit sechs Soldaten- bzw. Kriegsgräbern des Zweiten Weltkrieges, dem Grabmal für den Pfarrer Hermann Mulert, dem Erbbegräbnis mit Gruft der Familie des Besitzers der Wiesenmühle (Miesenmühle) Willy Lehmann sowie Einfriedungsmauer und Lutherbuche | Pfarrgasse 1 (Karte) | 1513 (Kirche); 1853–1855 (Orgel); um 1903 (Grabplatte Hermann Mulert); um 1930? (Erbbegräbnis Fam. Lehmann); nach 1945 (Soldatengrab)                                                           | Künstlerischer Wert, ortsbildprägende und ortshistorische Bedeutung | 09208224 |
| Weitere Bilder                          | Pfarrhaus mit Seitengebäude | Pfarrgasse 1 (Karte) | 1639, laut Brandversicherung 1650 (Pfarrhaus); 1639, laut Brandversicherung 1750 (Seitengebäude)                                                                                                | Bei einem Brand 1990 schwer geschädigter Hauskomplex, anschließend unter Wahrung des historischen Erscheinungsbildes und weitgehendem Erhalt von Originalsubstanz Wiederaufbau, ortshistorische und ortsbildprägende Bedeutung. - Pfarrhaus: Erdgeschoss massiv, Steingewände, Segmentbogentür, Obergeschoss Fachwerk, Giebel massiv, Fachwerk aufgebrettert, sichtbare Balkenköpfe, Brand am 8. Juli 1990 – dabei schwere Schädigung, dabei Dachstuhl vollständig zerstört, Decken, Fachwerkwände – ein Giebel zerstört und musste neu aufgebaut werden, Fenster, Türen u. a. zerstört, im Gemeindesaal historische Decke, diese blieb vermutlich erhalten, Wiederaufbau vom 10. September 1990 bis August 1991, weitgehende Rekonstruktion - Seitengebäude in Hanglage: Erdgeschoss massiv, Obergeschoss Fachwerk, zum Teil aufgebrettert, saniert | 09208227 |
| Weitere Bilder                          | Seitengebäude (zugleich Scheune) der ehemaligen Kirchenmühle | Pfarrgasse 7 (Karte) | 1908 | Markantes, das Ortsbild maßgeblich prägendes verbrettertes Fachwerkgebäude, nach dem Brand der Mühle 1907 neu erbaut, ortsgeschichtlich, baugeschichtlich und ortsbildprägend von Bedeutung | 09306035 |
| Direkt Bild zu diesem Denkmal hochladen | Bahnwärterhaus mit zwei Nebengebäuden | S 190 (Karte) | 1861/1862 | Original erhaltene Typenbauten aus der Erbauungszeit des Streckenabschnittes Tharandt–Freiberg der Bahnstrecke Dresden–Werdau, verkehrsgeschichtlich von Bedeutung. - Bahnwärterhaus: eingeschossiger Putzbau mit Drempelgeschoss bzw. niedrigem Obergeschoss, seitlich hölzerner Eingangsvorbau, flachgeneigtes Satteldach, ursprünglich als „Schlagwärterhaus“ bezeichnet, alle Bahnwärterhäuser und Schlagwärterhäuser sowie die Bahnhofsbauten dieses Streckenabschnitts wurden 1861/62 erbaut, es ist davon auszugehen, dass auch das Bahnwärterhaus zu diesem Zeitpunkt entstanden ist - Nebengebäude: verbretterter Fachwerkschuppen hinter dem Haus (eventuell für Lagerung der Kohle) sowie seitlich eingeschossiger Putzbau (vermutlich Waschhaus und Toilette) | 09306038 |
| Weitere Bilder                          | Scheune und zwei Seitengebäude eines Vierseithofes | Schmiedegasse 2 (Karte) | 1807 laut Brandversicherung (östliches Seitengebäude); 1824 laut Brandversicherung (Stallscheune südlich); 1922 (Scheune)                                                                       | Weitgehend authentisch erhaltene Wirtschaftsgebäude aus dem 19. Jahrhundert, baugeschichtlich und sozialgeschichtlich von Bedeutung | 09208255 |
|                                         | Wohnstallhaus und östliches Seitengebäude eines Vierseithofes | Schmiedegasse 3 (Karte) | 1783 laut Brandversicherung (Seitengebäude); 1876 (Wohnstallhaus) | Durch das im Dorf singuläre, herrschaftlich anmutendes Wohnstallhaus von großer ortsbildprägender Bedeutung sowie auf Grund der Seltenheit der Bauweise im Kontext von Bauernhöfen von großer baugeschichtlicher Bedeutung | 09208256 |
| Weitere Bilder                          | Ehemaliges Wohnstallhaus eines Bauernhofes | Schmiedegasse 14 (Karte) | 1738 laut Brandversicherung | Vermutlich im beginnenden 18. Jahrhundert erbautes Fachwerkhaus mit massivem Erdgeschoss in gutem Originalzustand von baugeschichtlicher und ortsbildprägender Bedeutung | 09208258 |
| Weitere Bilder                          | Wohnhaus | Schmiedegasse 20 (Karte) | 1931 | An Beamtenwohnhäuser erinnerndes Gebäude im „Schweizer Stil“, auf dem gleichen Grundstück stehend wie der Fachwerktrafoturm, baugeschichtlich und ortsentwicklungsgeschichtlich von Bedeutung | 09306036 |
| Weitere Bilder                          | Transformatorenhäuschen (ehemals Teil vom Überlandstromverband Freiberg) | Schmiedegasse 20 (Karte) | 1911 | Fachwerktypenbau, heute der einzige noch erhaltene im gesamten Gemeindegebiet, baugeschichtliche und technikgeschichtliche Bedeutung. Trafohäuschen Typ B, kleiner Turm mit Fachwerk-Unterbau, Schieferdach und „Laterne“ aus Holz, in Niederbobritzsch standen offensichtlich drei Trafotürme des gleichen Bautyps, der Turm in der Schmiedegasse ist dabei der letzte erhaltene Trafoturm des Typs B in Niederbobritzsch, auch im Gemeindegebiet blieb kein anderer Turm dieser Bauart erhalten. | 09208259 |
|                                         | Wohnhaus | Schmiedegasse 23 (Karte) | 1750 laut Brandversicherung | Zeit- und landschaftstypisches Fachwerkhaus in gutem Originalzustand, baugeschichtlich, ortsentwicklungsgeschichtlich und ortsbildprägend von Bedeutung | 09208260 |
| Weitere Bilder                          | Stollnmundloch (Einzeldenkmal der Sachgesamtheit 09306039) | Schmiedegasse 23 (neben) (Karte) | Ab 1837 (Stollenvortrieb) | Einzeldenkmal der Sachgesamtheit Altbergbaugebiet Rammelsberg; ortsgeschichtlich und bergbaugeschichtlich von Bedeutung | 09208261 |
| Weitere Bilder                          | Wohnhaus, Scheune und Wasserhaus eines Bauernhofes | Schmiedegasse 26 (Karte) | Bezeichnet mit 1844 (Wohnhaus); 1893 (Scheune); 2. Hälfte 19. Jahrhundert (Wasserhaus) | Mehrfach erweiterte Baugruppe in weitgehend authentischem Zustand, baugeschichtlich, sozialgeschichtlich und ortsbildprägend von Bedeutung | 09208262 |
|                                         | Häusleranwesen | Schmiedegasse 33 (Karte) | 1790 laut Brandversicherung | Zeit- und landschaftstypisches Fachwerkhaus mit größtenteils erhaltenem Fachwerk im Obergeschoss, zu einer Gruppe giebelständig zur Straße stehenden Häuslerhäusern unterhalb des Erbgerichtes gehörend, von baugeschichtlicher, ortsentwicklungsgeschichtlicher und ortsbildprägender Bedeutung. Um 1840 im Eigentum von Karl Gottfried Richter, das Grundstück umfasste Haus, Hofraum und Garten. Das Haus wurde darin als Wohngebäude mit Futterboden bezeichnet. Diese Bauzeit wird durch die Konstruktion des Hauses bestätigt. Die Datierung „1886“ auf dem Schlussstein verweist dagegen vermutlich auf einen Umbau des Hauses. Nach 1926 befand sich das Grundstück im Eigentum von Max Alwin Wolf. Der zweigeschossige Bau weist die für das 18. und 19. Jahrhundert charakteristische Bauweise mit massivem Erdgeschoss und Fachwerkkonstruktion im Obergeschoss auf. Im Erdgeschoss findet sich eine Doppelsegmentbogentür mit Schlussstein. Abgeschlossen wird das Haus durch ein Satteldach. Wesentliche, die Konstruktion und das Erscheinungsbild beeinträchtigende bauliche Veränderungen sind nicht feststellbar. Auf Grund der beschriebenen typischen Ausprägung erlangt das Gebäude einen baugeschichtlichen Wert. | 09208230 |
| Weitere Bilder                          | Wohnstallhaus | Schmiedegasse 36, 37 (Karte) | 1760 laut Brandversicherung | Zeit- und landschaftstypisches Fachwerkhaus mit größtenteils erhaltenem Fachwerk im Obergeschoss, zu einer Gruppe giebelständig zur Straße stehender Häuser unterhalb des Erbgerichtes gehörend, von baugeschichtlicher, ortsentwicklungsgeschichtlicher und ortsbildprägender Bedeutung | 09306032 |
| Weitere Bilder                          | Wohnstallhaus und zwei Scheunen eines Dreiseithofes | Talstraße 7 (Karte) | 1837 laut Brandversicherung | Wichtiger Bestandteil der alten Ortsstruktur mit weitgehend original erhaltenen bäuerlichen Wohn- und Wirtschaftsgebäuden, baugeschichtlich und ortsbildprägend von Bedeutung | 09208182 |
| Weitere Bilder                          | Häusleranwesen mit Felsenkeller | Talstraße 8 (Karte) | 1837 laut Brandversicherung | Zeit- und landschaftstypisches Fachwerkhaus in sehr gutem Originalzustand, nach 2000 denkmalgerecht saniert, baugeschichtlich, sozialgeschichtlich und ortsbildprägend von Bedeutung | 09208205 |
| Weitere Bilder                          | Bauernhaus eines ehemaligen Bauerngutes | Talstraße 14 (Karte) | Bezeichnet mit 1895 (Türsturz) | Authentisch erhaltener Putzbau des ausgehenden 19. Jahrhunderts, baugeschichtlich und ortsbildprägend von Bedeutung. Stattlicher zweigeschossiger Massivbau auf Hakengrundriss, profilierte Türbedachung auf Konsolen, profiliertes Kranzgesims, im Giebel Palladiomotiv und Okuli, Steingewände, teils Winterfenster, um 1840 im Eigentum von Carl Friedrich Beckert, das Grundstück umfasste Gebäude, Hofraum, Garten, umfangreicher Landbesitz, 1882 im Eigentum von Karl Ferdinand (?) Beckert. | 09208184 |
| Weitere Bilder                          | Häusleranwesen | Talstraße 16 (Karte) | 1798 laut Brandversicherung | Zeit- und landschaftstypischer, das Ortsbild prägender Fachwerkbau in gutem Originalzustand, baugeschichtlich von Bedeutung. Erdgeschoss massiv, zum Teil originale Läden, Obergeschoss Fachwerk, rundum verbrettert, saniert. | 09208263 |
| Weitere Bilder                          | Wohnstallhaus eines ehemaligen Vierseithofes | Talstraße 20 (Karte) | Bezeichnet mit 1799 (Wohnstallhaus) | Letztes erhaltenes Gebäude eines großen Bauernhofes in zeit- und landschaftstypischer Ausprägung von baugeschichtlichem und ortsbildprägendem Wert. - Wohnstallhaus: Erdgeschoss Bruchsteine, Sandsteintürgewände mit Schlussstein, Obergeschoss Fachwerk, verbrettert, originale Fenstergrößen, Satteldach, Biberschwanzdeckung, Haus steht seit vielen Jahren leer, hierdurch ist ein zunehmender Verfall zu verzeichnen, die Giebel sowie das Fachwerk neigen sich nach außen, es ist nicht auszuschließen, dass das Gebäude einstürzen wird - Scheune (wissenschaftlich-dokumentarischer Wert): Erdgeschoss Feldsteine, Obergeschoss Fachwerk, verbrettert, Satteldach Schiefer (schadhaft), Abbruch Scheune mit Aktenzeichen 181-01-22 genehmigt | 09208186 |
| Weitere Bilder                          | Ehemalige Untere Schule, heute Wohnhaus | Talstraße 25 (Karte) | Bezeichnet mit 1837 (Tafel) | Weitgehend authentisch erhaltener Putzbau von ortsgeschichtlicher, ortsbildprägender und baugeschichtlicher Bedeutung. Ehemalige „Untere Schule“, laut Inschrift auf der über der Eingangstür befindlichen Steintafel 1837 erbaut. Traufständiger zweigeschossiger Putzbau mit profilierter Türbedachung, darüber Tafel, profiliertes Kranzgesims und abschließendes Satteldach. An der Giebelseite befindet sich ein zusätzlicher Eingang (wahrscheinlich Sandsteingewände), der vermutlich den Zugang zur Lehrerwohnung ermöglichte. Das Haus wurde in den letzten Jahren saniert. Der Denkmalwert ergibt sich abgeleitet von der langjährigen Nutzung als Schule aus dem ortsgeschichtlichen Wert des Hauses. | 09208187 |
|                                         | Altes Wohnstallhaus (giebelständig zur Straße) und neues ehemaliges Wohnstallhaus (Feldseite) eines Vierseithofes | Talstraße 28, 29 (Karte) | Bezeichnet mit 1714 (altes Wohnstallhaus); bezeichnet mit 1860 (neues Wohnstallhaus/Herrenhaus)                                                                                                 | Das alte Wohnhaus besitzt einen hohen baugeschichtlichen Aussagewert auf Grund seiner sehr alten und authentisch erhaltenen Bausubstanz, das jüngere bäuerliche Wohngebäude dokumentiert ländliches Bauen im ausgehenden 19. Jahrhundert und besitzt hierdurch einen baugeschichtlichen Wert, als vermutlich ehemalige Ausspanne an der Commerzialstraße zwischen Dippoldiswalde und Freiberg erlangt das teilweise erhaltene Gehöft auch ortsgeschichtliche Bedeutung | 09208188 |
|                                         | Wohnhaus | Talstraße 32 (Karte) | 1894 | Stattlicher, historisierender Putzbau in sehr gutem Originalzustand, baugeschichtlich und ortsentwicklungsgeschichtlich von Bedeutung (stand bis 2008 irrtümlich unter Talstraße 33 in der Liste). 1894 für den Malermeister Heinrich Oswald Eichhorn (später Bürgermeister) vom Colmnitzer Baugeschäft A. Jungnickel erbautes Zweifamilienwohnhaus, vermutlich Wohnhaus mit Geschäftsräumen. Putzbau über hohem Sockelgeschoss, zweigeschossig mit aufwendiger Putzgliederung (Ecknutung, Gesimse, Spiegel), leicht vorgezogenem Mittelrisalit mit Dreieckgiebel und kleinen Obelisken. Seitlich Hauseingang mit originaler Tür, die ursprüngliche vorgelagerte Freitreppe mit Geländer wurde abgebrochen. Das Haus beeindruckt durch seine aufwendige Fassadengestaltung und seinen guten Originalzustand (Winterfenster, originale Tür und Freitreppe mit originalem Geländer), wodurch es auch das Ortsbild prägt. Der Denkmalwert leitet sich vorrangig von der baugeschichtlichen und ortsentwicklungsgeschichtlichen Bedeutung ab. | 09208206 |
| Direkt Bild zu diesem Denkmal hochladen | Wohnstallhaus, Scheune, Seitengebäude und Bergkeller eines Dreiseithofes | Talstraße 40 (Karte) | Bezeichnet mit 1848 (Wohnstallhaus); 1848 laut Brandversicherung (Scheune und Seitengebäude) | Stattlicher Komplex mit gut erhaltenen ländlichen Wohn- und Wirtschaftsgebäuden von baugeschichtlicher, sozialgeschichtlicher und ortsbildprägender Bedeutung | 09208207 |
| Direkt Bild zu diesem Denkmal hochladen | Wohnhaus | Talstraße 41 (Karte) | 1865 | Zweigeschossiges zeittypisches Fachwerkhaus mit massivem Erdgeschoss in relativ gutem Originalzustand von baugeschichtlichem und ortsbildprägendem Wert | 09208193 |
| Direkt Bild zu diesem Denkmal hochladen | Wohnstallhaus | Talstraße 42 (Karte) | 1. Drittel 18. Jahrhundert | Authentisch erhaltener Fachwerkbau aus dem frühen 18. Jahrhundert, eines der ältesten gut erhaltenen ländlichen Wohn- und Wirtschaftsgebäude des Dorfes mit nunmehr seltener Fachwerkkonstruktion von großer hausgeschichtlicher, sozialgeschichtlicher und ortsbildprägender Bedeutung. Erdgeschoss massiv (eventuell unterfahren), Obergeschoss Fachwerk, K-Strebe, zwei Seiten verbrettert, Hangseite mit Scheunenanbau, sehr steiles Satteldach, vermutlich Gärtneranwesen. | 09208192 |
| Direkt Bild zu diesem Denkmal hochladen | Häusleranwesen | Talstraße 57 (Karte) | 1. Hälfte 19. Jahrhundert (vor 1840) | Schlichtes zeittypisches Fachwerkwohnhaus mit massivem Erdgeschoss, von 1900 bis 1960 Schuhmacherei, ortsgeschichtlich und baugeschichtlich von Wert. | 09305909 |
| Direkt Bild zu diesem Denkmal hochladen | Wohnhaus | Talstraße 58 (Karte) | Bezeichnet mit 1878 | 1878 auf dem Grundstück der benachbarten Mühle als Bäckerei erbauter zeittypischer Putzbau von baugeschichtlichem und ortsgeschichtlichem Wert. | 09208208 |
| Direkt Bild zu diesem Denkmal hochladen | Mühle und Müllerwohnhaus, Seitengebäude und Mühlgraben (Erlermühle) | Talstraße 61 (Karte) | 1867 (Seitengebäude); nach 1911 laut Brandversicherung (Wiederaufbau Mühle) | Historischer Mühlenstandort mit Gebäudebestand vorwiegend aus dem 19. und 20. Jahrhundert von ortsgeschichtlicher Bedeutung | 09208209 |
| Direkt Bild zu diesem Denkmal hochladen | Transformatorenturm | Talstraße 62 (bei) (Karte) | Nach 1918 | Typenbau aus den 20er Jahren des 20. Jahrhunderts in gutem Originalzustand, Zeugnis der Elektrifizierung des Dorfes, technikgeschichtlich von Bedeutung. Zweiteilig, im unteren Bereich massiv, im oberen Fachwerk verbrettert, kleines Satteldach. | 09208340 |
| Direkt Bild zu diesem Denkmal hochladen | Ehemaliges Wohnstallhaus, zwei Seitengebäude und Scheune eines Vierseithofes | Talstraße 63 (Karte) | 1818 laut Brandversicherung (Bauernhaus und Seitengebäude); 1870 laut Brandversicherung (2. Seitengebäude); 19. Jahrhundert (Scheune); 1878 laut Brandversicherung (Scheune mit Knochenstampfe) | Geschlossen erhaltener Bauernhof mit authentisch erhaltenen Wohn- und Wirtschaftsgebäuden aus dem 18. und 19. Jahrhundert, eines davon zeitweise als Knochenstampfe genutzt, gemeinsam mit den benachbarten ebenso authentisch erhaltenen Höfen prägt dieser Hof das Ortsbild des Niederdorfes maßgeblich und verleiht diesem nicht zuletzt auch durch den natürlichen Lauf der Bobritzsch ein malerisches Erscheinungsbild, dem Bauensemble kommt eine große baugeschichtliche und ortsgeschichtliche Bedeutung zu. - Wohnhaus: Erdgeschoss massiv, Obergeschoss Fachwerk verbrettert, schöner Fachwerk-Giebel, Krüppelwalmdach, Segmentbogentür mit Schlussstein, Stall: Erdgeschoss massiv, Obergeschoss Fachwerk, zum Teil verbrettert - Scheune: Erdgeschoss massiv, Obergeschoss Fachwerk, verkleidet | 09208210 |
| Direkt Bild zu diesem Denkmal hochladen | Wohnstallhaus, Scheune, Seitengebäude, Schuppen (Schweinestall?) und Torbogen eines Dreiseithofes | Talstraße 64 (Karte) | Bezeichnet mit 1811 (Wohnstallhaus); um 1810 lt. Brandversicherung (Seitengebäude); um 1808 laut Brandversicherung (Scheune und Schuppen)                                                       | Gut erhaltener Bauernhof mit Bausubstanz aus verschiedenen Jahrhunderten, dabei bemerkenswerte Toreinfahrt und singuläres eingeschossiges Schuppengebäude rechts des Torbogens (teils noch mit Fachwerk), wichtige Zeugnisse ländlichen Bauhandwerks sowie der Lebens- und Wirtschaftsbedingungen im 18. und 19. Jahrhundert, gemeinsam mit den benachbarten Bauernhöfen prägend für das Ortsbild | 09208211 |
| Direkt Bild zu diesem Denkmal hochladen | Zwei Seitengebäude und Scheune eines Vierseithofes | Talstraße 65 (Karte) | 1740 laut Brandversicherung (östliches Seitengebäude); 1782 laut Brandversicherung (Scheune); 1851 laut Brandversicherung (Auszugshaus mit Futter)                                              | Weitgehend original erhaltene Wirtschaftsgebäude eines Bauernhofes in landschafts- und zeittypischer Bauweise (Fachwerkbauten, teils mit massiven Erdgeschossen) aus dem 19. Jahrhundert von baugeschichtlicher, sozialgeschichtlicher und ortsbildprägender Bedeutung | 09208212 |
| Direkt Bild zu diesem Denkmal hochladen | Wohnstallhaus eines ehemaligen Dreiseithofes (auch Vierseithofes), ehemalige Schubertmühle, Alte Schäferei (weitere historische Bezeichnung) | Talstraße 67 (Karte) | Ende 19. Jahrhundert | Stattlicher Putzbau in ortsbildprägender Lage, ursprünglich zu einer Mühle gehörend, baugeschichtlich und ortsgeschichtlich von Bedeutung | 09208213 |
| Direkt Bild zu diesem Denkmal hochladen | Bogenbrücke | Talstraße 67 (bei) (Karte) | 1. Hälfte 19. Jahrhundert | Im Segmentbogen die Bobritzsch überspannende Straßenbrücke, Fahrbahn erweitert, verkehrshistorische und ortsbildprägende Bedeutung. Einbogige Brücke aus Granit, weit gespannt, Gesamtlänge 9 m, Spannweite 9 m, Scheitelhöhe 2,5 m, Fahrbahnhöhe 3,4 m, Breite 4,5 m (Wagenbreth 1985), Fahrbahn 20 cm Beton (1985). | 09208214 |
| Direkt Bild zu diesem Denkmal hochladen | Häusleranwesen | Talstraße 69 (Karte) | 1770 laut Brandversicherung | Einzeln stehendes Wohnstallhaus, zeit- und landschaftstypischer Fachwerkbau in gutem Originalzustand, baugeschichtlich, sozialgeschichtlich und ortsbildprägend von Bedeutung | 09208738 |
| Direkt Bild zu diesem Denkmal hochladen | Straßenbrücke über die Bobritzsch | Viertelsiedlung (Karte) | 1. Drittel 19. Jahrhundert | Einjochige Brücke mit gebogener Fahrbahn am ehemaligen Weg nach Hilbersdorf, baugeschichtlich und ortsgeschichtlich von Bedeutung | 09208190 |

## Oberbobritzsch
| Bild                                    | Bezeichnung | Lage                               | Datierung | Beschreibung | ID       |
| --------------------------------------- | --- | ---------------------------------- | --- | --- | -------- |
| Direkt Bild zu diesem Denkmal hochladen | Seitengebäude und Scheune eines Dreiseithofes | Auenweg 8 (Karte)                  | 19. Jahrhundert | Zeit- und landschaftstypische bäuerliche Wirtschaftsgebäude in gutem Originalzustand, heimatgeschichtlich von Bedeutung. - Stallscheune: Erdgeschoss massiv, Flachbogenportal mit Schlussstein (2015 zugemauert, Schlussstein aber erhalten), Obergeschoss Fachwerk, teils verbrettert, alte Schiebefenster, Heuaufzug als extrem hoher Dacherker (1920er Jahre) - Scheune: Fachwerk verbrettert, abgewandte Traufseite und vermutlich abgewandte Giebelseite massiv bzw. teilweise massiv, Sockel verklinkert | 09208289 |
| Direkt Bild zu diesem Denkmal hochladen | Seitengebäude und Scheune eines Dreiseithofes | Auenweg 13 (Karte)                 | Anfang 19. Jahrhundert | Weitgehend authentisch erhaltene bäuerliche Wirtschaftsgebäude, durch ihre dominante Lage das Ortsbild prägend, baugeschichtlich und heimatgeschichtlich von Bedeutung. - Seitengebäude: altes Haus (um 1800 erbaut), Erdgeschoss massiv, Steingewände, Tor, Obergeschoss Fachwerk, alte Verbretterung, Schiebefenster, Taubenschlag, Dachhecht, Satteldach, im Inneren befanden sich Ställe (u. a. für Schweine), im Obergeschoss Bergeräume, Hauserweiterung an der vorderen Giebelseite 1949, ähnliche Bauweise, nur höher (geplant war die Fortsetzung dieser Erweiterung, wobei das alte Haus abgebrochen werden sollte, diese Pläne wurden jedoch nicht ausgeführt) - Scheune: teils Fachwerk, teils massiv, zwei große Holztore, Drempel Fachwerk, verbrettert, originale Fenster | 09208287 |
| Direkt Bild zu diesem Denkmal hochladen | Scheune eines Bauernhofes | Auenweg 14 (Karte)                 | 1912 (Auskunft) | Große, maßgeblich das Ortsbild prägende Fachwerkscheune in gutem Originalzustand, baugeschichtlich und ortsbildprägend von Bedeutung. Erdgeschoss massiv, verputzt, zwei große Tore, hohes Obergeschoss Fachwerk, Giebel Fachwerk, Außenseite verbrettert. | 09208286 |
| Direkt Bild zu diesem Denkmal hochladen | Seitengebäude, Scheune und Toreinfahrt (feldseitig) eines Dreiseithofes | Auenweg 20 (Karte)                 | Eventuell 1715 | Weitgehend authentisch erhaltene bäuerliche Wirtschaftsgebäude und eine der wenigen noch erhaltenen aus Bruchsteinen gemauerten Toreinfahrten, durch ihre dominante Lage das Ortsbild prägend, baugeschichtlich und heimatgeschichtlich von Bedeutung | 09305895 |
| Direkt Bild zu diesem Denkmal hochladen | Wohnstallhaus, Scheune und zwei Stallscheunen eines Vierseithofes | Auenweg 21 (Karte)                 | 1836 laut Auskunft (Wohnstallhaus und Seitengebäude); um 1943 laut Auskunft (Scheune)                                                                                              | Besticht durch einheitliche Bauzeit und guten Erhaltungszustand. - Wohnstallhaus: Erdgeschoss auf hoher Hangmauer, verputzt, Steingewände, Obergeschoss Fachwerk, verbrettert, originale Fenstergrößen, Stall vermutlich mit Kreuzgratgewölbe, Scheune: Bruchsteine, verputzt, Drempel verbrettert, originale Fenster, drei Schiebetore - Stallscheune 1: Erdgeschoss massiv, Steingewände, zwei Garagen, Obergeschoss Fachwerk, verbrettert, originale Fenster - Stallscheune 2: Erdgeschoss massiv, Steingewände, originales Schiebetor, Obergeschoss Fachwerk, verbrettert, originale Fenster | 09208285 |
| Direkt Bild zu diesem Denkmal hochladen | Brücke über die Bobritzsch (Kirchbrücke, auch „Kirchenbrücke“ oder „Schulbrücke“) | Bergstraße (Karte)                 | 1850 | Eine der ältesten Bruchsteinbrücken im Gemeindegebiet von ortsgeschichtlicher und technikgeschichtlicher Bedeutung, 1992 saniert | 09208274 |
| Direkt Bild zu diesem Denkmal hochladen | Schule, heute Wohnhaus (Neue Kirchschule, Untere Schule) | Bergstraße 1 (Karte)               | Bezeichnet mit 1876–1877 | Gründerzeitlicher Typenbau in sehr gutem Originalzustand, denkmalgerecht saniert, ortsgeschichtlich, regionalgeschichtlich und baugeschichtlich von Bedeutung | 09208273 |
| Direkt Bild zu diesem Denkmal hochladen | Wohnstallhaus und Scheune eines ehemaligen Vierseithofes | Bergstraße 2 (Karte)               | 1856 Wiederaufbau nach Brand (Wohnstallhaus); um 1900 (Scheune) | Authentisch erhaltene und denkmalgerecht sanierte Wohn- und Wirtschaftsgebäude eines Bauernhofes von baugeschichtlichem, sozialgeschichtlichem und ortsbildprägendem Wert. - Wohnstallhaus: bezeichnet mit 1805 laut schriftlicher Information (vermutlich vom Vorgängerbau, der um 1856 abgebrannt war), 1857 laut Ortschronik wieder aufgebaut, Erdgeschoss massiv, Steingewände, Obergeschoss Fachwerk, originale Fenstergrößen, die Außenseiten verbrettert, Dach neu - Scheune: vermutlich um 1900 erbaut, Erdgeschoss massiv, zwei große Holztore, Drempel Fachwerk, Außenseiten verbrettert Der Hof war um 1800 noch im Sächsischen Meilenblatt als Vierseithof mit etwas anderer Anordnung der Gebäude eingezeichnet. | 09208295 |
| Direkt Bild zu diesem Denkmal hochladen | Häusleranwesen | Bergstraße 4 (Karte)               | 1708 laut Ortschronik | Zeit- und landschaftstypischer Fachwerkbau vermutlich aus dem frühen 18. Jahrhundert von baugeschichtlicher und ortsbildprägender Bedeutung. Erdgeschoss massiv, verputzt, Obergeschoss Fachwerk, rundum verbrettert, hinterer Teil massiv, Fenster im Obergeschoss unmittelbar unter der Traufe angeordnet, steiles Satteldach, im Inneren sollen Brettdecken erhalten sein, vor dem Haus Heiste aus Gneisplatten. | 09208296 |
| Direkt Bild zu diesem Denkmal hochladen | Wohnstallhaus und Seitengebäude (Auszugshaus) eines ehemaligen Vierseithofes (später Dreiseithofes) | Bergstraße 7 (Karte)               | Bezeichnet mit 1863 (Wohnstallhaus); um 1863 (Auszugshaus) | Authentisch erhaltene Wohn- und Wirtschaftsgebäude einer ursprünglich stattlichen Hofanlage aus der Mitte des 19. Jahrhunderts mit vielen originalen Details von großem hausgeschichtlichem und sozialgeschichtlichem Wert (im Verfall befindlich durch langjährigen Leerstand). - Wohnstallhaus: Erdgeschoss massiv, Steingewände, profilierte Türgewände, darüber Inschrift „Vom Himmel fuhr der Blitz hernieder, vom Himmel kommt Segen nieder, 9. Mai 1863 H. F. Butze“, Obergeschoss Fachwerk mit großen Gefachen, Satteldach, weitgehend originale Fenster, im Inneren im Erdgeschoss links des Eingangs ehemalige Stube, gegenüber Eingang Küche und Wasserhaus mit Granitwassertrog, rechts des Eingangs Stall mit Kappengewölben auf Gurtbögen, im Obergeschoss Kammergang, eine Kammer gegenüber Treppe als Vorratskammer genutzt mit Haken für Räucherfleisch o. ä. - Ausgedinge: Erdgeschoss massiv, Steingewände, Obergeschoss Fachwerk, weitgehend originale Fenster, Lehmgefache – im Bestand stark gefährdet, Dach teils undicht - Scheune: Bruchsteine, verputzt, Drempel Fachwerk, Mansardgiebeldach, 2015 bis auf die Erdgeschossmauern eingefallen – Streichung 2015 - Torpfeiler: Sandstein mit profilierter Deckplatte – ohne Denkmalwert, Streichung 2015 | 09208316 |
| Direkt Bild zu diesem Denkmal hochladen | Brücke über die Bobritzsch | Bobritzschtalstraße (Karte)        | Bezeichnet mit 1848 | Kleine Wegebrücke über die Bobritzsch von ortsbildprägender und verkehrshistorischer Bedeutung. Einjochige Steinbrücke über die Bobritzsch, Zufahrtsbrücke zu Bobritzschtalstraße 119 bis 123, laut Schlussstein 1848 erbaut. Eine Besonderheit bildet die gewölbte Fahrbahn, wodurch die Durchlassöffnung der Brücke vergrößert und somit bei Hochwasser ein besserer Schutz erreicht wird. Die teils aus Granitsteinen gefügte Brücke weist eine Gesamtlänge von 7,90 m, eine Gesamtbreite von 3,80 m, eine Fahrbahnbreite von 3,40 m, eine lichte Weite von 5,70 m und eine lichte Höhe von 2,10 m auf. Die Brücke blieb weitgehend authentisch erhalten trotz verschiedener Reparaturmaßnahmen im Laufe ihrer Standzeit. Sie dokumentiert eindrucksvoll die Brückenbautechnik kleinerer Brückenbauwerke des 19. Jahrhunderts und erlangt somit einen technikgeschichtlichen Wert. Gleichzeitig prägt sie eindrucksvoll das Ortsbild. | 09208272 |
| Direkt Bild zu diesem Denkmal hochladen | Grundstückseinfriedung entlang der Bobritzschtalstraße | Bobritzschtalstraße (Karte)        | Vor 1800 | Ursprünglich zum Erbgericht zugehörige Bruchsteinmauer an der unteren Grundstücksgrenze, eine der letzten ursprünglich um 1800 in Oberbobritzsch weit verbreiteten Bruchsteinmauern entlang der Dorfstraße, welche vielleicht dem Hochwasserschutz gedient hatten, ortsbildprägend und regionalgeschichtlich von großer Bedeutung | 09305863 |
| Direkt Bild zu diesem Denkmal hochladen | Wohnhaus in offener Bebauung (ehemals Geschäftshaus Thiele) | Bobritzschtalstraße 11 (Karte)     | 1912 | Städtisches Wohnhaus, ursprünglich mit Laden, in zeittypischer Ausprägung, als Beispiel der Wandlung historisch überlieferter Dörfer zu Beginn des 20. Jahrhunderts, welche im Zusammenhang mit der rasanten industriellen Entwicklung in Sachsen stand, von regionalgeschichtlichem und baugeschichtlichem Wert. - Wohnhaus: zweigeschossiger Putzbau auf Sandsteinsockel, bossiert, Eingangsvorbau, kleine Treppe, Fassadengestaltung mit Formgusssteinen, Treppenhausfenster original, Giebel verbrettert, reiche Dachlandschaft vereinfacht durch nicht denkmalgerechte Sanierung, so beispielsweise Kunststofffenster in historischer Gliederung - Garage: kleiner Bau, Erdgeschoss massiv, Obergeschoss verbrettert, Krüppelwalmdach – 2015 nicht denkmalgerecht saniert, kein Denkmal mehr | 09208308 |
| Direkt Bild zu diesem Denkmal hochladen | Wohnstallhaus eines ehemaligen Winkelhofes | Bobritzschtalstraße 22 (Karte)     | Bezeichnet mit 1866 (Türsturz) | Gut erhaltenes bäuerliches Wohnhaus in ortsbildprägender Dorflage, hausgeschichtlich und sozialgeschichtlich von Bedeutung. Erdgeschoss massiv, Türgewände bezeichnet mit „18CFG66“, Obergeschoss Fachwerk, eine Seite verbrettert. Denkmalgerecht saniert: Sandsteingewände freigelegt und aufgearbeitet, Gefache mit Lehm aufgearbeitet, ursprüngliches Wand-Öffnungs-Verhältnis erhalten, Fenster in denkmalgerechter Gliederung in Holz ausgeführt. | 09208311 |
| Direkt Bild zu diesem Denkmal hochladen | Wohnstallhaus (ohne Anbau) | Bobritzschtalstraße 23 (Karte)     | 1812 | Zeit- und landschaftstypischer Fachwerkbau, baugeschichtlich von Bedeutung. Erdgeschoss Bruchsteine, verputzt, Fenster mit originaler Sprossung, Mitteldrehflügelfenster, Obergeschoss Fachwerk, verbrettert, Krüppelwalmdach, Ladeluke, 1812 nach Brand wieder aufgebaut laut Auskunft der Eigentümer, saniert 2000–2003. | 09208307 |
| Direkt Bild zu diesem Denkmal hochladen | Torbogen und Stallgebäude eines Vierseithofes | Bobritzschtalstraße 31 (Karte)     | 1812 vermutlich Wiederaufbau nach Brand (Seitengebäude); bezeichnet mit 1806 (Torbogen)                                                                                            | Beide Bestandteile dieses malerisch gelegenen Bauernhofes sind die letzten authentisch erhaltenen Bestandteile des Hofes, der Torbogen gehört zu den wenigen erhaltenen, in Oberbobritzsch ursprünglich weit verbreiteten Torbögen, der Denkmalwert ergibt sich danach aus der baugeschichtlichen, heimatgeschichtlichen und ortsbildprägenden Bedeutung. - Stallgebäude: möglicherweise nach 1811 (Hof brannte am 30./31. Dezember 1811 ab und wurde 1812 neu aufgebaut), Bruchstein, Steingewände, Obergeschoss Fachwerk, Lehmgefache, Ladeluke, Krüppelwalmdach, alte Schiebefenster - Torbogen: bezeichnet mit „G.G.G. Ao.1806 No. 110“ (Schlussstein), Bruchstein-Rundbogen mit Schlussstein, gewölbtes Dach | 09208306 |
| Direkt Bild zu diesem Denkmal hochladen | Wohnstallhaus und Seitengebäude eines Vierseithofes | Bobritzschtalstraße 47 (Karte)     | 2. Hälfte 19. Jahrhundert | Das Ortsbild maßgeblich prägende bäuerliche Wohn- und Wirtschaftsgebäude, weitgehend original erhalten, baugeschichtlich, heimatgeschichtlich und ortsbildprägend von Bedeutung. - Wohnstallhaus: Erdgeschoss massiv, verputzt, liegende Fenster, Eingangsvorbau, Obergeschoss Fachwerk, ein Giebel massiv - Stallscheune: Erdgeschoss massiv, Steingewände Obergeschoss Fachwerk, Ladeluke, originale Fenstergrößen. Die zwei restlichen Hofgebäude aus DDR-Zeit, eingeschossig, vor 2015 saniert, marginale bauliche Veränderungen am Wohnhaus. | 09208305 |
| Direkt Bild zu diesem Denkmal hochladen | Wohnhaus und Stallscheune eines Vierseithofes | Bobritzschtalstraße 48 (Karte)     | Bezeichnet mit 1884 im Türsturz, Kern Mitte 19. Jahrhundert (Bauernhaus); Mitte 19. Jahrhundert (Stallscheune)                                                                     | Traditionelle ländliche Wohn- und Wirtschaftsgebäude in Fachwerkbauweise, teilweise verkleidet bzw. verputzt von heimatgeschichtlichem Wert. - Wohnhaus: Erdgeschoss massiv, Steingewände, verputzt, Obergeschoss preußisches Fachwerk, verputzt, originale Fenstergrößen, Außenseiten verkleidet, Satteldach, Backhaus - Stallscheune: Erdgeschoss Bruchstein, ein originales Tor, Obergeschoss Fachwerk, verbrettert, originale Fenster, Satteldach, alter Blitzableiter 2015 beide Gebäude langjährig leerstehend in schlechtem Bauzustand, bei weiterem Leerstand wird der Erhalt kaum noch möglich sein. | 09208292 |
| Direkt Bild zu diesem Denkmal hochladen | Wohnstallhaus und Torbogen eines Vierseithofes | Bobritzschtalstraße 62 (Karte)     | Bezeichnet mit 1822 | Stattliches, das Ortsbild maßgeblich prägendes Gehöft, von dem der Torbogen sowie das Wohnstallhaus weitgehend original erhalten blieben und somit ländliches Bauhandwerk und Wirtschaften im frühen 19. Jahrhundert eindrucksvoll dokumentieren und baugeschichtliche und sozialgeschichtliche Bedeutung erlangen. - Wohnstallhaus: Erdgeschoss Bruchsteine, Steingewände, Flachbogenportal mit Schlussstein, Obergeschoss Fachwerk, teils preußisch, teils Lehmgefache, unterkellert, Fenster sechsfeldrig, Ladeluke - Scheunen: Erdgeschoss Backsteine, verputzt, sonst preußisches Fachwerk, teils verbrettert, eine mit Durchfahrt, zunehmender Verfall, teils zusammengebrochen, Erhalt nur unter großen Verlusten originaler Bauteile möglich, langjährig leerstehend - Torbogen: Bruchsteine, Schlussstein bezeichnet mit „C.F.H. Ao. 1822 No. 43“, mit Pforte, Rundbogentor mit geschwungenem Giebel, eines der wenigen Toranlagen mit Pforte im Gemeindegebiet, ebenso im Landkreis relativ selten in dieser Bauweise anzutreffen. Gesamter Hof laut Chronik 1822 nach Brand wieder aufgebaut | 09208300 |
| Direkt Bild zu diesem Denkmal hochladen | Zwei Scheunen eines Vierseithofes | Bobritzschtalstraße 74 (Karte)     | Mitte 19. Jahrhundert | Stattliche Fachwerkbauten im rechten Winkel aneinander gebaut, ortsbildprägend durch erhöhte Lage, baugeschichtlich von Bedeutung auf Grund ihres guten Originalzustandes und ihrer zeittypischen Ausprägung. - Scheune 1: Erdgeschoss massiv, verputzt, große Tore, Obergeschoss Fachwerk (preußisch), flaches Satteldach - Scheune 2: Erdgeschoss massiv, flachbogige Tore mit Klinkerbögen, Obergeschoss Fachwerk, Fachwerk-Dachhäuschen, Ladeluke, Dach aus Wellblech | 09208299 |
| Direkt Bild zu diesem Denkmal hochladen | Seitengebäude (ehemaliger Schweinestall) und Scheune eines Dreiseithofes | Bobritzschtalstraße 77 (Karte)     | 17. Jahrhundert (Scheune); 1. Hälfte 18. Jahrhundert (Seitengebäude) | Bäuerliche Wirtschaftsgebäude vermutlich aus dem 17. und frühen 18. Jahrhundert von großer hausgeschichtlicher, sozialgeschichtlicher und ortsbildprägender Bedeutung. - Seitengebäude: Erdgeschoss massiv, Garage, Obergeschoss Fachwerk, einriegelig, originale Fenster, Giebel verbrettert, Satteldach, im Gebäude befand sich der ehemalige Schweinestall, im Obergeschoss Bergeraum, vermutliche Bauzeit beginnendes 18. Jahrhundert - Scheune: eingeschossig mit sehr steilem Satteldach, Außenmauern vermutlich heute massiv, die Steilheit des Daches lässt die Vermutung zu, dass es sich um einen Dachstuhl aus dem frühen 17. Jahrhundert handeln könnte, das Gebäude gehört vermutlich zu den ältesten noch erhaltenen Wirtschaftsgebäuden von Oberbobritzsch Der Hof gelangte 1629 nach mehrfachem Besitzerwechsel in den Besitz von Hr. Aug. Schönlebe, Stadtrath zu Freiberg, der das Gut verpachtete. In diese Zeit könnte der Bau der Scheune fallen. | 09208302 |
| Direkt Bild zu diesem Denkmal hochladen | Häusleranwesen | Bobritzschtalstraße 93 (Karte)     | 2. Hälfte 18. Jahrhundert (laut Chronik 1609) | Zeit- und landschaftstypisches Fachwerkhaus in gutem Originalzustand von baugeschichtlicher, sozialgeschichtlicher und ortsbildprägender Bedeutung. Traufständiger Fachwerk-Bau, Erdgeschoss massiv, Steingewände, Winterfenster, Obergeschoss Fachwerk, Fenster teilweise vergrößert, Giebel verbrettert, Satteldach. | 09208297 |
| Direkt Bild zu diesem Denkmal hochladen | Ehemaliges Erbgericht mit Wohnhaus, westlichem Seitengebäude (Torhaus), südlichem Seitengebäude (ehemals Kuhstall), nördlicher Scheune und nördlichem Seitengebäude (ehemals Pferdestall), Bruchsteinmauer (straßenseitige Einfriedungsmauer) sowie ehemaliger Hühnerstall (hinter dem Torhaus, außerhalb des Hofes)       | Bobritzschtalstraße 95 (Karte)     | bezeichnet mit 1803 (Seitengebäude westlich, Torhaus); bezeichnet mit 1846 (Hühnerstall); bezeichnet mit 1855 (Bauernhaus); 1896 (Scheune nördlich); 1914 (Pferdestall nördlich)   | Dominante, das Ortsbild maßgeblich prägende Hofanlage in gutem Originalzustand von großer ortsgeschichtlicher und baugeschichtlicher Bedeutung | 09208281 |
| Direkt Bild zu diesem Denkmal hochladen | Ehemalige Kirchschule, heute Wohnhaus (Gemeindeamt Oberbobritzsch) | Bobritzschtalstraße 103 (Karte)    | 1711 | Eines der ältesten Fachwerkhäuser des Dorfes, durch seine langjährige Nutzung als Kirchschule und auf Grund der Seltenheit und Authentizität des Fachwerks von großer hausgeschichtlicher und ortsgeschichtlicher Bedeutung. Erdgeschoss massiv, Steingewände, profilierte Türgewände, Obergeschoss Fachwerk mit Kopfband, verblattet, Krüppelwalmdach Schiefer, doppelter Dachhecht. | 09208275 |
| Direkt Bild zu diesem Denkmal hochladen | Feuerlöschgerätehaus | Bobritzschtalstraße 106 (Karte)    | 1931 | Zweitältestes Spritzenhaus der Gemeinde, weitgehend original erhalten, von großer ortsgeschichtlicher sowie baugeschichtlicher Bedeutung | 09305892 |
| Direkt Bild zu diesem Denkmal hochladen | Scheune einer Mühle | Bobritzschtalstraße 108 (Karte)    | 1920 | Mächtiger Fachwerkbau, im beginnenden 20. Jahrhundert vom damaligen Mühlenbesitzer Körner erbaut, gemeinsam mit der benachbarten Feuerwache sowie dem gegenüberliegenden Erbgericht und dem zugehörigen Gasthaus das Ortsbild maßgeblich prägend, ortsgeschichtlich und baugeschichtlich von Bedeutung. 1920 vom damaligen Mühlenbesitzer Christian Körner als Scheune neben seiner Mühle neu errichtet. Die Bauleitung und Bauausführung übernahm das Oberbobritzscher Baugeschäft Köhler u. Böhme, welches in dieser Zeit zahlreiche Bauten in Oberbobritzsch errichtet hatte. Der mächtige Fachwerkbau mit massivem Erdgeschoss und hohem Mansarddach mit Viertelschopf ist bauzeitlich überliefert. Das Gebäude war zur Unterbringung von Gerätschaften, Maschinen und Wagen bestimmt. Neben einer Tenne war auch in ihr ein Pferdestall untergebracht. Die Scheune dokumentiert durch ihre authentische Bausubstanz eindrucksvoll das ländliche Bauhandwerk des beginnenden 20. Jahrhunderts, woraus sich ihre baugeschichtliche Bedeutung ableitet. Zugleich markiert sie den Standort einer der wenigen im Ort noch befindlichen Mühlen und zeugt nicht zuletzt durch ihre Größe von deren wirtschaftlicher Bedeutung, so dass dem Bauwerk auch eine große ortsgeschichtliche Bedeutung zukommt. Auf die ortsbildprägende Bedeutung im Zusammenklang mit Feuerwache, Erbgericht und Gasthof wurde bereits verwiesen. | 09305891 |
| Direkt Bild zu diesem Denkmal hochladen | Scheune eines Bauernhofes | Bobritzschtalstraße 111 (Karte)    | Vor 1912 | Kleine, weitgehend authentisch erhaltene Fachwerkscheune des beginnenden 20. Jahrhunderts, baugeschichtlich und ortsbildprägend von Bedeutung. Steinsockel, Fachwerk mit besonderen Zierformen, originale Fenster, Ladeluke, Drempel. | 09208279 |
| Direkt Bild zu diesem Denkmal hochladen | Scheune und Seitengebäude eines Dreiseithofes | Bobritzschtalstraße 113 (Karte)    | Bezeichnet mit 1813 (Seitengebäude); Ende 19. Jahrhundert (Scheune) | Zeit- und landschaftstypische bäuerliche Wirtschaftsgebäude des 19. Jahrhunderts, authentisch erhaltene Fachwerkbauten von baugeschichtlichem Wert. - Stallscheune (südwestlich): Erdgeschoss massiv, drei flachbogige Tore mit Klinkergliederung, Obergeschoss Fachwerk, alte Fenster, Dacherker mit dekorativem Fachwerk, Erweiterungsbau Fachwerk, vermutlich zwischen 1912 und 1926 erbaut (Messtischblatt) - Seitengebäude (nordöstlich): 1813 nach Brand des gesamten Hofes neu aufgebaut, Erdgeschoss massiv, Werkstatt ehemaliger Stall, Obergeschoss Fachwerk, Schiebefenster, alte historische Fenster erhalten | 09208280 |
| Direkt Bild zu diesem Denkmal hochladen | Ehemaliges Gemeindeamt | Bobritzschtalstraße 116 (Karte)    | 1860–1870 | Zeittypischer Putzbau von ortsgeschichtlichem und baugeschichtlichem Wert. Stattlicher, zweigeschossiger Putzbau, Putzgliederung, Fensterbekrönungen, Winterfenster, im Giebel Palladiomotiv, profiliertes Kranzgesims, Satteldach, mit originaler Aufschrift. | 09208282 |
| Direkt Bild zu diesem Denkmal hochladen | Häusleranwesen mit Werkstatt (ehemals Tischlerei A. Fischer) | Bobritzschtalstraße 130 (Karte)    | 1866 (Häusleranwesen); nach 1867 (Werkstatt) | Ehemaliges Handwerkerhaus eines Korbmachers mit später errichteter Werkstatt, welche über dem ehemaligen Mühlgraben der Ölmühle erbaut wurde, straßenbildprägendes Hausensemble in zeittypischer Bauweise, ortsgeschichtlich, baugeschichtlich uns ortsbildprägend von Bedeutung. - Wohnhaus: traufständig, Erdgeschoss massiv, Winterfenster, Obergeschoss Fachwerk, alte Verbretterung, zwei liegende Fenster - Werkstatt: zur Aue hin angebaut an das Wohnhaus, Erdgeschoss massiv, Winterfenster, Obergeschoss Fachwerk, verbrettert, Drempel 1866 für den Korbmacher Ehregott Baumgart erbautes Wohnhaus, am 7. Juni 1867 Brand des Daches, späterer Anbau der Werkstatt über dem Mühlgraben, der im Unterdorf befindlichen Ölmühle Willy Weises Erben, die Werkstatt gehörte zur Tischlerei A. Fischer, heute Nutzung als Wohnhaus, denkmalgerechte Sanierung, | 09208278 |
| Direkt Bild zu diesem Denkmal hochladen | Wohnstallhaus mit Büro (altes Mühlengebäude und Müllerwohnhaus), technische Ausstattung im Pressenraum, Wirtschaftsgebäude und ehemaliger Mühlgraben (Ölmühle Willy Weises Erben) | Bobritzschtalstraße 131 (Karte)    | Bezeichnet mit 1833 (Mühle und Müllerwohnhaus); 1900 (Seitengebäude); überwiegend 1950er Jahre (Mühlentechnik); nach 1740 (Mühlgraben)                                             | Mühlenanlage von ortsbildprägender, baugeschichtlicher, ortsgeschichtlicher und technikgeschichtlicher Bedeutung, ehemals Dorfstraße 5 - Wohnstallhaus: langgestreckt, Erdgeschoss massiv, Schlussstein bezeichnet mit „Z. 1833 No. 5“ und „W.W. 1939 No. 5“, Obergeschoss Fachwerk, zum Hof verbrettert, Schmuckgiebel mit Andreaskreuzen - Nebengebäude: Erdgeschoss massiv, breite Durchfahrten, Obergeschoss Fachwerk, rundum verbrettert | 09208266 |
| Direkt Bild zu diesem Denkmal hochladen | Häusleranwesen | Bobritzschtalstraße 134 (Karte)    | 1850 | Zeit- und landschaftstypisches Fachwerkhaus aus dem 19. Jh, 1996 unter weitgehender Wahrung des originalen Baubestandes saniert, von regionalgeschichtlichem Wert. Erdgeschoss massiv, Obergeschoss Fachwerk, nach Sanierung aufgebrettert, Fachwerk vermutlich unter Verbretterung an zwei Giebelseiten und einer Traufseite erhalten, 1997 etwas glatt saniert, Denkmalwert sehr gering, ehemals Dorfstraße 10b. | 09208271 |
| Direkt Bild zu diesem Denkmal hochladen | Wohnstallhaus eines Bauernhofes (ohne giebelseitigen Anbau) sowie Bergkeller (ohne späteren Holzaufbau) | Bobritzschtalstraße 146 (Karte)    | 1. Hälfte 19. Jahrhundert | Markantes, durch seine Lage das Ortsbild maßgeblich prägendes Fachwerkgebäude, auf Grund seiner Authentizität von baugeschichtlicher und sozialgeschichtlicher Bedeutung, ehemals Dorfstraße 8 | 09208269 |
| Direkt Bild zu diesem Denkmal hochladen | Häuslerhaus | Bobritzschtalstraße 150 (Karte)    | 1862 | Zeit- und landschaftstypisches Fachwerkgebäude aus der 2. Hälfte des 19. Jahrhunderts in gutem Originalzustand, baugeschichtlich und sozialgeschichtlich von Bedeutung. Über hohem Sockel Erdgeschoss massiv, Obergeschoss Fachwerk, rundum verbrettert, Winterfenster, ehemals Dorfstraße 7b, 1862 unter Verwendung des Gebälks eines für den Bahnbau benutzten Hauses laut Ortschronik erbaut, um 1880 befand es sich im Eigentum des Bergmanns C. R. Glöckner, später befand sich im Erdgeschoss eine Klempnerei, woraus sich offenkundig der volkstümliche Name „Klempnerhaus“ ableitete. | 09208268 |
| Direkt Bild zu diesem Denkmal hochladen | Ehemaliger Gasthof (Gasthof Erbgericht, Erbgerichtsschänke, Niedre Gasthof) | Eschenweg 3 (Karte)                | Bezeichnet mit 1844 (Schlussstein) | Repräsentativer Fachwerkbau in gutem Originalzustand von baugeschichtlicher, ortsgeschichtlicher und ortsbildprägender Bedeutung. Erdgeschoss massiv, Steingewände, Türgewände profiliert, Obergeschoss Fachwerk, Krüppelwalmdach mit einer Reihe von Dachhäuschen, entstellender Eingangsanbau an Giebelseite. Der im 19. Jahrhundert als „Niedre Gasthof“ bezeichnete Gasthof des Erbgerichts wurde 1844 vom Erbrichter Höppner erbaut, der die Schankgerechtigkeit des Erbgerichts auf den neuen Gasthof übertrug. Der neben dem ehemaligen Erbgericht stehende Fachwerkbau mit massivem Erdgeschoss, abgeschlossen durch ein Krüppelwalmdach, prägt gemeinsam mit dem benachbarten Erbgericht das Ortsbild maßgeblich. Das Gebäude ist gerade auf Grund seines sehr guten Originalzustandes ein typisches Beispiel ländlichen Bauhandwerks des 19. Jahrhunderts, woraus sich seine baugeschichtliche Bedeutung ableiten lässt. Gleichzeitig erlangt der Fachwerkbau auf Grund seiner Nutzungsgeschichte auch eine große ortsgeschichtliche Bedeutung. | 09208283 |
| Direkt Bild zu diesem Denkmal hochladen | Ehemaliges Auszugshaus des benachbarten Bauerngutes einschließlich von Resten einer Lindenallee (zum Bauerngut Frauensteiner Straße 3 gehörend) | Frauensteiner Straße 1 (Karte)     | Bezeichnet mit 1848 (Türsturz) | Fachwerkhaus in gutem Originalzustand sowie fünf zu einer ehemaligen Allee gehörende Linden, Ensemble von ortsbildprägender Bedeutung, Fachwerkhaus von baugeschichtlicher und heimatgeschichtlicher Bedeutung. Traufständiger Bau mit 10:4 Achsen, Erdgeschoss Bruchstein, verputzt, Steingewände, Winterfenster, Obergeschoss Fachwerk, Lehmgefache, originale Fenster (Würfelfenster), Giebel verbrettert, im Erdgeschoss entstellender Garageneinbau, originale Haustür: Füllungstür mit Messinggriff, im Türsturz Inschrift „18 C.F.P.48“, erbaut vom Gutsbesitzer Porstein, früher befand sich im Wohnstallhaus ein Pferdestall und ein Kutschenschuppen, erbaut als Auszugshaus außerhalb des zugehörigen Bauernhofes, im Hausflur große Natursteinplatten, im Stall teilweise Gewölbe, abgewandte Traufseite Schweinestallanbau. | 09208332 |
| Direkt Bild zu diesem Denkmal hochladen | Wohnhaus und Lagergebäude (Niederlage für Futter- und Düngemittel, späteren Sägewerkes bzw. BHG-Lagergebäude) | Frauensteiner Straße 2, 2b (Karte) | 1909 | An der ehemaligen Eisenbahnstrecke zwischen Klingenberg und Frauenstein befindlicher Gebäudekomplex, welcher seine Entstehung vermutlich dieser Eisenbahnstrecke verdankt, weitgehend authentisch erhalten, von regionalgeschichtlicher Bedeutung. Auf verwinkeltem Grundriss, zweigeschossiger Putzbau mit Steingussgewänden, zweigeschossige Loggia mit originalen Fenstern im ersten Obergeschoss, Giebel verkleidet (neu), Krüppelwalmdach. | 09208336 |
| Direkt Bild zu diesem Denkmal hochladen | Taubenhaus | Frauensteiner Straße 3 (Karte)     | Um 1900 | Frei stehendes Taubenhaus in der Mitte des einst größten Gutes des Dorfes, einziges erhaltenes Taubenhaus von Oberbobritzsch, auf Grund seiner Seltenheit und Authentizität von großer heimatgeschichtlicher Bedeutung. Oktogonales, stattliches Taubenhaus auf gusseiserner Säule, dekorative Konstruktion, originale Holzverbretterung im Schweizerstil, kleiner Giebel, weitgehend original erhalten. | 09208333 |
| Direkt Bild zu diesem Denkmal hochladen | Bahnwärterhaus | Frauensteiner Straße 4 (Karte)     | 1898 | Gut erhaltener Typenbau eines Wärterhauses III. Klasse der stillgelegten Schmalspurbahn Klingenberg-Colmnitz–Frauenstein von regionalgeschichtlicher Bedeutung | 09305887 |
| Direkt Bild zu diesem Denkmal hochladen | Ehemaliger Gasthof Berger, heute Wohnhaus | Frauensteiner Straße 8 (Karte)     | 1915 | Putzbau in zeittypischer Ausprägung, ortsbildprägende Lage am Ortseingang, baugeschichtlich und ortsentwicklungsgeschichtlich von Bedeutung. - Wohnhaus: grob bossierter Sockel, villenartig auf unregelmäßigem Grundriss, Erdgeschoss massiv, Eingangsvorbau, originale Fenster, abwechslungsreiche Fassaden- und Dachgestaltung, Giebel verbrettert, Mansardgiebeldach mit Ausbauten, im Erdgeschoss mehrere Bleiglasfenster, Wohnungseingang mit Bogenstellung, originale Tür - Scheune: Erdgeschoss massiv, Mansardgiebeldach, Giebel verbrettert, 2015 baulich überformt, Denkmalwert nicht gegeben, Streichung aus der Denkmalliste 2015 | 09208335 |
| Direkt Bild zu diesem Denkmal hochladen | Scheune, Stallscheune und Seitengebäude (vermutlich Auszugshaus) eines Vierseithofes sowie Hofbaum (Kastanie) vor dem Bauernhof | Frauensteiner Straße 10 (Karte)    | 18. Jahrhundert (Hausbaum/Hofbaum); 1. Hälfte 19. Jahrhundert (Stall und Auszugshaus); 2. Hälfte 19. Jahrhundert (Scheune)                                                         | Zeit- und landschaftstypischer Bauernhof mit weitgehend original erhaltenen Wirtschaftsgebäuden, baugeschichtlich und sozialgeschichtlich von Bedeutung. - Scheune: massiv, originale Tore, Drempel Fachwerk - Stall: Erdgeschoss massiv, Obergeschoss Fachwerk, Gesindewohnung, originale Fenster, verbrettert - Ausgedinge: Erdgeschoss massiv, zwei Tore, Obergeschoss Fachwerk, sehr kleine Fenster, rundum verbrettert - Hofbaum vor dem Bauernhof: ca. 200- bis 300-jährige Kastanie | 09208337 |
| Direkt Bild zu diesem Denkmal hochladen | Wohnstallhaus und Scheune eines Vierseithofes | Frauensteiner Straße 16 (Karte)    | Bezeichnet mit 1889 im Türsturz (Wohnstallhaus); 1915 (Scheune) | Zeit- und landschaftstypischer Hof aus mehreren Bauphasen, heimatgeschichtliche Bedeutung. - Wohnstallhaus: Erdgeschoss massiv, Steingewände, Obergeschoss Fachwerk, Hofseite verbrettert, Giebel verkleidet, über den Fenstern halbrunder Zierschiefer, originale Fenstergrößen, hohes Satteldach - Scheune: Erdgeschoss Bruchsteine, verputzt, Eckquaderung (Kunststein), Klinkergliederung über Tor und Fenster, Obergeschoss preußisches Fachwerk, Satteldach 2015 beide Gebäude leerstehend und in schlechtem Bauzustand. | 09208334 |
| Direkt Bild zu diesem Denkmal hochladen | Häusleranwesen (ohne Anbau) | Frauensteiner Straße 19 (Karte)    | 2. Hälfte 19. Jahrhundert | Zeit- und landschaftstypisches Fachwerkhaus in gutem Originalzustand, als Zeugnis ländlichen Bauhandwerks des 19. Jahrhunderts heimatgeschichtlich von Bedeutung. Erdgeschoss massiv, Steingewände, Obergeschoss Fachwerk. | 09208344 |
| Direkt Bild zu diesem Denkmal hochladen | Ehemaliges Seitengebäude der „Illgenmühle“ (im 19. Jahrhundert Obere Mühle), später Wohnhaus und Tischlerei mit Waschhausanbau sowie eingebauter Mühlstein in der Grundmauer und Hochwassermarke im Ufermauerwerk | Frauensteiner Straße 21 (Karte)    | 1913 (Seitengebäude der Illgenmühle); 1930–1933 (Waschhausanbau) | Nach Brand der zur Mühle gehörenden gegenüberstehenden Scheune an neuem Standort 1913 im Heimatstil erbautes Seitengebäude der Mühle, welches 1933 zum Wohnhaus mit Tischlerwerkstatt umgebaut wurde, als ehemaliger Teil der alten Mühle von ortsgeschichtlicher Bedeutung und als eindrucksvolles Beispiel ländlicher Architektur des Heimatstils von großer baugeschichtlicher Bedeutung | 09208326 |
| Direkt Bild zu diesem Denkmal hochladen | Scheune und zwei Seitengebäude eines Vierseithofes | Frauensteiner Straße 23 (Karte)    | 2. Hälfte 19. Jahrhundert (1. Stallscheune); 1914 (Scheune); 1915–1920 (2. Stallscheune)                                                                                           | Weitgehend authentisch erhaltene Fachwerkbauten aus dem ausgehenden 19. und beginnenden 20. Jahrhundert in ortsbildprägender Lage, baugeschichtlich von Bedeutung. - Scheune: Hofseite massiv, Giebel Fachwerk mit Sonnenmotiv, Wetterfahne, dort bezeichnet mit „B.L. 1931“ - Stallscheune: Erdgeschoss massiv, Obergeschoss teils dekoratives Fachwerk, Durchfahrt, teils originale Fenster - Stallscheune 2: Erdgeschoss massiv, zwei Tore, Obergeschoss Fachwerk zur Straße, Hofseite verändert, mehrfach umgebaut | 09208325 |
| Direkt Bild zu diesem Denkmal hochladen | Zwei Stallscheunen eines Dreiseithofes | Frauensteiner Straße 43 (Karte)    | 2. Hälfte 19. Jahrhundert | Im rechten Winkel aneinander gebaute Fachwerkbauten in gutem Originalzustand, baugeschichtlich von Bedeutung, durch Lage und Kubatur prägend für das Ortsbild. Auf Hakengrundriss, Erdgeschoss massiv, große Tore, ein Rundbogenfenster mit originaler Sprossung, Obergeschoss Fachwerk, Ladeluken, Giebeldreieck verbrettert, originale Fenster, großer Fachwerk-Giebel zur Straße. | 09208322 |
| Direkt Bild zu diesem Denkmal hochladen | Scheune und vordere Einfriedungsmauer mit zwei Torpfeilern eines Dreiseithofes | Frauensteiner Straße 45 (Karte)    | Ende 19. Jahrhundert (Scheune); um 1900 (Toreinfahrt) | Ortsbildprägender Fachwerkbau sowie annähernd zeitgleich entstandene Einfriedung mit durch Eicheln bekrönten Torpfeilern, singulär im Dorf, beide Objekte von heimatgeschichtlicher, ortsbildprägender und baugeschichtlicher Bedeutung. - Scheune: Erdgeschoss massiv, Obergeschoss Fachwerk, Giebel verbrettert - Einfriedungsmauer zur Straße: mit zwei gemauerten Torpfeilern, diese bekrönt durch Steim-Eicheln – sehr selten oder singulär im Dorf, zeittypische Dekoration von Torpfeilern um 1900 - Wohnstallhaus: Erdgeschoss massiv, verputzt, Korbbogentür, Garage, Obergeschoss Fachwerk, Giebel verbrettert, originale Fenstergrößen, Frackdach über Anbau – Abbruch vor 2015 | 09208320 |
| Direkt Bild zu diesem Denkmal hochladen | Wohnstallhaus, Scheune und Seitengebäude eines Dreiseithofes | Frauensteiner Straße 51 (Karte)    | 1684 (ehemaliges Wohnhaus, eventuell 1656?); bezeichnet mit 1784 (Wohnstallhaus); 1925 (Seitengebäude)                                                                             | Wichtiger Bestandteil der alten Ortsstruktur, weitgehend authentisch erhaltener Bauernhof von baugeschichtlicher und sozialgeschichtlicher Bedeutung - Wohnstallhaus: Erdgeschoss massiv, Obergeschoss Fachwerk, verbrettert, saniert, Fenster vergrößert, Giebel verkleidet - Scheune: Steinsockel, alter Baukörper, Einfahrt, Obergeschoss Fachwerk, verbrettert, Satteldach weit heruntergezogen (ehemals Wohnung im Obergeschoss, Außenwand Bruchsteine) - Stallscheune: Erdgeschoss massiv, große Tore, Obergeschoss Fachwerk, Ladeluken, Satteldach | 09208319 |
| Direkt Bild zu diesem Denkmal hochladen | Ehemalige Schule, heute Wohnhaus (Obere Schule) | Frauensteiner Straße 54 (Karte)    | Bezeichnet mit 1826 | Zweitälteste erhaltene Schule des Dorfes von ortsgeschichtlicher und baugeschichtlicher Bedeutung. Erdgeschoss massiv, Steingewände, Obergeschoss Fachwerk, verbrettert, originale Fenstergrößen, Krüppelwalmdach, teils originale Fenster erhalten. | 09208321 |
| Direkt Bild zu diesem Denkmal hochladen | Wohnhaus mit Schuppenanbau | Frauensteiner Straße 55 (Karte)    | 17. Jahrhundert | Eines der ältesten Fachwerkhäuser des Dorfes mit seltener Fachwerkkonstruktion, nachträglich im Erdgeschoss massiv unterfahren, baugeschichtlich und ortsbildprägend von Bedeutung. Erdgeschoss Bruchsteine, Steintürgewände, Winterfenster, Obergeschoss einriegliges Fachwerk zum Teil geblattet, originale Fenstergrößen, Giebel verkleidet. Schuppen: Holzkonstruktion. | 09208314 |
| Direkt Bild zu diesem Denkmal hochladen | Wohnhaus eines Bauernhofes | Frauensteiner Straße 59 (Karte)    | 1. Hälfte 19. Jahrhundert | Sanierter Fachwerkbau, vermutlich im 19. Jahrhundert erbaut, regionalgeschichtlich und ortsbildprägend von Wert. - Wohnstallhaus: Erdgeschoss massiv, verputzt, verändert, Obergeschoss Fachwerk, Ladeluke, Fachwerk-Giebel, 1513 durch Lorenz Weigel als Gartennahrung begründet, 1854 befand sich das Haus im Eigentum des Wagnermeisters Fürchtegott Heinrich Zimmermann, über die Bauzeit des Hauses gibt es keinen urkundlichen Beleg, dadurch, dass das Fachwerk aufgebrettert wurde, lässt sich die Bauzeit des Hauses nicht von der Fachwerkkonstruktion ableiten, es wäre zu prüfen, ob unter dem aufgebretterten Fachwerk tatsächlich die ursprüngliche Fachwerkkonstruktion erhalten geblieben ist - Scheune: Fachwerk auf Steinsockel, Giebel verbrettert, Satteldach – Streichung 2015, vollständig erneuert, alte Bausubstanz nicht erhalten | 09208315 |
| Direkt Bild zu diesem Denkmal hochladen | Wohnhaus | Freihufenweg 3 (Karte)             | Eventuell um 1882/1883 | Als Beispiel ländlicher Fachwerkbauweise des ausgehenden 19. Jahrhunderts baugeschichtlich von Wert. Erdgeschoss massiv, verändert, Obergeschoss Fachwerk mit gekreuzten Streben, originale Fenstergrößen, Drempel, flaches Satteldach, nach Messtischblättern zu urteilen, zwischen 1882 und 1912 neu erbaut. | 09208339 |
| Direkt Bild zu diesem Denkmal hochladen | Stallscheune eines Vierseithofes (ehemals Freihufe) | Freihufenweg 5 (Karte)             | 1882 | Zeit- und landschaftstypisches bäuerliches Wirtschaftsgebäude in gutem Originalzustand, baugeschichtlich und sozialgeschichtlich von Bedeutung. Erdgeschoss massiv, noch einige Steingewände, drei Garageneinbauten, Obergeschoss Fachwerk mit originalen Fenstern, Satteldach, alte Ortslisten-Nummer 85, laut Chronik ursprünglich als „Oberes Gut“ bezeichnet, gehörte ursprünglich zum Rittergut, später zum Erbgericht, wurde nach dem Dreißigjährigen Krieg das Gut von Herrn Michel und Andreas Richter zusammen mit dem Sohraer Vorwerk erworben und trug seitdem die Bezeichnung „Vorwerk“, es folgten mehrere Besitzer, 1700 erwirbt die Gemeinde das Grundstück (befanden sich keine Gebäude auf Grundstück), Gemeinde verkauft das Grundstück, nun als „Freihufe“ bezeichnet an Erbgericht, 1819 brannten die damals auf Grundstück befindlichen Gebäude ab und wurden anschließend neu aufgebaut, aus der Chronik ist nicht erkennbar, auf welche Gebäude sich die weiteren Ausführungen beziehen, das unter Denkmalschutz stehende Gebäude wird vermutlich im 19. Jahrhundert erbaut worden sein, auf dem Meßtischblatt aus dem Jahr 1881 ist das Gebäude bereits eingezeichnet. | 09208338 |
| Direkt Bild zu diesem Denkmal hochladen | Wohnstallhaus eines Zweiseithofes | In den Birken 1b (Karte)           | Bezeichnet mit 1683 | Möglicherweise bereits im ausgehenden 17. Jahrhundert erbautes Fachwerkhaus, welches mehrfach überformt wurde, ortsentwicklungsgeschichtlich und hausgeschichtlich von Bedeutung | 09208252 |
| Direkt Bild zu diesem Denkmal hochladen | Brücke über die Bobritzsch | Kirchstraße (Karte)                | 1806 laut schriftlicher Quelle | Eine der ältesten erhaltenen Steinbrücken im Dorf von ortsbildprägender, baugeschichtlicher und ortsgeschichtlicher Bedeutung | 09208247 |
| Direkt Bild zu diesem Denkmal hochladen | Pfarrhaus mit Torpfeilern und Einfriedungsmauer im Bereich des Pfarrgartens unterhalb des Pfarrhauses | Kirchstraße 2 (Karte)              | 1699 | Mit der benachbarten Dorfkirche mit Friedhof ein eindrucksvolles Bauensemble bildend, welches unverwechselbar das Ortsbild prägt, auf Grund seiner fortwährenden Nutzung als Pfarrhaus von großer ortsgeschichtlicher Bedeutung. - Pfarrhaus: auf hakenförmigem Grundriss, Erdgeschoss massiv, Steingewände, Obergeschoss drei Seiten Fachwerk, Giebel verbrettert (neu), Winterfenster, Fenstergrößen original, teils historischer Putz, Fachwerk teils verkleidet - Torpfeiler: verputzt, profilierte Deckplatte - Stützmauer: Granitfeldsteine (Trockenmauer), Zaunpfeiler 1699 neu erbaut, 1798 umfangreiche Reparaturen, 1852, 1853, 1856 grundlegendere Bauarbeiten, dabei Erdgeschoss fast vollständig verändert, zugewandte Traufseite massiv ausgeführt, Dach neu mit Schiefer gedeckt, Obergeschoss an anderen Seiten besteht aus mit Ziegeln ausgefachtem Fachwerk, Erdgeschoss Bruchsteinmauerwerk, im Inneren im Stallbereich laut Information von 1997 noch gewölbte Räume (Stallung), Pfarrgarten eingefriedet mit Bruchsteinmauer, teils eingebrochen (Nebenanlage). | 09208276 |
| Weitere Bilder                          | Nikolaikirche und Kirchhof Oberbobritzsch (Sachgesamtheit) | Kirchstraße 2b (Karte)             | Im Kern 14. Jahrhundert (Kirche); 1821 (Grabmal Grimmer); nach 1861 (Gruft Höppner/Täschner, Goldbach); 19. Jahrhundert (Grabmal Nr. 5 ohne Namen); um 1863 (Grab Familie Geißler) | Sachgesamtheit Nikolaikirche und Kirchhof Oberbobritzsch, mit folgenden Einzeldenkmalen: Kirche (mit Ausstattung), Einfassungsmauer, Kriegerdenkmal für die Gefallenen des Ersten Weltkrieges, Grufthaus, Gerätehaus, Kriegerdenkmal und Soldatengräber des Zweiten Weltkrieges, VDN-Denkmal, drei Gedenktafeln für Gefallene 1866/1870 sowie vier Einzelgräber; gemeinsam mit dem Pfarrhaus und der alten Kirchschule prägen die Dorfkirche und der diese umgebende Kirchhof das Ortsbild maßgeblich, sowohl die Kirche als auch der Kirchhof sind für das Gemeindeleben im Dorfe und für das Leben jedes einzelnen Dorfbewohners von außerordentlicher Bedeutung, jeder Abschnitt des Lebens war mit der Kirche und dann auch dem Kirchhof verbunden, der Denkmalwert von Kirche und Kirchhof ergibt sich danach aus der besonderen baugeschichtlichen und regionalgeschichtlichen sowie ortsbildprägenden Bedeutung | 09305896 |
| Weitere Bilder                          | Nikolaikirche (mit Ausstattung), Einfassungsmauer, Kriegerdenkmal für die Gefallenen des Ersten Weltkrieges, Grufthaus, Gerätehaus, Kriegerdenkmal und Soldatengräber des Zweiten Weltkrieges, VDN-Denkmal, drei Gedenktafeln für Gefallene 1866/1870 sowie vier Einzelgräber (Einzeldenkmale der Sachgesamtheit 09305896) | Kirchstraße 2b (Karte)             | Im Kern 14. Jahrhundert (Kirche); 1821 (Grabmal Grimmer); nach 1861 (Gruft Höppner/Täschner, Goldbach); 19. Jahrhundert (Grabmal Nr. 5 ohne Namen); um 1863 (Grab Familie Geißler) | Einzeldenkmale der Sachgesamtheit Nikolaikirche und Kirchhof Oberbobritzsch; gemeinsam mit dem Pfarrhaus und der alten Kirchschule prägen die Dorfkirche und der diese umgebende Kirchhof das Ortsbild maßgeblich, sowohl die Kirche als auch der Kirchhof sind für das Gemeindeleben im Dorfe und für das Leben jedes einzelnen Dorfbewohners von außerordentlicher Bedeutung, jeder Abschnitt des Lebens war mit der Kirche und dann auch dem Kirchhof verbunden, der Denkmalwert von Kirche und Kirchhof ergibt sich danach aus der besonderen baugeschichtlichen (kunstgeschichtlichen) und regionalgeschichtlichen sowie ortsbildprägenden Bedeutung | 09208277 |
| Direkt Bild zu diesem Denkmal hochladen | Dreiseithof mit Wohnstallhaus und zwei Stallscheunen sowie Sandsteinwassertrog | Kirchstraße 11 (Karte)             | Bezeichnet mit 1853 (Wohnstallhaus); 1853 (Seitengebäude und Scheune) | Mächtiger, zum gleichen Zeitpunkt neu erbauter ortsbildprägender Komplex, bestehend aus dem Wohnstallhaus und zwei Wirtschaftsgebäuden in gutem Originalzustand, baugeschichtlich und sozialgeschichtlich von Bedeutung - Wohnstallhaus: Erdgeschoss massiv, Obergeschoss Fachwerk verbrettert, rechteckiger Grundriss, Tür mit geradem Sturz, bezeichnet mit „C. W. J. 1853“, Krüppelwalmdach mit zweireihig angeordneten Dachhechten - Stallscheunen: Erdgeschoss massiv, Steingewände, Obergeschoss Fachwerk, Giebel verbrettert, Krüppelwalmdach, eine mit Dachhecht - Brunnen: großes rechteckiges Sandsteinbecken | 09208253 |
| Direkt Bild zu diesem Denkmal hochladen | Älteres Wohnstallhaus und Scheune eines ehemaligen Vierseithofes | Kirchstraße 20 (Karte)             | Anfang 19. Jahrhundert (Wohnstallhaus); Ende 19. Jahrhundert (Scheune) | Traditionelle ländliche Wohn- und Wirtschaftsgebäude mit massiven Erdgeschossen und Fachwerkkonstruktionen in den Obergeschossen von baugeschichtlichem Wert, ortsbildprägend durch erhöhte Lage. - Wohnstallhaus: Erdgeschoss massiv, Schiebetor, Obergeschoss Fachwerk, verbrettert, originale Fenstergrößen, Mitteldrehflügelfenster, ein Giebel massiv - Scheune: massiv, Garage, straßenseitig Ladeeinfahrt, Drempel und Giebel verbrettert, flaches Satteldach | 09208204 |
| Direkt Bild zu diesem Denkmal hochladen | Wohnstallhaus, südliches Seitengebäude (Ausgedinge), östliches Seitengebäude und Scheune eines Vierseithofes | Lichtenberger Straße 10 (Karte)    | Neben Haus bezeichnet mit 1792 (Wohnstallhaus); bezeichnet mit 1796 (Auszugshaus); 1885 (östliches Seitengebäude); 1888 laut Bauakte (Scheune)                                     | Stattliche Hofanlage mit gut erhaltenen ländlichen Wohn- und Wirtschaftsgebäuden in Fachwerkbauweise, ortsbildprägend, baugeschichtlich und sozialgeschichtlich von Bedeutung | 09208313 |
| Direkt Bild zu diesem Denkmal hochladen | Brücke über die Bobritzsch (Alte Schulbrücke) | Schulweg (Karte)                   | Bezeichnet mit 1900 (ursprünglich 18. Jahrhundert) | Einjochige, stark ansteigende Fußgängerbrücke, ursprünglich Hofzufahrt zu den am Schulweg befindlichen Bauernhöfen, singuläres Bauwerk von besonderer technikgeschichtlicher und ortsgeschichtlicher Bedeutung | 09208330 |
| Direkt Bild zu diesem Denkmal hochladen | Wohnstallhaus (ohne spätere Anbauten) eines Dreiseithofes | Schulweg 2 (Karte)                 | 18. Jahrhundert | Zeit- und landschaftstypischer Bau mit vielen originalen Details, heimatgeschichtlich und ortsbildprägend von Bedeutung. Erdgeschoss massiv, Steingewände, Fenster aus den 1920er Jahren, Obergeschoss Fachwerk, Fenster insbesondere der Hoftraufseite befinden sich direkt unter der Traufe (Hinweis auf Bauweise vor 1800), Giebeldreieck verbrettert, zugewandte Traufseite komplett massiv bis auf vorgenanntes Giebeldreieck, Haus weitgehend original erhalten, prägend für Ortsbild. | 09208328 |
| Direkt Bild zu diesem Denkmal hochladen | Wohnstallhaus | Schulweg 4 (Karte)                 | Um 1800 | Weithin sichtbares bäuerliches Wohnhaus in zeit- und landschaftstypischer Bauweise, baulich leicht überformt, heimatgeschichtlich und ortsbildprägend von Bedeutung. Erdgeschoss massiv, Obergeschoss Fachwerk, Giebel verputzt, eine Seite verbrettert, Giebeldreieck verbrettert, in den 1920er Jahren Einbau zu breiter Fenster an der zugewandten Giebelseite, Haus ansonsten weitgehend original erhalten. | 09208318 |
| Direkt Bild zu diesem Denkmal hochladen | Wohnstallhaus und Scheune eines Dreiseithofes | Schulweg 7 (Karte)                 | Um 1800 (Wohnstallhaus); 2. Hälfte 19. Jahrhundert (Scheune) | Traditionelle bäuerliche Wohn- und Wirtschaftsgebäude, weitgehend authentisch überliefert, von heimatgeschichtlichem sowie ortsbildprägendem Wert. - Wohnstallhaus: Erdgeschoss Bruchsteine, Sandsteingewände, Winterfenster, Obergeschoss Fachwerk, originale Fenstergrößen, Satteldach - Stallscheune: Erdgeschoss massiv, Obergeschoss preußisches Fachwerk, Satteldach | 09208317 |
| Direkt Bild zu diesem Denkmal hochladen | Scheune und Seitengebäude eines Dreiseithofes | Schulweg 9 (Karte)                 | Ende 19. Jahrhundert | Zeit- und landschaftstypische Wirtschaftsgebäude des ausgehenden 19. bzw. beginnenden 20. Jahrhunderts in gutem Originalzustand, baugeschichtlich und ortsbildprägend von Bedeutung. - Scheune: flachbogige Tore mit Klinkergliederung, sonst verputzt, im Giebel Okulus, Satteldach - Nebengebäude: flachbogige Tore, Obergeschoss und Drempel verbrettert, Satteldach, beide Gebäude in gleicher Gestaltung Die Gebäude wurden seit 2000 sensibel instand gesetzt, dabei soll laut Aussage der Eigentümerin das Hausinnere beider Gebäude weitgehend erhalten geblieben sein. | 09208329 |
| Direkt Bild zu diesem Denkmal hochladen | Wohnstallhaus mit Scheunenteil, Nebengebäude (Werkstatt) und Keller mit gemauertem Kellerhals eines Bauernhofes | Wiesenweg 3 (Karte)                | Nach 1750 laut Chronik (Wohnhaus mit Scheunenanbau); 18. Jahrhundert (Wasserkeller); 1870 (Werkstatt)                                                                              | Zeit- und landschaftstypische Bauten von baugeschichtlichem und ortsbildprägendem Wert. Wohnhaus: Erdgeschoss massiv, Steingewände, Winterfenster, Obergeschoss Fachwerk, verbrettert, Aborterker, Satteldach. | 09208288 |
| Direkt Bild zu diesem Denkmal hochladen | Wohnstallhaus und Scheune eines Bauernhofes | Wiesenweg 5 (Karte)                | 1750 laut Chronik (Wohnstallhaus); bezeichnet mit 1877 (Scheune) | Landschafts- und zeittypische Fachwerkbauten von baugeschichtlichem und ortsbildprägendem Wert. - Wohnstallhaus: Erdgeschoss massiv, Obergeschoss Fachwerk, zwei Seiten neu verbrettert, Dachflächenfenster, saniert - Scheune: Bruchsteine mit Sandsteinquadern, im Giebel zwei Tore, Drempel verbrettert | 09208293 |
| Direkt Bild zu diesem Denkmal hochladen | Wohnhaus und angebaute Stallscheune eines Bauernhofes | Wiesenweg 7 (Karte)                | Um 1800 (Bauernhaus); Mitte 19. Jahrhundert (Scheune) | Zeit- und landschaftstypische Wohn- und Wirtschaftsgebäude eines Hakenhofes in ortsbildprägender Lage, baugeschichtlich und sozialgeschichtlich von Wert. - Wohnhaus: Erdgeschoss massiv, Steingewände, Winterfenster, Obergeschoss Fachwerk, Giebel verbrettert - Scheune: an Wohnhaus angebaut, Stallteil massiv, Scheunenteil Holzkonstruktion, verbrettert, nach 1700 erbaut | 09208294 |

## Sohra
| Bild                                    | Bezeichnung | Lage                    | Datierung | Beschreibung | ID       |
| --------------------------------------- | --- | ----------------------- | --- | --- | -------- |
| Direkt Bild zu diesem Denkmal hochladen | Gedenkstein für die Regulierung des Sohrbaches | (Flurstück 298) (Karte) | 1931 | Granitobelisk mit Inschrift, nahe der Sohrmühle stehend, von ortshistorischer Bedeutung. Ab 1931 wurde der Sohrbach im Zuge einer „Arbeitsbeschaffungsmaßnahme“ in mehreren Etappen reguliert, dabei erfolgte die Verbreiterung, Begradigung und Reinigung des Flussbettes. Die umgebenden „Wassertümpel“ wurden damit trocken gelegt, die umliegenden Felder dräniert. Zur Durchführung dieser Maßnahme hatte man schon am 5. März 1929 eine Genossenschaft gegründet, die den Namen „Wasser- und Bodenverband Colmnitz und Umgebung“ erhielt. Die Aufgabe des Verbandes sollte in der Be- und Entwässerung von Grundstücken bestehen. Der erste Bauabschnitt von der Brücke Ortsstraße 33 in Sohra bis zur Sohrmühle wurde im Zeitraum vom 4. Mai bis zum 23. Oktober 1931 durchgeführt. Es folgten 1934 und 1935 zwei weitere Bauabschnitte. Anlässlich der Vollendung dieses ersten Bauabschnittes wurde 1931 ein Granitobelisk nahe der Sohrmühle aufgestellt, dessen Inschrift nur noch teilweise zu lesen ist: „Sohrbach/Regulierung/ Mai – September/ 1931/ …“. Dieser Stein ist singulär. Im Landkreis Mittelsachsen ist gegenwärtig kein weiterer Gedenkstein für einen ähnlichen Anlass aus den beginnenden 1930er Jahren bekannt (Quelle: Chronik von Sohra, herausgegeben vom Heimatverein Sohra, Sohra 2008, S. 110). | 09208360 |
| Direkt Bild zu diesem Denkmal hochladen | Kriegerdenkmal für die im Ersten Weltkrieg gefallenen Einwohner der Gemeinde Sohra                                                                                                   | Ortsstraße (Karte)      | 1920 | 2002 feierliche Einweihung der neu gestalteten Denkmalanlage, ortshistorisch und ortsbildprägend von Bedeutung | 09208342 |
| Direkt Bild zu diesem Denkmal hochladen | Wegesäule | Ortsstraße (Karte)      | 1863/64 | Restaurierte Wegesäule, aufgestellt an der Kreuzung der Straßen zwischen Oberbobritzsch, Niederbobritzsch, Colmnitz und Pretzschendorf, verkehrsgeschichtlich und ortsentwicklungsgeschichtlich von Bedeutung | 09305794 |
| Direkt Bild zu diesem Denkmal hochladen | Wohnhaus | Ortsstraße 1b (Karte)   | 1877/78 | Zeittypisches Fachwerkwohnhaus des ausgehenden 19. Jahrhunderts in sehr gutem Originalzustand, baugeschichtlich und landschaftsprägend von Bedeutung. Erdgeschoss massives Steingewände, Obergeschoss Fachwerk, verbrettert, originale Fenster, Satteldach, 1877/78 auf dem Grundstück des Gutsbesitzers Carl August Grahl (Nummer 33) und Gemeindeland erbaut. Bis heute weitgehend authentisch überliefert. | 09208356 |
| Direkt Bild zu diesem Denkmal hochladen | Wohnstallhaus eines ehemaligen Vierseithofes (ehemals Hornuff'sches Gut, G/1901 Gemeindegut Sohra)                                                                                   | Ortsstraße 4 (Karte)    | 2. Hälfte 18. Jahrhundert                                                                                      | Stattlicher, weithin sichtbarer Bau, weitgehend original erhalten, baugeschichtlich und ortsbildprägend von Bedeutung. Erdgeschoss massiv, Steingewände, Schlusssteine am Stall mit springendem Pferd und Kuh, Obergeschoss Fachwerk verbrettert, 9:4 Achsen, dreischiffiger Stall mit böhmischem Kappengewölbe auf Porphyrpfeilern. | 09208343 |
| Direkt Bild zu diesem Denkmal hochladen | Wohnstallhaus und Scheunenanbau (mit Stallung) eines Bauernhofes | Ortsstraße 7 (Karte)    | Bezeichnet mit 1797 (Wohnstallhaus); 1936 (Scheunenanbau mit Stall)                                            | Ländliche Wohn- und Wirtschaftsgebäude in sehr gutem Originalzustand, hausgeschichtlich und ortsbildprägend von Bedeutung. Über hakenförmigem Grundriss, Erdgeschoss massiv, Obergeschoss Fachwerk, rundum mit schachbrettartigem Zierkunstschiefer (nach 1974), eingemauerter Schlussstein bezeichnet mit 1797 (Bauzeit des Wohnhauses). | 09208346 |
| Direkt Bild zu diesem Denkmal hochladen | Wohnstallhaus und vordere Einfriedungsmauer mit Toreinfahrt (Torpfeilern) eines ehemaligen Dreiseithofes                                                                             | Ortsstraße 8 (Karte)    | 1866, Neubau nach Brand                                                                                        | Zeit- und landschaftstypisches ländliches Wohn- und Wirtschaftsgebäude von baugeschichtlichem und ortsbildprägendem Wert. - Wohnstallhaus: Erdgeschoss massiv, Steingewände, Obergeschoss Fachwerk, verbrettert - Stallscheune: zweigeschossiger, verputzter Backsteinbau, Abbruch 2006 - Scheune: Erdgeschoss massiv, Obergeschoss verbrettert, Abbruch 2006 | 09208348 |
| Direkt Bild zu diesem Denkmal hochladen | Wohnstallhaus (mit Wäschemangel im Inneren), Feldscheune und Teich mit Einfassungsmauer zur Ortsstraße (»Hofteich« vor Gut Ortsstraße 12) eines ehemaligen Vierseithofes (Butze-Gut) | Ortsstraße 13 (Karte)   | Bezeichnet mit 1858 (Wohnstallhaus); 1891 (Wirtschaftsgebäude/Scheune)                                         | Dominantes, zeit- und landschaftstypisches Wohnstallhaus am Ortseingang, mit zugehöriger Scheune und gegenüberliegendem Fisch- und Löschwasserteich, bauliche Zeugnisse eines stattlichen Bauernhofes, baugeschichtlich, heimatgeschichtlich und ortsbildprägend von Bedeutung | 09208352 |
| Direkt Bild zu diesem Denkmal hochladen | Wohnstallhaus und Scheune eines Dreiseithofes | Ortsstraße 17 (Karte)   | 1. Drittel 18. Jahrhundert                                                                                     | Stattlicher Dreiseithof mit bauhistorisch wertvollem Wohnstallhaus sowie Scheune aus dem 19. bzw. 20. Jahrhundert, das Ortsbild prägend. - Wohnstallhaus: Erdgeschoss massiv, Obergeschoss Fachwerk verbrettert, Steingewände - Scheune: Erdgeschoss massiv, drei große Flachbogentore, Obergeschoss verbrettert, zum Hof massiv mit Eckquaderung und einfacher Putzgliederung - Einfriedung mit eingemauertem Schlussstein: bezeichnet mit „J.G.F., No. 24, 1795“ | 09208350 |
| Direkt Bild zu diesem Denkmal hochladen | Wohnstallhaus und Scheune eines ehemaligen Dreiseithofes (heute Winkelhof) | Ortsstraße 19 (Karte)   | Nach 1716 / vor 1764 (Wohnstallhaus); 19. Jahrhundert (Scheune)                                                | Zeit- und landschaftstypische Fachwerkgebäude, baugeschichtlich und ortsbildprägend von Bedeutung. Erdgeschoss massiv, Obergeschoss Fachwerk verbrettert, um 1764 Wiederaufbau des Wohn- und Wirtschaftsgebäudes, 1/2-Hufengut. | 09208347 |
| Direkt Bild zu diesem Denkmal hochladen | Stallscheune, Scheune und Einfriedungsmauer zur Straße sowie zwei Hofbäume eines ehemaligen Vierseithofes                                                                            | Ortsstraße 23 (Karte)   | 1867 (Seitengebäude); 1907 (Scheune)                                                                           | Stattliche Wirtschaftsgebäude des ausgehenden 19. und beginnenden 20. Jahrhunderts sowie gut erhaltene Hofbäume, heimatgeschichtlich und ortsbildprägend von Bedeutung. - Stallscheune: Erdgeschoss massiv, Steingewände, Eckquaderung, drei breite Korbbogenportale, Obergeschoss Fachwerk, zum Hof massiv, Nebengebäude: Erdgeschoss massiv, Steingewände, zum Hof zum Teil verändert, Obergeschoss Fachwerk, ursprünglich Ein-Hufengut, seit 1773 Eineinhalb-Hufengut - Hofbäume: zwei Kastanien, die ältere links des Eingangs vermutlich um 1910 gepflanzt, die jüngere rechts des Eingangs vermutlich nach 1947 nachgepflanzt - Einfriedung zur Straße (Nebenanlage): erbaut nach Abbruch des vorderen Seitengebäudes, bereits 1920 in heutiger Gestalt vorhanden (vermutlich nach 1879) | 09208345 |
| Direkt Bild zu diesem Denkmal hochladen | Schulgebäude | Ortsstraße 24b (Karte)  | Bezeichnet mit 1868                                                                                            | Zeittypischer Putzbau von ortshistorischer Bedeutung | 09208341 |
| Direkt Bild zu diesem Denkmal hochladen | Wohnhaus | Ortsstraße 24d (Karte)  | 1868 | Zum Wohnhaus umgebautes ehemaliges Nebengebäude (Schuppen) des gegenüberliegenden Häusleranwesens (Nr. 24), von ortsgeschichtlichem und ortsbildprägendem Wert. Erdgeschoss massiv, zum Teil verändert, Obergeschoss Fachwerk verbrettert (2015 war auch das Erdgeschoss verbrettert), Giebel verkleidet, Krüppelwalmdach. Ehemaliges Nebengebäudes des gegenüberliegenden Häusleranwesens, damals wurde das Gebäude als Wagenschuppen, Wasserhaus, Holz-, Kohlen- und Geräteschuppen genutzt. 1929 wird das Grundstück einschließlich des darauf befindlichen Nebengebäudes an den Schachtmeister Otto Paul Himpel verkauft, der 1930 das Gebäude zum Wohnhaus mit zwei Wohnungen umbauen lässt. 1969 erwirbt die Gemeinde nach Ableben der Vorbesitzer das Haus, welches nun gemeinnützigen Zwecken dienen sollte: Einrichtung einer Arzt- und Schwesternstation, Sitz des LPG-Büros, Luftschutzraum der Gemeinde, zeitweilig Gemeindebibliothek, danach Wohnhaus. 1991 Verkauf, Nutzung als Wohnhaus, 1999 Sanierungsmaßnahmen. | 09208739 |
| Direkt Bild zu diesem Denkmal hochladen | Wohnstallhaus, Scheune und Seitengebäude sowie Gartenhaus eines Dreiseithofes (ehemaliges Erbgericht)                                                                                | Ortsstraße 28 (Karte)   | Um 1710 (Wohnstallhaus); Ende 18. Jahrhundert (Wohnstallhaus); 19. Jahrhundert (Seitengebäude); 1923 (Scheune) | Ehemaliges Erbgericht mit gut erhaltenem Wohnstallhaus aus dem frühen 18. Jahrhundert (später umgebaut), bäuerliche Wohn- und Wirtschaftsgebäude in ortsbildprägender Lage, ortsgeschichtlich und baugeschichtlich von Bedeutung | 09208359 |
| Direkt Bild zu diesem Denkmal hochladen | Seitengebäude und Scheune eines Dreiseithofes | Ortsstraße 29 (Karte)   | 1898 (Seitengebäude); 1928 (Scheune)                                                                           | Zwei ortsbildprägende Wirtschaftsgebäude mit Fachwerkobergeschossen aus dem ausgehenden 19. und beginnenden 20. Jahrhundert in sehr gutem Originalzustand, baugeschichtlich, sozialgeschichtlich und ortsbildprägend von Bedeutung. Erdgeschoss massiv, Steingewände, Obergeschoss blaues Fachwerk, zum Teil verbrettert, eine Scheune mit Krüppelwalmdach. | 09208354 |
| Direkt Bild zu diesem Denkmal hochladen | Wohnhaus | Ortsstraße 31 (Karte)   | 1674 urkundlich belegt; bezeichnet mit 1735, vermutlich Umbau                                                  | Eines der ältesten weitgehend authentisch erhaltenen Fachwerkwohnhäuser von Sohra von großer hausgeschichtlicher sowie ortsbildprägender Bedeutung. Sehr kleiner Bau, Erdgeschoss massiv, Obergeschoss einriegliges Fachwerk, originale Fenster, kleine Tür im Obergeschoss, Satteldach, Schlussstein bezeichnet mit „G. A. 1735“ (vermutlich Hausumbau), wohl altes Wohnhaus einer Gartennahrung. | 09208355 |
| Direkt Bild zu diesem Denkmal hochladen | Wohnstallhaus und Scheune einer Bauernhofes | Ortsstraße 32 (Karte)   | Um 1824 Wiederaufbau nach Brand (Wohnstallhaus); 1902 (Scheune)                                                | Ortsbildprägende ländliche Wohn- und Wirtschaftsgebäude in zeittypischer Fachwerkbauweise in gutem Originalzustand, baugeschichtlich und ortsbildprägend von Bedeutung. - Wohnstallhaus: vermutlich um 1824 abgebrannt und danach wieder aufgebaut, möglicherweise unter Einbeziehung von erhalten gebliebenen Teilen des Vorgängerbaus, 1884 wird eine Esse eingebaut und ein Backofenanbau errichtet, 1902 folgen bauliche Veränderungen, seitdem keine wesentlichen baulichen Veränderungen, Erdgeschoss massiv, Obergeschoss Fachwerk verbrettert - Scheune: 1902 neu erbaut, 1934 und 1948 erweitert, 1934 erhielt die Scheune neben anderem auch eine Balkenauffahrt, seitdem keine nennenswerten baulichen Veränderungen, Erdgeschoss massiv und Holzkonstruktion, linke Haushälfte mit Stall, rechte Haushälfte Scheunenteil | 09208357 |
| Direkt Bild zu diesem Denkmal hochladen | Wohnstallhaus, Scheune und Seitengebäude eines ursprünglichen Vierseithofes (später Dreiseithofes)                                                                                   | Ortsstraße 33 (Karte)   | 1827 (Seitengebäude und Scheune); bezeichnet mit 1865 (Wohnstallhaus)                                          | Große Hofanlage mit authentisch erhaltenen ländlichen Wohn- und Wirtschaftsgebäuden aus dem 19. Jahrhundert von großer baugeschichtlicher, sozialgeschichtlicher und landschaftsprägender Bedeutung | 09208358 |

## Ehemalige Denkmäler

### Ehemalige Denkmäler (Hilbersdorf)
| Bild                                    | Bezeichnung | Lage                                                  | Datierung            | Beschreibung | ID       |
| --------------------------------------- | ----------- | ----------------------------------------------------- | -------------------- | --- | -------- |
| Direkt Bild zu diesem Denkmal hochladen | Brücke      | (nahe Industriegebiet Muldenhütten, Freiberg) (Karte) | Nach 1861            | Weitgespannte Natursteinbogenbrücke über die Bahngleise, verkehrsgeschichtliche Bedeutung. Zwischen 2016 und 2017 abgerissen. | 08991546 |
| Direkt Bild zu diesem Denkmal hochladen | Häuslerhaus | Obere Gasse 11 (Karte)                                | Kern 18. Jahrhundert | Regionaltypisch mit Fachwerk-Obergeschoss mit weitgehend intakter Holzkonstruktion, eines der im Ortsbild charakteristischen Anwesen mit Hakengrundriss, baugeschichtlich von Bedeutung. Erdgeschoss massiv, im giebelständigen Flügel vermutlich Fachwerk und hölzerner Türstock, am traufständigen Teil zum Teil Fenster etwas vergrößert, Holzkonstruktion insgesamt verkleidet, Satteldach, rückwärtig abgeschleppt durch Anbau. Zwischen 2017 und 2022 aus der Denkmalliste gestrichen. | 08991547 |

### Ehemaliges Denkmal (Naundorf)
| Bild | Bezeichnung | Lage                       | Datierung | Beschreibung | ID       |
| ---- | ----------- | -------------------------- | --------- | --- | -------- |
|      | Schule      | Alte Dorfstraße 24 (Karte) | 1880–1881 | Zeittypisches, schlichtes Schulgebäude in relativ gutem Originalzustand, ortsgeschichtlich von Bedeutung. Annähernd quadratischer Grundriss, zweigeschossiger Putzbau, leicht hervortretender Mittelrisalit, Lisengliederung, umlaufende verkröpfte Gesimse, Haustür original, zweiflügliges Oberlicht, Freitreppe mit verziertem Eisengeländer (um 1900), Werksteinsockel, Fenster verändert, Walmdach, profiliertes Kranzgesims, der Zugang ist von zwei Kastanien gerahmt. Laut Neuer Sächsischer Kirchengalerie (S. 144) 1879 erbaut. In Bauakten Bauzeit ausgewiesen mit 1880/81 als 3. Schule der Gemeinde Naundorf. Seit dem Hochwasser 2002 leerstehend. 2008 abgerissen. | 09208390 |

### Ehemalige Denkmäler (Niederbobritzsch)
| Bild                                    | Bezeichnung                                                   | Lage                   | Datierung                   | Beschreibung | ID       |
| --------------------------------------- | ------------------------------------------------------------- | ---------------------- | --------------------------- | --- | -------- |
| Direkt Bild zu diesem Denkmal hochladen | Ehemalige Kirchenschmiede                                     | Hauptstraße 79 (Karte) | 1750 laut Brandversicherung | Später Sattlerei (im Anbau), maßgeblich das Ortsbild prägendes Gebäudeensemble in Fachwerkbauweise, auf Grund des hohen Alters und der Nutzungsgeschichte von großer baugeschichtlicher und ortsgeschichtlicher Bedeutung. Zwischen 2017 und 2022 aus der Denkmalliste gestrichen, Anbau abgerissen. | 09208225 |
| Direkt Bild zu diesem Denkmal hochladen | Ehemaliges Wohnstallhaus und Stallscheune eines Dreiseithofes | Hauptstraße 93 (Karte) | 1790 laut Brandversicherung | Weitgehend original erhalten. Zwischen 2017 und 2022 aus der Denkmalliste gestrichen, eines der beiden Gebäude zwischen 2020 und 2021 abgerissen und durch Neubau ersetzt. | 09208220 |

### Ehemalige Denkmäler (Oberbobritzsch)
| Bild                                    | Bezeichnung                       | Lage                           | Datierung | Beschreibung | ID       |
| --------------------------------------- | --------------------------------- | ------------------------------ | --------- | --- | -------- |
| Direkt Bild zu diesem Denkmal hochladen | Wohnstallhaus eines Zweiseithofes | Bobritzschtalstraße 69 (Karte) | 1880      | Zeit- und landschaftstypisches Bauernhaus in gutem Originalzustand, baugeschichtlich und ortsbildprägend von Bedeutung. Erdgeschoss massiv, verändert, Eingangsvorbau, Obergeschoss Fachwerk, verbrettert, Satteldach, für das Ortsbild maßgeblich prägend, vermutlich im 19. Jahrhundert erbaut, Grundstück bebaut seit 1611, seit 1613 Zweiseithof-Halbhufengut, ab 1907 im Besitz der Familie Reuther, die auch 1923 die zwei Jahre zuvor abgebrannte Scheune wiedererrichten ließ. Zwischen 2016 und 2017 abgerissen. | 09208304 |
| Direkt Bild zu diesem Denkmal hochladen | Scheune eines Dreiseithofes       | Bobritzschtalstraße 73 (Karte) | Um 1905   | Zeit- und landschaftstypischer Putzbau, Beispiel ländlicher Wirtschaftsgebäude aus der Zeit um 1900 von baugeschichtlichem und städtebaulichem Wert. - Stallscheune: großer, massiver Putzbau mit großen Toren, Klinkergliederung, im Obergeschoss Zwillingsfenster, im Giebel Winterfenster - Seitengebäude: kleiner Massivbau, im Giebel Rundbogenfenster, bezeichnet am Schlussstein, Kranzgesims Zwischen 2020 und 2021 abgerissen.                                                                                   | 09208303 |

## Tabellenlegende
- Bild: Bild des Kulturdenkmals, ggf. zusätzlich mit einem Link zu weiteren Fotos des Kulturdenkmals im Medienarchiv Wikimedia Commons. Wenn man auf das Kamerasymbol klickt, können Fotos zu Kulturdenkmalen aus dieser Liste hochgeladen werden:
- Bezeichnung: Denkmalgeschützte Objekte und ggf. Bauwerksname des Kulturdenkmals
- Lage: Straßenname und Hausnummer oder Flurstücknummer des Kulturdenkmals. Die Grundsortierung der Liste erfolgt nach dieser Adresse. Der Link (Karte) führt zu verschiedenen Kartendiensten mit der Position des Kulturdenkmals. Fehlt dieser Link, wurden die Koordinaten noch nicht eingetragen. Sind diese bekannt, können sie über ein Tool mit einer Kartenansicht einfach nachgetragen werden. In dieser Kartenansicht sind Kulturdenkmale ohne Koordinaten mit einem roten bzw. orangen Marker dargestellt und können durch Verschieben auf die richtige Position in der Karte mit Koordinaten versehen werden. Kulturdenkmale ohne Bild sind an einem blauen bzw. roten Marker erkennbar.
- Datierung: Baubeginn, Fertigstellung, Datum der Erstnennung oder grobe zeitliche Einordnung entsprechend des Eintrags in der sächsischen Denkmaldatenbank
- Beschreibung: Kurzcharakteristik des Kulturdenkmals entsprechend des Eintrags in der sächsischen Denkmaldatenbank, ggf. ergänzt durch die dort nur selten veröffentlichten Erfassungstexte oder zusätzliche Informationen
- ID: Vom Landesamt für Denkmalpflege Sachsen vergebene, das Kulturdenkmal eindeutig identifizierende Objekt-Nummer. Der Link führt zum PDF-Denkmaldokument des Landesamtes für Denkmalpflege Sachsen. Bei ehemaligen Kulturdenkmalen können die Objektnummern unbekannt sein und deshalb fehlen bzw. die Links von aus der Datenbank entfernten Objektnummern ins Leere führen. Ein ggf. vorhandenes Icon  führt zu den Angaben des Kulturdenkmals bei Wikidata.

## Ausführliche Denkmaltexte
1. ↑  Viadukt Muldenhütten in Hilbersdorf:

Eisenbahngroßbrücke über das tief eingeschnittene Tal der Freiberger Mulde südlich der Bahnstation Muldenhütten, Bogenbrücke aus Natursteinmauerwerk mit oben liegender Fahrbahn (zweigleisig), Länge ca. 196 m, Höhe ca. 43 m, Breite ca. 8 m, acht Bögen in Form von zum Scheitel hin überwölbten Korbbögen, darunter fünf große Bögen (25,39 m lichte Weite) sowie drei kleine, äußere Bögen (9,06 m lichte Weite), Gewölbe aus nach dem Steinschnitt bearbeiteten Sandsteinquadern gefertigt, Pfeiler mit Bändern aus glatten Sandsteinquadern, am Bogenansatz (Kämpfer) profiliertes Gesims, über dem Gesims bis zum Abschluss kräftige Lisenen, der mittlere Bogen von je zwei Lisenen eingefasst, Brüstung über den Lisenen verkröpft, in diesen Abschnitten jeweils massiv, dazwischen Metallgeländer (erneuert), Baubeginn 7. Mai 1860, Fertigstellung 1861, Baukosten 260.356 Taler, 1932 Verbreiterung der Bauwerkskrone im Zuge von Instandsetzungsarbeiten, 1997 Ausbau der Sachsen-Franken-Magistrale auf dem Teilstück Niederbobritzsch bis Freiberg, dabei Sanierung des Viadukts, Gemarkung und Flurstücke: das Bauwerk erstreckt sich über die Gemeinden Freiberg, Gemarkung Zug, Flurstücke 447/1 (Freiberger Mulde), 448, 449 (Kunstgraben), 450 sowie Bobritzsch-Hilbersdorf, Ortsteil Hilbersdorf, Flurstück 450/3.

Zur Eisenbahnstrecke Dresden Hbf–Abzw Werdau Bogendreieck (Streckenkürzel DW, Streckennummer 6258): zweigleisige Hauptbahn von Dresden über Freiberg, Chemnitz und Zwickau nach Werdau, am Bogendreieck Werdau Einmündung in die Eisenbahnstrecke Leipzig–Hof, Trassierung für eine Hauptbahn mit relativ engen Gleisradien, weitgehende Anpassung an die topographischen Gegebenheiten, seit den 1960er-Jahren elektrifiziert, Streckeneröffnung in mehreren Teilabschnitten von 1845 bis 1869: 1845 Bogendreieck Werdau–Zwickau, 1855 Dresden–Tharandt, 1858 Chemnitz–Zwickau, 1862 Tharandt–Freiberg, 1866 Chemnitz–Flöha, 1869 Freiberg–Flöha, dabei waren die Teilabschnitte zwischen Freiberg und Tharandt bzw. Chemnitz problematisch aufgrund der zu überwindenden Flusstäler, die den Bau mehrerer Großbrücken notwendig machten (über Colmnitzbach, Bobritzsch, Freiberger Mulde, Striegis, Flöha, Zschopau), die Strecke verband erstmals die Netze östlichen und westlichen Sächsischen Staatseisenbahnen miteinander, in der Folgezeit Entwicklung zu einer der wichtigsten Strecken für den Eisenbahnverkehr zwischen Schlesien und Süddeutschland, heute Teil der sogenannten Sachsen-Franken-Magistrale von Dresden nach Nürnberg.
2. ↑  Sachgesamtheit Altbergbaugebiet Rammelsberg:

Die Landschaft östlich bzw. südöstlich von Muldenhütten wird durch sehr viele – häufig in Waldgebieten verborgene, aber auch als bewaldete Erhebungen in der Feldflur erkennbare – Halden und Bingen geprägt, die teils noch aus der Frühzeit des Freiberger Bergbaus stammen. Das Altbergbaugebiet teilt sich auf in den sogenannten Rammelsberg, der südlich des Ortes Hilbersdorf beginnt, im Westen durch die Mulde, im Osten durch das Bobritzschtal und im Süden durch den Schieferbach begrenzt wird, sowie die sogenannte Schieferleithe, die sich südlich vom Schieferbach in Richtung Weißenborn erstreckt, im Westen wiederum durch die Mulde begrenzt wird und im Osten am Zinnteich (auch Schöpsenteich) endet. In diesem Bereich liegt auch der sogenannte Hüttenwald. 

Hier traten viele Erzgänge mit silberhaltigen Bleierzen, aber auch mit Kupfer- und Zinnerzen zutage, so dass bereits früh oberflächennaher Bergbau betrieben werden konnte. Die Menge an Erzgängen führte wohl auch zur Bezeichnung des Gebietes als „Rammelsberg“ (als Übertragung aus dem Böhmischen für „zusammen häufen“ bzw. bergmännisch „schaaren“). Der Erzählung, dass diese Benennung von hier tätigen Bergleuten aus Goslar in Rückgriff auf den dortigen Rammelsberg vorgenommen wurde, wird im Allgemeinen nicht gefolgt, da diese Bezeichnung anderswo auch unabhängig von Harzer Bergleuten Verwendung fand (vgl. etwa Klotzsch, Johann Friedrich: Ursprung der Bergwerke in Sachsen, aus der Geschichte mittlerer Zeiten untersuchet, Chemnitz 1764, S. 165–167 oder auch Habekuß, Friedrich: Der alte Bergbau von Weißenborn und heimatkundliche Wanderungen in das Bergbaugebiet, in: Weißenborn in acht Jahrhunderten, Weißenborn 1963, S. 36 oder Freiberger Land, Werte unserer Heimat Bd. 47, Berlin 1988, S. 139). 

Der Rammelsberg und dessen Umgebung bildete ein wichtiges frühes Abbaugebiet im Freiberger Revier, geriet aber später überwiegend in Vergessenheit (vgl. etwa Buschick, Theodor: Ueber das Grubengebäude Friedrich Erbst, in dem Bergamtsrevier Freiberg, in: Sächsische Bergwerks-Zeitung, 1 (1852), S. 162–164). Die Blütezeit in diesem Gebiet lag im 16. Jahrhundert und damit in der zweiten Hauptperiode des Freiberger Bergbaus, als zahlreiche kleine Gruben Kupfer, Zinn und vor allem Silber ausbrachten. So konnte der Schichtmeister Buschick im Jahr 1852 noch Erzlieferungen von immerhin 70 Grubenbetrieben für den Zeitraum von 1524 bis 1632 nachweisen (vgl. Buschick, Theodor: Uebersicht der am Rammelsberge und dessen Umgebung gangbar gewesenen Gruben, in: Sächsische Bergwerks-Zeitung 1, 1852, S. 170–172).

Allerdings erlangten nur wenige dieser Gruben größere wirtschaftliche Bedeutung, so etwa die St. Anna Fundgrube an der Schieferleithe, die zwischen 1524 und 1601 insgesamt 1278,4 kg Silber und 83.084 kg Kupfer ausbrachte, die Wasserschacht Fundgrube an der Schieferleithe, für die zwischen 1544 und 1600 eine Ausbeute von 1.326 kg Silber und 72.814 kg Kupfer belegbar sind, sowie die St. Christoph Fundgrube am Rammelsberg bei Hilbersdorf, die zwischen 1524 und 1601 rund 496 kg Silber ausbrachte (vgl. Habekuß 1963, S. 46, und Wagenbreth, Otfried, Wächtler, Eberhard (Hrsg.): Der Freiberger Bergbau, Technische Denkmale und Geschichte, Leipzig 1986, S. 118 und 134). Die Rothe Grube Fundgrube am Rammelsberg erreichte im Jahre 1577 mit über 114 Zentnern Zinn die höchste je gelieferte Zinnmenge des Freiberger Bergreviers (vgl. Buschick 1852, S. 163). Dennoch kam der Bergbau am Rammelsberg und dessen Umgebung im 17. Jahrhundert „theils durch schlechten Betrieb, theils durch das Unzureichende seiner Kräfte und Hüfmittel [sic], theils durch äussere Zustände während und nach dem dreissigjährigen Kriege grösstentheils zum Erliegen“ (Cotta, Bernhard, Hrsg.: Gangstudien oder Beitrage zur Kenntniss der Erzgänge, 2. Band. Freiberg 1854, S. 19), die letzten Zinngruben beispielsweise wurden 1690 gemutet (vgl. Freiberger Land, S. 141). 

Die Bergbauaktivitäten in diesem Gebiet setzten allerdings schon wesentlich früher ein. Urkundlich belegt sind etwa der Erwerb des Storenberger Stolln – ein vor 1384 angelegter, der Grube Storenberg zugehöriger Entwässerungsstolln für die Gruben im Rammelsberg, vgl. Wagenbreth/Wächtler 1986, S. 47 – durch die Meißner Markgrafen im Jahre 1402 oder auch Silberlieferungen vom Rammelsberg im Jahre 1477 (vgl. Wagenbreth/Wächtler 1986, S. 102). Ein 1318 erstmals erwähnter Hüttenstandort an der Mulde – vermutlich die spätere Untere Muldner Hütte bei Hilbersdorf – lässt aber vermuten, dass hier bereits seit dem 12. Jahrhundert Erze abgebaut wurden (vgl. Wagenbreth/Wächtler 1986, S. 117f.). 

Wohl 1784 kam es zur Wiederaufnahme des Erzbergbaus auf dem bereits im 16. Jahrhundert erfolgreich bebauten „Drei Könige Spat“ durch die Niederbobritzscher Eigenlöhnergrube „Friedrich“ (vgl. Buschick 1852, S. 164 und 170), die ab 1837 den „Friedrich Erbstolln“ zur Wasserlösung ihrer Grubenbaue vom linken Bobritzschufer aus vortrieben (vgl. 09208261). Der mit der Vergewerkschaftung der Grube „Friedrich Erbstolln“ im Jahre 1850 einhergehende Kapitalzufluss führte zu einem Aufschwung im Tiefbau – gebaut wurde unter den aus früherer Zeit stammenden Abbauen, also in größerer Tiefe – und zu „erfreulicher Erzgewinnung“ (Buschick 1852, S. 166). Allein zwischen 1850 und 1852 stieg die Anzahl der Häuer dieser Grube von 6 auf 54 (Buschick 1852, S. 167). Mit der Konsolidation von „Friedrich Erbstolln zu Niederbobritzsch“ mit den Gruben „Schieferleithe Erbstolln im Rammelsberg“ 1853 und „Himmelsfürst samt Günther Erbstolln“ bei Weißenborn 1854 entstand die Gewerkschaftsgrube „Friedrich im Rammelsberge“ (vgl. Bergmännischer Verein zu Freiberg, Hrsg.: Freibergs Berg- und Hüttenwesen, 2. Aufl., Freiberg 1893, S. 75). Diese ging 1864 an die Aktiengesellschaft „Metallbergbauverein Friedrich im Rammelsberge“ über, der der Professor der Freiberger Bergakademie Moritz Ferdinand Gätzschmann vorstand (vgl. z. B. Sächsisches Staatsarchiv Bergarchiv Freiberg, Bestand 40174: Grubenakten des Bergreviers Freiberg, Nummer 1411 und 1413). Im Jahr 1871 übernahm die Junge Hohe Birke Fundgrube in Zug die inzwischen wirtschaftlich schwach gewordene Grube (vgl. Wagenbreth/Wächtler 1986, S. 156), die ihrerseits 1886 verstaatlicht wurde (vgl. Bergmännischer Verein zu Freiberg 1893, S. 89). Noch bis 1893 förderte die Grube „Friedrich im Rammelsberge“ Erze (von 1843 bis 1893 erbrachten die Abbaue insgesamt 8.023 kg Silber, vgl. Wagenbreth/Wächtler 1986, S. 134), danach folgte ihre Stilllegung. Erhaltene Zeugnisse aus dieser letzten größeren Bergbauperiode in dem Altbergbaugebiet sind die Übertageanlagen des Theodor Richtschachtes mit dem Huthaus von 1856 (heute als Wohnhaus genutzt), der Ruine des Dampfkesselhauses und der großen Halde (vgl. 08991544). Ein zum „Friedrich Erbstolln“ gehöriges, 1844 erbautes kleineres Huthaus (vgl. Buschick 1852, S. 166 sowie Freiberger Land, S. 141 und 182) hat sich westlich von Niederbobritzsch auf einer Halde auf der sogenannten „Juchhöh“ erhalten (kein Einzeldenkmal, aber Sachgesamtheitsbestandteil). 

Nach dem Zweiten Weltkrieg führte die SDAG Wismut auch am Rammelsberg geologische Erkundungsarbeiten auf Uranerze durch, die aber ergebnislos blieben. Zu diesem Zweck legten wohl überwiegend Frauen (laut Aussage des Ortschronisten am 16. Juli 2015) Schurfgräben durch die Haldenaufschüttungen des Altbergbaus an. 

Von der einst so regen, über mehrere Jahrhunderte verteilten Bergbautätigkeit zeugen heute neben den wenigen Gebäuden bzw. Gebäuderesten vor allem viele, teils sehr große Halden und Bingen, die auch heute noch die Lage von ehemaligen Tageschächten auf den untertägig verlaufenden, abgebauten Erzgängen erkennen lassen. Die Häufung unzähliger kleiner Halden und Bingen im Hüttenwald lässt auf sehr frühen und sehr oberflächennah betriebenen Bergbau schließen. Für den späteren Tiefbau hingegen bedurfte es nicht nur tieferer Tagesschächte, die im Allgemeinen an größeren Halden erkennbar sind, bedurfte es nicht nur tieferer Tagesschächte, die im Allgemeinen an größeren Halden erkennbar sind, sondern auch einer verbesserten Wasserlösung durch die Anlage von tieferen Wasserlösestolln, wie dem „Friedrich Erbstolln“ (vgl. 09208261), sowie den Betrieb von Wasserkünsten, also Maschinen zur Wasserhebung, die selbst überwiegend mittels Wasserkraft betrieben wurden. Das hierfür notwendige Aufschlagwasser stammte aus Speicherteichen, die entweder heute noch vorhanden oder im trockengefallenen Zustand in der Landschaft anhand der Teichdämme weiterhin auszumachen sind. Beispiele hierfür sind der Teichdamm vom sogenannten „Kellers Teich“ oder der leicht verlandete Zinnteich (beides Sachgesamtheitsbestandteile), der um 1652 nachweislich auch ein Pochwerk mitsamt Erzwäsche unterhalb des Teichdammes beaufschlagte. 

Die im Folgenden aufgezählten Zeugnisse des Bergbaus am Rammelsberg und an der Schieferleithe sind in ihrer Gesamtheit von orts- bzw. bergbaugeschichtlicher Bedeutung und prägen die Kulturlandschaft – eine Bergbaufolgelandschaft – bis heute stark.
  - Einzeldenkmale im Ortsteil Hilbersdorf: Ehemaliges Huthaus (ohne Anbauten) der Grube „Friedrich im Rammelsberge“, Halde des „Theodor Richtschachtes“ mit Mauerresten des Treibehauses sowie weitere (Halden-)Stützmauern (Am Friedrich 1, 08991544)

Sachgesamtheitsteile im Ortsteil Hilbersdorf sind folgende Halden und Bingen, Halden- und Bingenzüge sowie Teichdämme auf der Gemarkung Hilbersdorf:
  - Westlich der Weißenborner Straße/Am Friedrich:
    - Halde auf dem Erzgang Ludwig Stehender (Flurstück 401/48)
    - Haldenzug auf dem Erzgang Ziegenkirsche Spat (Flurstücke: 333/21, 558)
    - Haldenzug auf den Erzgängen Laura Flacher/Jonas Spat (Flurstücke: 333/21, 405/1, 588)
    - Halde auf den Erzgängen Laura Flacher/Jonas Spat (Flurstück 401/48)
    - Halde auf den Erzgängen Felix Spat/Friedrich Spat (Flurstück 333/21)
    - Drei Halden auf dem Erzgang Felix Spat (Flurstück jeweils: 333/21)
    - Teichdamm eines alten Hüttenteichs (Flurstück 333/21)
    - Haldenzug auf dem Erzgang Neuglück Stehender (Flurstücke: 333/12, 333/13)
    - Haldenzug auf dem Erzgang Johannes Spat (Flurstücke: 333/13, 333/21, 333/9)
    - Halde auf dem Erzgang Johannes Spat (Flurstück 333/13)
    - Haldenzug auf dem Erzgang Johannes Spat (Flurstücke: 333/13, 333/9)
    - Haldenzug auf einem unbenannten stehenden Erzgang (Flurstück 333/9)
    - Halden auf einem unbenannten stehenden Erzgang (Flurstück 333/13)
    - Zwei Haldenzüge auf dem Erzgang Becher Stehender (Flurstück 333/9)
    - Halden auf dem Erzgang Becher Stehender (Flurstücke: 333/11, 333/13)
    - Haldenzug auf den Erzgängen Becher/Wolfgang Stehender (Flurstücke: 333/11, 333/9, 436/1)
    - Halden auf dem Erzgang Hoffnung Morgengang (Flurstück 333/11)
    - Zwei Halden Hoffnung Morgengang (Flurstück 333/11)
    - Halden Hoffnung Morgengang (Flurstück 333/11)
    - Haldenzug auf dem Erzgang Weißer Löwe Spat (Flurstücke: 333/11, 333/13)
    - Haldenzug auf dem Erzgang Wolfgang Stehender (Flurstücke: 333/11, 519/2)
    - Halden auf dem Erzgang Wolfgang Stehender (Flurstück 333/11)

  - Östlich der Weißenborner Straße/Am Friedrich sowie nördlich der Kohlenstraße:
    - Fünf Halden auf dem Erzgang Becher Sehender (Flurstück 494/1)
    - Halde auf dem Erzgang Becher Sehender (Flurstücke: 494/1, 502a)
    - Haldenzug auf dem Erzgang Becher Sehender (Flurstück 502a)
    - Halde auf dem Erzgang Becher Sehender (Flurstück 502a)
    - Halde auf dem Erzgang Becher Sehender (Flurstück 502b)
    - Zwei Halden auf dem Erzgang Gottlob Flacher (Flurstück 258g)
    - Halde auf dem Erzgang Gottlob Flacher (Flurstücke: 258g, 258i)
    - Haldenzug auf dem Erzgang Gottlob Flacher (Flurstücke: 258g, 258h, 503, 504a)
    - Halde auf dem Erzgang Gottlob Flacher (Flurstück 430/1)
    - Halde auf dem Erzgang Hoffnung Morgengang (Flurstück 502c)
    - Halde auf dem Erzgang Hoffnung Morgengang (Flurstücke: 502c, 502d)
    - Halde auf dem Erzgang Hoffnung Morgengang (Flurstück 505)
    - Halde auf dem Erzgang Hoffnung Morgengang (Flurstück 506)
    - Halden auf dem Erzgang Hoffnung Morgengang (Flurstück 505)
    - Halden auf den Erzgängen Gottlob Flacher/Hoffnung Morgengang (Flurstücke: 304/2, 430/1)
    - Halden auf dem Erzgang Adolph Morgengang/Hoffnung Morgengang (Flurstücke: 254, 304/2, 430/1)
    - Halde auf dem Erzgang Adolph Morgengang (Flurstück 253)
    - Haldenzug auf dem Erzgang Adolph Morgengang (Flurstück 251)
    - Halde auf dem Erzgang Benjamin Spat (Flurstück 506)
    - Vier Halden auf dem Erzgang Benjamin Spat (Flurstück 430/1)
    - Haldenzug auf dem Erzgang Benjamin Spat/Gottlob Flacher (Flurstücke: 304/2, 254)
    - Halde auf dem Erzgang Gottlob Spat (Flurstück 253)

  - Östlich der Weißenborner Straße/Am Friedrich sowie südlich der Kohlenstraße:
    - Haldenzug auf dem Erzgang Hoffnung Morgengang (Flurstück 512)
    - Halde auf dem Erzgang Hoffnung Morgengang (Flurstück 508c)
    - Teichdamm des sogenannten Kellers Teich, einem ehemaligen Bergwerksteich (Flurstück 509)
    - Drei Halden auf einem unbenannten Morgengang (Flurstück 511)
    - Halde auf einem unbenannten Morgengang (Flurstück 516)
    - Haldenzug auf einem unbenannten Morgengang (Flurstücke: 350, 352)
    - Haldenzug auf den Erzgang Drei Könige Spat (Flurstücke: 527, 528)
3. ↑  Alte Dynamit in Hilbersdorf:
  - Produktionsgelände der „Alten Dynamit“: mit Erdwallanlagen (darin befanden sich ursprünglich Holzbaracken, die sogenannten „Patronierhütten“), den zugehörigen Verbindungsgängen zwischen den einzelnen Wallanlagen, Stützmauern, teils unterirdischen Entwässerungsanlagen sowie einem TNT-Lagerraum
  - ehemaliges Pförtnerhaus (ohne Anbau): zweiachsiger, eingeschossiger, ursprünglich verputzter (heute verkleideter) Ziegelbau mit Walmdach, straßenseitig erkerartig ausgebildete Hausecke, heute als Wohnhaus genutzt, im Hof des Gebäudes befindet sich ein Säurebehälter aus Ton mit einem Fassungsvermögen von 5.000 Litern
  - Reste der Kopframpe (Entladestelle des Werks), einer Eisenbahnbrücke (Widerlager) beiderseits der Eisenbahnstrecke Dresden Hbf–Abzw Werdau Bogendreieck und mehrere Brückenpfeiler, die ursprünglich wohl eine Stahlfachwerkbalken-Konstruktion trugen
  - Trassierung für die Zweiggleise: ab 1902 eigener Bahnanschluss der Dynamitfabrik (Inbetriebnahme Januar 1903), zweigleisig, 862 m Länge, Anschluss an die Hauptbahn-Eisenbahnstrecke Dresden Hbf–Abzw Werdau Bogendreieck im Bahnhof Muldenhütten, von hier aus überquerte das Anschlussgleis die Hauptbahn auf einer Stahlfachwerkbrücke, der Rangierbetrieb wurde von der Muldenhüttener Werkslok versehen, zunächst nur Transport von Brenn- und Rohstoffen, ab 1919 Freigabe des Bahntransports von handhabungssicherem Ammon-Salpetersprengstoff durch die Reichsbahn
  - Geschichte: Ursprünglich Dynamitfabrik Dr. Gustav Moritz Adolf Aufschläger in Hilbersdorf bei Freiberg, entstand ab 1882 in unmittelbarer Nachbarschaft zu den fiskalischen Hüttenwerken sowie in Nähe zu einer Pulvermühle auf einem fiskalischen, waldbestandenen Grubengelände, Standortvorteil war die Nähe von Fabrikation und Verbrauch von Sprengstoffen durch die zentrale Lage im Freiberger Bergbaurevier, einerseits bedurfte es keiner großen Vorratshaltung, die Transportrisiken und -kosten waren geringer und die zur Nitroglycerin-Herstellung notwendigen Säuren kamen direkt aus Muldenhütten, darüber hinaus lag der Standort im fiskalischen Wald, der im Falle einer Explosion Schutz vor der Druckwelle bot, die Fabrik produzierte gewerblichen (nicht waffenfähigen) Sprengstoff (Dynamit nach dem Patent Alfred Nobels) für zivile Einsatzgebiete (hier vor allem für den lokalen Bergbau, darunter auch Sicherheits-Sprengstoffe, daneben auch für Eisenbahn- und Tiefbau), zeitweise aber auch Munition, fusionierte 1884 nach Konkurrenzstreit mit der nahezu zeitgleich entstandenen Dynamitfabrik bei Radeberg (ab 1883 im Karswald nördlich der ehemaligen Chaussee von Dresden nach Bautzen (B6), heute Dresden, Ortsteil Rossendorf, eingerichtet), damit Firmierung als Dresdner Dynamitfabrik A.-G. mit zwei Werken sowie einer zentralen Verwaltung in Dresden unter dem nunmehrigen Direktor Dr. G. Aufschläger. Der Errichtung beider Fabriken war eine Auseinandersetzung zwischen den sächsischen Innen- und Finanzministerien sowie dem der Reichsverwaltung als Landesbehörde unterstellten Kriegsministerium vorangegangen, mit der Fusion unter Einfluss Nobels gehörte das Unternehmen bis zum Ersten Weltkrieg dem von Nobel aufgebauten internationalen Sprengstoffkartell aus vertraglich miteinander koordinierten Sprengstofffabriken an, bereits 1891 zählte das Werk in der Harthe zu den nicht ausgelasteten Fabriken des Kartells, so dass die Produktion bis 1892 in der „Alten Dynamit“ zusammengefasst wurde, 1897 Explosionsunglück, nachfolgend Wiederaufbau und mehrmalige Erweiterung der Produktionsanlagen, die Produktion wurde 1932 als Folge der Weltwirtschaftskrise eingestellt, weitgehender Rückbau von Gebäuden und Produktionsanlagen (darunter drei Schornsteine, die 1932 gesprengt wurden), erhalten blieben das Pförtnerhaus (Umnutzung zum Wohnhaus), zwei Direktorenvillen (der erste Direktorenwohnsitz mit der Anschrift Alte Dynamit 2 – stark verändert, kein Denkmal – befindet sich in unmittelbarer Nähe des Produktionsgeländes und wurde nach einer weiteren schweren Explosion von 1902 verlegt, es entstanden zwei Neubauten am Hüttensteig 38 bzw. 40 – stark verändert, keine Denkmale) sowie ein Meisterhaus (Alte Dynamit 1 – stark verändert, kein Denkmal), die Holzbaracken wurden zum Teil an die ehemaligen Beschäftigten verkauft (eine befindet sich ggf. noch als Gartenschuppen in Hilbersdorf, Obere Gasse 9), die Bodenstrukturen und baulichen Reste der Produktionsanlagen dokumentieren auch nach dem Verlust der Holzbaracken innerhalb der einzelnen „Produktionstrichter“ die der Explosionsgefahr geschuldete Auftrennung der Produktion in kleine Einheiten und veranschaulichen damit nach wie vor das von Nobel nach mehreren derartigen Unglücken in anderen Produktionsstätten entwickelte dezentrale Produktionsprinzip, damit kommt der Anlage auch heute noch ein großer Anschauungs- und Erlebniswert zu.
4. ↑  Dorfkirche Hilbersdorf:

  - Kirche (Quelle: Dehio, Sachsen. Bd. II. Berlin 1998, S. 392.): Schlichte, im Kern mittelalterliche Saalkirche mit Ostturm von 1642. Erhöhung des Turmes durch Christian Gottfried Schramm aus Dresden 1890 sowie Erneuerung im Inneren. Restaurierungen 1980er Jahre und 1990. Verputzter Bruchsteinbau, der Ostturm mit hoher Pyramidenspitze auf geschweifter Haube vielleicht im Kern ein Chorturm. In der südlichen Vorhalle abgestuftes, kräftig profiliertes romanisches Portal, wohl Ende 13. Jahrhundert. Im Inneren der Saal vor dem Turm gerade geschlossen, flaches Tonnengewölbe. Einfache umlaufende Emporen mit Schablonenmalerei, seitlich zwei kleine Betstübchen.
  - Kanzelaltar aus der 2. Hälfte des 18. Jahrhunderts
  - Sandsteintaufe in Tulpenform von 1767
  - Jehmlich-Orgel von 1907
  - Kirchhof:

  1. Kriegerdenkmal Erster Weltkrieg: ca. 2,50 m hohe unregelmäßige Granitstele, reliefiert mit Helm und Eichenlaub und Schwert, Inschrift „Ihren gefallenen Helden/ die Gemeinde Hilbersdorf“, „1914/1918“

  2. Grabmal oder Denkmal: vermutlich für Zacharias Wittig (laut Neuer Sächsischer Kirchengalerie), vermutlich 17. Jahrhundert, obeliksartiger Sandstein, trotz der verwitterten Inschrift auf Grund seines Alters denkmalwürdig, ca. 2 m hoher Sandstein mit Inschriften (unleserlich)

  3. Gedenkstein „Den Opfern Mai 1945“, einfache Inschrifttafel, liegend, nach 1945

  - Kirchhofmauer: den Kirchhof umfassend, bestehend aus Natursteinen und Schlackesteinen (Nebenanlage)
5. ↑  Neubauernhaus (Alte Hauptstraße 21 in Hilbersdorf):

  - Geschichte: Neubauernstellen entstanden im Zuge der Bodenreform nach 1945 in der damaligen Sowjetischen Besatzungszone. Zwischen 1946 und 1949 kam es zur entschädigungslosen Enteignung von Großgrundbesitz über 100 ha Betriebsfläche und der anschließenden Aufteilung der Ländereien der Rittergüter und der Großbauernstellen an „Bodenbewerber“. Bauern, Landarbeiter, Umsiedler, Flüchtlinge, Kleinpächter aber auch Nichtlandwirtschaftler erhielten das Land. Der Begriff Neubauer entstand und mit ihm die sogenannten Neubauernstellen. Durchschnittlich gingen acht bis zehn Hektar an jeden Neubauern. Ein großer Teil der Gebäude sowie des Grund und Bodens der Großgrundbesitzer diente der Einrichtung von Neubauernstellen, deren Entwicklung maßgeblich durch den Befehl Nummer 209 der Sowjetischen Militäradministration Deutschlands „Über Maßnahmen zur wirtschaftlichen Einrichtung der Neubauernwirtschaften“ vom 9. September 1947 bestimmt wurde. Das Neubauernhaus gehört baugeschichtlich in die Gruppe der Eindachhöfe. Sie zeichnen sich dadurch aus, dass sich alle Funktionsräume bäuerlichen Lebens unter einem Dach befinden. Typisch für das Neubauernhaus ist die Teilung der Gebäudehülle in einen Wohn- und Stallteil. Beide sind durch einen Brandgiebel getrennt. Die Firstlinie des steilen Satteldaches ist durchlaufend. Die Neubauernhäuser vermitteln ein typisches Bild der traditionellen Wohn- und Arbeitsweise auf dem Lande. Der Wohnteil besteht aus einem Erdgeschoss und einem ausgebauten Dachgeschoss mit kleinem Drempel. Der Stallteil hat Zugang vom Haus und vom Hof. Der Dachboden über dem Stall diente der Stroh- und Heulagerung. Gebaut wurde monolithisch, vorwiegend mit Abbruchmaterial (Bruchsteine, Ziegelsteine). Teilweise wurden Bauteile in Lehmbauweise errichtet. Oft finden wir aber Mischbauweisen. Auf dem Fundament steht ein Sockel aus Bruchstein, darüber folgen Ziegel bzw. Lehm. Ein Teil des Gesamtgebäudes war unterkellert, meistens der gesamte Wohnteil (Quelle: Herausgeber Fördergesellschaft Regio Döbeln e. V. Redaktion Dipl.-Landwirt Geschäftsführer Horst Klimes, i. R. Fotos: Horst Klimes, Zeichnungen: Kreisarchiv Döbeln Redaktionsschluss Juli 2004).
  - Gebäude: Eineinhalbgeschossig, Erdgeschoss und Giebelseite massiv, Obergeschoss verbrettert, Scheunenteil verbrettert, Satteldach, eine Gaupe, Haus ist saniert. Das Hilbersdorfer Neubauernhaus ist das einzige original erhaltene Bauwerk dieser Art im Dorf. Wie oben beschrieben, handelt es sich um ein sogenannte „Eindachgehöft“, welches Scheune, Stall und Wohnhaus zu einer Einheit zusammenführt. Der langgestreckte Bau ist eingeschossig mit Drempelgeschoss, welches ebenso wie der Scheunenteil verbrettert wurde. Während Scheunen- und Stallteil noch weitgehend äußerlich original erhalten blieben, wurde der Wohnteil des Hauses bei der Sanierung vereinfacht. Trotz dieser leichten baulichen Überformung ist das Gebäude ein exemplarisches Beispiel der Neubauernhäuser, die heute noch relativ selten in gutem Originalzustand anzutreffen sind. Dies trifft insbesondere auf den südlichen Teil des heutigen Landkreises Mittelsachsen zu, weil hier keine Großbauernstellen im Sinne der Bodenreform anzutreffen waren. Der Denkmalwert ergibt sich aus der baugeschichtlichen und landesgeschichtlichen Bedeutung.
6. ↑  Ehemaliges Huthaus in Hilbersdorf:

  - Huthaus: mit Schmiede (vgl. Sächsisches Staatsarchiv Bergarchiv Freiberg, 40040 Fiskalische Risse zum Erzbergbau, Nummer B1879), später Expeditionsgebäude (vgl. Sächsisches Staatsarchiv Bergarchiv Freiberg, 40035 Oberhüttenamt, Nummer 842, Bl. 71f.), langgestreckter eingeschossiger Massivbau mit breitem Satteldach, ausgebautes Dachgeschoss, östliche Traufseite von großen Rechteckfenstern geprägt, die im Inneren Segmentbögen aufweisen, an beiden Giebelseiten flache Anbauten (keine Bestandteile des Denkmals), Gebäude unterkellert, im gemauerten Kellergewölbe Jahreszahl 1856 (Auskunft des Eigentümers am 16. April 2015)
  - ursprünglich am Nordgiebel L-förmig anschließender Gebäudeteil (Treibe- und Dampfkesselhaus) mit separat stehendem Schornstein
  - Halde des Hauptschachts der Grube (Theodor Richtschacht) mit Haldenstützmauern: verhältnismäßig große Aufschüttung tauben Gesteins mit Stützmauern aus Natursteintrockenmauerwerk v. a. am südlichen und westlichen Haldenfuß, unebenes, von Schurfgräben durchzogenes Haldenplateau vermutlich Ergebnis von Uranerz-Erkundungsarbeiten der SDAG Wismut kurz nach dem Zweiten Weltkrieg
  - Mauerreste des Treibehauses: starke, ca. 4 m hohe Stützmauern aus Natursteintrockenmauerwerk (zum Teil an ehemaliger Gebäudeabbruchkante verstärkt (zusätzliches Mauerwerk von unten nach oben verjüngend)), davor zwei aus Sandsteinquadern gemauerte Pfeiler, ursprünglich konstruktive Bestandteile des westlich an das Dampfkesselhaus anschließenden Treibehauses, darin Schachtöffnung des Theodor Richtschachts
  - Gelände südlich bzw. östlich des Haldenkörpers mit Huthaus sowie ursprünglich einer 1919 niedergebrannten Scheune (vgl. Sächsisches Staatsarchiv Bergarchiv Freiberg, 40035 Oberhüttenamt, Nummer 842, Bl 94 – Gebäude vermutlich zuvor Scheidebank und Trockenpochwerk beherbergend, vgl. H 18988, später auch Zimmerhaus, vgl. Sächsisches Staatsarchiv Bergarchiv Freiberg, 40035 Oberhüttenamt, Nummer 842, Bl. 71f.) mittels einer über Eck führenden Stützmauer aus Trockenmauerwerk terrassiert
  - Geschichte: Um 1780 Wiederaufnahme des Erzabbaus auf dem bereits im 16. Jahrhundert erfolgreich bebauten Drei Könige Spat unter dem Namen Friedrich Erbstolln, die Abbaue des alten Bergbaugebiets wurden nun in größerer Tiefe erschlossen, ab 1838 Erstarken der Grube Friedrich Erbstolln im Rammelsberg, 1856 Errichtung einer Dampfförderanlage an dem zu dieser Zeit 215 m tiefen Theodor Richtschacht (laut Ortschronist Keller 1856 abgeteuft) und bis 1896 Förderung von Zink, Ku-Pb-As- und Ag-Eisen, in einer Kostenaufstellung zur „Aufstellung einer Dampfmaschine nebst Herstellung eines Kunstgezeugs u. Treibegöpels inkl. aller Kosten“ wurde der Geldbetrag von insgesamt 20.000 Talern bereits in den Jahren 1854/1855 verbucht (vgl. Sächsisches Staatsarchiv Bergarchiv Freiberg, 40001 Oberbergamt Freiberg, Nummer 1022), 1864 Umwandlung der Grube in eine Metallbergbaugesellschaft (Metallbergbau-Verein zu Freiberg „Friedrich“ im Rammelsberge i. G. – Direktoriumsvorsitzender war der Freiberger Professor Moritz Ferdinand Gätzschmann, der zuvor bereits Offizialbevollmächtigter der Grubengewerkschaft war), 1867 ertragreichstes Jahr (gesamte Förderleistung von 1843 bis zu ihrer Stilllegung 1893: 8.023 kg Silber), 1871 Übernahme des mittlerweile wirtschaftlich schwach gewordenen Grubenbetriebs durch die Junge Hohe Birke Fundgrube in Zug (vgl. 09201092), die selbst 1886 an den sächsischen Staat überging und Teil der sogenannten Königlichen Mittelgrube war, 1893 erfolgte – der allgemeinen Einstellungstendenz im sächsischen Silberbergbau folgend – die Stilllegung der Grube Friedrich Erbstolln im Rammelsberg (vgl. ausführlichere Darstellung in Sachgesamtheit 09306039), letzte Zeugnisse hiervon sind die Übertageanlagen des Theodor Richtschachtes mit dem Huthaus von 1856, der Ruine des Dampfkesselhauses und der großen Halde.
7. ↑  Hoher Hof in Hilbersdorf:

In exponierter Lage auf 380 m Höhe liegendes Großgut (aus einem alten Herrenhof hervorgegangen), welches als „die Hohe Hufe“ oder „der Hohe Hof“ bezeichnet wurde. Die genaue Entstehungszeit des „Hohen Hofes“ ist offenkundig nicht geklärt. Umstritten ist ebenfalls, ob es sich hierbei um einen alten ritterlichen Herrenhof gehandelt habe. In neuerer Literatur wird dieser Aussage widersprochen. Der „Hohe Hof“ gehörte wohl zum Vorwerk und wurde schon zeitig von diesem abgetrennt (1220–1250). Der Hof wurde zu dieser Zeit als selbstständiger Wirtschaftshof neu gegründet.

Bis 1272 gehörte der „Hohe Hof“ dem Dorfgründer von Hildebrand, später befand er sich im Besitz reicher Freiberger Bürger. 1416 ist als Besitzer des Vorwerks mit „Hohem Hof“ ein Arnold von Hilbirsdorf urkundlich belegt. Der Rat zu Freiberg verkaufte 1434 das Vorwerk mit „Hohem Hof“ an die Brüder Arnold, in deren Besitz sich der Grundbesitz für ca. 100 Jahre befand. 1558 erfolgte ein weiterer Besitzerwechsel. Besitzer des Vorwerkes und des „Hohen Hofes“ wurde nun Caspar von Grünrode. Folgende Besitzer und Besitzerwechsel sind weiterhin belegt:
  - bis 1600 der Vizedorfrichter Georg Braune
  - ab 1647 Hauptmann Beer
  - Anfang 1700 der Freiberger Stadt- und Ratsrichter Christian Moritz Engel
  - 1717 Siegfried Ertfurth
  - 1719 der Freiberger Baumeister und Gerichtsschöppe Carl Meyer
  - 1734 der Hilbersdorfer Hüfner George Küchenmeister
  - 1774 Carl Gottlieb Dittrich, im Besitz der Familie Dittrich bis 1848

Infolgedessen, dass durch den Bergbau immer mehr Land in Anspruch genommen wurde (das Land des Gutes befand sich im Bereich von Muldenhütten, der Rußblöße usw.), nach anderen Quellen auch von Hüttenrauchschäden und den daraus entstanden Folgen für die Landwirtschaft, erwarb der Staat um 1850/60 elf Hilbersdorfer Güter, dazu gehörte auch der „Hohe Hof“. Nachdem eine hohe Hüttenesse auf dem Rammelsberg erbaut wurde, war offenkundig wieder eine Nutzung der Grundstücke möglich. So verkaufte der Staat 1858/59 die Wirtschaftsgebäude des „Hohen Hofes“ und einen Landanteil an den Verein zur Errichtung und Unterhaltung eines Bezirksarmenhauses der Amtshauptmannschaft Freiberg.

1866 erfolgte der Umbau der Baulichkeiten des „Hohen Hofes“ zum Bezirksarmenhaus. Dieses umfasste ein Frauen- und Kinderhaus, das Männerhaus, Seitengebäude und eine Scheune. 1898 schließlich folgte die Errichtung eines Siechen- und Versorgungshauses, des „Königin Carola-Verpflegungsheims“.

Als Kulturdenkmal ausgewiesen wurde das zeitweise als Männerhaus genutzte Gebäude, dessen Baubestand ins 16. Jahrhundert zurückgehen dürfte. Das äußere Erscheinungsbild des Gebäudes wurde im Lauf der Zeit stark vereinfacht. Im Inneren treffen wir im Erdgeschoss und den beiden Obergeschossen noch profilierte Rundbögen aus dem 16. Jahrhundert sowie in beiden Obergeschossen einfache Konsolsteine an. Die wechselvolle Nutzungsgeschichte sowie der noch erhaltene Baubestand vermutlich aus dem frühen 16. Jahrhundert begründen die große regionalgeschichtliche sowie baugeschichtliche Bedeutung des ehemaligen Männerhauses.
8. ↑  Hilbersdorfer Schule:

Bis zum Bau des heute noch genutzten Hilbersdorfer Schulgebäudes 1878/79 wurden die Schulkinder in zwei Räumen der alten Hilbersdorfer Pfarre (heutige Anschrift: Alte Hauptstraße 15) unterrichtet. Das neue Schulhaus musste im Lauf der Jahre den jeweiligen Gegebenheiten angepasst und erweitert werden. Trotzdem blieb im Wesentlichen sein bauzeitliches Erscheinungsbild bewahrt. Es handelt sich hierbei um ein für seine Entstehungszeit typischen Schulbau, wie er in Sachsen Ende des 19. Jahrhunderts in vielen Dörfern und Städten errichtet wurde. Die Schulbauten in Sachsen jener Zeit folgten in ihrer baulichen Gestaltung und Konstruktion sowie der Raumaufteilung und den Raumgrößen den Maßgaben des 1873 erlassenen Königlich Sächsischen Volksschulgesetzes, welches detaillierte Angaben sowohl zum Außenmauerwerk, den Fenster- und Türgrößen bis zur Raumaufteilung, der Ausbildung der Fußböden usw. enthielt.

Die Hilbersdorfer Schule dokumentiert noch heute eindrucksvoll die bauliche Umsetzung des Volksschulgesetzes. Oberhalb der Dorfstraße frei stehend, prägt der zweigeschossige Putzbau nicht zuletzt durch seine repräsentative Fassadenausbildung das Ortsbild.

Der breitlagernde Bau mit zwölf Fensterachsen, davon einem vierachsigen Mittelrisalit, wird durch Lisenen, regelmäßig angeordnete Fenster (im Erdgeschoss Segmentbogenfenster) und waagerechte Fensterverdachungen im Obergeschoss geprägt. Die Giebelseite wird durch Gurtgesimse und kleine Zwillingsfenster im Giebeldreieck geprägt. Bei der in den letzten Jahren erfolgten Sanierung war man bemüht, das ursprüngliche Erscheinungsbild des Schulhauses zu wahren. Dabei legte man auch großen Wert auf die Gestaltung der Fenster.

Der Denkmalwert des Hauses ergibt sich wie bereits erwähnt zum einen aus der ortsbildprägenden Bedeutung, aber auch und vor allem aus seiner ortsgeschichtlichen Bedeutung auf Grund seiner mehr als hundertjährigen Nutzung als Schulhaus sowie aus der baugeschichtlichen Bedeutung als wichtiges Zeugnis der baulichen Umsetzung des 1873 erlassenen Königlich Sächsischen Volksschulgesetzes.
9. ↑  Alte Försterei in Naundorf:

1843 erwirbt das Sächsische Finanzministerium von der Witwe des Revierförsters Porschberger den Forsthof zur Nutzung als Dienstwohnung für den Verwalter des Naundorfer Forstreviers. Das Anwesen bestand damals aus einem Wohnhaus mit eingebauten Stallungen, einer Scheune mit Schuppengebäude und einer Auszugswohnung sowie einem Waschhaus mit Streuschuppen. 1844 erfolgten Baumaßnahmen, wobei das Seitengebäude mit Auszug abgebrochen und durch einen Neubau ersetzt wurde. Gleichzeitig gab es Reparaturen am Wohnhaus. Urkundlich belegt ist, dass das Wohnhaus noch 1846 mit Stroh gedeckt war. 1859/60 wurden die Scheune und der Schuppen durch Neubauten ersetzt. Die Wirtschaftsgebäude wurden mehrfach umgebaut, so auch nach 1990, wodurch sie ihren Denkmalwert verloren. Das Wohnhaus blieb jedoch weitgehend original erhalten. Insbesondere im 19. Jahrhundert erfolgten in regelmäßigen Abständen Reparaturen. Mit dem Bau der benachbarten neuen Oberförsterei erfolgte 1903 der Umbau der alten Oberförsterei, wobei das Wohnhaus weitgehend in seinem Bestand erhalten geblieben ist. Langjährig wird es dann als privates Wohnhaus genutzt und steht nun seit einigen Jahren leer. 

Die genaue Bauzeit des ehemaligen Forsthauses ist urkundlich nicht belegt. Das steile Dach und die Ausbildung des Obergeschosses lassen die Vermutung zu, dass das Gebäude eventuell auch im 18. Jahrhundert erbaut wurde. Der zweigeschossige Bau über längsrechteckigem Grundriss weist die gleichen Gestaltungsmerkmale und Raumaufteilungen auf wie die zeit- und landschaftstypischen Wohnstallhäuser. Das Erdgeschoss ist massiv aufgeführt, während das Obergeschoss in Fachwerkbauweise errichtet wurde. Zum Wetterschutz erhielt es eine Verbretterung. Abgeschlossen wird das Gebäude durch ein steiles Satteldach mit möglicherweise bauzeitlichen Fledermausluken.

Das am ehemaligen „Communicationsweg“ von Naundorf nach Grillenburg stehende Gebäude erlangt auf Grund seiner langjährigen Nutzung als Forsthaus orts- und forstgeschichtliche Bedeutung. Als Zeugnis des ländlichen Bauhandwerks ergibt sich der Denkmalwert weiterhin aus der baugeschichtlichen Bedeutung des Hauses.
10. ↑  Sachgesamtheit Dorfkirche und Kirchhof Naundorf:

  - Kirche (Georg Dehio. Handbuch der Deutschen Kunstdenkmäler. Sachsen Bd. II. München 1998, S. 718.): „Spätbarocke Saalkirche mit hübschem, westlichem Giebelreiter, 1783 neu errichtet. Restaurierungen 1967/68 (innen) und 1992 (Dachreiter). Verputzter Bruchsteinbau mit geradem Schluss und kleinem, östlichem Sakristeibau. An der Nord- und Südseite zweigeschossige Logenanbauten. Der gegliederte Dachreiter verbrettert und mit schlanker geschweifter Haube und zwiebelartiger Spitze. Im Innern schlichte Stuckdecke. An der Nord- und Südseite zweigeschossige Emporen mit Herrschaftslogen, die obere Empore hinter dem Altar weitergeführt, im Westen Orgelempore. Im Altarraum zwei kleine Betstübchen. Kanzelaltar aus Holz mit hervorragender marmorierter Fassung von Tischlermeister Gotthelf Sperken, bezeichnet mit 1784, der Korb wird von Säulen gerahmt, die ein geschweiftes, gut durchgebildetes Gesims mit Gloriole tragen.“
  - schlanke, kelchförmige Sandsteintaufe mit Palmettenfries, letztes Viertel 18. Jahrhundert
  - Grabstein an der südlichen Außenmauer des M. Haber (1580): mit Relief des vor einem Kruzifix knienden Fuhrmanns
  - Orgel von Jehmlich, 1904
  - Kriegerdenkmal: quadratischer Sandsteinmonolith auf Sockel, Namen der Gefallenen eingraviert, Relief mit Soldat, zwei Seiten stark verwittert
  - Denkmal für Opfer des Zweiten Weltkrieges: Kunststeinblock mit Inschrift und stilisiertem Sonnenmotiv
11. ↑  Einzeldenkmale der Sachgesamtheit Dorfkirche und Kirchhof Naundorf:

  - Kirchhofsmauer: umlaufende Bruchsteinmauer, nur an wenigen Stellen unterbrochen bzw. ersetzt
  - Leichenhalle: schlichter Bruchsteinbau mit Satteldach, vermutlich um 1800 erbaut
  - Gedenksteine/Denkmale:
    - Kriegerdenkmal für die Gefallenen des Ersten Weltkrieges, 1922, quadratischer Sandsteinmonolith auf Sockel, Namen der Gefallenen eingraviert, Relief mit Soldat, zwei Seiten stark verwittert
    - Gedenkstein für die Gefallenen des Zweiten Weltkrieges, Kunststeinblock mit Inschrift und stilisiertem Sonnenmotiv, daneben nach 1990 aufgestellte Tafel
    - VDN-Gedenkstein und davor Grabstein für den französischen Häftling Charles Schmidt, nach 1945

  - Grabmäler:

  1. Barocke Grabsteine aus dem 17. und 18. Jahrhundert, teils eingemauert in östlicher Kirchhofsmauer, davor Einzelgrabsteine u. a. Stein in Buchform für Wilhelmine Kühn bzw. Kindergrab für das Kind des ehemaligen Waldarbeiters Beyer
  2. Grabstein an der südlichen Außenmauer des M. Haber (1580), mit Relief des vor einem Kruzifix knienden Fuhrmanns
  3. Grabstein des Rittergutsbesitzers Herrn Oek. Rat Karl Philipp Steyer, Landtagsabgeordneter, verstorben 1907 und Familie, Grabkreuz von 1907, Grabmal der Ehefrau von 1914
  4. Grabstein der Familie Lieber u. a. Carl Gotthelf Lieber, Standesbeamter und Gutsauszügler, weiter Carl Gottlob Ziegler, bei Kircheneingang Südseite
  5. Erbbegräbnis Familie Steyer u. a. Grabsteine für Karl Heinrich Steyer und Ernst Tzschöckel – ehemalige Mühlenbesitzer, eventuell 1863
  6. zwei barocke Grabsteine, Sandstein, eventuell 1795, an Kirchenmauer beim Chor
  7. Klassizistisches Grab, Inschrift nicht mehr lesbar, Sandstein, 19. Jahrhundert, südlich der Kirche stehend

Der Denkmalwert der Kirche ergibt sich aus ihrer baugeschichtlichen, baukünstlerischen sowie ortsbildprägenden Bedeutung. Mit dem sie umschließenden Kirchhof und den oben beschriebenen Bestandteilen des Kirchhofs bildet sie ein Ensemble (Sachgesamtheit) von großer ortsgeschichtlicher Bedeutung.
12. ↑  Ehemalige Brauerei des Rittergutes (Oberer Engen 8 in Naundorf):

Weithin sichtbar neben der Kirche gelegen, Erdgeschoss massiv, flachbogiges Türgewände mit Schlussstein (Sandstein), dieser mit Inschrift „1818 Nummer 2“, hohes Fachwerk-Obergeschoss, verbrettert, Walmdach, Sandsteintafel in Giebel eingemauert, das Haus ist das einzige Wohnhaus im Ort mit Walmdach, auffallend auch die Proportionen des Gebäudes, die Giebelseite weist nur zwei Fensterachsen auf, das Obergeschoss wirkt relativ hoch, auch das Walmdach ist sehr steil und geschweift. Das Haus, vermutlich die ehemalige Gutsbrennerei, gehört zu den ältesten erhaltenen Gebäuden im Dorf. Die singuläre Bauweise, das hohe Alter sowie die Nutzungsgeschichte begründen die große hausgeschichtliche und ortsgeschichtliche sowie ortsbildprägende Bedeutung des Hauses. Am Nordgiebel befindet sich eine eingemauerte Inschrifttafel, welche noch teilweise zu lesen ist. Ursprünglich stand auf der Tafel folgende Inschrift: „Gebaut Schwartz Anno 1665“.

Die durchgeführten dendrochronologischen Untersuchungen bestätigen die Inschrift. Das Fälldatum der Bäume (Tannen) lag zwischen 1630 und 1646. Die Inschrift „1818“ am Schlussstein über der Haustür dokumentiert größere Umbauten im Jahr 1818. Zu diesem Zeitpunkt wurden die Holzbalkendecken im Erd- und Obergeschoss verkleidet. Bei Sanierung im Jahr 2000 wurden diese Decken wieder freigelegt. Es ist wohl davon auszugehen, dass das Gebäude die ehemalige Gutsbrauerei gewesen ist. Es kann laut Auskunft des Ortschronisten auch als Auszugshaus gedient haben. Auszuschließen sei auch nicht, dass es eventuell sogar das Herrenhaus des ersten Rittergutes gewesen ist.
13. ↑  Ehemaliges Häusleranwesen (Unterer Engen 1 in Naundorf):

Im ausgehenden 18. Jahrhundert bereits bestehendes Häusleranwesen (im Sächsischen Meilenblatt Blatt 232 aus dem Jahr 1786 nachweisbar). Der urkundliche Beleg und die Ausbildung des Gebäudes selbst lassen eine Bauzeit vor 1786, eventuell sogar vor 1700, vermuten.

In seiner Bauweise entspricht der zweigeschossige Fachwerkbau mit massivem Erdgeschoss derjenigen der in Sachsen weit verbreiteten Häusleranwesen. Wie bei diesen üblich, erfolgten Anbauten zur Schaffung zusätzlichen Wohn- und Werkstattraumes, weil die beengten Räume und die oft winzigen Grundstücke nur diese Möglichkeit boten. So erhielt auch dieses Haus im Bereich des südöstlichen Giebels einen kleinen Anbau für Lagerzwecke. Dieser Anbau wurde mit dem Haus verbunden. Durch das Herunterziehen des Daches entstand das sogenannte Frackdach. Eine weitere Erweiterung erfolgte an der nordwestlichen Seite. Beim Hochwasser 2002 wurde das Gebäude vor allem im Bereich dieses Giebels stärker geschädigt. Es folgte eine denkmalgerechte Sanierung, bei der auch zwei Garagen eingebaut wurden, um eine weitere Wohnnutzung des Hauses zu gewährleisten. Heute gehört das Gebäude zu den authentischsten und wohl auch ältesten Häusleranwesen des Dorfes, woraus sich der ortsgeschichtliche und hausgeschichtliche Denkmalwert ableitet.
14. ↑  Wohnhaus (Unterer Engen 2 in Naundorf):

Im hinteren Teil des Grundstücks Untere Engen 3 stehendes ländliches Wohnhaus, welches durch einen ehemaligen Mühlgraben von diesem Grundstück getrennt war. Auf dem Blatt 232 der Sächsischen Meilenblätter aus dem Jahr 1786 ist das Gebäude bereits eingezeichnet. Offenkundig gehörten niemals weitere Wirtschaftsgebäude zum Grundstück. Standort und Größe des Gebäudes lassen vermuten, dass es sich bei diesem Gebäude möglicherweise um ein ehemaliges Gärtneranwesen handelt.

In seiner Bauweise entspricht es den in Sachsen üblichen Wohnstallhäusern. Das Erdgeschoss wurde massiv ausgeführt. Im Obergeschoss blieb offenkundig die Fachwerkkonstruktion vollständig erhalten. Als Wetterschutz erhielt diese eine Holzverschalung. Abgeschlossen wird das Haus durch ein steiles Satteldach mit einer Heuluke in der Mitte der Traufseite. Diese Luke untermauert die Vermutung einer kleinen Gartenwirtschaft, in der die Böden zur Lagerung des Erntegutes genutzt wurden. Sowohl die Steilheit des Daches, als auch die unmittelbar unter dem Kranzgesims befindlichen Fensteröffnungen im Obergeschoss lassen die Vermutung zu, dass das Haus vermutlich schon im 17. Jahrhundert erbaut wurde. Damit gehört es zu den ältesten noch erhaltenen ländlichen Wohn- und Wirtschaftsgebäuden des Dorfes, welches sich zudem durch einen hohen Authentizitätsgrad auszeichnet.

Der Denkmalwert dieses ländlichen Fachwerkhauses leitet sich danach von seiner großen hausgeschichtlichen und sozialgeschichtlichen Bedeutung ab.
15. ↑  Dreiseithof (Unterer Engen 7 in Naundorf):

Naundorf, vermutlich im Jahre 1305 erstmals urkundlich erwähnt, entwickelte sich zu einer vorrangig landwirtschaftlich geprägten Ortschaft, nachdem Versuche des Bergbaus (ab dem 16. Jahrhundert) wegen Unrentierlichkeit wieder eingestellt wurden. Die Zeit um 1800 war, wie die heutige Dorfstruktur und die Hofanlagen erkennen lassen, von der Neuerrichtung etlicher großen Bauerngehöfte geprägt, deren Erscheinungsbild noch heute maßgeblich den Charakter Naundorfs ausmachen. 

Die Hofstatt Unterer Engen 7, bestehend aus drei freistehenden Bauten, stellt aufgrund des guten Gesamterhaltungszustandes ein authentisches Beispiel der überkommenen ländlichen Bauweise aus der Zeit um 1800 dar. Sie ist in regional typischer Bauart und traditioneller Bauweise des ausgehenden 18. Jahrhunderts bzw. des frühen 19. Jahrhunderts ausgeführt und daher baugeschichtlich als wichtiges Zeugnis zu betrachten.

Die Hofstatt liegt typischerweise, wie bei den großräumigen Hofanlagen dieser Zeit mit angrenzendem Feldbereich üblich, am Rande der Siedlung außerhalb des zentralen Ortskernes von Naundorf.

Das traufständig zum Hof gerichtete, zweigeschossige Wohnhaus des Dreiseithofes stellt in dem Gebäudeensemble sowohl funktional als auch architektonisch den Hauptbaukörper dar. Im Erdgeschoss-Bereich massiv errichtet, setzt sich der Baukörper im Obergeschoss durch eine verbretterte Fachwerkkonstruktion fort, welche durch hölzerne Fensterrahmungen gestaltet ist. Seinen architektonisch prägenden Abschluss findet das Gebäude in dem hohen, ungegliederten Dach.

Das öffentliche Erhaltungsinteresse an dem Kulturdenkmal Hofanlage Unterer Engen 7 liegt besonders in seiner baugeschichtlichen und ortsgeschichtlichen Bedeutung für die Ortschaft Naundorf begründet.
16. ↑  Sachgesamtheitsbestandteil Altbergbaugebiet Rammelsberg in Niederbobritzsch:

Die im Folgenden aufgezählten Zeugnisse des Bergbaus am Rammelsberg und an der Schieferleithe sind in ihrer Gesamtheit von orts- bzw. bergbaugeschichtlicher Bedeutung und prägen die Kulturlandschaft – eine Bergbaufolgelandschaft – bis heute stark.
  - Einzeldenkmale im Ortsteil Niederbobritzsch: Mundloch des „Friedrich Erbstolln“ (neben Schmiedegasse 23, 09208261)

Sachgesamtheitsteile im Ortsteil Niederbobritzsch:
  - Juchhöh 4 (Flurstück 586a), ehemaliges Friedricher Huthaus: ein zur Grube „Friedrich Erbstolln“ gehöriges, 1844 erbautes kleineres Huthaus (vgl. Buschick 1852, S. 166 sowie Freiberger Land, S. 141 und 182), westlich von Niederbobritzsch auf der sogenannten „Juchhöh“ gelegen
  - Halden und Bingen, Halden- und Bingenzüge sowie ein Teich auf der Gemarkung Niederbobritzsch:
    - Haldenzug auf dem Erzgang Adolph Morgengang (Flurstücke: 695b, 695/1, 697, 697/1, 696/1)
    - Halden auf einem unbenannten Spat (Flurstück 682/2)
    - Halde auf dem Erzgang Benjamin Spat (Flurstück 682/2)
    - Haldenzug auf dem Erzgang Benjamin Spat (Flurstücke: 657/1, 670/1)
    - Haldenzug auf dem Erzgang Benjamin Spat (Flurstück 657/1)
    - Halden auf einem unbenannten Morgengang (Flurstück 613)
    - Zwei Halden auf einem unbenannten Morgengang (Flurstücke: 619, 640)
    - Halden auf einem unbenannten Morgengang (Flurstücke: 640, 647)
    - Zwei Halden auf einem unbenannten Morgengang (Flurstück 640)
    - Halde auf dem Erzgang Drei Könige Spat (Flurstück 573a)
    - Halden auf dem Erzgang Johannes Morgengang (Flurstück 573a)
    - Halden auf einem unbenannten Stolln (Flurstück 573a)
    - Haldenzug auf dem Erzgang Constantin Spat (Flurstück 573a)
    - Zinnteich, ehemaliger Bergwerksteich (Flurstück 573/1), auch Schöpsenteich genannt, Anstau des Schieferbaches, heute fast vollständig verlandet, unterhalb des Teichdammes befand sich ein um 1652 ein Pochwerk mitsamt Erzwäsche
    - Halden auf einem unbekannten Spat (Flurstück 573/1)
    - Halde auf einem unbekannten Spat (Flurstück 551)
    - Halde auf einem unbekannten Spat (Flurstück 541)
    - Halde des Alter Huthaus Tageschachts (Flurstück 599/110, nördlich von Juchhöh 2)
    - Halde eines Tageschachts auf den Friedrich Erbstolln (Flurstück 573/1, westlich von Juchhöh 4 [Friedricher Huthaus])
    - Halde des August Schachts auf den Friedrich Erbstolln (Flurstück 66/23, östlich von Juchhöh 4 [Friedricher Huthaus])
    - Halde des Büttner Schachts auf den Friedrich Erbstolln (Flurstück 66/23)
    - Halde eines Tageschachts auf den Friedrich Erbstolln (Flurstücke: 66/23, 33/7)
    - Halde des Müller Schachts auf den Friedrich Erbstolln (Flurstück 50/1, westlich des Stollnmundlochs, neben Schmiedegasse 23, Objekt 09208261)
    - Halde auf einem unbenannten Stolln (Flurstück 25/3)
17. ↑  Scheune des Erbgerichtes Niederbobritzsch:

  - Erbgericht: stattlicher vierseitiger Bruchsteinkomplex, alle Gebäude zweigeschossig und langgestreckt mit Sandsteingewänden, Krüppelwalmdach bzw. Satteldach
  - Scheune: zweigeschossiger Bruchsteinbau mit Hocheinfahrt, Schlitzfensteröffnungen, Toreinfahrten hofseitig, Satteldach, 1877 und 1927 abgebrannt und jeweils unter Einbeziehung von Bruchsteinmauerwerk des Vorgängerbaus wieder aufgebaut, wohl wesentlich durch die Bauphase 1927 geprägt, einziges gut erhaltenes Gebäude des ansonsten in seiner Substanz stark gestörten und teilweise eingefallenen Erbgerichtshofes
  - am nordöstlichen Gebäude (Streichung 2015 wegen zunehmendem Verfall insbesondere im Dachbereich und Zwischendecken): eventuell ehemaliges Herrenhaus oder Seitengebäude, später Molkerei, dann Schweinestall und Bergeräume, an Hoftraufseite in Obergeschoss-Fensternische eingelassene Steintafel bezeichnet mit „CCWMM Erblehngerichte No 28 CGG 1811, Niederbobritzsch“, zum Teil durch spätere Umbauten verändert
  - Seitengebäude im Südwesten des Erbgerichtes: zweigeschossig mit massiven Erdgeschossen und Fachwerk im Obergeschoss, das südwestliche Gebäude 2015 größtenteils eingefallen, Streichung 2015, weil Wiederaufbau nicht zumutbar wäre und außerdem zu großen Verlusten des Originalbestandes führen würde
  - Seitengebäude im Südosten des Erbgerichtes: zweigeschossig mit massiven Erdgeschossen und Fachwerk im Obergeschoss, das südöstliche Gebäude wurde durch vielfache Umbauten in seinem Bestand stark verändert, so z. B. an abgewandten Traufseite Fachwerk im Obergeschoss massiv ersetzt, Fensteröffnungen stark vergrößert, auch Änderungen im Inneren durch Wohnumnutzung nach 1945, in diesem Gebäude befand sich Büro der LPG sowie Wohnungen LPG-Vorsitzenden und verschiedener Angestellter, im Erdgeschoss ursprünglich Pferdestall, später nach 1945 in allen drei Seitengebäuden Schweineställe, zweites Seitengebäude auf Grund starker baulicher Veränderungen 2015 aus Denkmalliste gestrichen
18. ↑  Wohnstallhaus eines Bauernhofes (Am Steinbruch 6 in Niederbobritzsch):

Allein stehendes ländliches Wohnhaus mit massivem verputztem Erdgeschoss (Bruchsteine und Sandsteinquader), in der rechten Haushälfte mit zweiflügligem Tor, welches vermutlich zu einer Werkstatt gehörte. Das Obergeschoss weist ein einriegeliges Fachwerk mit Eckstreben, breite Ständer und liegende Gefache auf. Die Fensteröffnungen wurden vermutlich bereits im 19. Jahrhundert leicht vergrößert. Die Fachwerkgefache wurden teils mit Ziegeln ausgefacht. Das Erscheinungsbild wird auch geprägt durch authentische Fenster mit Sprossen und den originalen Putz im Obergeschoss. Die Holzverbindungen sind alle gezapft, so dass eine Bauzeit nach 1730 anzunehmen ist. Laut Unterlagen der Brandversicherung wurde das Haus 1750 erbaut und 1924 umgebaut. Abgeschlossen wird das Haus durch ein Satteldach. Viele originale Details blieben am unsanierten Haus erhalten.

Um 1840 umfasste das Grundstück mit der alten Ortslistennummer 91, welches zu diesem Zeitpunkt sich im Eigentum von Johann Gottlob Ihle befand, das Wohnhaus, den Hofraum, den Garten und zugehörige Felder. Von dessen Nachkommen Johann Carl Friedrich Ihle erwirbt 1890 der Tischlermeister Adam Porstein das Anwesen. Es ist zu vermuten, dass dieser sich in der rechten Haushälfte eine Tischlerwerkstatt einrichtete.

Nach 1890 sind keine wesentlichen Veränderungen festzustellen. Das Haus beeindruckt durch seinen sehr guten Originalzustand. Hierdurch und sein vermutlich hohes Alter kommt dem Gebäude eine große baugeschichtliche, ortsentwicklungsgeschichtliche sowie ortsbildprägende Bedeutung zu.
19. ↑  Gasthaus zum Viertel in Niederbobritzsch:

Der Gasthof (Ortslisten-Nummer 67) wurde im Dorfgesetz 1774 erstmals im Zusammenhang mit der Verlegung der Dippoldiswalder Straße auf der Viertelhufe des Gastwirts Friedrich Müller erwähnt. Es ist anzunehmen, dass der Gasthof mit Anlage des Fahrweges erbaut wurde. 1827 brennt der Gasthof ab und wird 1828 wieder aufgebaut. Um 1840 im Eigentum von Carl Friedrich Müller. Zu diesem Zeitpunkt gehörten zum Anwesen ein Gebäude mit Hofraum, Garten, ein Teil des Dorfangers und Niederwald. 1868 brennt der Gasthof erneut. Auch nach diesem Brand erfolgt vermutlich unverzüglich der Wiederaufbau. 1880 erbt Frau Bertha Marie verwitwete Götze geborene Gräfe einen Teil des Gutes von ihrem Ehemann Oswald Hugo Götze. Der Saalanbau (Tanzsaal) wird 1907 nach Entwurf des Baumeisters C. Göpfert für den Gastwirt E. Hentschel erbaut, 1908 erfolgte die Bauabnahme (In den Bauakten ist eine Zeichnung enthalten, auf der der Gasthof mit einem Ehrengehänge zu sehen ist, darin eingeschlossen die Jahreszahl 1850. Für welchen Anlass diese Zeichnung entstand, ist den Akten nicht zu entnehmen).
20. ↑  Wiesenmühle in Niederbobritzsch:

Die Mühle gehörte ursprünglich zum Gut Ortslisten-Nummer 147. Ehemals Ortslisten-Nummer 195, dann 196. Im Flurbuch wird 1841 als Eigentümer der Mühle Fürchtegott Leberecht Richter genannt. Zum Besitz gehörten die Mühle, Wiesen usw. 1842 kaufte Traugott Leberecht Richter das halbe Einhufengut mit den Parzellen 146, 147 und 196. Zum Grundstück gehörten die Mühle und Mahlmühle. Er betrieb die Mühle als Mahl- und Schrotmühle für den eigenen Bedarf. Die Mühle wurde auch „Mießenmühle“ genannt. 1870 erwarb Dr. med Ernst Leopold Damm die Mühle, um darin ein Genesungsheim einzurichten. Da es auf Grund des eisenhaltigen Wassers für diesen Zweck nicht geeignet war, wurde die Mühle bereits 1871 weiter verkauft an Franz Anton Spörke (damals Hausnummer 149) an Carl Friedrich Müller (neue Hausnummer 150). 1873 Verkauf des Mühlengrundstücks an den Müller und Bäckermeister Johann Heinrich Lehmann, 1941 gelangte das Grundstück an dessen Tochter Flora, sie heiratete den Müller und Bäckermeister Erich Fleischer, der die Mühle weiter betrieb, 1945 Ausbau zu Mischfutterwerk.

Unter Denkmalschutz steht das Mühlenwohnhaus mit angebautem Mahlmühlengebäude. Das Wohnhaus ist in Mischbauweise mit massivem Erdgeschoss und Fachwerkobergeschoss erbaut worden. Die abgewandte Traufseite war um 2000 ausschließlich massiv errichtet. Abgeschlossen wird das Haus, welches möglicherweise wahrscheinlich 1841 erbaut wurde, durch ein Satteldach. Später erfolgte der Anbau des massiven Mahlmühlengebäudes, welches das ältere Wohnhaus überragt. Nach 2000 erfolgte eine umfangreiche denkmalgerechte Sanierung. Heute ist das Fachwerk des Wohnhauses frei sichtbar. 

Der Denkmalwert ergibt sich aus dem ortsgeschichtlichen Wert auf Grund seiner Nutzungsgeschichte sowie aus der baugeschichtlichen Bedeutung bedingt durch seinen authentischen Baubestand.
21. ↑  Tanksäule für Standard- und ESSO-Benzin in Niederbobritzsch:

Separat stehende Zapfsäule der Deutsch-Amerikanischen Petroleum-Gesellschaft (DAPG) – Modell „Big-Ben“ – mit getrennter Zapfmöglichkeit für Standard- und ESSO-Benzin, rot lackierte Säule aus Eisenblech, vorkragender Kopfteil mit einem weiß emaillierten Werbemedaillon je Seite (darauf an drei Seiten der blaue Esso-Schriftzug, auf der rückwärtigen Seite mit dem STANDARD-Signet) sowie zwei Lampen, Innenraum der Zapfsäule mit Pump- und Messeinrichtungen beidseitig über Blechtüren zugänglich, Zapfanlage im Inneren der Zapfsäule vermutlich erhalten, ob der zugehörige Benzintank (als Unterflurtank oder im dahinterliegenden Werkstattgebäude) noch vorhanden ist, ist derzeit unklar, derartige Zapfsäulen (in unterschiedlichsten Ausführungen je nach Treibstoff-Marke) zeugen von den Anfängen des Aufbaus eines deutschlandweiten Tankstellennetzes, das mit der stark zunehmenden Dichte an Automobilen zu Beginn des 20. Jahrhunderts notwendig wurde, üblicherweise befanden sich diese einzelnen Zapfanlagen direkt am Wegesrand vor Werkstätten, Geschäften, Drogerien und Gasthäusern, sie wurden aber auch auf den Geländen großer Gutsanlagen oder anderen, auf den motorisierten Verkehr zunehmend angewiesenen Betrieben oder Einrichtungen (vgl. Auflistung weiter unten) installiert, in den 1920er Jahren kamen allerdings zunehmend auch speziell errichtete Tankstellen (überdachte Anlagen, zumeist mit mehreren Zapfsäulen) auf und verdrängten die allein stehenden Zapfsäulen mit der Zeit, insgesamt sind derzeit (Stand 2015) 14 Zapfsäulen als Technische Denkmale erfasst, dabei zeugen von der großen Verbreitung der DAPG-Zapfsäulen weitere in Sachsen erhaltene Exemplare des hier vorliegenden Modells, diese jedoch sämtlich weniger vollständig überliefert (z. B. aufgrund fehlender Beleuchtung):
  - ESSO-Zapfsäule in Treuen, Stadt (Vogtlandkreis), Objekt 09236560
  - ESSO-Zapfsäule in Steinberg (Vogtlandkreis), Objekt 08980429
  - ESSO-Zapfsäule in Neustadt i. Sa., Stadt (Landkreis Sächsische Schweiz-Osterzgebirge), Objekt 09253974, Einzeldenkmal in der Sachgesamtheit Hohwaldklinik
  - ESSO-Zapfsäule in Quitzdorf am See (Landkreis Görlitz), Objekt 09269018. Einzeldenkmal in der Sachgesamtheit Rittergut Kollm
  - ESSO-Zapfsäule in Jesewitz (Landkreis Nordsachsen), Objekt 08974934, zum ehemaligen Stiftsgut Pehritzsch gehörig

Einordnung der Marke ESSO (Datierungshilfe): 1870 Gründung Standard Oil of Ohio, rasche Entwicklung zum größten Erdölraffinerie-Unternehmen weltweit, Aufbau eines eigenen Händlernetzes, international geschah dies über Kooperationen mit bestehenden nationalen Ölhandelsgesellschaften, so folgte etwa für Deutschland 1890 die Gründung der Deutsch-Amerikanischen Petroleum-Gesellschaft (DAPG) zusammen mit deutschen Kaufleuten, zunächst u. a. Verkauf amerikanischen Benzins unter mit dem Warenzeichen DAPOLIN (1931 in „Standard Benzin“ umbenannt), ab 1924 auch klopffesteres Super-Benzin (Marke Duolin, ab 1928 als „Esso“ – phonetische Aussprache der Anfangsbuchstaben von Standard Oil (SO) – verkauft).
22. ↑  Vierseithof (Hauptstraße 14 in Niederbobritzsch):
  - Wohnstallhaus: Erdgeschoss massiv, Obergeschoss Fachwerk verbrettert und verkleidet, Stall mit böhmischem Kappengewölbe, steiles Satteldach, laut Brandversicherung Ende 18. Jh
  - Ausgedinge: vermutlich ältestes Haus des Hofes, vermutlich vor 1785 erbaut (vergleiche Sächsisches Meilenblatt), laut Brandversicherung 1818 erbaut, kleiner Bau, Erdgeschoss massiv, Obergeschoss Fachwerk verbrettert
  - Stallscheune südlich: 1866 laut Brandversicherung erbaut, laut Bauakten 1866 für den Gutsbesitzer Carl Friedrich Köhler erbaut, eingeschossiger Massivbau mit einer großen Einfahrt, in Scheune wurde Heu gelagert, weiterhin befanden sich im Gebäude der Pferde- und der Schweinestall, Abschluss Haus durch Satteldach
  - Scheune: langgestreckter zweigeschossiger Massivbau mit Satteldach, im Erdgeschoss drei große Toreinfahrten, Scheune zur Lagerung des Strohs
  - östlicher Hofabschluss: 1860 erbaut laut Information des Eigentümers, laut Bauakten für den Gutsbesitzer Carl Friedrich Köhler erbaut

Um 1840 Eigentümer Karl Friedrich Straßberger, zum Grundstück gehörten Gebäude, Hofraum, Garten, nach 1874 im Eigentum des Gutsbesitzers Carl Friedrich Köhler (?), 1889 kauft der Sattlermeister Heinrich August Eckert das Grundstück von Straßberger.
23. ↑  Wohnhaus mit angebauter Scheune und Schuppen vor dem Wohnhaus (Hauptstraße 17 in Niederbobritzsch):

Ehemaliges Gärtneranwesen oder Häusleranwesen, um 1785 stand nur das traufständig zur Straße stehende Wohngebäude (laut Brandversicherung um 1700 erbaut, 1914 giebel- und traufseitig erweitert, neuer Dachstuhl), ein längsrechtiger Fachwerkbau (verbrettert) mit massivem Erdgeschoss, Abschluss durch Satteldach. Im Erdgeschoss dieses Hauses befand sich ein Kuhstall.

An dieses Wohnstallhaus wurde 1936 im rechten Winkel ein Seitengebäude angebaut. Hierbei handelt es sich auf Grund der starken Hangneigung um einen dreigeschossigen Bau mit massivem Sockelgeschoss und zwei Fachwerkobergeschossen, beide verbrettert. Um den Zugang zum Haus zu gewähren wurde eine Durchfahrt gelassen. Das Gebäude könnte also auch als Torhaus bezeichnet werden.

Vor dem Wohnhaus befindet sich ein kleines verbrettertes Schuppengebäude, ebenfalls mit massivem Sockelgeschoss. Hierbei könnte es sich um einen kleinen Stall, Schuppen oder ein Wasserhäuschen handeln. Die Bauzeit ist zurzeit nicht bekannt (laut Bauakten stand der Schuppen 1946 noch nicht). Das Gebäudeensemble blieb weitgehend original erhalten und dokumentiert damit gut das ländliche Bauhandwerk seiner jeweiligen Entstehungszeit. Zugleich dokumentiert es das Leben und Wirtschaften in einem Gärtneranwesen.

Der Denkmalwert ergibt sich demnach vor allem aus der baugeschichtlichen und sozialgeschichtlichen Bedeutung. Durch die leicht erhöhte Lage der Gebäude und ihrer Authentizität prägen sie zugleich das Ortsbild maßgeblich.

Eigentümer um 1840 Friedrich Traugott Beier, zum Grundstück gehörten Haus, Hofraum, Garten, Niederwald, 1887 erwirbt der Gutsbesitzer Guido Gabriel Gelfert von Auguste Wilhelmine verwitwete Beyer geborene Bernd das Grundstück.
24. ↑  Schwarzmühle, Beiermühle in Niederbobritzsch:

1548 gab es laut Erbbuch in Niederbobritzsch drei Mühlen, später sechs bzw. dann neun Mühlen. Die „Schwarzmühle“ ist laut Gemeindeinformation die älteste Mühle des Ortes. Schon im 14. Jahrhundert befand sich auf dem Standort der heutigen Mühle eine Mühle, 1719 wurde Mahlmühle mit einer Ölmühle verbunden – als man in Bobritzsch begann, Ölfrüchte anzubauen. Bis 1919 hatte die Mühle eine eigene Brotbäckerei, seitdem nur Herstellung von Mehl. Seit 1734 „lief die Mühle unter dem Namen Beier“, 1834 erbt Johanna Juliane verwitwete Müller verehlichte Wolf die Mühle aus dem Nachlass der Eltern, um 1840 Eigentümer der Mahl- und Ölmühle Carl Gottfried Bayer, zum Grundstück gehörten Mühlengebäude und Gebäude, späterer Eigentümer Max Hugo Beyer, Landwirt und Mühlenbesitzer. Ca. 1968 Futtermittelmischbetrieb – hierzu Baumaßnahmen.
  - Mühle und Müllerwohnhaus (Nummer 24): stattlicher Fachwerk-Bau, Erdgeschoss massiv, Steingewände, zwei Flachbogentüren, eine mit Schlussstein bezeichnet mit „C. G. B. 1845“ (laut Brandversicherung die Erbauungszeit der Mühle), Obergeschoss Fachwerk, Turmaufbau später verbrettert, Umbau Mühlengebäude 1947 (Aufstockung Gebäude)
  - Wohnhaus (Auszugshaus), Nummer 25: Erdgeschoss massiv, Obergeschoss Fachwerk, zum Teil verbrettert, bezeichnet mit „C.G.B. 1858“ (auch laut Brandversicherung), war Wohngebäude mit Stall und Futterboden
  - Scheune: Erdgeschoss massiv, Obergeschoss Fachwerk verbrettert, Krüppelwalmdach; Streichung 2006: im Inneren gravierende Veränderungen, Zwischenwände im Obergeschoss entfernt, im Dachstuhl Kehlbalken und Deckenbalken entfernt, Standsicherheit Dach gefährdet.
25. ↑  Vierseithof (Hauptstraße 72 in Niederbobritzsch):

Laut Brandversicherungsunterlagen wurde das Wohnstallhaus (mit gewölbtem Kuhstall) um 1750 erbaut, das Seitengebäude laut der gleichen Unterlagen 1820 erbaut und 1926 umgebaut. 1843 erwarb Karl Gottlieb Bayer das Dreiviertelhufengut, welches zu diesem Zeitpunkt Gebäude, Hofraum und Garten umfasste. Um 1900 befand es sich im Eigentum von Oswald Anton Beyer und nach 1945 im Eigentum des LPG-Mitglieds Bruno Wolf.
  - Wohnstallhaus: Altes Gebäude mit massivem verputztem Erdgeschoss und einriegligem Fachwerk im Obergeschoss (teils verbrettert). An einem Giebel wurde das Fachwerk massiv ersetzt. Das Haus wird durch ein steiles Satteldach abgeschlossen. Über der Haustür befindet sich die Inschrift „1803“, welche sich vermutlich auf Umbaumaßnahmen bezieht und nicht die Bauzeit nennt. Der in den Brandversicherungsunterlagen erwähnte gewölbte Stall blieb teilweise erhalten (Rest des dreischiffigen Stallteils mit vier Porphyrsäulen).
  - Seitengebäude: Das annähernd 70 Jahre später errichtete Seitengebäude weist eine vergleichbare Bauweise wie das Wohnstallhaus auf, jedoch ein zweiriegliges Fachwerk mit gezapften Streben. Abgeschlossen wird dieses Wirtschaftsgebäude durch ein ebenfalls sehr steiles Satteldach. Es wäre möglich, dass der Dachstuhl des Hauses eventuell aus dem 18. Jahrhundert stammen könnte. Das Haus wurde stärker überformt, trotz allem sind wesentliche Bestandteile des Gebäudes weitgehend original erhalten.
  - Torbogen: Massiver verputzter Torbogen mit Korbbogen abschließend, Schlussstein mit Inschrift „No 159/ B/ 1824“. Die Inschrift enthält die Ortslistennummer, den Anfangsbuchstaben des Bauherrn (vermutlich Bayer) sowie die Bauzeit des Torbogens.

Die genannten Bauwerke sind denkmalwürdig auf Grund ihrer besonders typischen Bauweise sowie ihrer Authentizität, woraus sich ihre baugeschichtliche sowie sozialgeschichtliche Bedeutung ableitet.
26. ↑  Dreiseithof (Hauptstraße 98, 98b in Niederbobritzsch):

Um 1840 ist das Bauerngut bereits urkundlich belegt. Als Eigentümer werden 1882 Traugott Cäcil Flor Struwe, ab 1885 der Landwirt Carl Friedrich Fritzsche und nach 1895 der Bauer Paul Georg Fritzsche genannt. Der Hof brannte vor 1894 vollständig ab und wurde anschließend neu aufgebaut. Aus den Bauakten kann man entnehmen, dass alle drei Gebäude des Hofes im Auftrag des Landwirts Carl Friedrich Fritzsche nach Plänen des Freiberger Baumeisters C. Göpfert annähernd am gleichen Standort des abgebrannten Hofes erbaut wurden.

Der Hof gehört zu den wenigen Bauernhöfen im Gemeindegebiet, welche vollständig um 1900 neu erbaut wurden. Die Gebäude bilden ein einheitlich gestaltetes Bauensemble, welches durch die städtische Architektur dieser Zeit stark geprägt ist. Die Funktionszuordnung der einzelnen Gebäude, die äußere Gestaltung sowie die Raumstruktur folgen jahrhundertealten bewährten Traditionen. Der Baumeister war darauf bedacht, dass durch eine interessante Fassadengestaltung sowie liebevolle Details, wie beispielsweise die gemusterten Dachflächen, sich das Bauensemble gut ins Ortsbild einfügt.

Das Wohnstallhaus ist ein zweigeschossiger Putzbau über hohem Sockelgeschoss mit 10:3 Achsen. Die Fassade weist eine reiche Backsteingliederung auf (Gesimse, Ecken, Fenster). Abgeschlossen wird das Haus durch ein Krüppelwalmdach mit Zier-Biberschwanzdeckung. Im Erdgeschoss wurde nachträglich eine Garage eingebaut, welche allerdings nach heutigem Stand keine wesentliche Beeinträchtigung des Gesamterscheinungsbildes darstellt.

Das Seitengebäude, welches dem Wohnstallhaus gegenüber steht, wurde vermutlich schon von Anfang an auch als Wohnhaus genutzt. Auch dieses Gebäude ist ein zweigeschossiger Putzbau mit Klinkergliederung von 8:3 Achsen. Der Giebel weist eine Blendstufengliederung auf. Den feldseitigen Hofabschluss bildet die Scheune, ebenfalls ein mächtiger Bruchsteinbau mit Klinkergliederung, einem Giebel mit Blendstufengliederung und einem Satteldach mit Zier Biberschwanzdeckung.

Auf Grund der Tatsache, dass der Hof vollständig 1894/95 neu erbaut wurde und einen guten Originalzustand aufweist, wird er zu einem bedeutsamen Zeugnis ländlichen Bauhandwerks dieser Zeit. Außerdem dokumentiert er eindrucksvoll die Lebens- und Wirtschaftsbedingungen eines Bauerngutes jener Zeit. Schon allein die Größe der Gebäude deutet auf einen großen modernen Landwirtschaftsbetrieb.

Der Denkmalwert ergibt sich somit vor allem aus der baugeschichtlichen, sozialgeschichtlichen sowie ortsbildprägenden Bedeutung des Hofes.
27. ↑  Vierseithof (Im Rosental 13 in Niederbobritzsch):

Vermutlich 1846 erwarb Karl Gottlob Keller das Einhufengut, zu dem Gebäude, Hofraum und Garten gehörten. 1883 folgte ein Besitzerwechsel von Karl Friedrich Keller an seinen Sohn, den Landwirt Karl Friedrich Herrmann Keller. Um 1920 gehörte der Hof dann Arno Kurt Keller.
  - Wohnstallhaus: ältestes Gebäude des Hofes, giebelständig, an der Nordseite des Hofes, stattliches Gebäude in gutem Originalzustand, Erdgeschoss massiv, Obergeschoss und Giebel Fachwerk, zum Teil verbrettert, steiles Satteldach, heute nicht mehr als Wohnhaus genutzt
  - Auszugshaus: traufständig zur Straße stehend, Westseite des Hofes, laut Brandversicherung 1856 erbaut. Erdgeschoss massiv, Obergeschoss Fachwerk, Giebel verbrettert, Segmentbogentür mit Schlussstein
  - Seitengebäude und Scheune: 1902 als Schuppen und Scheune als Winkelbau gebaut, Bauherr Gutsbesitzer Karl Friedrich Hermann, die Bauausführung und Bauleitung erfolgte durch die Baumeister Hermann Köhler, August Jungnickel – Baugeschäft aus Colmnitz und Fischer (?), Baugeschäft aus Naundorf
  - östliches Gebäude: östliches zum Feld stehendes Gebäude mit zweijochiger Kumthalle, darin befand sich laut Bauzeichnung der Pferde- und der Schweinestall
  - südliches Gebäude: das südliche giebelständig zur Straße stehende Gebäude ist die Scheune mit zwei Bansen und einer Tenne (darin noch funktionsfähige Dreschmaschine, nicht besichtigt), in beiden Obergeschossen Heuboden und Heckselkammer, beide Gebäude Erdgeschoss massiv, Obergeschoss Fachwerk, im Giebel Zwillingsrundbogenfenster

Der geschlossen erhaltene Hof mit seinen für die jeweilige Bauzeit typischen Wohn- und Wirtschaftsgebäuden dokumentiert nicht zuletzt durch deren guten Originalzustand das Bauhandwerk jener Zeit. Außerdem prägt dieser Hof gemeinsam mit den umgebenden ebenfalls weitgehend original erhaltenen Bauernhöfen das Ortsbild maßgeblich. Der Denkmalwert ergibt sich somit vor allem aus der baugeschichtlichen und ortsbildprägenden Bedeutung.
28. ↑  Dreiseithof (Im Rosental 14 in Niederbobritzsch):

1841 erwarb Johann Samuel Spörke das Einhufengut. 1842 wurde im Flurbuch der Kauf des Grundstückes durch Carl Ferdinand Richter beurkundet. Zum Grundstück gehörten Gebäude, Hofraum, Garten und Felder. 1886 kaufte der Wirtschaftsgehilfe Carl Ferdinand Richter von seinem Vater Carl Ferdinand Richter das Grundstück. Vermutlich um 1924 befand sich der Bauernhof im Eigentum von Richard Hackenberger, dem Schwiegersohn von Carl Ferdinand Richter.
  - Wohnstallhaus: vermutlich 18. Jahrhundert (laut Brandversicherung 1838) erbaut, Erdgeschoss massiv, Obergeschoss und Giebel Fachwerk, rundum verkleidet
  - Scheune: bezeichnet an eingemauertem Stein mit „1819“, diese Angabe bezieht sich eventuell auf einen Vorgängerbau, da laut Brandversicherung die Scheune 1911 erbaut wurde, diese Bauzeitangabe würde durch die Gebäudeausbildung bestätigt
  - nördliches Wirtschaftsgebäude: giebelständig, Erdgeschoss massiv, Obergeschoss Holzkonstruktion, breites Korbbogentor
  - Seitengebäude: laut Brandversicherung 1911 erbaut, östlicher Hofabschluss, Erdgeschoss massiv, Obergeschoss Holzkonstruktion

Alle Gebäude des Hofes sind in gutem Originalzustand überliefert. Hierdurch sowie durch die dominante Lage und den Zusammenklang mit den umgebenden original erhaltenen Höfen wird das Ortsbild maßgeblich und unverwechselbar geprägt. Der Denkmalwert ergibt sich damit aus der ortsbildprägenden sowie auf Grund der Authentizität der Bauwerke aus der baugeschichtlichen Bedeutung des Hofes.
29. ↑  Dreiseithof (Im Wiesengrund 2 in Niederbobritzsch):

Um 1840 im Eigentum von Karl Gottfried Wolf, das Grundstück umfasste Gebäude und Hofraum. Um 1900 im Besitz des Gutsbesitzers Max Richard Wolf.
  - Wohnstallhaus: laut Brandversicherungsunterlagen 1894 neu erbaut, Erdgeschoss massiv, Obergeschoss Fachwerk verputzt, 4:10 Achsen, Satteldach, in den Brandversicherungsunterlagen als Wohnhaus mit Getreideboden bezeichnet
  - Auszugshaus mit Kutschenschuppen (Scheune und Schuppen): im Winkel gebaut, nach Brand 1894 neu erbaut, Erdgeschoss massiv, Obergeschoss und Giebel Fachwerk, Satteldach zum Teil verbrettert

Dieser Hof gehört zu den wenigen Bauernhöfen im Gemeindegebiet, der eine geschlossene Bebauung aus der Zeit um 1900 aufweist. Ansonsten blieben in den anderen Bauernhöfen Wohn- und Wirtschaftsgebäude sehr unterschiedlicher Bauperioden erhalten. Bauernhöfe aus der Zeit um 1900 sind im Umland um Freiberg relativ selten anzutreffen, wodurch diesem Hof ein baugeschichtlicher Wert als Bauzeugnis jener Zeit zukommt. Auf Grund der Geschlossenheit des Hofes sowie seiner dominanten Ortslage prägt er zu dem das Ortsbild unverwechselbar.
30. ↑  Dorfkirche Niederbobritzsch:
  - Kirche: Gestreckte Saalkirche mit kräftigen Strebepfeilern, am südöstlichen bezeichnet mit 1513. Der hohe Westturm von 1853, bereits 1892 renoviert worden. Restaurierungen 1931 bis 1934 und 1992. Verputzter Bruchsteinbau mit geringfügig eingezogenem dreiseitigen Chorschluss, gegliedert durch steinsichtige Strebepfeiler und gestreckte, schmale Spitzbogenfenster. Im Innern flache verputzte Holztonne. Der Saal bestimmt durch die barocken doppelgeschossigen Emporen auf marmorierten Balustersäulen an der Nord- und Südseite. Die Brüstungen mit marmorierten Spiegeln und monochromen Fruchtgehängen. An der Südseite im Chor Betstube. Altar und Kanzel 1. Hälfte 17. Jahrhundert. Der zweigeschossige Altaraufbau aus Holz mit Säulen und reichem Renaissancedekor, die Anschwünge aus filigranem Rollwerk. Das Altargemälde mit der Darstellung des Abendmahls, im Auszug kleines qualitätvolles Gemälde mit Christus am Kreuz. Der polygonale Kanzelkorb auf kannelierter Säule farbig gefasst, in den Rundbögen der Brüstung kleine Gemälde mit den Figuren des Petrus, Paulus, Salvators, Lukas und Johannes dem Evangelisten. Orgel von Christian Friedrich Göthel, 1853–1855.
  - Lutherbuche: anlässlich des 400. Geburtstags von Martin Luther am 10. November 1883 gepflanzt
  - Kirchhof, Soldatengräber/Gräber/Denkmale:

  1. sechs Soldaten- bzw. Kriegsgräber für während des Zweiten Weltkrieges gefallene Soldaten bzw. Kriegsopfer
  2. Holzkreuz mit Inschrift „Den Toten des Weltkrieges 1939–1945“, ca. 1961 an Südseite des Kirchenschiffes aufgehängt
  3. Grabplatte Hermann Mulert (1833–1903), Pastor zu Niederbobritzsch von 1873–1901
  4. Erbbegräbnis mit Gruft und Einfassung der Familie Lehmann, Besitzer der Wiesenmühle (auch Miesenmühle bezeichnet)

  - Einfriedungsmauer: Bruchsteinmauer, den gesamten Kirchhof umschließend, vermutlich mit jüngeren Mauerabschnitten nach Erweiterung des Kirchhofs
31. ↑  Pfarrhaus in Niederbobritzsch:

1618 sollen das Pfarrhaus und das zugehörige Seitengebäude des Pfarrhofes von Niederbobritzsch erbaut worden sein. In Brandversicherungsunterlagen des ausgehenden 19. Jahrhunderts werden als Bauzeit des Pfarrhauses das Jahr 1650 und des Seitengebäudes das Jahr 1750 genannt. Nur dendrochronologische Untersuchungen könnten genauer über die tatsächliche Bauzeit Auskunft geben.

Am 8. Juli 1990 kam es zu einem Brand im Pfarrhaus, welcher zu schweren Schädigungen des Baubestandes führte. Dabei wurde der Dachstuhl vollständig zerstört, ebenso Decken, Fachwerkwände sowie ein Giebel. Auch Türen und Fenster wurden durch den Brand vollständig vernichtet. Der Wiederaufbau des Pfarrhofes erfolgte vom 10. September 1990 bis August 1991. Dabei handelte es sich um eine weitgehende Rekonstruktion.

Das Erdgeschoss des Pfarrhauses besteht aus verputztem Mauerwerk mit Steingewänden und einer Segmentbogentüröffnung. Das Fachwerk des Obergeschosses wurde vermutlich aufgebrettert. Das Seitengebäude weist die gleiche Bauweise auf. Auch bei diesem Gebäude dürfte das Fachwerk aufgebrettert sein. Auch wenn durch den Brand typische Konstruktionsmerkmale des Fachwerks aus dem 17. Jahrhundert nicht erhalten blieben bzw. wieder aufgebaut wurden, bemühte man sich bei dem Wiederaufbau, die Baukubatur beider Gebäude sowie die landschaftstypische Bauweise ländlicher Bauten mit massiven Erdgeschossen sowie Fachwerkobergeschossen zu erhalten bzw. zu rekonstruieren. Hierdurch ist ein Gebäudeensemble für den Ort erhalten worden, welches auf Grund seiner Nutzung für die Ortsgeschichte von immenser Bedeutung ist sowie das Ortsbild durch seine dominante Lage gemeinsam mit der Dorfkirche und dem Kirchhof maßgeblich prägt. Der Denkmalwert beider Gebäude ergibt sich somit vor allem aus deren ortsgeschichtlicher sowie ortsbildprägender Bedeutung.
32. ↑  Kirchenmühle in Niederbobritzsch:

Eigentümer im 19. Jahrhundert:
  - 1833–1895 Familie Lehmann – Heinrich Wilhelm Lehmann – Mahl- und Ölmühle
  - um 1872 Bernhardt Lehmann
  - 1888 erbt das Grundstück Amalie Auguste verwitwete Lehmann
  - 1895–1933 Gutsbesitzer Max Robert Küttner

 * 1934–1982 Fritz Küttner
Die Mühle wurde bis zum Brand 1907 als Mahlmühle betrieben. Nach dem Wiederaufbau wurde die Mühle nicht mehr betrieben. Das Wohn- und Seitengebäude war als Wohn- und Fabrikgebäude konzipiert worden. Bis 1949 befand sich noch die Wasserkraftanlage in Betrieb. 1959 erfolgte der Abbau der Wasserkraftanlage. Das Wohnhaus erfuhr grundlegende Bauveränderungen, ein Denkmalwert ist nicht gegeben.

Unter Denkmalschutz steht das Seitengebäude (zugleich Scheune), ein 1908 neu erbautes Wirtschaftsgebäude mit massivem Erdgeschoss sowie verbrettertem Fachwerk im Obergeschoss. An der Giebelseite blieb ein Antriebsrad der Dreschmaschine erhalten. Bauherr des Gebäudes war der Mühlenbesitzer Max Robert Küttner, der Entwurf und die Ausführung erfolgten durch das Colmnitzer Baugeschäft August Jungnickel. Im Erdgeschoss befanden sich der Raum für die Dreschmaschine, der Hühner-, Schweine- und Pferdestall sowie eine Wagenremise. Die Hocheinfahrt wurde 1937 erbaut.

Das Gebäude prägt das Ortsbild maßgeblich durch seine Größe, seinen guten Originalzustand sowie seine dominante Lage.

Der Denkmalwert ergibt sich aus der baugeschichtlichen Bedeutung als Beispiel ländlicher Bauweise im beginnenden 20. Jahrhundert, welche durch den Heimatstil stark beeinflusst wurde. Zum anderen bezeugt das Gebäude den Standort der Jahrhunderte alten Kirchenmühle und erlangt somit eine ortsgeschichtliche Bedeutung.
33. ↑  Vierseithof (Schmiedegasse 2 in Niederbobritzsch):

Um 1840 im Eigentum von Karl Gottfried Schneider, zum Grundstück gehörten Gebäude, Hof, Feld und Garten, nach 1900 im Eigentum des Gutsbesitzers Max Richard Wolf.
  - Stallscheune: Laut Brandversicherungsunterlagen 1824 erbaut, 1927 erfolgte ein Stalleinbau. In diesen Unterlagen wird das Gebäude als Seitengebäude mit Futterboden bezeichnet. Das Erdgeschoss wurde massiv aufgeführt mit zwei Flachbogentüren und einer großen Durchfahrt. Das Obergeschoss weist eine Fachwerkkonstruktion auf mit Ausnahme eines heute massiven Giebels. Der Hausabschluss erfolgt durch ein Krüppelwalmdach.
  - Scheune: Erbaut laut Brandversicherungsunterlagen 1922 unter Einbeziehung älterer Bausubstanz. Zweigeschossiges Gebäude mit massivem Erdgeschoss sowie einem Fachwerk im Obergeschoss.
  - Seitengebäude (Ostseite): 1807 laut Brandversicherung erbaut. Dort als Wirtschaftsgebäude mit Futterboden bezeichnet. Kleinster Bau des Hofes mit massivem Erdgeschoss, dort Steingewände, sowie Fachwerkobergeschoss mit verputztem Giebel, abgeschlossen durch ein Satteldach.

Das orts- und zeittypische Ensemble ländlicher Wirtschaftsgebäude dokumentiert eindrucksvoll das ländliche Bauhandwerk und Wirtschaften des beginnenden 19. Jahrhunderts bzw. 20. Jahrhunderts. Die Gebäude prägen das Ortsbild. Der Denkmalwert ergibt sich demzufolge aus dem baugeschichtlichen, sozialgeschichtlichen sowie ortsbildprägendem Wert aller drei beschriebenen Gebäude.
34. ↑  Vierseithof (Schmiedegasse 3 in Niederbobritzsch):

Um 1840 im Eigentum von Karl Gottlieb Wilhelm Lieber. Es ist nicht ganz eindeutig, ob um diese Zeit das Anwesen bereits ein Bauerngut gewesen ist. 1887 kauft Gustav Reinhard Wunderwald das Grundstück von seinem Vater Ernst Wilhelm Wunderwald – zu dieser Zeit umfasste das Grundstück Gebäude, Hof, Garten und Land auf dem Dorfanger. In den Brandversicherungsunterlagen wird um 1938 der Bauer Arno Clausnitzer als Eigentümer genannt.
  - Wohnstallhaus: Laut Brandversicherungsunterlagen 1876 neu erbaut. Es handelt sich hierbei um einen in Niederbobritzsch singulären, mächtigen, zweigeschossigen Massivbau mit abschließendem flachgeneigten Walmdach. Die Grundfläche ist fast quadratisch. Das Gebäude weist 6:4 Fensterachsen auf. Zum Zeitpunkt der Denkmalerfassung im Jahr 2000 waren noch bauzeitliche Winterfenster erhalten.
  - Stallscheune: Laut Brandversicherungsunterlagen, die offenkundig auf Informationen der damaligen Eigentümer beruhen, wurde das im Osten des Hofes gelege Seitengebäude 1783 erbaut und 1897 umgebaut. Diese Angaben werden durch den vorgefundenen Baubestand bestätigt. Es handelt sich um ein kleines zweigeschossiges Gebäude mit massivem Erdgeschoss und Fachwerkobergeschoss (Hoftraufseite teils massiv). Abgeschlossen wird das Gebäude durch ein Satteldach.

Beide Gebäude sind typische Beispiele ihrer Entstehungszeit und dokumentieren sowohl ländliches Bauhandwerk als auch die Lebens- und Wirtschaftsbedingungen ihrer Entstehungszeit. Das an ein Herrenhaus erinnernde Wohnhaus ist in der Gemeinde singulär. Auch im Landkreis sind derartige Wohngebäude nur vereinzelt anzutreffen, so z. B. in der Lommatzscher Pflege. Beide Bauten sind weitgehend authentisch überliefert und somit baugeschichtlich und sozialgeschichtlich von Bedeutung. Auch das Ortsbild wird insbesondere durch das dominante Wohnhaus mit geprägt.
35. ↑  Wohnstallhaus (Schmiedegasse 14 in Niederbobritzsch):

Um 1840 im Eigentum von Johann Gottlob Wolf. 1887 kauft der Wirtschaftsbesitzer Friedrich Anton Wolf das Grundstück von seinem Vater Karl August Wolf. Nach 1900 wird in Brandversicherungsunterlagen Bruno Oswald Geißler als Eigentümer genannt.

Bei dem unter Denkmalschutz stehenden Wohnstallhaus handelt es sich um ein ehemaliges Häusleranwesen. In den Brandversicherungsunterlagen des ausgehenden 19. Jahrhunderts wird als Bauzeit des Wohngebäudes mit Stall das Jahr 1738 genannt. Diese Datierung wird durch die Konstruktion des Hauses bestätigt. Laut mündlicher Auskunft des ehemaligen Eigentümers soll das Fachwerk im Obergeschoss an den Hausecken K-Streben aufweisen. Das Haus soll nach dessen Auskunft etwa um 1800 verlängert worden sein. Das zweigeschossige, giebelständig zur Schmiedegasse stehende Gebäude wurde im Erdgeschoss massiv errichtet, das Obergeschoss weist, wie bereits beschrieben, eine heute verbretterte Fachwerkkonstruktion auf. Abgeschlossen wird es durch ein relativ steiles Satteldach, vermutlich auch aus dem beginnenden 18. Jahrhundert.

Das Haus wurde mehrfach saniert, dabei teilweise auch verändert. Trotz dieser Baumaßnahmen blieben große Teile des originalen Baubestandes erhalten und dokumentieren somit ländliches Bauhandwerk insbesondere des frühen 18. Jahrhunderts sowie durchaus noch die Lebensbedingungen im 18. und 19. Jahrhundert. Mit einer Bauzeit von 1738 und der beschriebenen Fachwerkkonstruktion gehört das Haus zu den ältesten erhaltenen ländlichen Wohnhäusern im Dorf. Der Denkmalwert ergibt sich neben der großen baugeschichtlichen Bedeutung auch aus dessen sozialgeschichtlicher und ortsbildprägender Bedeutung.
36. ↑  Wohnhaus (Schmiedegasse 20 in Niederbobritzsch):

Den Messtischblättern, Äquidistantenkarten und Bauakten zufolge muss ein Vorgängerbau vor 1912 und damit auch vor dem auf dem gleichen Grundstück stehenden Trafoturm erbaut worden sein. Um 1840 ist dieser Vorgängerbau bereits kartiert. Dabei handelte es sich um ein Häusleranwesen. 1929 reichte laut Bauakten der Schneidermeister Anton Höbelt ein Baugesuch für die Errichtung eines Wohnhauses ein, welches die Niedersedlitzer Firma Höntsch & Co. fertigen sollte. Vermutlich aus finanziellen Gründen kam es nicht zur Ausführung des Holzfertigteilhauses. 1931 reicht der Schneidermeister Höbelt erneut einen Bauantrag zum Bau eines neuen Hauses auf der Brandstelle des alten Hauses ein. Mit Entwurf und Bauausführung wurde das Baugeschäft und Sägewerk aus Niederschöna, Sa. des Maurermeisters Max Zein beauftragt. Dieser Bau kam zur Ausführung, später wurde er erweitert, wobei das äußere Erscheinungsbild weitgehend gewahrt wurde. 1933 ließ der Schneidermeister Höbelt noch einen Schuppen an das Trafohaus anbauen. Weitere wesentliche Baumaßnahmen erfolgten seitdem nicht. Das Haus wurde vermutlich (laut Brandversicherungsunterlagen) um 1935 an den Hüttenarbeiter Willy Richter verkauft.

Eingeschossiger verbretterter Fachwerkbau mit hohem Drempelgeschoss auf hohem Steinsockel, der dem Hochwasserschutz dienen sollte. Wie bereits erwähnt, wurde das Gebäude teilweise erweitert, wobei das äußere Erscheinungsbild weitgehend gewahrt bleib. Abgeschlossen wird das Gebäude durch ein flachgeneigtes Satteldach. In seiner architektonischen Gestaltung erinnert das Wohnhaus an Bahnwärterhäuser bzw. Beamtenwohnhäuser aus der Zeit um 1900. Stilistisch wurde das Gebäude durch den sogenannten „Schweizer Stil“ bzw. den Heimatstil beeinflusst. Es handelt sich um ein im Gemeindegebiet singuläres Bauwerk, welches durch seinen beeindruckenden Originalzustand und seine handwerklich solide Gestaltung beeindruckt. Es prägt neben dem Trafoturm das Straßenbild der Schmiedegasse unverwechselbar. Der Denkmalwert ergibt sich aus der baugeschichtlichen und ortsbildprägenden Bedeutung des Wohnhauses.
37. ↑  Transformatorenhäuschen (Schmiedegasse 20 in Niederbobritzsch):

Nachdem Freiberg bereits um 1905 über ein städtisches Stromversorgungsnetz verfügte, folgte zwischen 1910 und 1920 die Elektrifizierung der umliegenden Gemeinden. Um eine unrentable Zersplitterung der Versorgungsgebiete zu vermeiden, schlossen sich verschiedene Gemeinden zu Versorgungsverbänden mit jeweils eigenem Elektrizitätswerk zusammen, wobei Niederbobritzsch von dem 1911 gegründeten Überlandstromverband Freiberg durch ein Kraftwerk in Lichtenberg versorgt wurde.

Im Zuge der fortschreitenden Vernetzung regionaler Versorgungsnetze, so 1918 auch des Überlandstromverbandes Freiberg und der Elbtalzentrale Pirna, und schließlich der Verstaatlichung der sächsischen Stromversorgung verloren die einzelnen Versorgungsverbände ihre Unabhängigkeit. 1925 übernahm die 1923 gegründete Aktiengesellschaft Sächsische Werke auch das Elektrizitätswerk des Überlandstromverbands Freiberg, welches letztlich 1929 stillgelegt wurde.

Wenige Großkraftwerke speisten nun in ein überregionales Stromnetz ein. So versorgte das Großkraftwerk Hirschfelde über die ab 1918 ausgebaute 100-kV-Fernleitung zwischen Dresden, Chemnitz, Silberstraße und Herlasgrün in zunehmendem Maße auch den Freiberger Raum. Die regional bestehenden Netzstrukturen aus 15-kV-Mittelspannungsleitungen und 220-V- bzw. 280-V-Ortsstromnetzen blieben erhalten, wurden aber mit der Zeit durch modernere Anlagen abgelöst.

Das vorliegende Trafohäuschen aus dem Jahr 1911 ist ein Zeugnis aus der Frühzeit der Elektrifizierung des Freiberger Raumes. Es beherbergte die technischen Anlagen zur Umwandlung von Mittelspannung in die für den Endverbraucher nutzbare Niederspannung und gehörte zu einer Vielzahl von in gleicher oder ähnlicher Bauweise in den Gemeinden errichteten Transformationenstationen.

Es ist als Turmstation in Fachwerkbauweise und Pyramidendach mit Schiefereindeckung ausgeführt und steht am Anfang der Entwicklung einer neuen Bauaufgabe: der Umhüllung elektrotechnischer Anlagen in dörflicher und städtischer Umgebung. Gelöst wurde diese im Freiberger Raum zunächst mit einer den Zielen des Heimatschutzes verbundenen Gestaltung, bei der die technische Funktion weitgehend von einer gestalterisch in die Landschaft eingepassten baulichen Hülle verborgen wird.

Je nach der Dimensionierung der zu behausenden Transformatoren wurde der Fachwerk-Typenbau unterschiedlich groß ausgeführt – hier kam der Typ B mit größerer Grundfläche zur Aufstellung. Die Anzahl der Stationen richtete sich nach Ausdehnung und Energiebedarf des jeweiligen Ortes. So waren die Ortschaften überwiegend mit einer einzelnen Station versorgt, langgestreckte Ortschaften erhielten allerdings mehrere Trafotürme. So wies Niederbobritzsch ursprünglich drei derartige Anlagen auf. Insgesamt haben sich von dieser frühen Bauform folgende Transformatorenstationen im ehemaligen Versorgungsgebiet des Überlandstromverbandes erhalten:

  - Großvoigtsberg (08991785)
  - Kleinwaltersdorf (09201352)
  - Niederbobritzsch (09208259)
  - Oberschöna (vgl. 09209084 und 09209108)
  - Reichenbach (08991601)
  - Seifersdorf (08991754)
  - Seiffen (ursprünglich aus Deutscheinsiedel, 09236523)

Spätere bauliche Formen von Transformatorenstationen sind nicht nur massiver und größer dimensioniert, sondern weisen auch eine wesentlich funktionalere, sachlichere Baukörpergestaltung auf. Neben den Turmstationen, die noch bis Ende der 1970er Jahre die vorherrschende Bauform für eine Transformatorenstation blieben, bestimmen heute vor allem schlichte Kompaktstationen aus standardisierten Bauteilen das Ortsbild.

Denkmalwert: Das vorliegende Trafohäuschen ist eines der wenigen erhaltenen Zeugnisse der frühen Elektrifizierung des Freiberger Raumes durch den Überlandstromverband Freiberg. Zusammen mit Transformatorenstationen gleicher Bauweise belegt es die zugrundeliegende Konzeption als Typenbau. Im Vergleich mit jüngeren Anlagen wird zudem auch die gestalterische Fortentwicklung dieser Bauaufgabe ersichtlich. Vor allem als Bestandteil eines Elektrizitätsversorgungssystems ist das Trafohäuschen als wichtiges regional- und versorgungsgeschichtliches Sachzeugnis mit hoher wissenschaftlich-dokumentarischer Bedeutung und großem Erlebniswert anzusehen. Die erhaltenen regionalen Kraftwerke sowie später die Kraftzentralen, Umspannwerke und Transformatorenstationen, aber auch die Leitungsnetze in den verschiedenen Spannungsbereichen machen die Stromversorgungsgeschichte Sachsen auch heute noch erfahrbar und belegen den Übergang von lokalen Versorgungsinseln zu einem staatlich gelenkten, überregionalen Versorgungsnetz für die Elektrizität. Darüber hinaus besitzt das vorliegende Trafohäuschen als letztes der ursprünglich drei in Niederbobritzsch installierten Stationen auch ortsbildprägenden Charakter. Dass sich die technische Aufgabe des Trafohäuschens hinter der sich in die Landschaft einpassenden Gestaltung der baulichen Hülle verbirgt, zeigt auch heute noch den Stellenwert des Heimatschutzes zur Zeit seiner Erbauung. Zusammen mit weiteren dieser älteren, inzwischen teils funktionslos gewordenen Transformatorenstationen – seien sie ebenfalls Typenbauten oder aber architektonisch individuell ausgestaltet – belegt das Trafohäuschen eine rücksichtsvolle Baukultur für technische Funktionsbauten im Ortsbild, die heute im Zuge rein wirtschaftlicher Überlegungen keine Rolle mehr spielt.
38. ↑  Wohnhaus (Schmiedegasse 23 in Niederbobritzsch):

Um 1840 im Eigentum von Karl Gottfried Wolf I, das Grundstück umfasste ein Haus mit Hof und Gartenland. 1882 kaufte Carl Gottfried Wolf I die Parzelle 47, die zuvor Karl Friedrich Porstein gehörte. 1890 kauft der Wagenwärter Gustav Anton Wolf das Grundstück von seinem Vater Karl Gottfried Wolf. 1892 erwirbt der Hüttenarbeiter Oswald Bruno Ihle das Grundstück. Anfang des 20. Jahrhunderts besaß der Rentner Hugo Glöß das Grundstück.

Laut Brandversicherungsunterlagen wurde das Gärtneranwesen 1750 erbaut. Dies wird bestätigt durch die bereits erfolgte Kartierung im Sächsischen Meilenblatt (Berliner Exemplar, Blatt 258) aus dem Jahr 1785. Laut Brandversicherungsunterlagen erfolgten 1943 Umbaumaßnahmen. Das ehemalige Gärtneranwesen steht unmittelbar neben dem Mundloch des Friedrich Erbstolln. Nach 1945 befand sich im Haus eine Schneiderei.

Bei dem Gebäude handelt es sich um ein typisches Gärtner- oder Häusleranwesen. Trotz mehrfacher Umbauten kann man davon ausgehen, dass große Teile des originalen Baubestandes aus dem 18. Jahrhundert erhalten geblieben sind. Das zweigeschossige, traufständig zur Schmiedegasse stehende Haus, wurde im Erdgeschoss massiv aufgeführt, während das Obergeschoss ein verbrettertes bzw. verkleidetes Fachwerk aufweist. Abgeschlossen wird das Haus durch ein relativ steiles Satteldach.

Durch sein Alter und seine traditionelle Bauweise kommt dem Gebäude eine baugeschichtliche Bedeutung zu. Die langjährige Nutzung als Wohn- und Wirtschaftsgebäude sowie die spätere Nutzung als Schneiderei begründen auch eine ortsgeschichtliche Bedeutung.
39. ↑  Stollnmundloch (neben Schmiedegasse 23 in Niederbobritzsch):

Gewölbt gemauertes Mundloch des „Friedrich Erbstolln zu Niederbobritzsch“ (anfangs auch als „tiefer Friedrich Stolln“ bezeichnet), mit seitlicher Futtermauer aus Trockenmauerwerk, Wasserlösestolln ab 1837 vom linken Bobritzschufer aus in Richtung der Grubenbaue der Grube „Friedrich Erbstolln im Rammelsberg“ (vgl. 08991544) vorgetrieben, die den Bergbau auf dem alten, bereits im 16. Jahrhundert erfolgreich bebauten Erzgang „Drei Könige Spat“ wiederaufnahm bzw. neue Abbaue in größerer Tiefe erschloss, Stollnverlauf in der Talsohle in Granit, nachfolgend in Gneis, dazu Abteufen von drei Lichtlöchern (Müller, Büttner und August Schacht), zudem Anlage mehrerer Versuchsbaue im oberen Stollnbereich, die jedoch ohne Erzaufschlüsse blieben, 1844 Errichtung eines kleinen Huthauses mit eingebauter Schmiede hat sich westlich von Niederbobritzsch auf der sogenannten „Juchhöh“ erhalten (kein Einzeldenkmal, Sachgesamtheitsbestandteil von 09306039), vermutlich nach der Einstellung des hiesigen Bergbaus 1893 (möglicherweise aber auch schon früher) Nutzung des Stollnwassers als Trinkwasser in Niederbobritzsch, die Trinkwasserversorgung der Gemeinde erfolgte bis in die 1990er-Jahre über diesen Stolln, Mundloch als obertägig sichtbares Zeugnis des Wasserlösestolln der Grube „Friedrich im Rammelsberg“ und als späterer Teil der lokalen Trinkwasserversorgung von orts- und vor allem bergbaugeschichtlicher Bedeutung.
40. ↑  Bauernhof (Schmiedegasse 26 in Niederbobritzsch):

Laut Inschrift am Haus 1844 erbaut. Zu diesem Zeitpunkt wird Karl Wilhelm Weigelt als Grundstückseigentümer benannt. Zu dessen Grundstück gehörten ein Haus und ein Garten. 1873 lässt Franz Hermann Weigoldt (auch Weigeldt geschrieben) einen Schornstein in sein Haus einbauen. In den Brandversicherungsunterlagen wird als Bauzeit des Wohnhauses das Jahr 1870 angegeben. Das Erscheinungsbild des Hauses ließe diese Angaben zu. Das würde aber bedeuten, dass der Schlussstein mit der Datierungsangabe „1844“ vom alten Haus in das neue Haus übernommen wurde bzw. wäre es möglich, dass das Erdgeschoss des Hauses aus dem Jahr 1844 stammen würde und das Fachwerkobergeschoss einschließlich des Dachstuhls 1870 neu errichtet wurde. Genau belegt ist dagegen der Anbau der Scheune im Jahr 1893. Die Bauzeit des vor dem Hause stehenden kleinen Nebengebäudes ist dagegen nicht überliefert.

Ende des 19. Jahrhunderts befand sich das Grundstück im Besitz von Anna Klara verehlichte Wolf geborene Weigel. Um 1924 besitzt Otto Wolf das gesamte Anwesen.

Das ehemalige Gärtneranwesen besteht aus dem Wohnstallhaus, einer angebauten Scheune und einem kleinen vor dem Wohnhaus stehenden Nebengebäude. Das Wohnhaus weist die typischen Konstruktionsmerkmale eines ländlichen Wohnhauses des 19. Jahrhunderts mit massivem Erdgeschoss mit Natursteingewänden und Fachwerkobergeschoss auf. Baulich wurde das durch ein Satteldach abgeschlossene Gebäude nur unwesentlich verändert. Die später angefügte Scheune sowie das kleine Nebengebäude wurden bereits ausschließlich massiv aufgeführt, wie dies für das ausgehende 19. und beginnende 20. Jahrhundert in dieser Kulturlandschaft üblich war. Das Anwesen prägt das Ortsbild durch seine Komplexität. Zugleich ergibt sich eine baugeschichtliche Bedeutung aus der zeit- und landschaftstypischen Bauweise des Bauensembles.
41. ↑  Wohnstallhaus (Schmiedegasse 36, 37 in Niederbobritzsch):

Um 1840 im Eigentum von Karl Gottfried Krönert, das Grundstück umfasste Haus, Hofraum und Garten. 1847 kaufte Johann Rosina verwitwete Krönert von den Erben das Häusleranwesen. 1882 wird als Eigentümer Karl Friedrich Kleiner? (eventuell Häusleranwesen) genannt. 1888 erwirbt der Hüttenarbeiter Anton Hermann Bräuer das Grundstück von seiner Schwiegermutter Christina Wilhelmine verwitwete Kleiner (?) geborene Krönert. Danach, vermutlich um 1920, gehörte das Anwesen Max Alwin Wolf.

In den Brandversicherungsunterlagen wird als Bauzeit des Hauses das Jahr 1760 genannt. Diese Bauzeit wird auch durch die Baukonstruktion des Hauses bestätigt. Das zweigeschossige, über längsrechteckigem Grundriss errichtete Gebäude wurde im Erdgeschoss massiv aufgeführt. Das Fachwerk im Obergeschoss wurde an der zugewandten Traufseite über dem Hauseingang massiv ersetzt, ansonsten verkleidet. An der abgewandten Traufseite blieben der sogenannte Freischwinger und der Wasserhausanbau erhalten. Das steile Satteldach ist ebenfalls ein Indiz für die Bauzeit in der Mitte des 18. Jahrhunderts Das Gebäude gehört zu den ältesten, weitgehend authentisch erhaltenen ländlichen Wohnhäusern des Dorfes. Es dokumentiert noch heute sehr eindrucksvoll das Bauhandwerk seiner Entstehungszeit sowie die Funktionalität eines Gärtneranwesens (oder Häusleranwesens). Hieraus leitet sich die baugeschichtliche und sozialgeschichtliche Bedeutung des Hauses ab.
42. ↑  Dreiseithof (Talstraße 7 in Niederbobritzsch):

1806 kauft Johann Gotthelf Grimmer das Einhufengut. In den Brandversicherungsunterlagen des ausgehenden 19. Jahrhunderts wird als Bauzeit des Wohnstallhauses sowie der Scheunen das Jahr 1837 genannt. Damit wäre Johann Gotthelf Grimmer der Bauherr des heute noch existierenden Bauernhofes. Weitere Eigentümer waren vermutlich um 1870 Hugo Bruno Grimmer, um 1903 Selma Amalie Grimmer, Gutsbesitzerin, sowie um 1956 Alfred Grimmer.

Der Bauernhof prägt durch sein einheitliches Erscheinungsbild, durch seine Kubatur und durch seine exponierte Lage neben dem später errichteten Eisenbahnviadukt das Dorfbild unverwechselbar.

Das Wohnstallhaus weist ein massives Erdgeschoss mit teilweise noch erhaltenen Winterfenstern auf. Die Fachwerkkonstruktion blieb weitgehend original erhalten. Die Fensteranordnung sowie die Fenstergrößen sind weitgehend bauzeitlich überliefert. Das Fachwerk wurde verbrettert. Abgeschlossen wird das Haus durch ein mit Schiefern gedecktes Krüppelwalmdach. Eine der Scheunen wird durch ein unverputztes Granitbruchsteinmauerwerk an der abgewandten Traufseite geprägt. Die Hofseite wurde verputzt, das Giebeldreieck wurde als Fachwerk konstruiert. Zwei Garagen sind nachträglich eingebaut worden. Abgeschlossen wird die Scheune durch ein schiefergedecktes Satteldach. Die zweite Scheune ist eine Fachwerkscheune, welche teilweise verputzt wurde. Auch dieses Gebäude wird durch ein Satteldach abgeschlossen.

Die Gebäude beeindrucken durch ihren guten Originalzustand und eine für die Entstehungszeit und die Landschaft typische Ausprägung. Der Denkmalwert ergibt sich damit aus der sozialgeschichtlichen und der baugeschichtlichen sowie der ortsbildprägenden Bedeutung.
43. ↑  Häusleranwesen mit Felsenkeller (Talstraße 8 in Niederbobritzsch):

Um 1840 im Eigentum von Johann Gottlieb und Karl Gottlieb Schmieder, das Grundstück umfasste damals das Wohnhaus mit Garten. Es dürfte sich bei diesem Anwesen um ein Häusleranwesen gehandelt haben.

Laut Brandversicherungsunterlagen wurde das ortsbildprägende Fachwerkhaus 1837 erbaut. Die Fachwerkkonstruktion im Obergeschoss des Hauses sowie dessen Kubatur und Dachform lassen diese Angaben als glaubwürdig erscheinen. Um 1908 wird Richard Beckert als Hauseigentümer genannt.

Der breit lagernde zweigeschossige Bau weist im Erdgeschoss ein verputztes Mauerwerk und im Obergeschoss eine regelmäßige Fachwerkkonstruktion mit geblatteten Eckstreben und zwei Querriegeln auf. Abgeschlossen wird das Gebäude durch ein Krüppelwalmdach mit einer vermutlich späteren denkmalgerechten Schleppgaube. In den vergangenen Jahren erfolgte eine denkmalgerechte Sanierung.

Hinter dem Haus blieb ein Bergkeller erhalten.

Durch seine dominante Lage und sein originales Erscheinungsbild prägt das Gebäude unverwechselbar das Ortsbild. Die authentisch überlieferte zeit- und landschaftstypische Bauweise begründet den baugeschichtlichen Wert des Hauses.
44. ↑  Bauernhaus (Talstraße 14 in Niederbobritzsch):

1834 kauft Carl Friedrich Reichert das 1 7/8 Hufengut. 1882 befindet sich der Bauernhof im Eigentum von Karl Ferdinand (?) Beckert. Laut Brandversicherung und Bezeichnung am Türsturz wurde das heutige Wohnhaus 1895 erbaut. Zu diesem Zeitpunkt befand sich das Anwesen im Eigentum des Bauern Karl Friedrich Schmieder, der wohl der Bauherr des heute noch existierenden Wohnhauses gewesen sein dürfte.

Vom ehemaligen Bauerngut blieb lediglich das stattliche zweigeschossige Wohnhaus (Hakengrundriss), ein Massivbau mit Satteldach, erhalten. Zeittypische Gestaltungselemente wie eine profilierte Türbedachung auf Konsolen, ein profiliertes Kranzgesims, eine Fensteranordnung am Giebel, welche durch den italienischen Baumeister Palladio inspiriert ist, sowie Steinfenstergewände blieben original erhalten. Das Gebäude ist auf Grund seiner zeit- und landschaftstypischen Ausprägung und auf Grund seiner Authentizität ein Beispiel ländlichen Wohnhausbaus am Ende des 19. Jahrhunderts, woraus sich dessen baugeschichtlicher Wert ableitet.
45. ↑  Häusleranwesen (Talstraße 16 in Niederbobritzsch):

Laut Brandversicherungsunterlagen aus dem 19. Jahrhundert wurde das ehemalige Häusleranwesen 1798 erbaut. Um 1840 befand sich das Grundstück im Eigentum von Gottlob Friedrich Richter. Damals gehörten zum Grundbesitz das Wohnhaus, der Hofraum und ein kleiner Garten. Um 1898 wird Paul Hugo Rudolph als Hausbesitzer urkundlich erwähnt. Die Baukonstruktion des Hauses lässt die Vermutung zu, dass die Angaben der Brandversicherung zur Bauzeit des Hauses den Tatsachen entspricht.

Das zweigeschossige Gebäude wurde im Erdgeschoss massiv aufgeführt, das Obergeschoss weist eine Fachwerkkonstruktion auf. Auf die Bauzeit im 18. Jahrhundert weisen die sehr kleinen, unmittelbar unter der Traufe angeordneten Fenster sowie die steile Dachneigung hin. Bei diesem Gebäude handelt es sich um eines der besterhaltenen Häusleranwesen des Dorfes, welches auch zu den ältesten noch original überlieferten Wohnhäusern Niederbobritzschs gehört. Der Denkmalwert leitet sich deswegen vor allem vom hausgeschichtlichen Wert ab. Gleichzeitig dokumentiert das Gebäude noch heute die Wohnverhältnisse der Häusler, auch wenn das Gebäude natürlich mehrfach den modernen Wohnverhältnissen angepasst wurde. Zugleich ist das Gebäude ein Zeugnis der ortsgeschichtlichen Entwicklung. Es gehört zu den im 17. und 18. Jahrhundert am zuvor unbebauten Dorfanger neu errichteten Häusern, die das Ortsbild grundlegend veränderten. Der Denkmalwert des Hauses ergibt sich danach aus der hausgeschichtlichen, sozialgeschichtlichen und ortsentwicklungsgeschichtlichen Bedeutung.
46. ↑  Vierseithof (Talstraße 20 in Niederbobritzsch):

Laut Brandversicherungsangaben wurde das Wohnstallhaus 1700 erbaut und 1929 umgebaut. Am Gebäude befindet sich dagegen die Bezeichnung „1799“. Da die Erhebung der Brandversicherung Ende des 19. Jahrhunderts erfolgte, muss man davon ausgehen, dass das Haus tatsächlich um 1700 erbaut wurde und die Bezeichnung am Gebäude sich eventuell auf eine Umbaumaßnahme bezieht.

Urkundlich belegt ist der Verkauf des 1 3/8 Hufengut im Jahr 1832 an den Königlichen Amtsrichter Carl Gottfried Reichert. 1843 erwirbt Karl Friedrich Reichert und 1892 Karl Otto Reichert den Bauernhof. Anfang des 20. Jahrhunderts befindet sich der Hof im Besitz des Gutsbesitzers Rudolf Hasche und um 1926 im Besitz von Reinhold Zimmer.

Vom ehemaligen Bauernhof blieb nur das nun schon seit mehreren Jahren leerstehende Wohnstallhaus erhalten. Durch seine Größe und dominante Lage prägt der zweigeschossige Bau mit Bruchsteinmauerwerk im Erdgeschoss und einem verbretterten Fachwerkobergeschoss das Ortsbild maßgebend. Der Schlussstein der Hauseingangstür weist die genannte Datierung auf. Das äußere Erscheinungsbild des Hauses wird durch mehrere Bauphasen geprägt. Man kann wohl davon ausgehen, dass die urkundlich und inschriftlich überlieferten Baudatierungen den Tatsachen entsprechen. Es handelt sich um ein landschaftstypisches bäuerliches Wohn- und Wirtschaftsgebäude, welches mit der vermuteten Bauzeit um 1700 zum ältesten Baubestand des Dorfes gehört. Der Denkmalwert ergibt sich aus dem bau- und sozialgeschichtlichen sowie ortsbildprägenden Wert.
47. ↑  Vierseithof (Talstraße 28, 29 in Niederbobritzsch):

1785 bestand die Hofanlage aus drei Gebäuden. Mit dem nordöstlich liegenden, heute noch erhaltenen Wohnstallhaus war das feldseitig den Hof abschließende Seitengebäude verbunden. Südwestlich befand sich ein weiteres Seitengebäude, welches später durch einen kleineren Neubau ersetzt wurde. Durch den Hof führte die von Dippoldiswalde nach Freiberg führende Commerzialstraße, die auch durch das hintere Seitengebäude führte. Den Abschluss zum Dorfanger bildeten Mauern, die in Niederbobritzsch häufig entlang der Bobritzsch anzutreffen waren. Offenkundig dienten diese dem Hochwasserschutz. Auch 1881 handelte es sich bei diesem Hof noch um einen Dreiseithof, wie die Äquidistantenkarte (Topographische Karte Sachsens, Blatt 80) aus diesem Jahr belegt. Allerdings wurde die Straße inzwischen verlegt und das hintere Seitengebäude durch ein kleineres Gebäude ersetzt. Dendrochronologische Untersuchungen am Wohnstallhaus belegen, dass dieses Gebäude 1714 erbaut wurde. In den Brandversicherungsunterlagen aus dem ausgehenden 19. Jahrhundert wird als Bauzeit das Jahr 1707 angegeben. Es ist also möglich, dass es aus diesem Jahr eine Hausbaukonzession gegeben hatte, der Bau aber erst 1714 ausgeführt wurde. Das ehemalige Seitengebäude (Torhaus), durch welches die alte Straße hindurchführte, wurde offenkundig vor 1881 durch ein neues Wohnhaus ersetzt, inschriftlich ist das Jahr 1860 belegt. Im Grund- und Hypothekenbuch wird um 1840 der Gutsbesitzer Traugott Lebrecht Straßberger als Eigentümer genannt, es gehörten Gebäude, Hofraum, Garten, Dorfanger und umfangreicher Landbesitz dazu. 1889 erwirbt der Eisenbahnarbeiter Friedrich Oswald Richter das Grundstück Parzelle 160, 160b. Um 1900 befand sich der Bauernhof im Eigentum des Bauern Max Paul Jungnickel.
  - Talstraße 29: Altes Wohnstallhaus, stattlicher Baukörper über längsrechteckigem Grundriss, Erdgeschossmauerwerk aus Bruchsteinen (zum Erfassungszeitpunkt verputzt), Obergeschoss Fachwerk verbrettert, hochliegende Fenster an der hofabgewanden Seite, steiles Satteldach. Das Erdgeschoss wurde zu Beginn des 19. Jahrhunderts massiv aufgerichtet, Obergeschoss und Dachgeschoss entstanden laut dendrochronologischer Untersuchung 1714. Die Fachwerkkonstruktion mit K-Streben ist eine für die ermittelte Bauzeit charakteristische Konstruktion. Im Inneren blieb ein großer Stall mit böhmischem Kappengewölbe auf Säulen erhalten. Aus der Erbauungszeit stammen der Kammergang und die große Giebelstube mit Holzdecke im Obergeschoss, die Holzdecke mit diagonal liegenden Einschubbrettern. Die dendrochronologischen Untersuchungen, der vorgefundene Baubestand und auch die in den Brandversicherungsunterlagen genannte Bauzeit sind eindeutige Hinweise darauf, dass das Wohnstallhaus nach 1700 neu erbaut wurde. Es blieben keinerlei Baureste eines möglichen Vorgängerbaus erhalten. Die repräsentative Ausstattung der Giebelstube legt die Vermutung nahe, dass es sich bei diesem Gebäude um eine Ausspanne gehandelt haben könnte. Vermutung gründet sich auf Ausstattung des Hauses und Lage im Ort. Im Meilenblatt ist z. B. deutlich erkennbar, dass die damalige Commerzialstraße zwischen Dippoldiswalde und Freiberg direkt durch das Gehöft führte, was in der Regel bei Gasthöfen üblich war.Vermutung gründet sich auf Ausstattung des Hauses und Lage im Ort. Im Meilenblatt ist z. B. deutlich erkennbar, dass die damalige Commerzialstraße zwischen Dippoldiswalde und Freiberg direkt durch das Gehöft führte, was in der Regel bei Gasthöfen üblich war. Allerdings wird um 1800 der Hof eindeutig als Bauernwirtschaft benannt. Als eines der ältesten Fachwerkhäuser des Dorfes mit seltener Fachwerkkonstruktion und wertvoller fester Bauausstattung in sehr gutem Originalzustand kommt dem Gebäude eine große baugeschichtliche Bedeutung zu. Durch die vermutete Funktion als Ausspanne erlangt das Gebäude auch ortsgeschichtliche Bedeutung.
  - Talstraße 28: Ehemaliges Wohnstallhaus (in den Bauakten als Herrenhaus bezeichnet) eines einstigen Dreiseithofes, laut Inschrift in der in die Wand eingelassenen Schrifttafel 1860 erbaut. Zweigeschossiger Putzbau über längsrechteckigem Grundriss mit Satteldachabschluss. Die Wände bestehen vermutlich aus Bruchsteinen. Die Haustüröffnung blieb an der ursprünglichen Stelle erhalten, der Toreinbau im Stallbereich des Hauses ist dagegen nachträglich erfolgt. An dieser Stelle sind im Inneren vier Säulen mit drei Gurtbögen erkennbar, die ursprünglich zu einer offenen Kumthalle gehört haben könnten. Das Haus ist schmucklos. Die Rechteckfenster weisen Putzfaschen bzw. scharrierte Gewände auf, die Fenster wurden vor 1990 durch Einscheibenfenster ersetzt. Bemerkenswert sind die Rundbogenfensteröffnungen in beiden Giebeln, von denen auch die originalen zweiflügligen Fenster mit gesprossten Oberlichtern erhalten blieben. Vermutlich nach 1945 erfolgte im Inneren ein Umbau zum Mehrfamilienwohnhaus, wodurch die ursprünglichen Raumstrukturen leicht verändert wurden. Vom ehemaligen Kammergang blieben Reste erhalten. Der Dachstuhl, ein Kehlbalkendach mit liegendem Stuhl ist bauzeitlich. Ein Backhaus wurde abgebrochen.

Der Denkmalwert ergibt sich aus dem baugeschichtlichen Wert als Zeugnis des ländlichen Bauhandwerks in der zweiten Hälfte des 19. Jahrhunderts.
48. ↑  Dreiseithof (Talstraße 40 in Niederbobritzsch):

1841 oder 1844 (?) erwarb Traugott Lebrecht Richter den Bauernhof, welcher im Flurbuch als Halbhufengut geführt war. Den Brandversicherungsunterlagen aus dem ausgehenden 19. Jahrhundert kann man entnehmen, dass alle Gebäude des Hofes 1848 neu errichtet wurden. Die Bauweise der heute noch erhaltenen Wohn- und Wirtschaftsgebäude stützt diese Aussage. Traugott Lebrecht Richter hat offenkundig die Vorgängerbauten vollständig abgebrochen und 1848 die heute noch bestehenden Gebäude neu errichten lassen. Vor 1900 (?) im Eigentum des Gutsbesitzers Paul Emil Zeller, um 1909 im Eigentum von Max Schmieder, welcher die Scheune umbauen ließ.

Der Hof besteht aus einem Wohnstallhaus, einem Seitengebäude und einer Scheune sowie einem Bergkeller, die alle denkmalwürdig sind.
  - Wohnstallhaus: 1848 erbauter großer, zweigeschossiger, verputzter Bruchsteinbau, zum Teil mit Sandsteingewänden, Tür mit kräftigem, geradem Sturz, bezeichnet mit 1848, Krüppelwalmdach
  - Seitengebäude: 1848 laut Brandversicherungsunterlagen erbaut. Giebelständig zur Straße stehender zweigeschossiger Bau mit massivem Erdgeschoss und verbrettertem Fachwerkobergeschoss, den Hausabschluss bildet ein Krüppelwalmdach (in Berliner und Freiberger Meilenblatt nicht eingezeichnet, in Dresdener Meilenblatt eingezeichnet, alle sind um 1785 gezeichnet), laut Auskunft des Eigentümers vermutlich um 1770 erbaut
  - Felsenkeller: eingeschossiger Bruchsteinbau mit Satteldach, eventuell Mitte 19. Jahrhundert
  - Scheune: 1848 laut Brandversicherungsunterlagen als eingeschossiger Bruchsteinbau errichtet, 1909 aufgestockt und mit neuem Dachstuhl versehen, großer Bau, Erdgeschoss massiv, Obergeschoss Fachwerk, Satteldach

Der Denkmalwert ergibt sich aus der ortsbildprägenden Bedeutung sowie aus der baugeschichtlichen und sozialgeschichtlichen Bedeutung als weitgehend authentisch erhaltene Hofanlage aus der Mitte des 19. Jahrhunderts, die eindrucksvoll ländliches Bauhandwerk sowie die Lebensbedingungen eines kleineren Bauernhofes dieser Zeit dokumentiert.
49. ↑  Wohnhaus (Talstraße 41 in Niederbobritzsch):

1865 als Wohnhaus für den Gemeindeangestellten Ernst Hermann Ihle vom Colmnitzer Baumeister C. Schumann erbaut. Weitere Hauseigentümer waren nach 1900 Arnold Reinhold Böhme, danach Flora Elsa verehel. Saring, geborene Böhme.

Zweigeschossiges, traufständiges Fachwerkhaus mit massivem Erdgeschoss, verbrettertem Obergeschoss (eine Giebelseite massiv) und abschließendem flachgeneigten Satteldach. Steingewände; Haustür und Windfang neu. Fenster teils mit originaler Sprossung, Putzgliederung.

Das Haus belegt, dass auch in der 2. Hälfte des 19. Jahrhunderts an der traditionellen Bauweise der Bauern- und Häuslerhäuser festgehalten wurde. Das Erdgeschoss wurde jedoch bereits aus Ziegeln gemauert und nicht mehr, wie bis im beginnenden 19. Jahrhundert noch üblich aus Bruchsteinen. Bemerkenswert ist, dass es für dieses Haus bereits eine Bauentwurfszeichnung gibt, vermutlich eine der ältesten Bauzeichnungen Niederbobritzscher Häuser.

Der Denkmalwert ergibt sich vor allem aus dem baugeschichtlichen Wert als authentisch erhaltenes Beispiel ländlicher Bauweise der 2. Hälfte des 19. Jahrhunderts.
50. ↑  Wohnstallhaus (Talstraße 42 in Niederbobritzsch):

Laut Brandversicherungsunterlagen aus dem ausgehenden 19. Jahrhundert wurde das „Wohngebäude mit Kuhstall und Futterboden“ 1750 erbaut. Die Baukonstruktion des Hauses ließe auch eine Bauzeit zwischen 1700 und 1730 zu. 1828 erwarb Friedrich Wilhelm Wolf das Einviertelgut. Um 1905 befand sich das Anwesen im Eigentum von Max Bruno Wolf und 1924 von Kurt Wolf. Es ist anzunehmen, dass es sich bei diesem Anwesen um eine ehemalige Gartennahrung gehandelt hat.

Das prächtige Fachwerkhaus, welches in den letzten Jahren denkmalgerecht saniert wurde, gehört zu den am besten erhaltenen ländlichen Wohngebäuden aus dem frühen 18. Jahrhundert des Dorfes. Das Erdgeschoss wurde vermutlich aus Bruchsteinen aufgeführt und verputzt. Das Fachwerk mit K-Streben blieb authentisch erhalten, das gilt auch für die Fenstergrößen. Abgeschlossen wird das Haus durch ein steiles Satteldach.

Auf Grund seiner besonders typischen und authentisch überlieferten Bauweise sowie dem Alter des Gebäudes, kommt diesem eine große hausgeschichtliche Bedeutung zu.
51. ↑  Häusleranwesen (Talstraße 57 in Niederbobritzsch):

Häuslerhaus, 1815 laut Brandversicherungsunterlagen erbaut. Um 1840 im Eigentum von Karl Traugott Gerlach – das Grundstück umfasste ein Wohnhaus mit Garten. 1882 erwarb der Maurer Carl Wilhelm Lippmann das Grundstück von Karl Traugott Gerlach, 1886 kauft Anna Lina Bertha verehlichte Börner, verwitwete Lange, geborene Spähe das Grundstück von Karl Wilhelm Lippmann. Von 1900 bis 1960 Schuhmacherei (Maß- und Reparaturwerkstatt, Inhaber war Fritz Uhlemann).

Zweigeschossiges Wohnhaus mit massivem Erdgeschoss, verputzt, Sandsteinfenstergewänden (Fensteröffnungen vermutlich leicht vergrößert) und verbrettertem Fachwerkobergeschoss, abgeschlossen durch ein Satteldach. Die Türöffnung dürfte sich ursprünglich straßenseitig befunden haben und wurde später verlegt. Behutsame Sanierung vor 2015.

Als ehemaliges Handwerkerhaus von ortsgeschichtlicher Bedeutung sowie auf Grund der landschafts- und zeittypischen Ausprägung von baugeschichtlichem Wert.
52. ↑  Wohnhaus (Talstraße 58 in Niederbobritzsch):

1878 als Wohnhaus und Bäckerei für den Bäckermeister Karl August Böhme erbaut. 1887 kauft Robert Hermann Barsch das Grundstück von den Erben des Karl Adolph Böhmers. Um 1897 im Eigentum des Bäckermeisters Otto Höhle. Bis 1939 als Bäckerei betrieben, danach befand sich im Haus ein Lebensmittelgeschäft. Heute wird der gut erhaltene Putzbau ausschließlich als Wohnhaus genutzt.

Stattlicher zweigeschossiger Massivbau mit Natursteingewänden, 7:3 Fensterachsen, an der Traufseite mittig angeordneter Hauseingang, das Türportal mit geradem Sturz und der Bezeichnung „18 C. A. B. 78“ (für Carl August Böhme). Abgeschlossen wird das authentisch erhaltene Gebäude durch ein Satteldach.

Das Haus wurde in den vergangenen Jahren denkmalgerecht saniert. Der Denkmalwert ergibt sich aus dem baugeschichtlichen und ortsgeschichtlichen Wert als typisches ländliches Handwerkerhaus des ausgehenden 19. Jahrhunderts sowie aus der ortsbildprägenden Bedeutung auf Grund seiner dominanten Lage.
53. ↑  Erlermühle in Niederbobritzsch:
  - Mühle und Mühlenwohnhaus: Laut Ortschronisten (Amts- und Mitteilungsblatt Gemeinde Bobritzsch) zahlreiche Besitzer, um 1840 im Eigentum von Carl Wilhelm Ficker, das Grundstück umfasste damals Gebäude, Hofraum, Garten sowie Niederwald (Hutung), es wird nicht als Mühle, sondern als Bauernhof genannt, (Vorgängerbauten – Angabe aus Grund- und Hypothekenbuch), Böhme, um 1900 Mühlenbesitzer Preller (laut Brandversicherung), um 1911 Mühlenbesitzer Johannes Erler (laut Brandversicherung), weitere Eigentümer laut Ortschronist: Vogel, Stöckert, Zwirner, 1911 abgebrannt, 1912 erwirbt Magnus Erler das Mühlengut und baut abgebrannte Mühle wieder auf, bis 1972 im Familienbesitz. Vielgliedriger langgestreckter Bau, Steingewände, Wappen über Türsturz bezeichnet mit „1899“, Straßenseite Zugangsrampe mit kleiner Bogenbrücke aus Sandstein, Mühle teilsaniert, Mühlenwohnhaus und Mühle saniert, Mühle war ursprünglich Brettmühle.
  - Seitengebäude: 1867 für den Guts- und Mühlenbesitzer Carl Gotthelf Böhme vom Baumeister C. Schumann aus Colmnitz errichtet, zweigeschossiger Massivbau, 8:4 Achsen, Steingewände, Satteldach

Das Ortsbild wird maßgeblich durch den Mühlenkomplex geprägt. Auf Grund der Nutzungsgeschichte kommt den Bauwerken auch eine ortsgeschichtliche Bedeutung zu.
54. ↑  Vierseithof (Talstraße 63 in Niederbobritzsch):

Um 1840 laut Grund- und Hypothekenbuch im Eigentum von Carl Gottlob Ihle. Zum Anwesen gehörten Gebäude mit Hofraum, Dorfanger, Niederwald, Feld und Garten. Laut Brandversicherungsunterlagen des ausgehenden 19. Jahrhunderts wurden das Wohnstallhaus 1818 erbaut und 1861 sowie 1926 umgebaut, beide Seitengebäude 1818 bzw. 1870 und 1926 umgebaut. Die Scheune mit Knochenstampfe wurde 1878 erbaut. In diesem Jahr war Karl Richard Ihle Eigentümer des Hofes, zuvor der Gutsbesitzer Franz Hermann Ihle.

Der geschlossen erhaltene Bauernhof mit authentisch erhaltenen Wohn- und Wirtschaftsgebäuden aus dem 19. Jahrhundert prägt gemeinsam mit den benachbarten ebenso authentisch erhaltenen Höfen das Ortsbild des Niederdorfes maßgeblich und verleiht diesem nicht zuletzt auch durch den natürlichen Lauf der Bobritzsch ein malerisches Erscheinungsbild. Dem Bauensemble kommt eine große baugeschichtliche und ortsgeschichtliche Bedeutung zu.
55. ↑  Dreiseithof (Talstraße 64 in Niederbobritzsch):

Um 1840 im Eigentum von Johann Samuel Spörke, das Grundstück umfasste Gebäude mit Hofraum, Garten und Niederwald. Um 1864 wird der Gutsbesitzer Clemens Louis Spörke als Eigentümer genannt. 1892 erwirbt der Landwirt Louis Oswin Ihle das Grundstück von seinem Vater.
  - Wohnstallhaus: Laut Bezeichnung am Schlussstein 1811 erbaut (bezeichnet mit „J.G.L. 1811“). Auch die Brandversicherungsunterlagen nennen annähernd die gleiche Bauzeit (1810). Der prächtige Fachwerkbau mit Bruchsteinmauerwerk im Erdgeschoss und Sichtfachwerk im Obergeschoss wird durch ein steiles Satteldach abgeschlossen, Biberschwanzdeckung. Eine denkmalgerechte Sanierung erfolgte in den letzten Jahren.
  - Torbogen seitlich des Hofes (Südseite) aus Steinquadern und Bruchstein
  - Seitengebäude und Scheune: Laut Brandversicherung 1810 bzw. 1808 erbaut. Beide im Winkel zueinander stehend, Nord- und Ostseite des Hofes, auch diese mit massiven Erdgeschossen und Fachwerkobergeschossen. Seitengebäude vermutlich als Wohngebäude genutzt.
  - Schuppen: Laut Brandversicherung ebenfalls um 1808 erbaut, eventuell ehemaliger Schweinestall, eingeschossiger ursprünglicher Fachwerkbau, heute größtenteils massiv und verputzt, Giebelseite noch Fachwerk, Abschluss durch Satteldach, im gesamten Gemeindegebiet gibt es kein vergleichbares Gebäude, Südostseite des Hofes

Geschlossen erhaltener Bauernhof mit wertvollem Gebäudebestand aus dem beginnenden 19. Jahrhundert in sehr gutem Originalzustand, ortsbildprägend und baugeschichtlich von Bedeutung.
56. ↑  Vierseithof (Talstraße 65 in Niederbobritzsch):

Nach Brandversicherungsunterlagen des ausgehenden 19. Jahrhunderts wurden das ältere Seitengebäude 1740, die Scheune und das Wohnstallhaus 1782 und das jüngere Seitengebäude 1851 erbaut. Umbaumaßnahmen erfolgten 1912 und 1927. Urkundlich belegt ist, dass 1838 der Grundbesitzer Carl Gottlieb Wunderwald den Bauernhof erwarb. Es handelte sich um ein „Einhufengut“. Um 1846 wird als Eigentümer Karl Friedrich Eckhardt (?) erwähnt. Ende des 19. Jahrhunderts befand sich das Gut im Besitz der Erben von Friedrich Arnold Beyer, um 1924 im Besitz von Hugo Beyer. Heute besteht der Hof aus vier Gebäuden, dem Wohnstallhaus (kein Kulturdenkmal) sowie drei Wirtschaftsgebäuden (Einzeldenkmale).
  - Scheune: Zweigeschossiger verbretterter Fachwerkbau mit massivem Erdgeschoss und Satteldach. Das Gebäude wird durch ein großes Holztor an der Hoftraufseite geprägt. Das vermutlich um 1782 errichtete Gebäude wurde 1912 umgebaut.
  - 1. Seitengebäude: Vermutlich 1851 erbaut. Zweigeschossiger schlichter Bau mit massivem Erdgeschoss sowie zweiriegligem Fachwerk mit gezapften Streben im Obergeschoss, mit Satteldach abschließend. Im 20. Jahrhundert befanden sich im Gebäude ein Pferdestall und Schweinestall, zeitgleich erfolgte der Einbau eines Waschhauses. Im Jahr 1927 wurde offensichtlich der Stall gewölbt. Das Gebäude bildet den südlichen Hofabschluss. In den Brandversicherungsunterlagen wird es als Auszugshaus mit Futterboden bezeichnet.
  - 2. Seitengebäude: Östlicher Hofabschluss. Vermutlich 1740 erbaut, laut Brandversicherungsunterlagen Wirtschaftsgebäude mit Futterboden. Zweigeschossiges Gebäude mit massivem Erdgeschoss sowie Fachwerk-Obergeschoss mit Verbretterung. Die unmittelbar unter der Traufe angeordneten Fensteröffnungen sind ein Indiz dafür, dass die in den Brandversicherungsunterlagen genannte Bauzeit richtig sein könnte. Bemerkenswert sind die teilweise noch erhaltenen Schiebefenster aus der Bauzeit. Das Gebäude wird durch ein Satteldach abgeschlossen.
  - Wohnstallhaus: Streichung 2015, Denkmalwert auf Grund größerer baulicher Veränderungen nicht gegeben. Haus vermutlich vor 1800 erbaut, Schlussstein vom Hauptportal an hinteren (westlichen Giebel) versetzt, bezeichnet mit „J.L.F. No. 66“, Fachwerk des Obergeschosses mit Ausnahme eines Giebels entfernt, so dass vermutlich nur das Dach original erhalten geblieben ist, im Erdgeschoss größere Fenstereinbrüche bzw. Nordtraufseite massiver Anbau.

Der Hof blieb geschlossen erhalten und weist heute noch weitgehend bauzeitlich geprägte Wirtschaftsgebäude auf, welche einen großen Zeugniswert hinsichtlich ländlichen Bauhandwerks sowie bäuerlichen Wirtschaftens für das 18. und 19. Jahrhundert haben. Somit erlangen diese Gebäude eine große baugeschichtliche und sozialgeschichtliche Bedeutung. Zudem prägt der Hof gemeinsam mit den Nachbarhöfen diesen Teil des Dorfes maßgeblich. Das Wohnstallhaus wurde mehrfach umgebaut, so dass diesem Gebäude kein Denkmalwert mehr zukommt.
57. ↑  Schubertmühle in Niederbobritzsch:

Wohnstallhaus eines ehemaligen Vierseithofes (später Dreiseithof), 1895 laut Brandversicherungsunterlagen erbaut. Das ursprüngliche Bauerngut wurde bereits 1548 im Steuerregister genannt. Über einen langen Zeitraum wurde hier eine Mal-, Brett- und Ölmühle betrieben. Das Gut hatte Fischrechte und durfte später auch Brot und Semmeln backen. Die Besitzer wechselten vielfach. 1841 kaufte der Müller Carl Friedrich Schubert das Mühlengrundstück. 1890 erwarb der landwirtschaftliche Consumverein zu Niederbobritzsch das Grundstück aus einer Zwangsversteigerung. Vom Vierseit- bzw. Dreiseithof blieb einzig und allein das 1895 errichtete Wohnstallhaus erhalten, ein giebelständig zur Straße stehender zweigeschossiger Massivbau (Ziegelmauerwerk), der durch seine Baukubatur und seinen heute isolierten Standort das Ortsbild maßgeblich prägt.

Der Ziegelbau blieb im Wesentlichen original erhalten, so z. B. die Putznutung und Zierkreuze an Giebel- und Längsseite, 12:4 Achsen, Steingewände, zum Teil Winterfenster und ein Zahnschnittfries am Traufgesims. Bauherr dieses Gebäudes waren die Gebrüder Fritzsche. 1921 befand sich das Grundstück im Besitz von Arthur Clausnitzer. Durch langjährigen Leerstand ist das Haus in seinem Bestand gefährdet.

Der Denkmalwert ergibt sich aus dem baugeschichtlichen Wert als Beispiel ländlichen Bauhandwerks des ausgehenden 19. Jahrhunderts und aus der ortsgeschichtlichen Bedeutung als letztes bauliches Zeugnis einer der Mühlen von Niederbobritzsch.
58. ↑  Häusleranwesen (Talstraße 69 in Niederbobritzsch):

1770 wurde laut Brandversicherungsunterlagen das Häusleranwesen erbaut. Eventuell wohnten im Haus auch Berg- oder Hüttenarbeiter, welche in Hilbersdorf arbeiteten. 1832 kaufte Johann Gotthelf (od. Gotthold) Ihle das Haus mit Garten, Hofraum und etwas Niederwald. Die Inschrift am Schlussstein „18 J 32 No. 87“ bezieht sich laut Brandversicherungsunterlagen auf Umbaumaßnahmen, konkret offensichtlich um den Bau eines Backgebäudes sowie die Ortslistennummer. Um 1876 befand sich das Grundstück im Eigentum von Paul Beier (Tischler? aus Berlin).

Das zweigeschossige Gebäude über längsrechteckigem Grundriss beeindruckt durch seine Authentizität. Das Erdgeschoss ist massiv, annähernd mittig befindet sich die Haustür mit einem Stichbogenportal mit Schlussstein aus der Bauzeit des Hauses. Das Obergeschoss wurde in Fachwerkbauweise aufgeführt, es ist einrieglig, die Streben wurden gezapft, der Giebel ist verbrettert. Abgeschlossen wird das Haus durch ein steiles Satteldach.

Das Haus dokumentiert eindrucksvoll das ländliche Bauhandwerk im ausgehenden 18. Jahrhundert sowie die Lebensweise der Bewohner, woraus sich die baugeschichtliche und sozialgeschichtliche Bedeutung des Hauses ableiten lässt.
59. ↑  Dreiseithof (Auenweg 20 in Oberbobritzsch):

Der Dreiseithof war ursprünglich ein Eineinhalb-Hufengut. Urkundlich belegt ist nach 1500 ein Mart. Franke als Eigentümer. Nach dem Dreißigjährigen Krieg lange wüst liegend, das Wohnhaus durch kaiserliche Soldaten angezündet, die Seitengebäude eingefallen. 1644 erwarb Christoph Schaab das Grundstück und erbaute neue Gebäude. Am 17. November 1714 brannte der gesamte Hof ab. Bereits ein Jahr später wurden die durch den Brand zerstörten Gebäude neu errichtet. In der Ortschronik von Oberbobritzsch, Sohra und Süßenbach des Oberbobritzscher Pfarrers Christian Friedrich Seyfert aus dem Jahr 1882 werden keine weiteren baulichen Veränderungen am Hof erwähnt. Auch im Sächsischen Meilenblatt aus dem Jahr 1785 kann man erkennen, dass die Anordnung der Gebäude identisch mit der heutigen Lage der Gebäude ist.

Die äußere Gestalt der Seitengebäude, insbesondere ihre steilen Satteldächer und im Falle des Seitengebäudes die ausgesprochen kleinen, unmittelbar unter der Traufe angeordneten Fensteröffnungen, aber auch die fast mittelalterlich anmutende Bauweise der feldseitigen Toreinfahrt (ursprünglich die Haupteinfahrt zum Hof, den Auenweg gab es im 18. Jahrhundert noch nicht) lassen die Vermutung zu, dass die beiden Seitengebäude und die Toreinfahrt 1715 erbaut worden sind und im Laufe der Jahre repariert und den aktuellen Nutzungsanforderungen angepasst wurden. Lediglich das Wohnhaus wurde tiefgreifender umgebaut, so dass dieses keinen Denkmalwert mehr hat.

Die Seitengebäude weisen die landschafts- und zeittypische Bauweise auf. Es handelt sich bei beiden um zweigeschossige Bauwerke mit massiven (oder teilweise massiven) Erdgeschossen und verbretterten Fachwerkobergeschossen. Beide werden durch steile Satteldächer abgeschlossen. Auf Grund ihrer authentischen Bauweise und dominanten Ortslage dokumentieren die Bestandteile des Dreiseithofes neben dem bäuerlichen Bauhandwerk ihrer Entstehungszeit auch die Lebens- und Wirtschaftsbedingungen jener Zeit, zugleich prägen sie das Ortsbild eindrucksvoll.
60. ↑  Kirchbrücke in Oberbobritzsch:

In der Chronik von Oberbobritzsch, Sohra und Süßenbach, 1882 herausgegeben von Christ. Friedr. Seyfert, kann man über die Bobritzschbrücke nahe der Kirche lesen: „Die älteste Brücke im Niederdorf, die deshalb auch früher nur die untere genannt, ist die bei der Kirche, diese war, wie schon 1650 erwähnt, lange von Holz, ist erst später, dem Ansehn nach wohl im vorigen Jahrhundert von Stein erbaut worden.“

An der Brücke befindet sich eine kleine nachträglich angebrachte Tafel, auf der zu lesen ist, dass die Brücke 1850 erbaut worden sei und 1992 restauriert wurde. Diese Aussage ist, nach der Konstruktion der Brücke und der Aussage in der Chronik zu urteilen, etwas verwunderlich. Der Ortschronist hätte die Bauzeit niemals auf das „vorige Jahrhundert“ geschätzt, wenn sie nur 32 Jahre vor Erarbeitung der Ortschronik erbaut worden wäre. Auch Wagenbreth datierte bei der Dokumentation der Brücke diese in das 18. Jahrhundert (Manuskript 1985). Hier gibt es also noch Recherchebedarf.

Die Brücke gehört aber auf alle Fälle zu den bedeutendsten und ältesten Brücken der Gemeinde Bobritzsch-Hilbersdorf. Gerade die Tatsache, dass im Gesamtgemeindegebiet von Bobritzsch-Hilbersdorf entlang der Bobritzsch noch weitere Bogenbrücken aus dem 18. und 19. Jahrhundert erhalten geblieben sind, bildet eine Besonderheit im Landkreis.

Die Brücke Bergstraße überspannt die Bobritzsch. Sie ist 23 m lang, 5,70 m breit, die Fahrbahn ist 4,20 m breit und die Fahrbahnhöhe beträgt 2,6 m (Wagenbreth Aufmaß 1985). Die Bögen weisen eine lichte Weite von 3,60 m, 4 m und 3,70 m auf. Erbaut wurde die mit Eisprellern versehene Brücke aus einheimischem Gneis.

Nicht unerwähnt bleiben sollte, dass die Brücke 1910 durch einen Neubau ersetzt werden sollte. Sowohl die Gemeinde als auch der Sächsische Heimatschutz setzten sich für einen Entwurf ein, der das „romantische Dorfbild“ erhalten würde. Die hohen Kosten des geplanten Bauwerks führten jedoch dazu, dass die Gemeinde sich entschloss, die Brücke zu bewahren und zu reparieren. So ist der Gemeinde von Oberbobritzsch letztendlich zu verdanken, dass dieses bedeutende Baudenkmal erhalten blieb.

Der Brücke kommt auf Grund der historisch überlieferten, inzwischen seltener anzutreffenden Bauweise, eine große baugeschichtliche Bedeutung zu. Weiterhin dokumentiert sie alte Verkehrswege, so u. a. die Verbindung zwischen Sohra und Oberbobritzsch, woraus sich eine ebenfalls große ortsgeschichtliche Bedeutung ableiten lässt. Der Denkmalwert ergibt sich weiterhin aus der unverwechselbaren Prägung des Ortsbildes.
61. ↑  Schule in Oberbobritzsch:

Die ehemalige „Untere Schule“ wurde 1876–1877 vom Freiberger Zimmermeister Göpfert auf dem Grundstück des alten Pfarrgartens erbaut. Bereits am 18. Dezember 1877 konnte die Schule feierlich eingeweiht und mit dem Unterricht begonnen werden. Fast genau 100 Jahre später wurde der Schulbetrieb eingestellt und das Gebäude zum Wohnhaus umfunktioniert, wobei das äußere Erscheinungsbild weitgehend gewahrt wurde. Vor 2015 erfolgte eine sensible denkmalgerechte Sanierung.

In seiner Gestaltung und Raumstruktur entspricht das Schulhaus den Richtlinien der 1873 erlassenen „Erneuerten Schulordnung“ des Königreichs Sachsen und dürfte in seiner Entstehungszeit zu den modernsten Dorfschulen in Sachsen gehört haben. Es handelt sich hierbei fast um einen Typenbau, der leicht variiert nach Verabschiedung dieses Schulgesetzes in zahlreichen Dörfern Sachsen entstanden war.

Der stattliche neogotische Putzbau weist noch heute Gestaltungselemente seiner Entstehungszeit auf. Der Mittelrisalit mit dem Haupteingang, ein umlaufendes Gurtgesims, farbig gefasste Ecklisenen, Fialen sowie Fensterverdachungen (Überschlaggesimse) prägen das Gebäude maßgeblich. Neben seiner typischen Architektur erinnert auch noch die Inschrift über dem Hauseingang „Weisheit Dein Streben, Tugend Dein Leben Erbaut 1876–1877“ an die frühere Schulnutzung. Laut Bauplanung befanden sich im Erdgeschoss der Schule zwei Klassenzimmer. Im Obergeschoss waren zwei Wohnungen für die Lehrer untergebracht. Die Schule war für vier Schulklassen bestimmt, die sich offensichtlich die beiden Klassenzimmer teilen mussten.

In Oberbobritzsch blieben neben der alten Kirchschule aus dem Jahr 1711, die 1826 erbaute Obere Schule und die als Untere Schule oder Neue Kirchschule bezeichnete Schule von 1876/77 erhalten, die jede für sich ein Beispiel des Schulwesens ihrer Entstehungszeit im Königreich Sachsen ist. Es ist inzwischen selten, dass man in einem Dorf noch gut erhaltene Schulen des 18. und 19. Jahrhunderts antrifft, die verschiedene Entwicklungsetappen des Schulwesens dokumentieren. Zugleich zeugen sie auch vom Bemühen der Gemeinde und der Kirche, die Schulbildung im Dorf zu befördern. Denn noch 1830 verfügten nur die Hälfte aller sächsischen Schulen über ein Schulhaus. Bis zum Erlass des „Gesetz(es), das Elementar-Volksschulwesen betreffend“ im Jahr 1835 fand in den Dörfern in Sachsen noch vielfach Wanderunterricht in Gemeindehäusern oder Privathäusern statt. Insofern kommt den authentisch erhaltenen Schulgebäuden in Oberbobritzsch eine große schulgeschichtliche, aber zugleich auch ortsgeschichtliche Bedeutung zu. Der baugeschichtliche Wert der Unteren Schule ergibt sich aus der zeittypischen architektonischen Ausprägung und der Authentizität des Bauwerkes.
62. ↑  Grundstückseinfriedung entlang der Bobritzschtalstraße in Oberbobritzsch:

Vollständig erhaltene Bruchsteinmauer an der unteren Grundstücksgrenze des Flurstücks 852/12. Das Grundstück gehörte ursprünglich auch zum Erbgericht. Die Mauer besteht aus Bruchsteinen (vermutlich ortstypischer Gneis). Sie ist annähernd 100 m lang und ca. 2 m hoch. Am Mauerfuß finden sich in regelmäßigen Abständen ausgemauerte Ausgleichsbögen, die der Standfestigkeit des Bauwerks dienten. Im Sächsischen Meilenblatt aus der Zeit um 1800 ist diese Mauer bereits eingezeichnet. Außerdem fällt auf, dass entlang der Dorfstraße und damit auch parallel zur Bobritzsch im gesamten Dorf derartige Mauern vorhanden gewesen sind. Weiterhin finden sich in der damals noch teilweise unbebauten Flussaue Mauern, die teilweise stromabwärts offen waren. Es liegt damit die Vermutung nahe, dass es sich bei diesen Mauern, die ebenfalls in Niederbobritzsch zu finden waren, nicht nur um Einfriedungsmauern, sondern vielmehr um Hochwasserschutzmauern handeln könnte. Die Funktion des Hochwasserschutzes der im 19. Jahrhundert noch weit verbreiteten Mauern im Dorf lässt sich auch urkundlich belegen. Die Mauer ist die letzte weitgehend vollständig erhaltene Mauer dieser Art im Dorf. Damit wird sie zum Zeugnis einer ursprünglich weit verbreiteten Art der Grundstückseinfassung und vermutlich des Hochwasserschutzes, woraus sich ihre große baugeschichtliche bzw. ortsgeschichtliche und regionalgeschichtliche Bedeutung ableitet. Gleichzeitig kommt ihr bedingt durch ihre exponierte Lage und die Größe des Bauwerks eine große ortsbildprägende Bedeutung zu.
63. ↑  Häusleranwesen (Bobritzschtalstraße 93 in Oberbobritzsch):

Die Witwe des ehemaligen Oberbobritzscher Pfarrers, Frau Barbara Kunath, ließ 1609 das Haus mit der damaligen Hausnummer 22 (heute Bobritzschtalstraße 93) erbauen. Wie in anderen Häuslerhäusern wurde auch in diesem Gebäude ein Handwerk ausgeübt. Urkundlich belegt ist, dass hier von 1714 bis 1817 eine Kramerei betrieben wurde. Der heutige Baubestand des Hauses dürfte zum großen Teil im ausgehenden 18. oder im 19. Jahrhundert erbaut worden sein. Inwieweit Teile des Vorgängerbaus von 1609 einbezogen wurden, lässt sich ohne genauere Bauuntersuchung nicht belegen. Das Haus ist zweigeschossig mit massivem Erdgeschoss und einem zweiriegeligen Fachwerk mit gezapften Streben im Obergeschoss. Diese Fachwerkkonstruktion war um 1609 nicht üblich, so dass die Vermutung nahe liegt, dass das Haus zu einem späteren Zeitpunkt umgebaut oder erneuert wurde. Ob der an der rechten Haushälfte erkennbare Scheunentrakt und Stallteil zeitgleich mit dem Neubau oder später gebaut wurde, lässt sich urkundlich nicht belegen. Da 1854 der damalige Eigentümer C. Glieb. Glöckner 10 Scheffel Land vom damaligen Gut Nummer 16 erworben hatte, ist anzunehmen, dass zu diesem Zeitpunkt der Umbau des alten Häusleranwesens erfolgte.

Das Haus beeindruckt heute durch seine zeit- und landschaftstypische Bauweise. Es dokumentiert sowohl die Lebensverhältnisse, als auch das ländliche Bauhandwerk seiner Entstehungs- bzw. Umbauzeit recht eindrucksvoll, woraus sich der sozialgeschichtliche und baugeschichtliche Wert des Hauses ableitet. Zugleich prägt es durch seine dominante Ortslage unmittelbar an der Bobritzschtalstraße das Ortsbild.
64. ↑  Ehemaliges Erbgericht in Oberbobritzsch:
  - Wohnhaus: Putzbau mit Steingewänden, 12:3 Achsen, zwei Eingänge zur Straße, profilierte Türgewände, darüber jeweils lateinische Inschriften „Von Gott behütet sei dieses Haus, er möge allen seinen Bewohnern gnädig sein“ und „Keine Anstrengung wird glücklich enden, wenn Gottes Ratschlag nicht gefolgt wird.“, zweieinhalb Geschosse, Gurtgesims, profiliertes Kranzgesims, Walmdach, Erdgeschoss hofseitig durch Tore verändert, hofseitig zwei Inschrifttafeln „Mit Gottes Hilfe Erbauet MDCCCLV vom Erblehnrichter Friedr. Ehregott II Hoeppner“ und „Was fünfhundert Jahr gestanden, gar tief vom Zahn der Zeit verletzt, musste abgebrochen werden, das Neue hat es nun ersetzt.“
  - Seitengebäude/Torhaus: an Tordurchfahrt bezeichnet mit 1803, Erdgeschoss massiv, Durchfahrt mit Schlussstein, Steingewände, Obergeschoss Fachwerk, Satteldach – einseitig abgewalmt, mit Scheune im rechten Winkel verbunden, bildet westlichen Hofabschluss
  - Scheune und Stallgebäude: nördlicher Hofabschluss, vermutlich 1896 Scheunenbau und 1914 Stallbau, zwei Bauabschnitte, massiv, Steingewände, im hinteren Teil Reihung von Zwillingsfenstern mit Rundbögen, Zahnschnitt-Kranzgesims, im späteren Anbau (dem Tor zugewandt) befand sich der Pferdestall
  - Seitengebäude, ehemals Kuhstall: südlicher Hofabschluss, vor 1870 erbaut, massiv, zweigeschossig, Krüppelwalmdach mit halbem Schopf
  - Ehemaliger Hühnerstall: bezeichnet mit „1846 H“, Erdgeschoss massiv, Steingewände, Obergeschoss Fachwerk, Lehmgefache, Krüppelwalmdach
  - Einfriedung: Stützmauer zur Straße mit Zaunpfeilern, grob behauener Stein (Granit?), möglicherweise ursprüngliche Mauer (siehe Nachbargrundstück) erhalten und überformt.
  - Hofpflasterung: Granit, teils große Platten, vermutlich 2015 nur noch teilweise erhalten – Streichung 2015
  - Torbogen: Bruchsteine, baulich verändert, Bogen wahrscheinlich nach oben versetzt oder neu gebaut – Streichung 2015

Das Erbgericht bestand ursprünglich aus zwei Hufen. Zum Erbgericht gehörte das sogenannte Obere Gut (später als Freihufe bezeichnet). Das Gut hatte das Recht des Schlachtens, Backens, der kleineren Jagd und des Salzmarktes. Um 1500 wird als Besitzer in der Chronik ein Schulze genannt. 1637 war der Freiberger Bürgermeister Horn Eigentümer. 1643 brannte das Gut ab. 1666 befand es sich im Eigentum des Bürgermeisters Martin Albert. Die Gemeinde erwarb 1833 das Gut. 1846 wurde es verkauft an Fr. Ehregott Höppner, der das Wohnhaus 1855 bauen ließ. Die Scheune wurde 1896 erbaut. 1914 erfolgte der Neubau eines Stallgebäudes im Auftrag des damaligen Erbgerichtsbesitzers Hubert Gabler. Seit 1952 befindet sich das Gut im Eigentum der Familie Goldbach.
65. ↑  Gemeindeamt Oberbobritzsch:

1711 wird die später als „Alte Kirchschule“ bezeichnete Kirchschule anstelle der vorhergehenden neu erbaut. 1817 erhält sie ein neues Wasserhaus. 1867 fügte man einen Anbau zur Unterbringung der örtlichen Sparkasse an. Nachdem die „Untere Schule“ (Neue Kirchschule) errichtet wurde, erwarb 1878 die Gemeinde Oberbobritzsch das Gebäude. Heute dieses es als Wohnhaus genutzt.

Der zweigeschossige Fachwerkbau mit massivem Erdgeschoss gehört zu den ältesten Häusern des Dorfes. Die bauzeitliche Fachwerkkonstruktion mit geblatteten Kopf- und Fußstreben ist inzwischen nur noch selten anzutreffen. Ebenso eindrucksvoll wie das authentisch überlieferte Fachwerk des frühen 18. Jahrhunderts ist das hohe Satteldach mit seinen zweireihig angeordneten Hechtgauben. Dem Gebäude kommt eine große hausgeschichtliche Bedeutung auf Grund seines authentischen Baubestandes aus dem frühen 18. Jahrhundert zu. Der Denkmalwert ergibt sich weiterhin aus der ortsgeschichtlichen Bedeutung bedingt durch seine langjährige Nutzung als Kirchschule (älteste noch erhaltene Schule des Dorfes) sowie der ortsbildprägenden Bedeutung bedingt durch die dominante Lage des Hauses.
66. ↑  Feuerlöschgerätehaus in Oberbobritzsch:

1931 im Auftrag der Gemeinde Oberbobritzsch als Feuerlöschgerätehaus erbaut. Die Bauleitung und Bauausführung übernahmen die Maurermeister Kempe u. Köhler sowie der Zimmermeister Friedrich Böhme aus Oberbobritzsch. Der zweigeschossige Putzbau mit Natursteinsockel und Toreinfassungen aus Klinkern mit abschließendem Walmdach blieb weitgehend original erhalten. Er dokumentiert eindrucksvoll architektonische Auffassungen seiner Entstehungszeit, die u. a. durch den Heimatstil beeinflusst wurden. Die Bauentwurfszeichnung zeigen, dass im Erdgeschoss ein Motorspritzenraum mit drei Garagentoren sowie eine Kochlehrküche untergebracht werden sollten. Die Gestaltung lässt vermuten, dass von vornherein geplant war, dass der Raum zur Unterbringung der „Motorspritzen“ vergrößert und somit max. vier Fahrzeuge untergestellt und dann auch die gleiche Anzahl Garagentore eingebaut werden könnten, ohne die Gestaltung des Hauses verändern zu müssen. Vor einigen Jahren erfolgte eine behutsame Sanierung unter weitgehender Wahrung des ursprünglichen Erscheinungsbildes und der originalen Bausubstanz. Neben der baugeschichtlichen Bedeutung als Bauzeugnis der vom Heimatstil beeinflussten Architektur der 1. Drittels des 20. Jahrhunderts erlangt das Gebäude auf Grund seiner fortdauernden Nutzung als Feuerwehrgerätehaus eine große ortsgeschichtliche Bedeutung.
67. ↑  Ölmühle Willy Weises Erben in Oberbobritzsch:

Die ehemals als „Neumühle“ bezeichnete Mühle wurde 1740 als Mahlmühle mit zwei Gängen und Ölmühle auf einem Gartengrundstück der Gemeinde von Andreas Bernhardt aus Niederbobritzsch neu erbaut. 1850 richtete man auch eine Flachsschwingerei ein. Ab 1854 befand sich die Mühle, die zuvor immer wechselnde Besitzer hatte, im Besitz von C. Ad. Hubricht. Er ließ die Mahlgänge entfernen und betrieb eine Öl- und Knochenmühle. Seitdem befindet sich die Mühle im Familienbesitz. Der Firmenname „Willy Weise’s Erben“ geht auf das Jahr 1942 zurück und wurde, da er sich eingeprägt hat, bis heute beibehalten.

Der Mühlenkomplex besteht aus einem Wohnstallhaus (dem ehemaligen Mühlengebäude und Wohnhaus des Müllers), in dem sich heute u. a. das Büro und ein Laden befinden, dem Wirtschaftsgebäude und der Mühle. Am Schlussstein des Wohnstallhauses findet sich die Inschrift „Z 1833 No 5“. Vermutlich wurde 1833 durch den damaligen Mühlenbesitzer C. Gotthelf Zeun das Wohnstallhaus, ein zweigeschossiger Fachwerkbau mit massivem Erdgeschoss, neu erbaut. Die linke Haushälfte diente als Mühlhaus, in der rechten Haushälfte befanden sich im Erdgeschoss zwei Stuben und ein Backofen. Im Obergeschoss gab es einen Vorsaal, den typischen Kammergang, Kammern und Stuben. Über dem Mühlhaus befand sich der Bodenraum. An dieses Gebäude wird 1939 vom damaligen Eigentümer Willy Weise ein Büroanbau mit einem markanten Fachwerkgiebel u. a. mit geraden Andreaskreuzen angebaut (über der Tür bezeichnet mit „WW 1939 No 5“). Neben dem Kontor wurden im Anbau auch mehrere Stuben untergebracht. Dem Wohnstallhaus gegenüber steht ein Wirtschaftsgebäude, 1900 für den Mühlenbesitzer Bruno Hubricht vom Baugeschäft Klemm u. Co. aus Colmnitz, ebenfalls ein Fachwerkbau mit massivem Erdgeschoss, nach Abbruch der zuvor am gleichen Standort stehenden Scheune neu erbaut. Im Erdgeschoss des Seitengebäudes waren zur Bauzeit ein Pferdestall, ein Wagenschuppen, zwei Bansen und eine Tenne untergebracht. Die Gewölbe waren als preußische Kappengewölbe ausgeführt worden. Beide Gebäude stehen giebelständig zur Straße und prägen das Ortsbild maßgeblich. An das Wohnstallhaus schließt das 1948 errichtete Mühlengebäude (giebelständig zum Wohnstallhaus) an, das ein älteres Mühlengebäude ersetzte. Dach und Obergeschoss des letzteren mussten zuvor wegen Baufälligkeit abgebrochen werden.

Das Erdgeschossmauerwerk wurde eventuell teils in den Neubau einbezogen. Mit dem Mühlenneubau sollte 1947 auch neue Mühlentechnik der Mühlenbauanstalt und Maschinenfabrik Gebr. Jehmlich aus Nossen eingebaut werden. Die heutigen Maschinen stammen jedoch von anderen Herstellern.

Die von Elektromotoren angetriebenen Pressen werden noch heute zur Ölherstellung genutzt. Ursprünglich wurde die Mühle durch Wasserkraft betrieben. Der heute nicht mehr genutzte Mühlgraben, welcher noch gut im Gelände oberhalb der Mühle erkennbar ist, wurde oberhalb der ehemaligen Tischlerei A. Fischer von der Bobritzsch abgezweigt. Er überquerte mit Hilfe einer heute nicht mehr vorhandenen Brücke die Bobritzsch und wurde hinter dem Wohnstallhaus entlanggeführt und unterhalb der Mühle wieder in die Bobritzsch geleitet. Die Ölmühle ist die älteste noch erhaltene und einzige noch produzierende Mühle des Ortes und erlangt somit eine große ortsgeschichtliche Bedeutung. Auf Grund der Authentizität der oben beschriebenen Bauwerke erlangt der Mühlenkomplex ebenfalls baugeschichtliche und technikgeschichtliche Bedeutung. Letztere wird auch durch die Vollständigkeit der überlieferten technischen Ausstattung gestärkt und den Umstand, dass sich in Sachsen nur sehr wenige Ölmühlen mitsamt der zugehörigen Mühlentechnik erhalten haben. Die Mühle wird heute noch mit der historischen Mühlentechnik betrieben.
68. ↑  Bauernhof und Bergkeller (Bobritzschtalstraße 146 in Oberbobritzsch):

Aus einer Gartennahrung hervorgegangen, welche 1575 von Georg Straßberg begründet worden war. Später im Eigentum von Michael Sohr, welcher 1632 verstarb. Danach lag das Grundstück längere Zeit brach, wobei auch die Gebäude nicht erhalten blieben. 1666 erwarb Stephan Becker, dessen Gärtneranwesen im Krieg zerstört worden waren, das Grundstück. Es entstand somit ein im 19. Jahrhundert als „Doppelgarten“ bezeichnetes Anwesen. 1687–1692 gehörte das Grundstück dem Muldaer Kirchschullehrer Matthes Leder. Es ist anzunehmen, dass um 1666 ein neues Wohnhaus erbaut wurde. Auszuschließen ist nicht, dass Teile des Fachwerkobergeschosses oder der Dachstuhl des Hauses aus dem 17. Jahrhundert erhalten geblieben sind. Urkundlich ist die Bauzeit des heutigen Wohnstallhauses nicht belegt. Das Fachwerk ist schon langjährig verbrettert, so dass die heutigen Eigentümer die Konstruktion des Fachwerks nicht kennen. Das ausgesprochen steile Satteldach sowie die teils kleinen Fensteröffnungen im Obergeschoss sind Hinweise für diese These. Das Erdgeschoss wurde massiv ausgebildet, möglicherweise zu einem späteren Zeitpunkt unterfahren. Im südlichen Bereich des Hauses blieben die originalen Fensteröffnungen mit Natursteingewänden erhalten, welche vermutlich aus der Zeit um 1800 stammen könnten. Die Haustüröffnung sowie die links neben der Haustür befindliche Fensteröffnung wurden später verändert.

Offensichtlich befanden sich im nördlichen Hausteil eine Remise und Bergeräume. Eine Tür im Obergeschoss belegt dies. Das Haus beeindruckt trotz der genannten marginalen baulichen Veränderungen durch sein landschafts- und zeittypisches Erscheinungsbild sowie seine Authentizität. Für das Erscheinungsbild sind auch die sprossengeteilten Fenster sowie Winterfenster von maßgeblicher Bedeutung.

Zum Grundstück gehört eine Bergkeller, ein Bruchsteinbau mit späterem Fachwerkaufbau (dieser ohne Denkmalwert). Das Wohnhaus prägt durch seine dominante Straßenlage maßgeblich das Ortsbild. Auf Grund seines authentischen Bauzustandes wird das Wohnhaus zum Zeugnis ländlichen Bauhandwerks im 18. oder sogar 17. Jahrhundert, woraus sich die baugeschichtliche Bedeutung des Hauses ableitet. gleichzeitig dokumentiert es die Lebensverhältnisse jener Zeit.
69. ↑  Wohnhaus und Lagergebäude (Frauensteiner Straße 2, 2b in Oberbobritzsch):

1909 ließ der Bäckermeister Heinrich Hengst ein Zweifamilienwohnhaus mit Lagergebäude erbauen. Die Bauplanung und Ausführung lag in den Händen des örtlichen Bauunternehmers Kempe. Der Bäckermeister ließ beide Gebäude unmittelbar neben der 1898 erbauten Schmalspurbahn Klingenberg-Colmnitz–Frauenstein der Königlich Sächsischen Staatseisenbahn erbauen. Es ist anzunehmen, dass die Gebäude bewusst an die Eisenbahnstrecke nahe dem Bahnhof Oberbobritzsch gebaut wurden.

Aus den Bauakten zum Wohnhaus und Lagergebäude kann man entnehmen, dass der Sächsische Heimatschutz unmittelbaren Einfluss auf die Gestaltung des Wohnhauses nahm. Der durch den Sächsischen Heimatschutz vorgeschlagene Entwurf kam zur Ausführung. Trotz baulicher Vereinfachungen konnte das äußere Erscheinungsbild des Wohnhauses gewahrt werden. Über verwinkeltem Grundriss erhebt sich der zweigeschossige Putzbau mit Steingussgewänden, zweigeschossiger Loggia mit originalen Fenstern im ersten Obergeschoss sowie Krüppelwalmdach. Das ehemalige Lagergebäude, als Niederlage für Futter- und Düngemittel bestimmt, blieb weitgehend original erhalten. Der eingeschossige Fachwerkbau mit Fachwerkdrempelgeschoss und flachgeneigtem Satteldach steht im rechten Winkel zum Wohnhaus (parallel zur ehemaligen Bahntrasse).

Beide Gebäude dokumentieren ländliches Bauen des beginnenden 20. Jahrhunderts, zugleich sind sie Belege für das Wirken des Sächsischen Heimatschutzes. Hieraus leitet sich die baugeschichtliche Bedeutung beider Gebäude ab. Weiterhin sind diese Zeugnisse der mit dem Eisenbahnbau in Verbindung stehenden Ortsentwicklung und damit von ortsentwicklungsgeschichtlicher Bedeutung.
70. ↑  Illgenmühle in Oberbobritzsch:

Ursprünglich urkundlich als „Erbgarten“ bezeichnetes Anwesen. Ältester bisher urkundlich belegter Eigentümer war 1546 Simon Weigel. 1558 besaß Nic. Ebhardt eine Mühle mit zwei Gängen. Die Mühle befand sich offensichtlich zeitweise ab 1606 im Besitz einer Familie Kröner. 1636 erwarb der Großhartmannsdorfer Müller Caspar Grimmer die Mühle. Damit gelangt die zuvor von Gutsbesitzern betriebene Mühle in den Besitz von Müllern. Urkundlich belegt ist, dass 1661 Hans Grimmer eine Mahlmühle mit zwei Mühlengängen und eine Ölmühle betrieben hatte. 1752 wurden eine Scheune und ein Zugviehstall erbaut. 1778/79 folgt der Neubau eines Wohn- und Mahlmühlengebäudes. Beide Baumaßnahmen wurden im Auftrag der Mühlenbesitzer Grimmer ausgeführt. 1913 brannte die zur Mühle gehörende, auf der gegenüberliegenden Straßenseite stehende Scheune ab. Der Wiederaufbau am gleichen Standort wurde nicht genehmigt, so dass der damalige Mühlenbesitzer Hugo Illgen sein neues Seitengebäude nur auf seinem Mühlengrundstück errichten durfte. So wurde nach Entwurf des in der Region bekannten Frauensteiner Baumeisters Göpfert der heute noch stehende Winkelbau mit Pferdestall, Wagenremise, Schweinestall und Heuboden sowie einem Scheunentrakt mit Bansen und Dreschmaschinenboden 1913 neu erbaut. 1925 wurde die neben dem Seitengebäude stehende alte Mühle durch den letzten Müller der „Oberen Mühle“ Hugo Illgen in Brand gesetzt und dabei vollständig zerstört. 1930 erwarb der Tischlermeister Richard Kröhnert die Brandruine, die er abbaute und an ihrer Stelle einen Garten anlegte. Das 1913 errichtete Seitengebäude ließ der neue Eigentümer nach Plänen des Baumeisters Paul Grätz 1930 bis 1933 umbauen. Im Erdgeschoss richtete er seine Tischlerwerkstatt ein, im Obergeschoss wurden zwei Wohnungen untergebracht. Die Bauausführung übernahm der Maurermeister Robert Kröhnert. Gleichzeitig wurde auch ein Waschhaus angebaut. Noch heute befindet sich die ehemalige Mühle im Besitz der Familie Kröhnert.

Der heutige Baukomplex prägt durch seine Lage und bauliche Gestaltung das Ortsbild maßgeblich. Die zweigeschossigen, im Winkel von mehr als 100° zueinander angeordneten Gebäude sind durch den Heimatstil geprägt worden. Deutlich wurden Gestaltungsmerkmale und Baukonstruktionen einheimischer ländlicher Architektur aufgegriffen, so beispielsweise die an jedem der Gebäude befindlichen Fachwerkgiebel. Auch die Ausführung der massiven Erdgeschosse und verbretterten Obergeschosse sowie die abschließenden Krüppelwalmdächer sind deutliche Adaptionen traditioneller ländlicher Bauweise. Auf hoher Granitmauer, direkt an der Bobritzsch gelegen, dort alte Mühlsteine eingefügt.

Insofern fügt sich der Baukomplex harmonisch in das Dorfbild ein. Ein mit der Jahreszahl 1779 bezeichneter Schlussstein mit Zirkel, Winkel und halbem Kammrad, dem gebräuchlichen Mühlenwappen, am Türsturz des Waschhausanbaus ist ein Relikt der 1925 abgebrannten Mühle. Als Beispiel ländlichen Bauens im 1. Drittel des 20. Jahrhunderts, welche durch den Heimatstil beeinflusst wurde, kommt dem Baukomplex eine große baugeschichtliche Bedeutung zu. Gleichzeitig dokumentieren die Gebäude den mindestens seit dem frühen 16. Jahrhundert bestehenden Mühlenstandort, so dass der Denkmalwert sich weiterhin aus der ortsgeschichtlichen Bedeutung ableiten lässt.
71. ↑  Dreiseithof (Frauensteiner Straße 51 in Oberbobritzsch):

Ursprünglich Eineinhalb-Hufengut. Erster urkundlich belegter Eigentümer war Val. Gottwalt. Nach häufigem Besitzerwechsel 1613 im Besitz von Balz. Teicher, welcher 1632 mit Frau und Kindern verstarb. Danach lag das Gut für 32 Jahre wüst. 1656 übernahm ein am Leben gebliebener Sohn das Gut. Urkundlich belegt ist, dass 1784 das Wohnstallhaus und der Viehstall vom damaligen Eigentümer Joh. Gottlieb Glöckner neu aufgebaut wurden (Inschriftstein bezeichnet mit „J.GL.H [eventuell auch ‚G‘]“). Eine zweite Inschrift findet sich im Sturz des Türgewändes: „18 C.G.H. 53“. Hierbei handelt es sich um Umbauarbeiten am Wohnhaus, welche im Auftrag des damaligen Eigentümers C. Gottlob Hähnel erfolgten. Dabei könnte es sich um das massive Unterfahren des Erdgeschosses und den Einbau eines neuen Türportals gehandelt haben. Das Stallgebäude wurde 1925 nach Auskunft der Eigentümerin durch ein neues Stallgebäude ersetzt. Die am Hofzugang stehende Scheune war laut Auskunft der Eigentümerin ursprünglich ein Wohnstallhaus. Mit Sicherheit handelt es sich hierbei um das älteste erhaltene Gebäude des Hofes und wohl auch um eines der ältesten Häuser des Dorfes. Nach seinem äußeren Erscheinungsbild, insbesondere dem steilen Dach, nach zu urteilen, ist eine Bauzeit nach 1656 anzunehmen. Damit käme als Bauherr Caspar Teucher in Frage. Die heutige Scheune wurde ebenso wie das Wohnstallhaus und das Seitengebäude über längsrechteckigen Grundriss als zweigeschossiges Fachwerkhaus gebaut. Alle drei Gebäude weisen heute massive Erdgeschosse und Fachwerkobergeschosse auf. Abgeschlossen werden sie durch teils sehr steile Satteldächer.

Bemerkenswert ist der gute Originalzustand aller zum Hof gehörenden Wohn- und Wirtschaftsgebäude, die damit sowohl Zeugnisse ländlichen Bauhandwerks des 17. und 18. Jahrhunderts und der Lebensverhältnisse jener Zeit sind. Der Denkmalwert ergibt sich vorrangig aus der baugeschichtlichen und sozialgeschichtlichen Bedeutung der Hofanlage.
72. ↑  Obere Schule in Oberbobritzsch:

Laut Inschrift über der linken Haustür am 19. November 1826 eingeweiht. Damit ist diese kleine, für die Entstehungszeit typische Schule, die zweitälteste erhaltene Schule im Dorf. In diesen dörflichen Schulgebäuden aus der 1. Hälfte des 19. Jahrhunderts befanden sich in der Regel ein bis zwei Schulstuben, in denen Schüler mehrerer Schuljahre gleichzeitig unterrichtet wurden. Außerdem wohnte der Lehrer im Schulhaus. Dass bereits vor dem Erlass des „Gesetzes, das Elementar-Volksschulwesen betreffend“, welches für Sachsen am 6. Juni 1835 verabschiedet wurde, erbaute Oberbobritzscher Schulhaus, kann als progressiv bewertet werden. Zu diesem Zeitpunkt verfügten in Sachsen keinesfalls alle Schulen über ein eigenes Schulgebäude. Der Unterricht fand nicht selten in den Stuben der Bauern statt (als Reihen- oder Wanderschulen bezeichnet). Kaum vorstellbar ist, dass 1884 in der „Oberen Schule“ 135 Schüler unterrichtet wurden. Damit war aus damaliger Sicht die maximale Schülerzahl überschritten.

Die Oberbobritzscher Schule unterscheidet sich äußerlich nicht von anderen zeitgleich erbauten Häusleranwesen. Es handelt sich um einen über längsrechteckigem Grundriss errichteten Fachwerkbau mit massivem Erdgeschoss, welcher durch ein hohes Krüppelwalmdach abgeschlossen wird. Zwei Haustüren mit Stichbogenportalen befinden sich an der zugewandten Traufseite. Beide Türöffnungen wurden an der rechten Haushälfte angeordnet, links der einen Haustür befand sich eine Stube, vermutlich die ehemalige Schulstube. Durch die zweite Tür gelangte man wohl in die Wohnung des Lehrers. Diese Vermutung wird auch durch die Inschrift „Schulhaus“ im Schlussstein der linken Haustür gestützt.

Das Gebäude beeindruckt durch seinen sehr guten Originalzustand. Der Denkmalwert ergibt sich aus der baugeschichtlichen Bedeutung als zeit- und landschaftstypischer Fachwerkbau in gutem Originalzustand und aus der ortsgeschichtlichen Bedeutung auf Grund seiner Nutzungsgeschichte.
73. ↑  Wohnhaus mit Schuppenanbau (Frauensteiner Straße 55 in Oberbobritzsch):

Gärtneranwesen, 1557 laut Chronik durch Nic. Kröner begründet. Baumaßnahmen sind offensichtlich urkundlich nicht überliefert. Die Baukonstruktion des Hauses mit einreihigem Fachwerk und aufgeblatteten Fußstreben im Obergeschoss lässt die Vermutung zu, dass dieses Haus bereits im frühen 17. Jahrhundert errichtet wurde. Damit ist das Haus eines der ältesten, wenn nicht sogar das älteste Fachwerkhaus im Dorf. Diese Fachwerkkonstruktion ist in Sachsen nur noch vereinzelt anzutreffen. Das Erdgeschoss des Hauses könnte im 19. Jahrhundert massiv unterfahren worden sein, auch am Fachwerk wurden bei der Vergrößerung der Fensteröffnungen im Obergeschoss leichte Veränderungen vorgenommen. Abgeschlossen wird das Gebäude durch ein steiles Satteldach. Durch langjährigen Leerstand ist das Haus in seinem Bestand stark gefährdet.

Auf Grund der Seltenheit und des Alters der Fachwerkkonstruktion und des wohl ebenso alten Dachstuhls erlangt das Gebäude eine große hausgeschichtliche Bedeutung. Auf Grund seiner dominanten Straßenlage prägt es maßgeblich das Ortsbild.
74. ↑  Wohnstallhaus eines Zweiseithofes (In den Birken 1b in Oberbobritzsch):

Erdgeschoss massiv, Steingewände, vermutlich unterfahren, Obergeschoss Fachwerk verputzt, Giebel verkleidet bzw. verbrettert, neben Tür eingemauerter Stein bezeichnet mit „MHW 1683“, ehemals Ortslisten-Nummer 190, urkundlich als „Altgarten“ 1500 im Besitz von Lor. Wetzel, mehrfache Besitzerwechsel, 1683 (Bezeichnung Stein rechts neben Eingangstür) vermutlich im Besitz von Chr. Scheunpflug von Kämmerswalde, damit steht Stein im Widerspruch zu Aussagen der Ortschronik, das benachbarte Gut (Ortslisten-Nummer 191), aus dem der sogenannte „Altgarten“ vermutlich hervorging, befand sich 1683 im Besitz eines Michael Hegewald. Möglicherweise bezieht sich dieser Stein auf diesen Eigentümer.

Das Fachwerk des Hauses ist verkleidet, so dass keinerlei Aussagen zu dessen Konstruktion getroffen werden können. Die teils sehr kleinen Fensteröffnungen, welche unmittelbar unter der Traufe angebracht wurden, sowie das steile Satteldach könnten auf eine Bauzeit Ende des 17. Jahrhunderts hindeuten.
75. ↑  Steinbogenbrücke über die Bobritzsch in Oberbobritzsch:

Zweibogige Steinbrücke mit Eisbrecher über die Bobritzsch, laut schriftlicher Quellen 1806 erbaut. Auf Betreiben des Freiberger Postmeisters Stockmann, langjähriger Besitzer des Gutes Nummer 2 (heute vermutlich Bobritzschtalstraße 7 und 9) wurde der ehemals nur Fußgängern dienende hölzerne Steg 1781 durch eine steinerne Brücke ersetzt, die von Nieder- und Oberbobritzsch gemeinsam erbaut wurde (laut Ortschronik von Oberbobritzsch). Die Kosten für den Brückenbau teilten sich die Gemeinden Nieder- und Oberbobritzsch. 1823 befand sich die Brücke offensichtlich in desolatem Zustand. Lediglich die beiden Bögen der Brücke waren noch erhalten. Die Reparaturen an der Brücke führte damals der Maurermeister Wolf durch. Wie aus der gleichen Akte zu Wege- und Brückenbauangelegenheiten der Gemeinde Niederbobritzsch hervorging, gab es Unstimmigkeiten zwischen beiden Gemeinden darüber, welche Gemeinde für Reparaturen zuständig sei, befand sich doch die Brücke auf Grundstücken beider Gemeinden. Auch 1861 und danach sicherlich mehrfach erfolgten Reparaturen am Brückenbauwerk. Quelle: Acten Gemeinde Niederbobritzsch zu Abt. XIII Nummer 2: Wege- und Brückenbauangelegenheiten 1857 – 1886. Kreisarchiv Landkreis Mittelsachsen, Standort Freiberg.

Auch beim Hochwasser 2002 wurde ein Brückenbogen zerstört. Danach erfolgte eine grundhafte Sanierung, wobei die Brückenbögen durch Beton gesichert wurden. Das ursprüngliche Erscheinungsbild blieb auch nach dieser Reparatur erhalten. Ursprünglich handelte es sich um ein Brückenbauwerk aus Gneis- und Granit-Bruchsteinen mit einer Gesamtlänge von 25 m, einer maximalen Spannweite von 5,6 m und einer Scheitelhöhe von 2 m. Die Gesamtbreite beträgt 4,7 m.

Die zweijochige Bruchsteinbrücke mit Strömungspfeiler fügt sich harmonisch in das Dorfbild ein. Sie ist eine der ältesten erhaltenen Steinbogenbrücken im Gemeindegebiet und somit von großer technikgeschichtlicher, aber auch ortsgeschichtlicher sowie ortsbildprägender Bedeutung.

Neben der Brücke bei der neuen Schule nahe der Dorfkirche, über die die heutige Straße nach Sohra führt, ist die Brücke die älteste weitgehend original erhaltene Brücke des Dorfes.
76. ↑  Einzeldenkmale der Sachgesamtheit Nikolaikirche und Kirchhof Oberbobritzsch:

  - Kirche: Langgestreckte Saalkirche mit beachtlicher Ausstattung. Die Umfassungsmauern wohl noch weitgehend mittelalterlich, die Untergeschosse des vorgelagerten Westturms zeigen Formen des 14. Jahrhunderts. Durchgreifender Umbau vor allem im Innern 1710, nochmals ergreifende Veränderungen 1902/03. Restaurierungen 1966 und 1979. Verputzter Bruchsteinbau mit dreiseitigem Schluss, gestreckte Rundbogenfenster. Das ehemalige Kreuzdach und der hohe schlanke Dachreiter des quadratischen Turmes 1902 durch kupfernen Aufsatz ersetzt. Im Innern flaches Tonnengewölbe mit Schablonenmalerei, diese vermutlich von 1902/03. Die Raumwirkung durch die zweigeschossigen Emporen an drei Seiten mit kräftigen Balusterbrüstungen geprägt. In die nördliche Empore die Kanzel eingebunden, weit vorkragend und von Säulen gestützt, zum Chor hin Betstübchen, bezeichnet mit 1710. Beide durch aufwendigen Dekor hervorgehoben.
  - Der Altar von 1521 ist einer der bedeutendsten Flügelaltäre Sachsens. Außer den qualitätvollen Schnitzfiguren und den hervorragenden Malereien ist das Auftreten von Renissance-Ornament hervorzuheben. Die Schnitzfiguren stammen aus der Werkstatt des Meisters der Freiberger Domapostel, auf den auch einige Figuren des Jungfrauenzyklus im Dom zu Freiberg zurückgehen. Die Gemälde schuf der sogenannte Meister des Oberbobritzscher Altars, sie sind vergleichbar mit denjenigen der Altäre in Seifersdorf, Hennersdorf und in der Nikolaikirche in Dippoldiswalde (alle Weißeritzkreis, Sachsen I).
  - In der Predella geschnitzte Darstellung der Anbetung der Hl. Drei Könige, darüber im Schrein hl. Nikolaus auf dem Bischofsthron, neben ihm die heiligen Katharina und Barbara, in den Flügeln die Schnitzfiguren der hl. Margareta und Dorothea. Die erste Wandlung zeigt in vier Gemälden Geschichten aus der Nikolauslegende: Die Rettung der drei Töchter eines verarmten Edelmannes vor dem Verkauf in das Freudenhaus, Rettung von drei Kriegern vor der Hinrichtung sowie Nikolaus als Patron der Schiffer mit der Rettung von drei Pilgern aus Seenot und als Patron der Bäcker bei einer Hungersnot in Myra durch ein Wunder die Kornschiffe füllend. Die bemalten Vorderseiten der Predellenflügel zeigen den hl. Andreas und Johannes den Evangelisten. Die zweite Wandlung gibt in leuchtenden Farben die Martyrien der hl. Dorothea, Katharina, Barbara und Margareta wieder. Auf den Rückseiten der Predellenflügel erscheinen gemalt die hl. Ursula und Agatha. Der geschnitzte Aufsatz von 1917 ersetzt ein ehemaliges Gesprenge, zu dem vermutlich eine beschädigte Anna Selbdritt (Pfarrarchiv) und zwei Putten, die ursprünglich zwei Wappen flankierten, gehören.

  - Taufe von 1534, eine runde Kuppa auf gedrehtem Fuß (wohl 1880 leicht verändert und neu gefasst)
  - Die Orgel von Gottfried Silbermann, einmanualig, 1716, durch Jahn 1915/16 umgebaut und danach noch mehrfach verändert. 1743 Posaunenbass von Silbermann selbst eingebaut. 1898 Normalstimmung durch Versetzen des Pfeifenwerkes hergestellt und zwei Register zugefügt. 1916 zweites Manual als Schwellwerk durch Fa. Eule angebaut. Nur Metallpfeifen erhalten, Holzregister vom Wurm zerstört und ersetzt.
  - Nach Entwürfen von Ludwig Otto die Buntglasfenster von Bruno Urban, beide aus Dresden. Links die Darstellung, Petri Fischzug, rechts Verklärung, Auferstehung und Himmelfahrt in der Gestalt des auf einer lichten Wolke aufschwebenden Christus.
  - Im ersten Turmobergeschoss sogenannte Lutherstube von 1917 mit polychromer Schablonenmalerei.
  - Totenhaus: kleiner neuromanischer Bau aus Granitquadern, Pilastergliederung (Sandstein)
  - Kirchhof: mehrfach erweitert, zuletzt wohl 1861
  - Denkmäler/Soldatengräber:
    - a) Denkmal für KZ-Häftlinge, Rosengranit, Monolith, ca. 50 cm hoch (VDN-Denkmal)
    - b) Kriegerdenkmal Erster Weltkrieg (Choraußenseite): fünf Sandsteintafeln mit Namen der im Ersten Weltkrieg gefallenen Einwohner aus Oberbobritzsch, Sohra und Süßenbach, davor drei Treppenstufen
    - c) Kriegerdenkmal Zweiter Weltkrieg und Soldatengräber, Denkmal 2013 Steinmetz Haupt

  - Grabmale/Gedenktafeln:

  1. Gedenktafel für Carl Adolf Illgen, gefallen 1870
  2. Gedenktafel für Carl Friedrich Peste, gefallen 1866
  3. Gedenktafel für Carl Gottlob Grimmer, gefallen 1866
  4. Grabmal für Meister Johann Gottfried Grimmer (Gutsbesitzer), 1755–1821, gestiftet von der Gemeinde für „den Stifter der Grimmerschen Legate“ (Ortschronik 1882), aufwendig bearbeitetes Sandsteinwandgrab mit vorgeblendeter Ädikula, geschaffen vom Oberbobritzscher Bildhauer Waldmann
  5. Grabstein aus Sandstein, Inschrift nicht mehr lesbar, dekoriert u. a. durch Kornähren sowie Anker und Kreuz (für Glaube und Hoffnung)
  6. Doppelgrab Familie Geißler, Sandstein, um 1863
  7. Erbbegräbnis Familie Gabler/Lempe, geschliffener schwarzer Granit, Galvanoplastik einer Trauernden 1939

  - Bauten:
    - Kirchhofsmauer – Granit-Bruchsteine, den Kirchhof umschließend, mehrere Tore mit Steinpfosten
    - Grufthaus Erbgerichtsbesitzer Familie Höppner und Täschner, heute Goldbach, nach 1861, kleiner neuromanischer Bau aus Granitquadern, Pilastergliederung (Sandstein)

  - Gerätehaus: verputzter eingeschossiger Bruchsteinbau mit Satteldach, 2. Hälfte 19. Jahrhundert, zwei Türöffnungen
77. ↑  Dreiseithof (Kirchstraße 11 in Oberbobritzsch):

Ehemaliges Zweihufengut. Urkundlich belegt ist, dass das Gut sich 1500 im Besitz von Pet. Reffeler befand, ab 1553 im Besitz der Familie Baumgarten. Nach 1632 lag das Gut wüst. Ab 1638 im Besitz der Familie Glöckner (oder Baumgarten). 1818 ist urkundlich als Eigentümer der Erbrichter C. Gottlieb Jünger belegt.

Das Gut brennt 1852 vollständig ab und wird 1853 am heutigen Standort neu aufgebaut. Die Wohn- und Wirtschaftsgebäude blieben weitgehend original erhalten.

1997 erfolgten Sanierungsarbeiten, wobei das ursprüngliche Erscheinungsbild der Gebäude weitgehend gewahrt blieb.

Somit dokumentiert dieser einheitlich gebaute Hof eindrucksvoll das ländliche Bauhandwerk und die Wohn- und Lebensbedingungen der Mitte des 19. Jahrhunderts, woraus sich der baugeschichtliche und sozialgeschichtliche Wert der Hofanlage ableitet. Zugleich prägt der Hof durch seine isolierte Lage und Authentizität das Landschaftsbild maßgeblich.
78. ↑  Vierseithof (Lichtenberger Straße 10 in Oberbobritzsch):

  - Wohnstallhaus: westliches Gebäude, giebelständig zur Lichtenberger Straße stehend, um 1800 erbaut, neben dem Gebäude an der Einfriedung bzw. Torpfeilern zwei Datierungsinschriften, die sich eventuell auf das Wohnhaus beziehen könnten – „1856“, „C.F.S.“ und „1792“, die Bezeichnungen 1856 und C. F. S. gehören zusammen und weisen auf eine Baumaßnahme 1856 möglicherweise am Wohnhaus durch den Bauherren C. Friedrich Schneider hin, die andere Jahreszahl „1792“ könnte ein Hinweis auf die Bauzeit des Wohnstallhauses sein, nach der Konstruktion des Hauses zu urteilen, wäre eine Erbauung um 1800 möglich, 1856 könnte es sich um Baumaßnahmen handeln, Erdgeschoss massiv, Sandsteingewände, Obergeschoss Fachwerk mit kräftigen Ständern, originale Fenster, hohes Satteldach, zweifarbiger Schiefer, Stall mit Kreuzgratgewölben auf Porphyrsäulen

  - Ausgedinge: im Süden des Hofes, traufständig zur Lichtenberger Straße stehend, bezeichnet mit „C.G.L.S. 1796“, Bauherr dürfte C. Gottlieb Schneider sein, dem zu diesem Zeitpunkt der Hof gehörte, Erdgeschoss Bruchsteine, Obergeschoss Fachwerk, Ladeluke, Taubenschlag, daneben Sandstein-Torpfeiler mit profilierter Deckplatte und Mauer (Reste einer Toreinfahrt – Streichung 2015)
  - östliches Seitengebäude: Erdgeschoss massiv, (LPG-Nutzung), Obergeschoss Fachwerk, Ladeluken (heuaufzug), in Bruchsteinmauer an der Hofseite befindet sich ein in das Bruchsteinmauerwerk eingelassener Stein mit Inschrift „1732 G. F. S.“ (Hinweis auf Bauherrn Gottfried Schneider), es ist davon auszugehen, dass dieser Stein vom Vorgängerbau stammt, das Seitengebäude wurde 1885 als „Futterschuppen“ für den Bauern Friedrich Klemm neu erbaut nach Bauentwurf des Baumeisters L. Schumann aus Chemnitz, im Erdgeschoss befanden sich ein Pferdestall, ein Wagenschuppen und im Obergeschoss der Heuboden
  - Scheune: Steinsockel, sonst Fachwerk mit Drempel, große Holzschiebetore

Frühester urkundlich belegter Eigentümer war Mart. Krumbholz, 1514 Ant. Heber, ab 1550 Fam. Wetzel, 1633 Eigentümer und Frau verstorben, danach 21 Jahre wüst gelegen, 1654 Eigentümer Mart. Höler, 1684 brennen alle Gebäude ab, wechselnde Besitzer, ab 1708 Fam. Schneider, 1879 im Eigentum von Gutsbesitzer Friedrich Klemm.
79. ↑  Alte Schulbrücke in Oberbobritzsch:

Einbogige Brücke aus Bruchsteinen (Gneis) über die Bobritzsch, Geländer und Mauerkrone neu, starkes Gefälle zum erhöht verlaufenden Schulweg, heute schmale Fußgängerbrücke mit gemauerten Brüstungen, bezeichnet am Schlussstein 1900 unterstromseitig – vermutlich Hinweis auf grundhafte Reparatur, Gesamtlänge 17,60 m, Gesamtbreite 3,80 m, Gehwegbreite ca. 3 m (Gesamtbreite 1985 betrug 3,5 m), Gesamthöhe 4,80 m, lichte Höhe 3,80 m, lichte Weite 7,00 m, singuläres Bauwerk im Gemeindegebiet, vermutlich auch im Landkreis, saniert, ursprünglich (noch im Jahr 2000) aus zwei Brückenteilen bestehend, die mit Stahlankern miteinander verbunden wurden, im Jahr 2000 wurde die eine damals einsturzgefährdete Brückenhälfte abgebrochen (vermutlich Ursprungsbau aus dem 18. Jahrhundert) und die besser erhaltene Hälfte (Reparatur von 1900) saniert, somit war die Brücke nur noch als Fußgängerbrücke zu nutzen, die vorgenannte Einschätzung und vermutete Baugeschichte ist Teil der denkmalschutzrechtlichen Genehmigung zur Wiederherstellung der Brücke vom Landratsamt Freiberg, datiert 22. Juli 2004, weiterhin Aufmaß Wagenbreth 1985.
80. ↑  Bauernhof (Wiesenweg 3 in Oberbobritzsch):

Häusleranwesen, bestehend aus Wohnhaus, Nebengebäude und Keller. Nach 1750 wurde das Wohnhaus erbaut. 1853 wird C. Gottlieb Hantzschmann Eigentümer des Grundstücks. Er ließ 1870 das Nebengebäude als Werkstatt errichten. Neben dem Wohnhaus befindet sich ein Keller.

Das in einer Wiesenaue stehende zweigeschossige Wohnhaus umfasst neben den Wohnräumen auch einen Stall- und Scheunenteil. Wie in dieser Landschaft im 18. Jahrhundert üblich, wurde das Erdgeschoss aus Bruchsteinen gefügt und verputzt. Das Fachwerkobergeschoss erhielt zum Wetterschutz eine Verbretterung. Einige Fensteröffnungen des Obergeschosses sind leicht vergrößert. Der zweigeschossige Scheunenteil, ein verbretterter Fachwerkbau, ist mit dem Wohnhaus verbunden. Abgeschlossen werden der Wohn- und Scheunentrakt durch ein gemeinsames steiles Satteldach. Unmittelbar links neben dem Wohnhaus befindet sich der aus Bruchsteinen gefügte Kellerhals eines Kellers, welcher möglicherweise zeitgleich mit dem Wohnhaus entstand. Zum Grundstück gehört auch die 1870 errichtete Werkstatt, ein traditioneller verbretterter Fachwerkschuppen mit Satteldach.

Das Bauensemble beeindruckt trotz der erwähnten leichten baulichen Veränderungen am Wohnhaus durch seine authentisch erhaltene traditionelle Bauweise, woraus sich ein baugeschichtlicher Wert ableiten lässt. Zugleich prägt das Anwesen das Ortsbild.
81. ↑  Bauernhof (Wiesenweg 5 in Oberbobritzsch):

Häusleranwesen, bestehend aus Wohnstallhaus und später erbauter Scheune. Laut Chronik wurde das Wohnhaus 1750 erbaut. 1865 gehörte das Häusleranwesen dem Wagner C. Gottlieb Zimmermann, der 1877 (Schlussstein des Türportals, laut Chronik 1880) die dem Wohnhaus gegenüberliegende Scheune errichten ließ.

Das bereits 1997 denkmalgerecht sanierte Wohnstallhaus ist ein für seine Entstehungszeit typisches zweigeschossiges Fachwerkhaus mit massivem Erdgeschoss und steilem Satteldach. Auch die Scheune ist ein für seine Entstehungszeit typischer Bau, bereits im Erdgeschoss massiv aus Bruchsteinen gemauert mit niedrigem Fachwerkdrempel (verbrettert), abschließend mit flachgeneigtem Satteldach. Beide Gebäude dokumentieren insbesondere durch ihren guten Originalzustand das ländliche Bauhandwerk ihrer Entstehungszeit. Neben dem daraus resultierenden baugeschichtlichen Wert kommt den Bauten als Zeugnis der Arbeits- und Lebensbedingungen der Häusler ein sozialgeschichtlicher Wert zu. Das Anwesen prägt durch seine besondere Lage in der Wiesenaue das Ortsbils maßgeblich.
82. ↑  Bauernhof (Wiesenweg 7 in Oberbobritzsch):

Der älteste Teil des Anwesens dürfte das Wohnstallhaus sein, ein zweigeschossiger Fachwerkbau mit massivem Erdgeschoss und Fachwerkobergeschoss, abgeschlossen durch ein steiles Satteldach.

Ursprünglich befand sich im Obergeschoss über dem Hauseingang eine Tür im Bereich des oberen Mittelflurs. Im rechten Winkel zum Wohnhaus wurde die Scheune erbaut, ein vermutlich zweigeschossiger verbretterter Fachwerkbau, ebenfalls mit Satteldach. Die Scheune könnte um 1800 erbaut worden sein und zu einem späteren Zeitpunkt mit dem Wohnhaus durch einen massiven Zwischenbau verbunden worden sein. An die abgewandte Traufseite des Wohnhauses wurden im Laufe der Zeit Anbauten in landschaftstypischer Bauweise mit massivem Erdgeschoss und verbrettertem Fachwerk im Obergeschoss angefügt. Im Erdgeschoss dieser Anbauten gibt es eine zweijochige Kumthalle (eventuell Pferdestall?). Laut Chronik wurde das Häusleranwesen nach 1700 errichtet. 1864 gehörte es dem Schuhmacher C. Heinrich Hantzschmann. Der Gebäudekomplex dokumentiert das ländliche Bauhandwerk verschiedener Jahrhunderte und zeugt von der Kontinuität ländlichen Bauens über viele Jahrhunderte.
83. ↑  Kriegerdenkmal in Sohra:

Am 29. Mai 1921 wurde das Denkmal für die im Ersten Weltkrieg gefallenen Kameraden der „Freiwilligen Löschmannschaft Sohra“ eingeweiht. In seiner Gestaltung erinnert das Denkmal an ein Portal, in dessen Mitte der eigentliche Gedenkstein mit Inschrift, bekrönt von einem „Eisernen Kreuz“ angeordnet wurde. 1992 wurde das aus Porphyrtuff bestehende Denkmal mit einer neuen Schrifttafel mit folgendem Text versehen: „Zum Gedenken der Gefallenen des Ersten und Zweiten Weltkrieges und den verstorbenen Kameraden der Fachwerk Sohra“. Die ursprünglich auf dem Mittelstein befindliche Inschrift mit den Namen der Gefallenen war nicht mehr lesbar. Da kein Denkmal für die Gefallenen des Zweiten Weltkrieges nach dem Zweiten Weltkrieg aufgestellt worden war, verband man die notwendige Denkmalrestaurierung mit einer Umwidmung des bestehenden Kriegerdenkmals. Die Namen der Gefallenen stehen nun auf zwei Porphyrsteinen, welche beiderseits des ursprünglichen Denkmals aufgestellt wurden. Da in Ostdeutschland insbesondere im ländlichen Bereich nur selten Denkmale für die Gefallenen des Zweiten Weltkrieges aufgestellt wurden, war es offensichtlich ein Bedürfnis für die Bevölkerung der jeweiligen Gemeinden, die Kriegerdenkmale für die Gefallenen des Ersten Weltkrieges nun auch den Gefallenen des Zweiten Weltkrieges zu widmen. Anlässlich des 110-jährigen Jubiläums der Fachwerk Sohra wurde am 1. Juni 2002 die zuvor neu gestaltete Denkmalanlage geweiht. Das Gedenken an Verstorbene der Freiwilligen Feuerwehr mit diesem Denkmal zu verbinden ist jedoch eher ungewöhnlich.

Der Denkmalwert des Kriegerdenkmals als Erinnerungsstätte für Bürger des Dorfes, die oft mit sehr jungen Jahren ihr Leben verloren, ergibt sich aus der großen ortsgeschichtlichen Bedeutung.
84. ↑  Wegesäule in Sohra:

Laut Generalverordnung der Königlichen Kreisdirektion und des Finanzministeriums Dresden sollten um 1850 die für die Fahrpost geeigneten Straßen neu vermessen und mit Entfernungsanzeigern versehen werden.

Mit dieser Arbeit sollte am 1. September 1858 begonnen werden. Der Gemeinderat von Sohra folgte dieser Anweisung mit ihrer Sitzung am 27. August 1863, in der die Aufstellung einer Wegesäule an der Straßenkreuzung der Straßen zwischen Oberbobritzsch, Niederbobritzsch, Colmnitz und Pretzschendorf beschlossen wurde. Die heute neben dem ehemaligen Gasthof von Sohra stehende Wegesäule wurde 1863/64 aufgestellt. Es handelt sich um eine 2 m hohe Sandsteinsäule mit einer Grundfläche von 0,32 × 0,32 m. Die Inschriften lauten auf der Vorderseite „5,9 km Niederbobritzsch; 11,9 km Freiberg“ und auf der Rückseite „6,1 km Friedersdorf; 3,0 km Colmnitz“.

Bis 1971 stand die Säule am heutigen Standort, wurde dann aber umgefahren und beschädigt. 2004 wurde sie von örtlichen Handwerkern und Restauratoren wieder hergestellt und restauriert. Am 26. Mai 2006 konnte sie wieder feierlich eingeweiht werden. Mit denkmalschutzrechtlicher Genehmigung wurden die Entfernungsangaben nach Pretzschendorf und Oberbobritzsch ergänzt, die zuvor auf der Säule fehlten. Dabei wurde die Original-Inschrift „Sohra“ im oberen Teil der Säule herausgemeißelt und verschlossen. Stattdessen wurde die Auflage erteilt, die Inschrift „Commun Sohra“ an der unbeschrifteten Fläche der Wegesäule einzufügen.
85. ↑  Butze-Gut in Sohra:

Ehemals Vierhufengut, 1752 im Besitz von Caspar Butze, danach Straßberger, dann wieder Butze.
  - Wohnstallhaus: langgestreckter, prächtiger Massivbau, 15:4 Achsen, Bruchstein, verputzt, Steingewände, kräftige Türstürze, bezeichnet mit „G. J. Butze“ und 1866, Mezzaningeschoss, Satteldach, Giebel mit Zwillingsfenstern, Eckquaderung, im Innern alte Wäschemangel (Rolle)
  - Scheune: Feldscheune, später Nutzung als Busgarage bzw. für gewerbliche Zwecke, Feldsteinbau mit Eckbetonung
  - Hofteich: vor dem Hof Ortsstraße 12, gehörte laut Ortschronik zum Gut Ortsstraße 13, möglicherweise im Zusammenhang mit dem Erlass der Dorffeuerordnung aus dem Jahr 1775 als Löschwasserteich, vermutlich auch als Fischzuchtteich, angelegt, bei Brandausbruch konnte Wasser aus dem Teich in den Sohrbach geleitet werden, so dass unterhalb des Teiches ausreichend Wasser zum Löschen bereitstand, der Teich wird zur Ortsstraße durch eine gut erhaltene Bruchsteinmauer abgegrenzt

Die ursprünglich ebenfalls zum Bauerngut gehörenden Wirtschaftsgebäude wurden auf Grund von Baufälligkeit vor 2015 abgebrochen.
86. ↑  Sohraer Schule:

Zweigeschossiger Massivbau mit leicht vorspringendem Mittelrisalit, Flachbogenfenster im Erdgeschoss, Obergeschoss mit geradem Sturz, Portal mit kräftig profiliertem Sturz, bezeichnet mit 1868 (am 5. Oktober 1868 Weihe), im Giebel Zwillingsfenster und Uhr, an der Hausgiebelseite Drillingsfenster, der ursprüngliche Dachreiter mit Glocke wurde 1967 abgerissen.

Die Grundsteinlegung zur Schule erfolgte am 23. April 1868, zur Bauzeit der Schule wurden in dieser 40 Schüler unterrichtet, gleichzeitig befand sich im Haus eine Lehrerwohnung. 1959 mit Ende des Schuljahres 1958/59 wurde der Schulbetrieb eingestellt, alle Schüler wurden nach Niederbobritzsch umgeschult. 1959 wurde in einem der Klassenräume das Gemeindeamt von Sohra untergebracht. 1974 nach Eingemeindung der Gemeinde Sohra nach Oberbobritzsch werden in den Gemeinderäumen ein Versammlungsraum für die Freiwillige Feuerwehr und Vereinszimmer untergebracht. 1980 teilweise Nutzung des Gebäudes als Poststelle und Gemeinde-Bibliothek. 1997 Verkauf des Schulgebäudes, seitdem privates Wohnhaus. 2005 Erneuerung der Fenster und des Außenputzes.
87. ↑  Erbgericht in Sohra:

  - Wohnstallhaus: Erdgeschoss massiv, Steingewände, originale Tür, Schlusssteine bezeichnet mit „J.G.B. 1839“, über dem Stall mit Pferd und 1843 (im Kern älter), Obergeschoss Fachwerk, zum Teil aufgeblattet, ein Giebel massiv, Stallscheunen über Winkelgrundriss, die nördliche Erdgeschoss massiv, Obergeschoss verbrettert, die östlich massiv, mit Mansarddach
  - Taubenhaus: kleiner Holzbau mit Krüppelwalmdach und Ausflugöffnungen
  - Scheune: vor 2015 zu Wohnhaus umgebaut, dabei äußeres Erscheinungsbild möglichst weitgehend erhalten, Bausubstanz vermutlich nur zu geringem Teil erhalten

1815 erwarb Joh. Gottlieb Baumgarten den Hof, er erhob nicht mehr den Anspruch auf den Titel „Erbrichter“. Damit verlor der Hof die Bezeichnung als „Erbgericht“. Ursprünglich hatte das Gut die Gast- und Schankgerechtigkeit. 1923 umfangreiche Umbaumaßnahmen. 1962 Abriss des ehemaligen Auszugshauses, welches links der Einfahrt stand. Seit 1985/86 stand der Hof leer, bis 2009 ein neuer Eigentümer den Hof erwarb und sanierte.
88. ↑  Hof (Ortsstraße 33 in Sohra):

  - Wohnstallhaus: 1865 durch den Gutsbesitzer Carl August Grahl erbaut, 1955/56 Essenbau, in Räumen des Erdgeschosses wird 1959 ein Erntekindergarten der LPG eingerichtet, hierfür erfolgten bauliche Veränderungen, zweigeschossiger Massivbau mit gemalter Putzgliederung, Zwillingsfenster, Tür mit kräftig profiliertem Sturz, bezeichnet mit „C.A.G. 1865“
  - Scheune und Seitengebäude: 1827 laut Schlussstein durch die damalige Eigentümerin des Gutes Johanne Dorothea Süße, geborene Hauptvogel erbaut, mächtige Bauten, im rechten Winkel aneinander gebaut, Erdgeschoss massiv, Obergeschoss Fachwerk, sehr guter Zustand, Schlussstein bezeichnet mit „JDK 1827“

Das Eineinhalb-Hufengut gehörte um 1600 Jacob Kröhner, welcher vermutlich 1632 verstarb, danach (nach Kriegs- und Pestzeit) lag das Gut mehrere Jahre wüst, die Gebäude fielen ein, 1636 wird das Gut zum Verkauf angeboten und wechselt im 17. und beginnenden 18. Jahrhundert mehrfach seine Besitzer, noch 1714 übernahm Georg Hauptvogel das Gut wüst und ohne Gebäude, aus dem Sächsischen Meilenblatt, Freiberger Exemplar Bl. 252 aus dem Jahr 1785 kann man entnehmen, dass die Hofanlage 1785 vollständig aufgebaut war und aus vier Gebäuden bestanden hat. Demzufolge muss man davon ausgehen, dass die im 18. Jahrhundert vorhandenen Wohn- und Wirtschaftsgebäude den Neubauten des 19. Jahrhunderts weichen mussten. Nach langer Nutzung durch die LPG erhielten die Eigentümer der 1950er Jahre den Hof 1993 zurück und sanierten diesen nachfolgend denkmalgerecht.
89. ↑  Kirchenschmiede (Hauptstraße 79 in Niederbobritzsch):

Ehemaliges Gärtneranwesen, laut Brandversicherungsunterlagen 1750 erbaut. Diese Aussage wird durch die Bauweise des Hauses bestätigt. 1847 erwarb Ernst Eduard Spörke die Gartennahrung. Nach 1870 wurde das Wohngebäude mit gewölbtem Stall Gemeindeeigentum, 1888 befand sich das Grundstück im Eigentum von Franz Anton Spörke und um 1926 im Eigentum von Hans Pech.
  - Vorderhaus: Erdgeschoss massiv, Obergeschoss Fachwerkkonstruktion verkleidet, originale Fensteröffnungen knapp unterhalb der Traufe, historische Haustür an der Giebelseite. Die Anordnung der Fensteröffnungen bestätigt die in den Brandversicherungsunterlagen genannte Bauzeit.
  - Anbau: Vermutlich ursprünglich Werkstatt, u. a. befand sich hier bis 1949 die ehemalige Sattlerei und Tapeziererei. Der Anbau weist die gleichen Konstruktionsmerkmale wie das Hauptgebäude auf.

Der Gebäudekomplex steht dominant an der Straßenabzweigung nach Sohra gegenüber dem Gemeindeamt, Pfarrhaus sowie der Kirche. Mit diesen Gebäuden prägt das Eckhaus maßgeblich das Ortsbild von Niederbobritzsch. Durch seine authentische Bauweise wird es zu einem eindrucksvollen Beispiel ländlichen Bauhandwerks des 18. Jahrhunderts und dokumentiert zugleich die Lebensbedingungen seiner Bauzeit. Daraus leiten sich die baugeschichtliche, sozialgeschichtliche sowie ortsbildprägende Bedeutung des Hauskomplexes ab.
90. ↑  Dreiseithof (Hauptstraße 93 in Niederbobritzsch):

1841 kauft Johann Wilhelm Reichert das Einviertelhufengut mit der alten Ortslisten-Nummer 40. Weitere Eigentümer waren um 1908 der Landwirt Paul Hermann Clauß, dann Alma Hilda verehelichte Schmieder geborene Clauß und um 1938 Kurt Schmieder.

Das Wohnstallhaus muss damals bereits gestanden haben. In Brandversicherungsunterlagen aus dem ausgehenden 19. Jahrhundert wird als Bauzeit das Jahr 1790 genannt. Danach soll das Wohnstallhaus dann 1924 umgebaut worden sein. Das heute noch existierende und ebenfalls unter Denkmalschutz stehende Seitengebäude wurde laut Brandversicherungsunterlagen 1820 erbaut und 1937 umgebaut.

Das Wohnstallhaus ist ein landschafts- und zeittypischer Fachwerkbau mit massivem Erdgeschoss mit Sandsteingewänden. Das abschließende Satteldach weist eine Biberschwanzdoppeldeckung auf. Das Seitengebäude entspricht in seiner Konstruktion dem Wohnstallhaus. Das Erdgeschoss besteht aus einem verputzten Bruchsteinmauerwerk. Das Fachwerk im Obergeschoss wurde vollständig verbrettert. Abgeschlossen wird auch dieses Gebäude durch ein Satteldach.

Beide Gebäude dokumentieren gut das regionale ländliche Bauhandwerk des ausgehenden 18. und 19. Jahrhunderts und zeigen aber auch, dass in der 1. Hälfte des 20. Jahrhunderts auch im Zusammenhang mit dem Heimatschutz auf eine traditionelle Bauweise geachtet wurde, die sich harmonisch in das Dorfbild einfügt. Insofern ergibt sich der Denkmalwert beider Bauten vor allem aus ihrem baugeschichtlichen Wert.
  - Wohnstallhaus: Erdgeschoss massiv, Sandsteingewände, Obergeschoss Fachwerk, Giebel verbrettert, doppelte Biberschwanzdeckung
  - Stallscheune: Bruchsteinbau mit verbretterter Holzkonstruktion, Segmentbogentor